# Dynastie Han
Pour les articles homonymes, voir Han.
206 av. J.-C. – 220
Entités précédentes :
- Dynastie Qin (-206)
- Dynastie Xin (23)

Entités suivantes :
- Dynastie Xin (9)
- Wei (220)
- Wu (220)
- Shu (220)

La dynastie Han (chinois simplifié : 汉朝 ; chinois traditionnel : 漢朝 ; pinyin : hàncháo ; chinois archaïque : ŋ̥ānh ḍhaw) régna sur la Chine de 206 av. J.-C. à 220 apr. J.-C. Deuxième des dynasties impériales, elle succéda à la dynastie Qin (221 - 206 av. J.-C.) et fut suivie de la période des Trois Royaumes (220-265).
Fondée par Liu Bang, chef de guerre d'origine paysanne révolté contre la dynastie Qin, elle compta vingt-huit empereurs. Première dynastie impériale par sa durée, elle se divise en Han occidentaux (西漢) ou Han antérieurs (前漢) (206 av. J.-C. - 9 apr. J.-C.), capitale Chang'an, et Han orientaux (東漢) ou Han postérieurs (後漢), (25-220 apr. J.-C.), capitale Luoyang, séparés par la courte dynastie Xin (9-23 apr. J.-C.) fondée par Wang Mang.
Les plus de quatre siècles de domination de la dynastie Han sont généralement considérés comme un des « âges d'or » de l'histoire de la Chine. L’accent est mis en particulier sur les premiers règnes des Han antérieurs, qui virent la stabilisation de l'institution impériale en Chine, après la courte domination des Qin (220-209 av. J.-C.) qui avaient certes vu le triomphe de l'idée d'unité des pays chinois mais n'avaient pas pu en assurer l'installation dans la durée, ce que firent les Han en assouplissant les velléités centralisatrices de leurs prédécesseurs. On met en particulier en avant le long règne de Wudi (141-87 av. J.-C.), durant lequel fut assuré le triomphe du pouvoir impérial sur les dynasties établies dans les provinces, fut mise en place l'idéologie confucéenne officielle des empires chinois, ainsi que vers l'extérieur la conduite de plusieurs expéditions couronnées de succès face aux peuples de la steppe et l'ouverture de la « route de la soie » en direction de l'Asie intérieure et des contrées situées en Occident.
La suite fut cependant moins glorieuse, avec l'affaiblissement de l'autorité des empereurs à la cour face aux ambitions des ministres issus des familles de leurs épouses principales, et celles des eunuques qui prirent progressivement l'ascendant sous les Han postérieurs. Dans l'empire, les grandes familles provinciales placèrent sous leur coupe une grande partie de la paysannerie, et gagnèrent en autonomie face au pouvoir central. Ce dernier s'effondra finalement sous l'action de coups de force à la cour et de révoltes populaires entraînant sa fragmentation à partir des années 180, même si le prestige des membres de la dynastie Han permit à celle-ci de subsister jusqu'en 220.
Du point de vue culturel, la période Han vit éclore de remarquables historiens (Sima Qian et Ban Gu), penseurs (Huainanzi, Dong Zhongshu, Wang Chong) et poètes. De son art, on connaît essentiellement ce qui a été exhumé lors de fouilles archéologiques dans les nombreuses tombes de la période, qui offrent également des informations inestimables sur les croyances des anciens Chinois sur l'au-delà. Toujours dans le domaine religieux, la fin de la période fut marquée par l'émergence des premiers courants taoïstes, ainsi que l'arrivée du bouddhisme en Chine depuis les routes venant d'Asie centrale.
En souvenir de cette dynastie, jusqu'à aujourd'hui, le groupe ethnique majoritaire du pays se désigne lui-même comme étant le « peuple Han ».

## Histoire politique et institutions
La période Han est divisée en deux grandes parties ayant chacune duré environ deux siècles. La première est celle des Han antérieurs, ou Han occidentaux car leur capitale, Chang'an, était située à l'Ouest. Dans la continuité de la dynastie Qin, dont elle assure le succès de l’œuvre impériale en triomphant des autonomies provinciales puis en connaissant une remarquable expansion territoriale, elle comprend les règnes les plus brillants de la période, qui mirent en place le cadre institutionnel qui devait perdurer durant les siècles suivants. Mais elle décline dans le courant du Ier siècle av. J.-C. avant d'être destituée par Wang Mang, fondateur de l'éphémère dynastie Xin. À celle-ci succède la dynastie des Han postérieurs, ou Han orientaux, en raison de la localisation de leur capitale Luoyang, fondée par un descendant des premiers empereurs Han issu d'une branche mineure du lignage impérial. Cette seconde période est marquée par un phénomène de décentralisation marqué, qui voit les élites provinciales prendre leur autonomie, tandis que la cour était marquée par l'influence croissante des eunuques et de hauts dignitaires sur des empereurs effacés. L'effondrement de la dynastie se produisit à partir des années 180, et s'acheva par la division de l'empire.

### La fondation et la stabilisation de la dynastie Han

L'empire des Han antérieurs vers 195 av. J.-C., à la mort de Gaozu : les provinces (noir) et les royaumes (rouge).

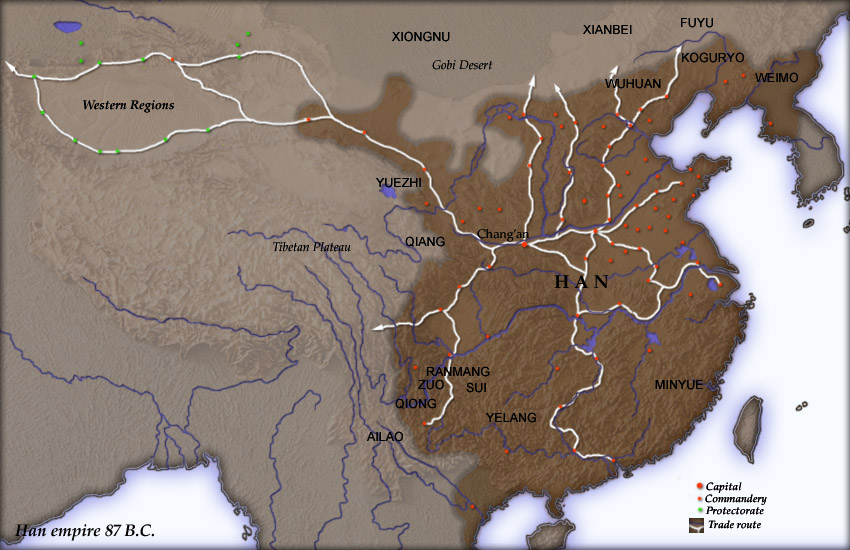
Carte de l'empire des Han antérieurs vers 87 av. J.-C., avec les protectorats extérieurs et les principaux axes de communication.

Durant les trois ans suivant la mort du premier empereur Qin, Qin Shi Huangdi (en 210), de nombreuses révoltes naquirent en Chine, aussi bien populaires que venant des descendants de l’aristocratie des Royaumes combattants supplantée par les Qin. La première importante fut celle de deux officiers mécontents, Chen Sheng et Wu Guang (en). Parmi les chefs de la rébellion devenue générale, finirent par émerger deux figures principales : Xiang Yu, issu d'une famille de militaires de Chu, et Liu Bang, petit magistrat du comté de Pei d'extraction paysanne. En 207, ce dernier parvint à vaincre les restes de l'armée Qin et à prendre la capitale Xianyang. Xiang Yu, qui était le général le plus puissant, choisit de ne pas se proclamer empereur et de revenir à un modèle d'éclatement territorial tel qu'il prévalait avant les Qin, dans lequel il avait le statut de roi de Chu et d'hégémon. Il divisa l'empire en 18 royaumes attribués à des descendants des anciennes familles royales et des alliés. Liu Bang hérita d'un royaume nouvellement créé, celui de Han, qui devait son nom à sa localisation dans la vallée de la rivière Han (actuel Shaanxi méridional). Insatisfait de sa situation, il envahit la vallée de la rivière Wei, l'ancien cœur de l'empire Qin. Lors de la guerre qui éclata entre Xiang Yu et Liu Bang, le second émergea en vainqueur après sa victoire décisive à la bataille de Gaixia en 202 av. J.-C.. Il reprit le titre d'empereur (皇帝, huangdi) tel que forgé par les Qin, et fut désigné après sa mort comme Han Gaozu (202–195 av. J.-C.).
Gaozu conserva néanmoins les « royaumes » ou « principautés » (guo), laissés dans un premier temps à ceux qui parmi leurs anciens détenteurs l'avaient appuyé, ou attribués à ses compagnons d’armes de façon à asseoir son pouvoir, mais il privilégia de plus en plus leur concession à des membres de son clan, notamment ses fils, et à la fin de son règne il proclama que seuls ceux-ci devaient disposer de ces territoires. Pour le reste, il conserva les institutions des Qin, comme le reflète sa décision d'installer sa capitale à proximité de Xianyang, dans la ville nouvellement fondée de Chang'an (Paix éternelle). Il faisait reposer sa légitimité avant tout sur son triomphe sur ces derniers, qui faisaient de lui un personnage digne de la fonction impériale, à même de gouverner un empire pacifié. Il fut remplacé par son fils Huidi (195-188 av. J.-C.), personnage effacé qui laissa en fait les rênes du pouvoir à sa mère, l'impératrice douairière Lü, qui dirigea de fait l'empire après sa mort de 187 à 180. Elle élimina plusieurs des anciens compagnons de Gaozu qui avaient tenté d'exercer une autorité plus importante, ainsi que plusieurs de ses fils qui avaient acquis trop d'influence à ses yeux, et éleva à leur place des membres de son propre clan (auxquels elle attribua des royaumes malgré l'interdit posé par son défunt époux). Wendi (179-157), fils de Gaozu ayant été épargné par ces purges, se débarrassa du clan de l'impératrice après sa mort, tout en poursuivant la politique consistant à rabaisser le pouvoir des princes, car au sein du clan impérial s'élevaient des rivaux pour l'empereur. L'empereur suivant, Jingdi, dut ainsi affronter en 154 av. J.-C. la révolte des sept princes (Wu, Chu, Zhao, et quatre principautés du Shandong) dont l’instigateur était le prince de Wu, Liu Pi. Elle fut réduite au bout de trois mois. Les principautés revinrent ainsi progressivement sous contrôle impérial.
Wudi (141-87), successeur de Jingdi, hérita donc d'un empire pacifié dans lequel son autorité n'était pas menacée, en dépit de la révolte de son oncle Liu An, prince de Huainan, matée en 124. Par sa longévité et son tempérament autoritaire — puis paranoïaque sur la fin de ses jours — il fut l’empereur le plus puissant de la dynastie. Il consolida l'empire par ses mesures administratives centralisatrices, qui aboutirent notamment à renforcer les finances, et initia une politique de conquêtes qui repoussèrent les limites de l'empire dans des contrées très éloignées de celles dominées par ses prédécesseurs.

### Le développement des institutions impériales
Le premier siècle de la domination de la dynastie Han a ainsi vu la stabilisation de l'empire, après l'échec des Qin. Cela fut accompli en reprenant largement l'héritage de ces derniers, mais en procédant également à divers remaniements aboutissant à un empire moins centralisé et autoritaire, supprimant progressivement les mesures les plus brutales de son prédécesseur. Ces institutions et pratiques politiques posèrent les bases pour les empires chinois ultérieurs.

#### L'empereur et l'administration centrale

##### Idéologie et fonctions impériales
Le lignage Liu d'où sont issus les empereurs de la dynastie Han devait sa légitimité au triomphe de son fondateur, Liu Bang/Gaozu, dont on estimait que les mérites se transmettaient à ses successeurs, permettant une transmission héréditaire du pouvoir. L'empereur (huangdi) ne fondait pas son autorité sur la victoire militaire, et l'émergence de brillants généraux ne le menaçait pas vraiment. Les penseurs de l'époque des Royaumes combattants avaient forgé chacun à leur manière l'image de l'empereur idéal, érigé en figure supérieure, garante de la permanence et de la stabilité de l'empire, qu'il assurait pour ainsi dire par sa seule présence (voir plus bas), consacrée par l'unification des Qin. Suivant les principes hérités des Zhou et remis en avant par les lettrés de tendance confucéenne (avant tout Dong Zhongshu), il est le « Fils du Ciel », sa dynastie ayant reçu de la divinité suprême céleste un « mandat » en raison de ses mérites. L'empereur était donc le chef de l'administration, le juge suprême de l'empire. Il était également son grand prêtre, accomplissant les rituels aux divinités les plus importantes, en premier lieu le Ciel. Les empereurs les plus actifs participaient effectivement à la prise de décision, mais d'autres étaient plus effacés. Le précepte d'origine taoïste du « non-agir », mis en avant par certains penseurs, prévoyait que le monarque ne devait pas diriger en personne, mais déléguer à ses subordonnés. Il devait attirer à lui, repérer et élever les plus méritants. L'autorité devait donc absolument découler de l'empereur mais elle était concrètement exercée par d'autres. Du fait de sa fonction qui le plaçait au-dessus du commun des mortels, le souverain se devait d'être peu visible, difficilement accessible, et donc il se déplaçait rarement dans l'empire, ne conduisait pas les troupes au combat, et son image ne faisait pas l'objet d'une propagande.
Concrètement, le pouvoir impérial se transmettait en général de père en fils (plus rarement au frère cadet). L'empereur désignait un héritier, en principe le fils de son épouse principale, qui pouvait être déchu de cette fonction au profit d'un autre fils. Le succès de ce principe, qui fut respecté même sous des empereurs à personnalité effacée dont la cour était dominée par des ministres ou des eunuques, illustre le triomphe de l'institution impériale chinoise et de l'idéologie confucéenne qui la supportait. Le nouvel empereur était intronisé en grande pompe, au moment des cérémonies funéraires de son prédécesseur qu'il dirigeait personnellement, devant tous les principaux dignitaires de la cour. Ceux-ci lui formulaient la requête de prendre le pouvoir, puis il pouvait monter sur le trône au cours d'une dernière cérémonie durant laquelle il recevait le sceau impérial symbolisant sa possibilité d'exercer pleinement sa charge de chef de l'empire. Une fois par mois, l'empereur tenait audience à la cour, organisant un banquet au cours duquel les dignitaires pouvaient s'adresser à lui. Les autres occasions de ses apparitions publiques étaient les fêtes et rituels religieux liés à sa fonction. En dehors de cela, l'empereur paraissait rarement en public, sa fonction impliquant qu'il soit un personnage peu accessible. Il passait sa vie dans la « cour intérieure », ses appartements du palais impérial, ou bien dans une de ses résidences secondaires de la capitale et de ses alentours. Les plus vastes complexes palatiaux de Chang'an étaient celui de Weiyang, comprenant une quarantaine de bâtiments dans une enceinte de 2 150 × 2 250 mètres, et celui voisin de Changle, tout aussi imposant.
Avec des monarques vivant reclus et s'impliquant de moins en moins dans les affaires de l'empire, le pouvoir tendit à être exercé par ceux qui avaient accès à la cour intérieure : épouses, eunuques, clan impérial et ceux qui étaient liés à celui-ci par des mariages. À l'inverse, la bureaucratie, en dépit de son rôle important et de la possibilité qu'elle avait de présenter des remontrances à l'empereur sur la gestion de l'empire, n'exerça jamais la direction effective de l'empire conjointement avec l'empereur comme cela a pu parfois être avancé.

##### L'administration centrale
Les plus proches conseillers de l'empereur étaient les Trois Ducs (sangong) et les Neuf Ministres (jiuqing). Les premiers étaient en théorie les plus proches de l'empereur, supervisant la direction des affaires de l'empire. Ces titres n'étaient apparemment pas systématiquement attribués à une personne, et leur nom ainsi que leurs attributions liées ont pu évoluer. Le plus important était sous les Han antérieurs celui portant le titre de chancelier (chengxiang), qui secondait l'empereur pour de nombreuses tâches, et qui fut parfois confié à deux personnes en même temps. Les deux autres étaient le secrétaire impérial (yushi dafu) qui surveillait l'administration et le Grand commandant (taiwei) qui avait un rôle militaire, remplacé sous le règne de Wudi par le Général en chef (da sima). Les Neuf Ministres, qui n'étaient pas subordonnés aux Trois Ducs, avaient chacun un domaine de compétence défini, à la tête de bureaux faisant d'eux les responsables de l'exécution des décisions impériales et de la conduite quotidienne de l'administration. Certains étaient liés au milieu de la cour, à savoir les chargés de l'administration du palais (guanglu xun), du clan impérial et de son domaine (zongzheng), des finances de l'empereur (le « Petit Trésorier », shaofu), de la réception des ambassades et hôtes (da honglu), de la garde impériale (weiwei) et des déplacements de la cour (taipu) ; d'autres avaient des compétences s'étendant sur l'empire, comme les ministres des rites (taichang), de la justice (tingwei) et de l'agriculture (da sinong, qui gérait la majorité des impôts). Ces bureaux avaient une myriade de services sous leur contrôle, qui ont beaucoup évolué au fil du temps ; le ministre des rites dirigeait ainsi des services chargés de l'astronomie/astrologie, des danses, des tombes impériales, ou encore des écoles officielles. Durant le Ier siècle av. J.-C., le service du Secrétariat impérial (shangshu) issu de l'administration de la cour intérieure tendit à devenir le plus important, son directeur supplantant progressivement le Chancelier.

#### L'administration de l'empire

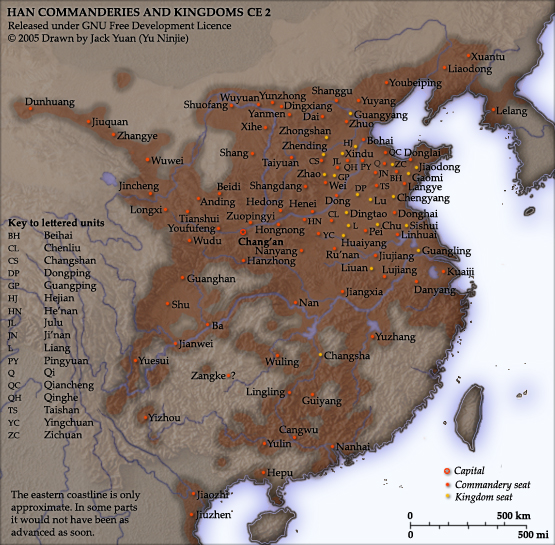
Royaumes et commanderies des Han occidentaux d'après le recensement de l’an 2. La plus forte concentration de commanderies dans la plaine Centrale reflète la plus grande densité de peuplement dans cette partie de la Chine.

L'empire des Han était vaste d'environ 7 millions de kilomètres carrés et peuplé d'environ 59 millions de personnes d'après les données du recensement de 2 apr. J.-C. Cette taille impliquait une grande variété de types de territoires. La majeure partie de la population était répartie dans les régions agricoles riches du Nord, autour de deux sous-ensembles séparés par les passes de la boucle du fleuve Jaune : la région de la rivière Wei et de Chang'an (le Guanzhong, l'« Intérieur des Passes ») et la plaine Centrale, irriguée par le cours moyen du fleuve Jaune, autour de Luoyang (le Guandong, l'« Est des Passes »). Les régions méridionales autour du Yangzi et encore plus au Sud, ainsi que les régions au Nord-Est et au Nord-Ouest étaient moins densément peuplées, et les communications y étaient peu aisées en dépit des efforts de construction des routes mis en œuvre dès les Qin.

##### Le contrôle des provinces
Gaozu avait repris des Qin la division du territoire en commanderies (jun) dont les gouverneurs étaient désignés par le pouvoir impérial et dont la rétribution était équivalente à celle d'un ministre de l’administration centrale. Ils devaient rendre des rapports réguliers sur leur situation, mais avait jugé bon pour s’attacher les fidélités de distribuer des fiefs (guo, « pays » ou « royaumes ») à des princes (wang, terme désignant les rois dans l'Antiquité) anciens alliés ou membres du clan Liu, qui pouvaient transmettre cette fonction à leur successeur suivant un principe dynastique. Ils étaient situés dans la partie orientale de l'empire. C'était une manière de composer avec les autonomies provinciales, qui conservaient le souvenir des royaumes annexés par les Qin à peine une vingtaine d'années avant la prise de pouvoir des Han, et étaient donc particulièrement vivaces, étant un facteur décisif dans l'effondrement des Qin. Sous les premiers empereurs Han, les princes prirent des libertés vis-à-vis du pouvoir central, allant jusqu’à promulguer leurs propres lois, faisant planer le spectre d'un retour des autonomies régionales susceptibles de mettre en péril l'unité de l'empire. Sans supprimer les royaumes, moyen de récompense utile, les empereurs Wendi, Jing di et Wudi les ramenèrent dans le giron de l’empire : leurs détenteurs furent obligés à venir à la capitale chaque année pour rendre compte de la situation de leur apanage et rendre hommage à l'empereur, perdirent le contrôle de la désignation des principaux fonctionnaires chargés de ces circonscriptions, et leur taille fut réduite. La situation de ces pays était donc réalignée sur celle des provinces, et les Han évitèrent de sombrer de la même manière que les Qin en trouvant une « voie moyenne » entre une centralisation excessive et une trop grande autonomie provinciale risquant de conduire à l'éclatement de l'empire. Sous les Han postérieurs, les royaumes furent supprimés.
En 106 av. J.-C., une nouvelle étape dans le contrôle des provinces était franchie avec la division de l’ensemble du territoire en treize (portées à quatorze peu après) préfectures (zhou), zones d’activités des ceshi, sortes de missi dominici accomplissant des tournées d'inspection dans les provinces. Celles-ci avaient des tailles très variées. Les provinces étaient en général plus réduites dans la plaine Centrale, qui était donc densément administrée, et plus vastes sur les marges de l'empire, souvent peu peuplées et mal contrôlées par leur administration. Elles avaient parfois un statut spécial de marche (dao). Dans certaines de ces régions, les Han s'étaient du reste contentés de placer sous leur autorité des royaumes autochtones. Les provinces étaient subdivisées en comtés (xian), ou en marquisats (hou) attribués à des membres de lignages secondaires de la famille impériale, reprenant à une échelle locale les principes des royaumes, leurs détenteurs ne disposant pas d'un véritable contrôle sur leur administration. Le dernier échelon administratif était celui du village ou des quartiers urbains (li) dirigés par des notables locaux. 156 textes administratifs inscrits sur des lamelles de bois et de bambou datés entre 16 et 11 av. J.-C. mis au jour à Yinwan dans le Jiangsu oriental documentent le fonctionnement d'une des provinces de l'empire Han, la commanderie de Donghai. Un rapport annuel destiné à la capitale indique ainsi qu'elle comptait une population de 1 394 195 habitants, encadrés par 2 203 fonctionnaires, avec d'importants revenus fiscaux couvrant à peu près ses dépenses.

##### Finances et mesures économiques
Le contrôle des provinces est avant tout essentiel pour les finances de l'empire. Les fonctionnaires provinciaux devaient tenir des registres de recensement de la population et des domaines agricoles de leurs circonscriptions, qui ont permis à deux reprises (en 2 et 140 de notre ère) de procéder à une évaluation de la population de tout l'empire, dont les chiffres sont cependant sans doute incertains, dépendant de l'honnêteté des recenseurs et de leur capacité à identifier toute la population, surtout dans les zones vastes et peu peuplées. Les taxes principales étaient de deux types : la première était un impôt foncier en nature prélevé sur les produits des exploitations agricoles ; la seconde était une capitation acquittée en monnaie, pesant sur les personnes. D'autres taxes étaient prélevées sur les échanges commerciaux. Les hommes adultes devaient également des journées de corvées à l’État, en particulier pour l'entretien ou la construction d'aménagements hydrauliques ou de routes, ainsi que le service militaire.
La politique économique des Han reposait, comme celle de leurs prédécesseurs Qin, sur la promotion de l'agriculture, vue comme la principale si ce n'est l'unique source d'enrichissement de la société. Les politiques agricoles firent donc l'objet de nombreux débats. On réclama souvent une politique de limitation de la taille des grands domaines agricoles pour éviter l'augmentation des disparités sociales. D'autres voyaient en revanche dans l'augmentation de la taille des domaines privés un moyen d'enrichissement de l’État, car cela augmentait la production et par suite la population, ses deux principales mannes. On débattait également sur la nécessité de contrôler les échanges commerciaux et les prix, souvent selon un parti-pris anti-mercantiliste, ce qui justifia la surveillance accrue des marchés. Les controverses furent également aigües sur la nécessité de monopoles sur l'extraction et la production de fer et de sel, qui furent instaurées en 119 av. J.-C. et persistèrent jusqu'à la fin de la dynastie.

##### Législation
Les souverains fondateurs de la dynastie Han avaient conservé les principes légistes guidant la législation de leurs prédécesseurs Qin, suivant lesquels la loi devait servir à discipliner le peuple, prévoyant des récompenses pour les plus méritants (titres honorifiques, terres, argent) et des châtiments pour ceux qui commettaient des délits. Aucun texte législatif de cette période n'a été conservé en totalité. Mais grâce aux textes historiques, en premier lieu le Traité juridique du Livre des Han, on en connait depuis longtemps des extraits ainsi que des débats précédent des décisions juridiques. Les documents juridiques exhumés dans une tombe de Zhangjiashan dans le Hubei en 1983-84, datés de 186 av. J.-C., ont fourni un éclairage complémentaire très appréciable.
Le droit était de nature pénale, prévoyant des peines graduées selon la gravité du crime commis. Gaozu passe pour avoir allégé la dureté des peines de l'époque Qin, mais cela n'est pas établi avec certitude. La sévérité était notamment exigée contre les meurtres, les vols, le rejet de l'autorité de l'empereur, de l’État ou des parents, mais aussi des crimes religieux (magie noire, non-respect des lieux sacrés). Dans la droite ligne des Qin, les règlements des Han insistaient également sur la probité des fonctionnaires, qui étaient châtiés en cas de détournement de fonds publics, de corruption, de réalisation de faux documents officiels, etc. Pour renforcer l'exemplarité de la peine capitale, les exécutions avaient lieu sur les places des marchés et les corps étaient ensuite exposés. Dans les faits, les membres des familles éminentes étaient moins passibles d'être punis durement, notamment parce qu'ils pouvaient éviter les châtiments corporels en payant des amendes ou en rendant des titres honorifiques dont ils disposaient, ce qui était impossible pour le commun des sujets de l'empereur. L'exercice de la justice était entre les mains des détenteurs de l'autorité administrative (gouverneurs de provinces et de comtés) et plus largement toute personne disposant d'une autorité hiérarchique sur une autre (un général envers ses soldats par exemple), ainsi que le chef de famille à l'intérieur de celle-ci (hors cas passibles de châtiments corporels ou condamnations à mort). L'empereur était l'autorité juridique suprême, édictant les lois et rendant parfois des jugements de première importance (cas de trahison).

#### Fonction publique

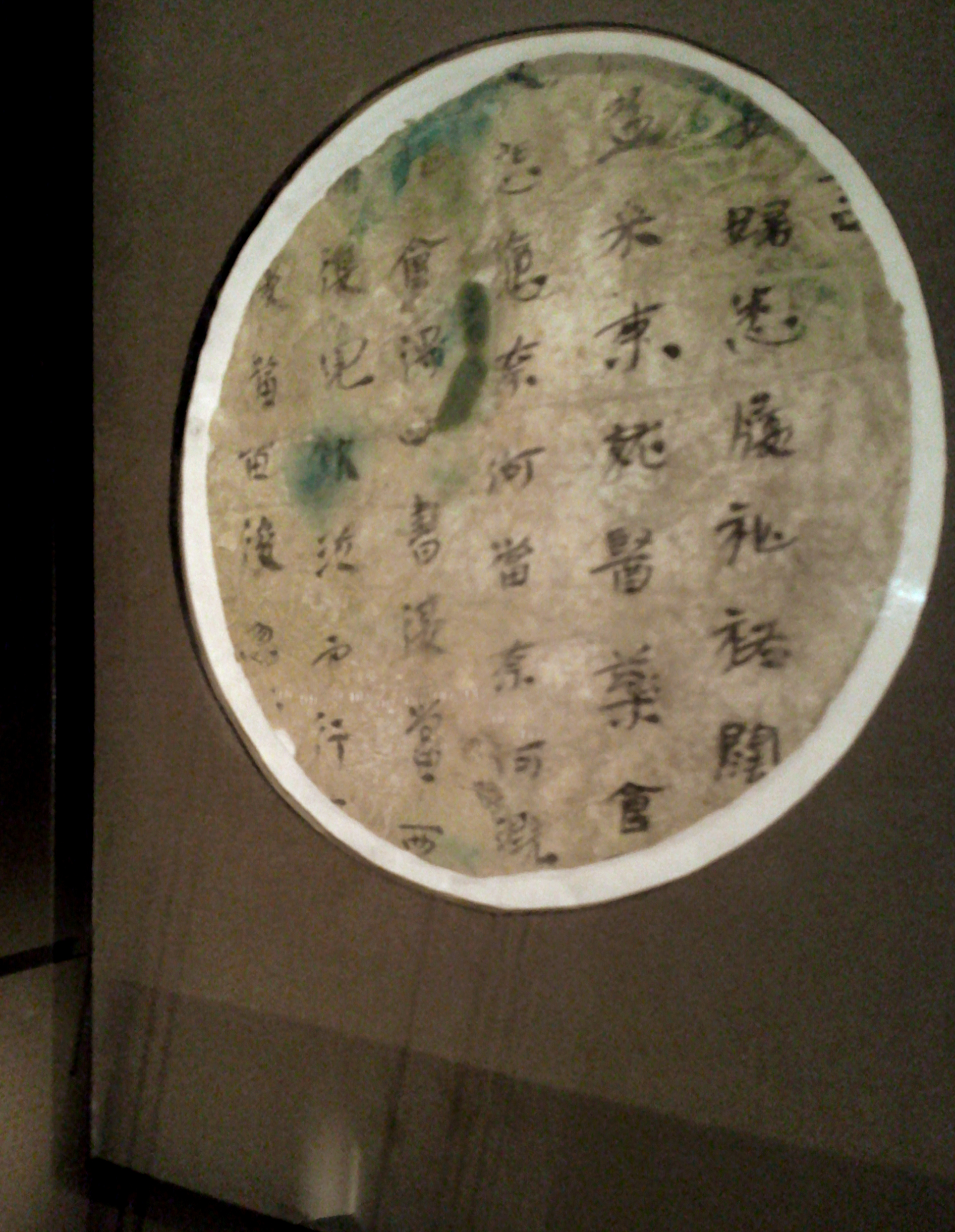
Manuscrit sur papier, une sorte de chanvre, écriture des scribes (lishu). Han de l'Est. Gansu. D. 17.5 cm.

La période de la dynastie Han voit le triomphe d'une organisation administrative reposant sur des fonctionnaires-lettrés caractéristiques de la civilisation chinoise. L'empire reposait sur une bureaucratie très nombreuse, localisée aussi bien dans la capitale que jusqu'aux échelons les plus petits de l'administration locale. Selon le Livre des Han, il aurait compté en 5 av. J.-C. 130 285 fonctionnaires, dont environ 30 000 dans la capitale, sans compter l'appareil militaire ; ces chiffres sont considérés comme réalistes. C'était un système très hiérarchisé, organisé en plusieurs grades offrant des avantages financiers évidents. Partageant une culture et une idéologie globalement homogène, marquée par les études confucéennes encadrées par l’État, ces lettrés-fonctionnaires travaillaient dans les bureaux de la capitale et également aux fonctions les plus importantes de l'administration des provinces (les postes subalternes étant occupés par des personnes plutôt formées sur le tas). Ces fonctions octroyant du pouvoir sur l'administration de l'empire et de ses ressources humaines et économiques, elles furent investies par les élites.
Dans l'optique d'une bonne administration de l'empire, ses fondateurs voulurent trouver des hommes suffisamment méritants et bien formés pour permettre le fonctionnement de ce système, tout en empêchant une trop grande concentration du pouvoir entre certaines mains. Le gouvernement central avait fait le choix de s'appuyer sur un système de recommandation émanant de fonctionnaires en place dans les provinces et dans l'administration centrale, chargés de débusquer et promouvoir les plus méritants. Ceux qui étaient envoyés à la capitale pouvaient être soumis à des examens servant à valider leurs compétences. À l'époque de Wudi, le système se précisa. Chaque chef de district devait présenter un quota de candidats aptes au service sous peine de sanctions. Déterminés dans une optique confucéenne, les critères de sélection étaient moraux et vagues : avant tout « piété filiale et incorruptibilité » (xiaolian). On recommandait ainsi entre 250 et 300 personnes chaque année. À des intervalles irréguliers les empereurs demandaient des recrutements exceptionnels (mais plus limités en nombre) de personnes au « talent florissant », expression qui fut remplacée aux débuts des Han postérieurs par celle de « talent abondant », qui devaient être présentés annuellement. Ils devaient en principe âgés de plus de 40 ans. Une Académie impériale fut créée sous le règne de Wudi pour parfaire l'instruction de ceux qui devaient servir aux fonctions les plus importantes. Les Han postérieurs approfondirent ce système, donnant plus de poids à l’examen qu’à la recommandation : en 132 il fut décrété que tous les candidats allant à la capitale devaient passer un examen ; en 178 une nouvelle école pour lettrés-fonctionnaires fut créée à Luoyang. Cette éducation était très marquée par le poids de la tradition confucéenne, mettant l'accent sur la maîtrise de l'écriture et des « classiques ».
Les personnes formées ainsi pouvaient servir dans l'administration centrale ou aux postes les plus importants de l'administration provinciale. De fait, le principe du choix des talents par des fonctionnaires déjà établis ne permit pas vraiment l'instauration d'un système méritocratique, puisque le choix pouvait être guidé par des principes familiaux (les fils de hauts dignitaires avaient un droit héréditaire à intégrer l'administration), clientélistes ou même financiers (vente de charges). Il y avait du reste toujours la possibilité de recommander des « talents » de façon informelle. La promotion ou la rétrogradation des fonctionnaires pouvait être faite aussi bien par le mérite que par les réseaux qu'ils étaient en mesure de se bâtir. Ils étaient tenus de rendre des rapports réguliers de leurs activités et étaient soumis à une réglementation tatillonne. Mais pour pouvoir connaître un avancement il valait mieux avoir des appuis haut placés, les rapports des supérieurs hiérarchiques étant très importants dans l'évolution de la carrière.

### L'expansion de l'empire vers les régions voisines

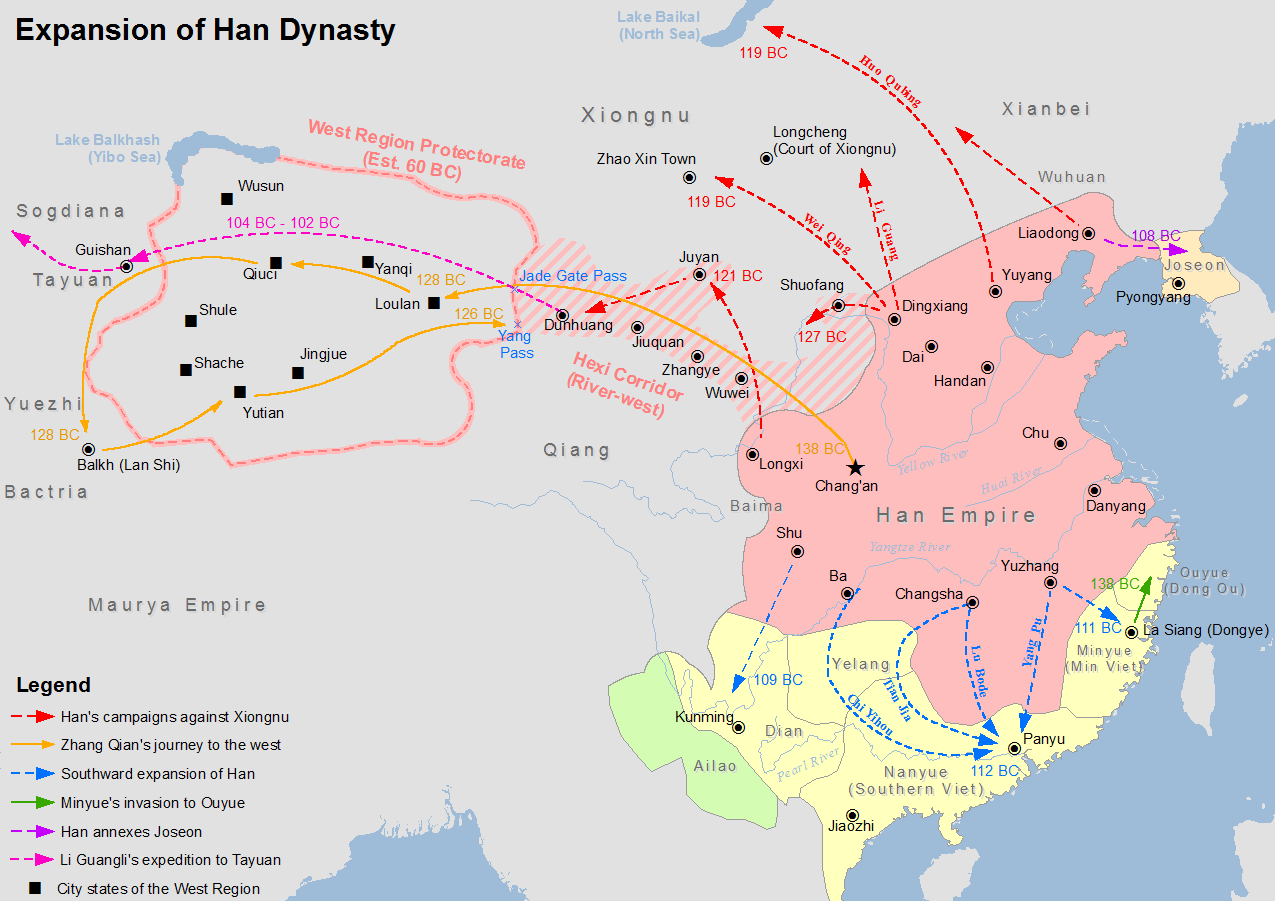
L'expansion de l'empire des Han au

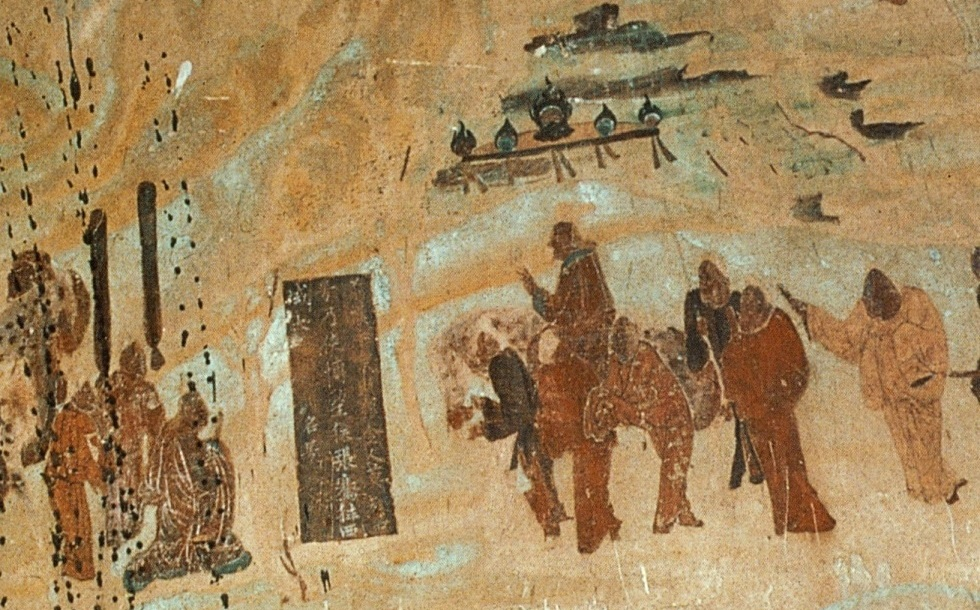
Expédition de Zhang Qian en Asie Centrale dépeinte sur une fresque de Dunhuang, grottes de Mogao, 618-712.

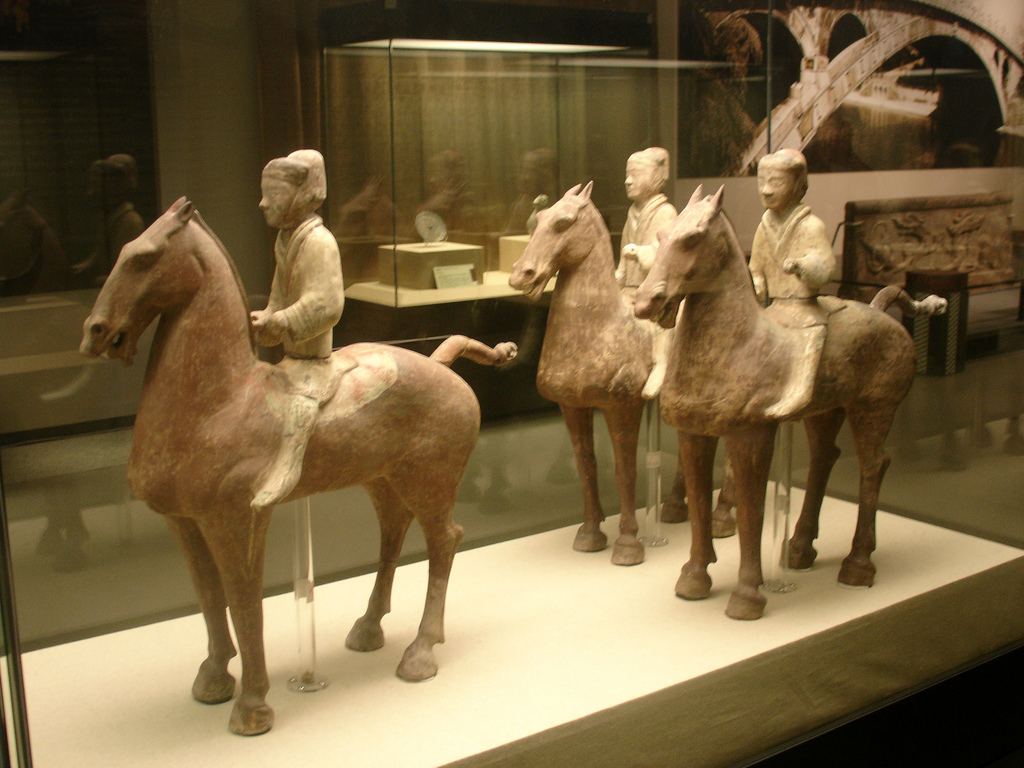
Statuettes funéraires de cavaliers, période des Han antérieurs, musée provincial de Hainan.

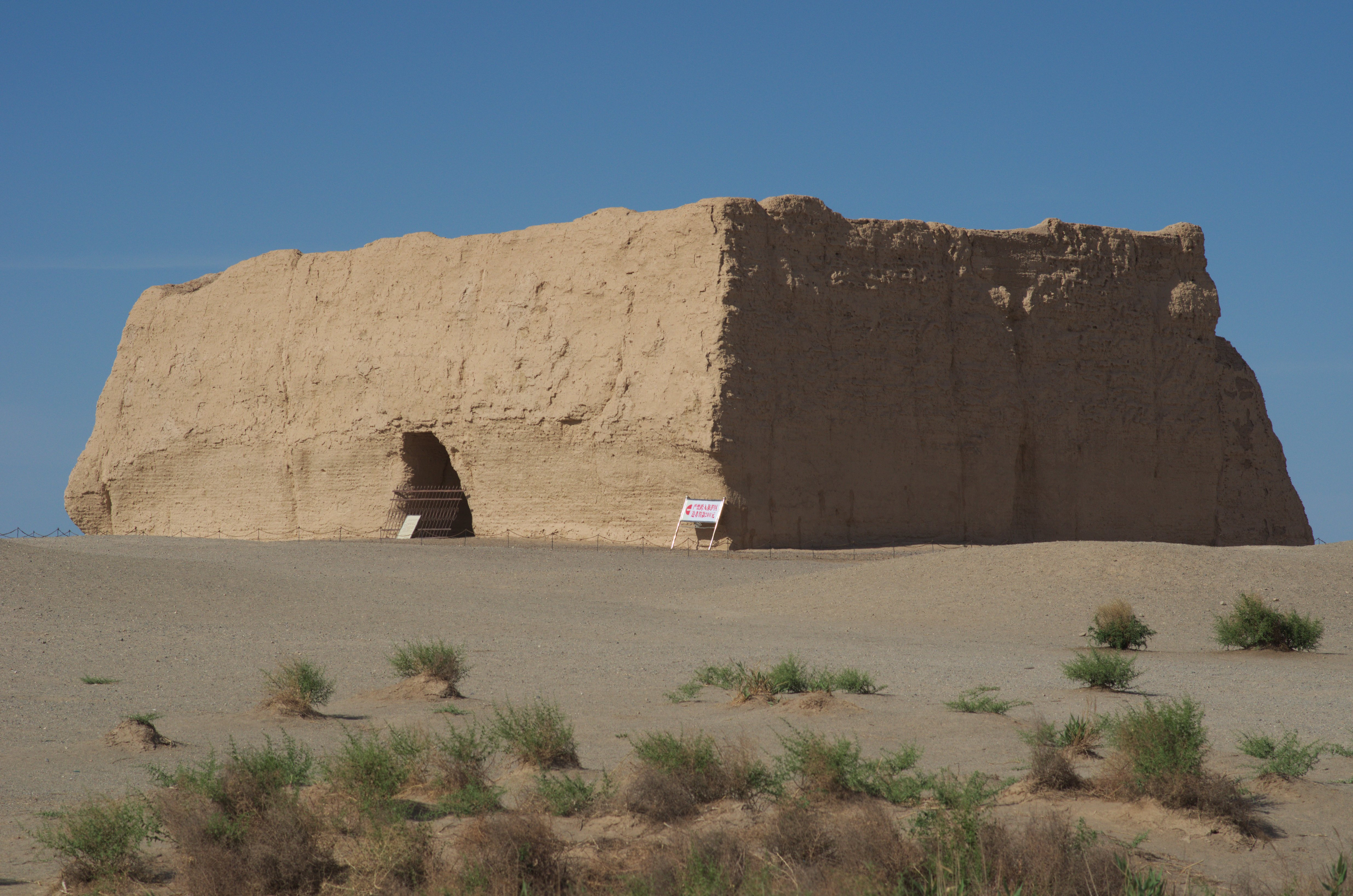
Porte de la passe de Yumen, datée de la période Han, située près de Dunhuang (Gansu) et servant pour le contrôle de la route reliant l'empire Han aux cités d'Asie intérieure.

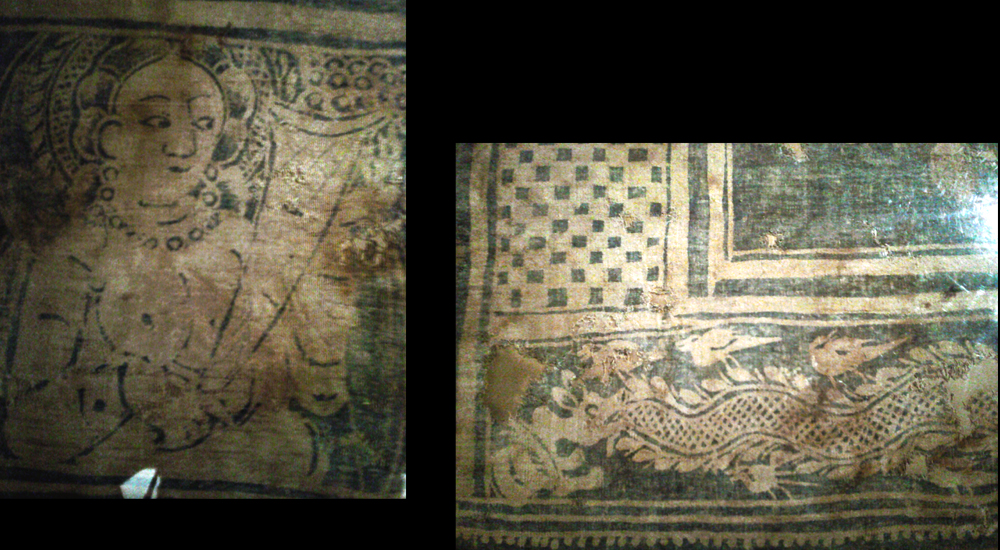
Époque des Han de l'Est. Coton teint en bleu, batik au bodhisattva. Niya, Xinjiang. Ürümqi, musée prov.

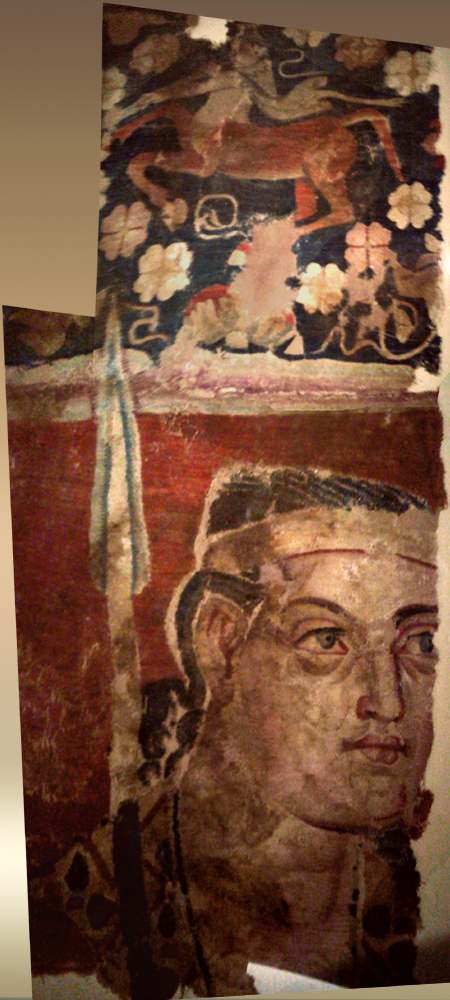
Tissage de laine : chevalier de facture hellénique. Époque des Han de l'Est. Shanpula, Xian de Lop, Xinjiang.

Une fois stabilisé et débarrassé des forces centrifuges qui le menaçaient de l'intérieur, l'empire des Han connaît une formidable expansion territoriale vers l'extérieur sous le règne de Wudi. Encore une fois, il s'agit de la poursuite d'une politique déjà menée par le Premier empereur Qin, mais elle la dépasse largement par ses succès. Se met alors en place un système diplomatique et militaire qui pose les bases des relations des futurs empires chinois avec les pays voisins, en particulier en direction de l'Asie intérieure. L'ouverture de la « route de la soie » est vouée à avoir des conséquences économiques et culturelles majeures sur la civilisation chinoise.

#### Nord et Asie centrale

##### La lutte contre les Xiongnu
Les royaumes chinois septentrionaux de l'époque pré-impériale étaient entrés en contact avec les populations du Nord ayant un mode de vie nomade ou semi-nomade. Ces contacts s'étaient soldés par des conflits, mais également des échanges, par exemple l'introduction de la cavalerie montée en Chine. Les Qin avaient mené une politique agressive contre ces peuples, et érigé la Grande muraille pour délimiter l'espace qu'ils souhaitaient contrôler et défendre. Ces attaques ont eu pour effet d'accélérer la constitution d'entités politiques chez ces peuples du Nord, en premier lieu chez les Xiongnu à l'extrême fin du IIIe siècle av. J.-C. Le fondateur de leur empire, Modu (269-147 av. J.-C.), était un chef de guerre qui avait rallié à lui de nombreuses tribus et s'était fait proclamer chanyu, titre de souverain suprême, avant de réussir à soumettre une vaste zone entre la Mandchourie et le bassin du Tarim. En 200 av. J.-C., les armées Han furent vaincues, et il fut donc décidé de reconnaître l'égalité de rang entre les souverains des deux empires, et d'acheter la paix au prix fort : des présents en or, soie et grains étaient expédiés chaque année à l'empire du Nord, et des princesses Han furent mariées à la famille impériale Xiongnu. Cette politique, qualifiée de « paix et amitié » (heqin) servait aussi une volonté de siniser cet empire pour le rendre moins menaçant. En 162 av. J.-C., un traité formalisa cette relation et délimita les sphères d'influence des deux empires, ou plutôt entre une zone « civilisée » et une zone « barbare » aux yeux des Chinois.
Cette politique ne s'avéra pas tenable, les Xiongnu ne respectant pas ce traité ni ceux qui furent conclus par la suite, et elle fut abondamment critiquée par différents conseillers comme Jia Yi et Chao Cuo (en), d'autant plus qu'elle était très coûteuse financièrement parlant. Les gouverneurs des provinces du Nord étaient en première ligne face à l'expansion des Xiongnu, et plusieurs furent tentés de se rallier à eux. Sous le règne de Wudi, une politique plus agressive fut choisie, facilitée par la fin des troubles internes à l'empire Han. Une première campagne échoua piteusement en 134 av. J.-C. L'année 126 av. J.-C. voit le retour à Chang'an de Zhang Qian, général envoyé en 139 vers l'Ouest pour chercher une alliance avec les Yuezhi, anciens ennemis des Xiongnu établis dans la région de l'Amou Darya. Il ne connut pas le succès sur ce point, mais son périple lui offrit une bonne connaissance des régions occidentales, et d'autres expéditions devaient suivre. Elles eurent pour conséquence d'ouvrir la Chine aux pays de l'Ouest, dont l'alliance fut recherchée, mais également avec lesquels les relations commerciales furent plus poussées, posant les bases de l'essor de la route de la soie au siècle suivant. Les offensives menées contre les Xiongnu commencèrent à porter leurs fruits, et connurent meilleure fortune entre 127 et 119, en particulier celles conduites par le général Wei Qing, tandis que l'arrêt du versement du tribut priva la chanyu de ressources primordiales. Cela entraîna la dislocation de la coalition de tribus qu'il dirigeait, et il ne fut plus une menace sérieuse pour l'empire Han.

##### Expansion militaire et diplomatique
Les expéditions de Zhang Qian en Asie centrale avaient fourni l'opportunité pour une expansion en direction de ces régions, une fois les Xiongnu affaiblis. Les Han recherchèrent d'abord l'alliance de deux puissants royaumes de ces régions, celui des Wusun et celui de Loulan, pour contrecarrer les possibilités d'expansion des Xiongnu. Une campagne menée en 108 aboutit à leur soumission. En 101 av. J.-C., une expédition parvint jusque dans la vallée de Ferghana, où les magnifiques chevaux de la région furent amenés à Chang'an au titre de tribut. Les décennies suivantes confirmèrent la prise de contrôle du Turkestan oriental par les Han, tandis que l'empire Xiongnu se divisait en plusieurs entités. Au Nord-Est, les Han plaçaient sous leur contrôle une vaste partie de la Mandchourie, peuplée notamment par les Wuhuan, puis la péninsule coréenne qui fut incorporée à l'empire dans les dernières années du IIe siècle av. J.-C..

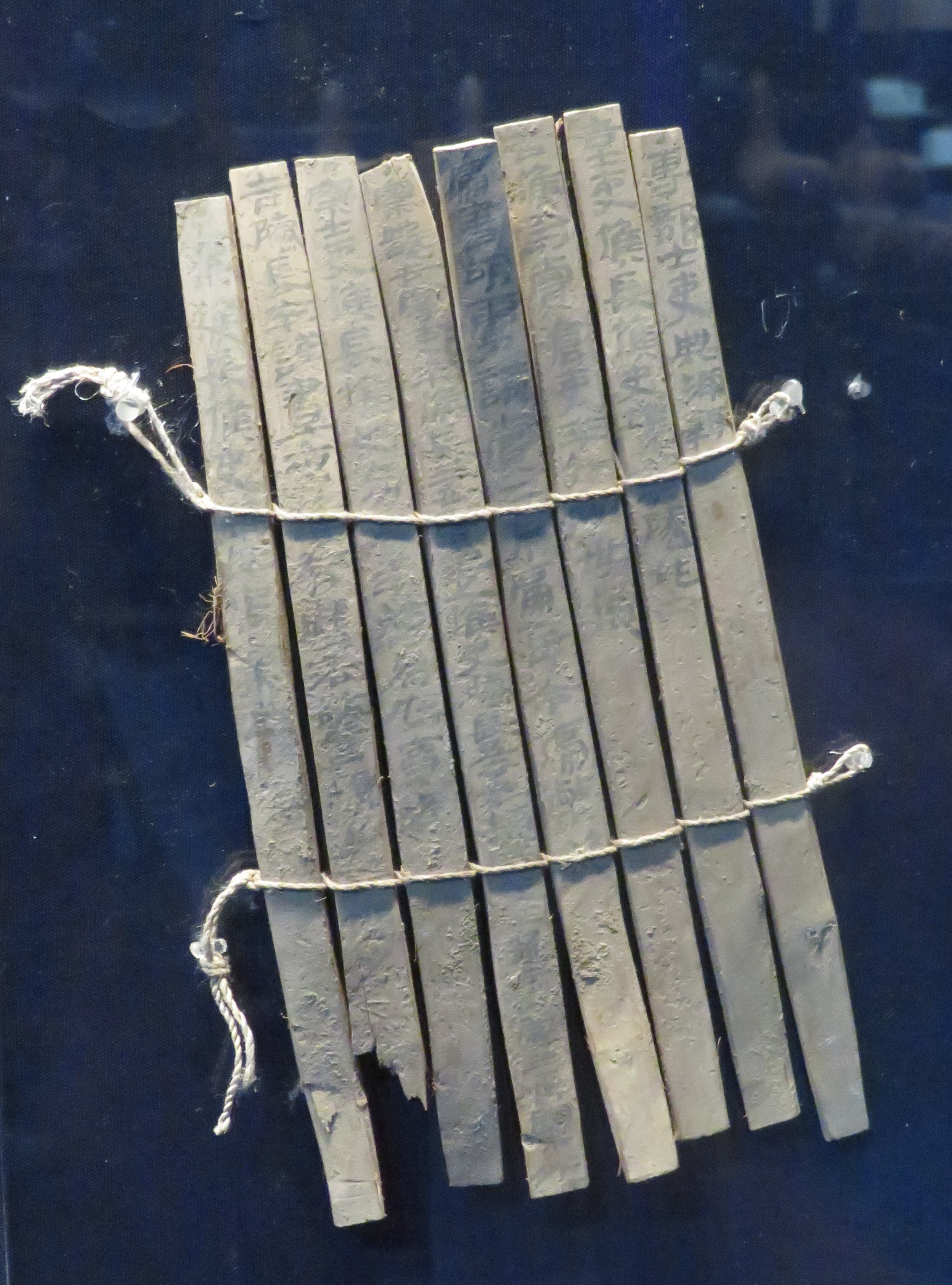
Documents administratifs sur lamelles de bois mis au jour dans la région de Jüyan, période des Han postérieurs.

Wudi fut alors libre de constituer de nouvelles provinces au Nord et à l'Ouest. Il s'agissait en fait surtout de régions peuplées par des colonies militaires ayant leur propre domaine agricole visant à assurer leur entretien (tuntian), peuplées par des centaines de milliers de paysans et soldats installés de force. On abandonna alors le principe d'une armée reposant surtout sur des paysans conscrits héritée des Qin et destinée avant tout aux conflits intérieurs, pour une armée de frontières, surtout concentrée dans les garnisons du Nord et de l'Ouest, constituée de soldats de métier ou de nomades incorporés dans l'armée chinoise, jugés plus aptes aux méthodes de combats reposant avant tout sur la cavalerie montée, ainsi que de criminels condamnés à servir dans les armées. La politique d'incorporation des peuples étrangers dans le système des royaumes vassaux ou même dans des commanderies frontalières afin de disposer de leurs soldats pour les campagnes militaires devait connaître un grand essor, notamment avec les Xiongnu, les Qiang et les Wuhuan. Cela entraîna l'intégration de populations non chinoises dans les provinces frontalières, où elles étaient contrôlées (souvent rudement) par les fonctionnaires impériaux. Les garnisons de capitales des commanderies frontalières du Nord et de l'Ouest, Dunhuang (Gansu) et Jüyan (Mongolie intérieure) ont livré une abondante documentation administrative inscrite sur des lamelles de bois et de bambou, qui ont fourni des informations appréciables sur la vie des colonies militaires de ces régions. Leur administration reposait sur des garnisons importantes au niveau le plus important, puis des forteresses, des tours de garde gardées par une poignée de soldats contrôlant les déplacements des personnes (qui devaient être munies de laissez-passer) et signaler tout ce qui importait à la sécurité de la province, ainsi qu'un système de relais facilitant les communications.
Les rois étrangers soumis aux empereurs Han recevaient des gratifications comme des sceaux impériaux et des titres leur conférant une place dans l'ordre impérial chinois, ou parfois même des princesses du clan impérial. Ils étaient également astreints à envoyer des otages à la cour chinoise (souvent des princes) qui y recevaient une éducation chinoise et étaient donc par la suite d'importants vecteurs de sinisation. Mais le plus important moyen d'influence des Han à l'extérieur était dans leur politique de présents. La soumission des royaumes étrangers entraînait pour eux la nécessité de verser un tribut à leurs maîtres, présents symbolisant leur soumission au Fils du Ciel. Il s'agissait de produits représentant les pays soumis aux yeux des Chinois, pour lesquels ils avaient un attrait exotique. Mais les présents offerts par les Han dépassaient largement la valeur de ce qu'ils recevaient eux-mêmes : rouleaux de soie et or avant tout. Ils se plaçaient ainsi dans un système d'échanges symboliques visant à montrer leur supériorité. Ces différents moyens d'action ont connu un succès évident durant le Ier siècle av. J.-C., comme en témoigne l'extension du réseau des « royaumes dépendants » (shuguo) à cette période et l'essor de l'influence culturelle chinoise à l'Ouest, au détriment du Trésor impérial à qui ces amitiés coûtaient très cher. La politique de dons a également donné une impulsion forte à l'essor du commerce de la soie sur la route du même nom au Ier siècle av. J.-C., la circulation des tributs et présents se faisant sur les mêmes chemins que celle des produits commerciaux.
Les routes provenant de l'Asie intérieure amenaient depuis longtemps en Chine des blocs de jade, pierre considérée comme très prestigieuse dans ce pays, et très utilisée dans l'art funéraire. La nouveauté fut l'introduction plus abondante de chevaux depuis les contrées d'Occident. On se préoccupa de plus en plus d'importer massivement — quel qu'en fût le prix — une race plus élancée, les coursiers indispensables pour protéger les frontières du nord — au contact des Xiongnu — et de l'ouest — les routes de la soie — contre des populations de cavaliers dont la pression se fit de plus en plus pressante avec le temps, et aussi pour relier rapidement le vaste territoire de l'empire unifié. Pendant quelques décennies les routes de la soie furent ouvertes et avec l'accès aux oasis et le Ferghana, les Han se procurèrent les chevaux « aux sueurs de sang » (c'est-à-dire avec une robe tachetée de roux) nécessaires à la remonte sur de longues distances.

#### Pays méridionaux

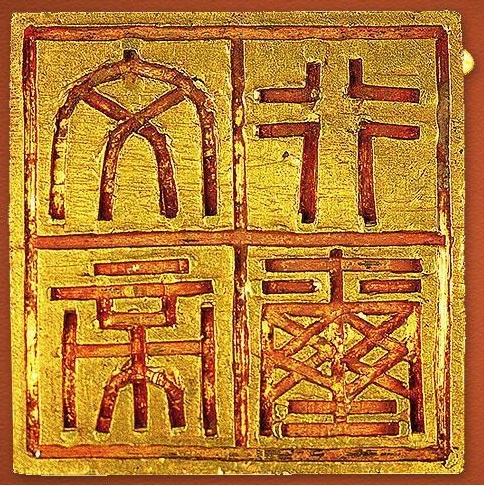
Le sceau impérial du roi Zhao Mo de Nanyue.

Les chefferies des régions du Sud de la Chine, correspondant aux actuels Guangdong, Guangxi, Zhejiang, Fujian, ainsi qu'au nord du Viet-Nam, étaient passées sous administration Qin, mais elles étaient peu peuplées et attiraient peu l'intérêt de l'administration. Les nombreux peuples autochtones, notamment les Yue dans le Sud-Est, étaient mal contrôlés. Les troubles accompagnant la prise de pouvoir par les Han avaient été l'occasion pour des potentats locaux de se rendre indépendants. Le royaume de Nanyue, s'étendant sur le Guangdong et le Guangxi, reconnut la suzeraineté des Han, comme en témoigne la présence d'un sceau impérial Han dans la tombe de son roi Zhao Mo (137-122). Il fut finalement annexé et transformé en commanderie en 111 av. J.-C., en même temps qu'un autre royaume méridional avec lequel il avait parfois été en conflit, le Minyue, situé dans le Zhejiang actuel. Le royaume Dian, localisé dans l'actuel Yunnan, fut quant à lui soumis en 109 av. J.-C. puis définitivement éliminé quelques années plus tard après une rébellion. Les pays méridionaux étaient alors passés sous administration directe, le pouvoir central se contentant d'y disposer de quelques garnisons et agglomérations administratives éparpillées sur ces vastes contrées qui constituèrent des îlots de population Han (commanderies de Nanhai, Cangwu et Jiaozhi), tandis que certaines parties comme le pays des Minyue ne furent jamais solidement tenues. Dans la foulée, le commerce maritime en direction de l'Asie du Sud-Est connut un timide développement.

### La fin des Han occidentaux et le règne de Wang Mang
Au bout du compte, il apparaît que les Han ont su mettre en place une administration efficace, et les plus belles années du règne de Wudi ont pu être vues comme un âge d'or. Ce fut en tout cas le triomphe du pouvoir impérial autour duquel s'était concentré l'essentiel du pouvoir. Les dernières années du règne de Wudi furent marquées par des épisodes de troubles à la cour, notamment des affaires de sorcellerie conduisant à la mort plusieurs hauts personnages, et dont les conséquences les plus dramatiques furent la révolte et le suicide du prince héritier Liu Ju et de l'impératrice Wei Zifu. Wudi désigna alors un de ses jeunes fils pour lui succéder, non sans avoir éliminé sa mère pour qu'elle n'exerce pas une autorité similaire à celle des précédentes impératrices, et confia la régence au général Huo Guang. C'est à ce prix que la transition fut assurée dans le calme après la mort de Wudi en 87 av. J.-C., quand lui succéda son fils Zhao (86-74 av. J.-C.). Huo Guang exerça la régence en poursuivant les tendances autocratiques du défunt empereur, installant sa famille aux postes-clés de l'administration, et mariant sa fille à l'empereur Xuan (73-49 av. J.-C.) sur lequel il exerça également son ascendant. Après sa mort en 68 av. J.-C., sa famille fut éliminée par les nouveaux maîtres de la cour issus de la famille des impératrices. Désormais, les plus proches de l'empereur, ayant accès à la « cour intérieure », exercèrent la direction effective de l'empire, de fait les proches des impératrices mais aussi les eunuques.
Parallèlement, l'empire devenait miné dans les provinces par un problème récurrent, celui de la constitution d'un groupe de lignages disposant de vastes domaines à l'échelle régionale, profitant de l'appauvrissement des paysans propriétaires à la suite des lourdes levées d'impôts ou d'autres problèmes (mauvaises récoltes surtout) pour accaparer leurs terres, privant ainsi l’État de ses contribuables privilégiés. Des pouvoirs provinciaux s'étaient ainsi reconstitués dans le courant du Ier siècle av. J.-C., contrebalançant l'autorité centrale.
La cour passa durant les dernières décennies du Ier siècle av. J.-C. sous la coupe de l'impératrice Wang Zhengjun, mère de l'empereur Cheng (32-7 av. J.-C.), qui assura à sa famille les postes les plus importants sous les règnes des empereurs Ai (6-1 av. J.-C.) et Ping (1 av. J.-C.–5 apr. J.-C.), qui moururent sans héritier. Son jeune neveu Wang Mang parvint à devenir régent des deux. Il nourrissait plus d'ambitions que les autres membres de sa famille, se présentant comme un promoteur actif des valeurs confucéennes. Puis il se sentit suffisamment sûr de son pouvoir (qui fut légitimé par des présages jugés favorables) pour se proclamer empereur en 9, fondant une nouvelle dynastie du nom de Xin, « Renouveau », annonçant un programme de changement radical. Il entreprit dans cet esprit des réformes audacieuses : changement des titres et institutions, réforme agraire visant à redistribuer des terres à tous les paysans, émissions de nouvelles formes de monnaie avec une dévaluation, extension des monopoles et mise en place de mesures visant à contrôler les prix des denrées de base et stratégiques (grain, soie), etc. Ses mesures allient donc un renforcement de celles déjà entreprises par les empereurs Han à d'autres plus novatrices, s'appuyant notamment sur des classiques censés décrire les institutions des Zhou (les Rites de Zhou notamment) ; il cherchait également à rabaisser le pouvoir des grandes familles qui pouvaient constituer une menace pour lui. Mais ses réformes ne furent manifestement pas appliquées de façon efficace.

### La restauration des premiers Han orientaux

#### Le rétablissement de la dynastie Han
Les réformes de Wang Mang ont peut-être heurté les élites de l'empire, mais ce n'est pas ce qui allait causer la chute de Wang Mang. Celle-ci vint des conséquences d'une inondation qui dévasta le bassin inférieur du fleuve Jaune en 17, créant un désordre (notamment une famine) fournissant le terreau aux insurrections des « Sourcils rouges » et des « Lulins » , constitués surtout de paysans. Ils infligèrent plusieurs défaites aux troupes impériales en 18 et 22. L'autorité du pouvoir central se désagrégea, et de nombreux foyers rebelles émergèrent, aboutissant parfois à la formation de principautés autonomes. Ce contexte profita à une des branches du clan Liu, descendante de l'empereur Jingdi, donc ayant une parenté très lointaine avec les derniers Han antérieurs, et implantée à Nanyang dans le Henan. Un des membres de cette branche, Liu Xiu, réussit à s'affirmer après de nombreuses péripéties comme un grand chef militaire, en plus de pouvoir se présenter comme héritier de l'ancienne dynastie dont le retour était ardemment souhaité par de nombreux rebelles, signe de l'important prestige qu'elle avait su se constituer. Après la mort de Wang Mang en 23 et sa proclamation comme empereur en 25 (nom posthume Guangwu), il lui fallut encore quelques années pour éteindre les dernières révoltes embrasant l'empire, notamment celle des Sourcils rouges, ainsi que plusieurs potentats locaux, ce qu'il fit en mêlant mesures de pardon et victoires militaires.

#### Évolutions de l'administration centrale et du pouvoir impérial
Une des mesures les plus importantes du règne de Guangwu fut le transfert de la capitale de Chang'an à Luoyang, marquant la prééminence des régions de l'est des passes, foyer économique et culturel le plus dynamique de la Chine à cette période. La dynastie des Han postérieurs fut alors souvent présentée dans une veine confucéenne comme plus respectueuse de la culture et des rituels que celle qui la précédait. Guangwu et ses deux successeurs Ming et Zhang, qui montèrent sur le trône sans encombre, ont laissé l'image de souverains avisés, et leurs règnes furent une période relativement prospère.
Du point de vue institutionnel, la période des Han postérieurs vit l'affirmation définitive du Secrétariat impérial (shangshu), chargé de rédiger et publier les ordres et la correspondance de l'empereur, devenu finalement un véritable cabinet impérial, tirant une grande puissance de la proximité du monarque. Son directeur (shangshu ling) devint de fait un des personnages principaux de la cour, supplantant le Chancelier qui était une figure majeure sous les Han antérieurs, et ce service contrôla à son tour plusieurs bureaux fixés au nombre de six. Mais la structure de l'administration traditionnelle fut préservée, même si beaucoup de titres avaient perdu une partie de leur substance et de leur importance. La proximité de l'empereur continua de servir l'affirmation des eunuques, qui disposaient en principe de charges et bureaux liés à la maison impériale (intendance du palais, du harem, des jardins, garde des portes, etc.) et devinrent une force politique majeure sous les Han postérieurs. Les impératrices (y compris douairières) et les princes (en particulier l'héritier désigné) disposaient également de leur propre cour avec ses bureaux. La répartition du pouvoir au sein de l'administration centrale visait ainsi à assurer son partage entre plusieurs personnages et bureaux recevant une délégation d'une part de l'autorité impériale.
La stabilité apportée par les trois premiers Han postérieurs se maintint jusqu'en 88, début du règne de Hedi (88-105), moment à partir duquel les empereurs intronisés le furent tous alors qu'ils n'étaient pas en âge de gouverner. C'était sans doute le résultat de manipulations de magnats de la cour, issus des deux factions qui prirent alors en concurrence les rênes du pouvoir, les eunuques et les membres des familles des impératrices. Schématiquement, la période de jeunesse des empereurs donnait du pouvoir à leur mère, qui faisait reposer son pouvoir sur les membres de sa famille, qui se voyaient confier des charges les plus importantes. Mais avec le temps l'empereur développait des ambitions plus importantes, et cherchait à jouer un rôle plus important en supplantant les ministres de sa famille maternelle et leurs alliés, et ne pouvait pour cela s'appuyer que sur les eunuques, qui étaient les seuls hommes qu'il pouvait côtoyer. Les eunuques finirent par constituer une faction solide à la cour, rivale des familles de ministres.

#### La situation aux frontières et les relations extérieures
Aux frontières, la menace que faisaient peser les Xiongnu désormais divisés était moins marquée au début des Han orientaux grâce aux succès de leurs prédécesseurs, et la politique de présents continuait avec succès. Cela fut accentué à partir des années 70 par les actions du général Ban Chao, qui parvint à rallier à la cause chinoise différents souverains des royaumes sédentaires de la région du Tarim, qui acceptèrent la suprématie des Han et envoyèrent de nombreuses ambassades à Luoyang durant ces années. Les Xiongnu furent alors supplantés par leurs anciens vassaux, les Xianbei, qui furent un temps les alliés des Han. Ceux-ci menèrent dès lors plusieurs campagnes de pillage dans les régions frontalières du Nord moins bien défendues que précédemment, mais cela n'eut pas de conséquence grave pour l'empire. Les provinces du Sud connurent une période de troubles durant le soulèvement des sœurs Trung dans les années 40, mais celui-ci fut réprimé par le général Ma Yuan. Les premiers souverains des Han postérieurs connurent ainsi des succès notables à l'extérieur. La situation devint en revanche plus compliquée au Nord-Ouest, où les Qiang, qui avaient été installés dans les provinces frontalières et y avaient pris une importance croissante en profitant de la situation politique troublée, étaient devenus une menace majeure au début du IIe siècle, à l'origine de plusieurs soulèvements qui aboutirent à l'abandon de ces régions correspondant à une majeure partie du Gansu et du Shaanxi actuels.
Les échanges avec les pays situés vers l'Occident furent poursuivis en dépit du recul des troupes Han sur la route de la soie. C'est dans le courant du Ier siècle que le bouddhisme pénètre en Chine depuis l'Ouest. C'est également sous les Han postérieurs que des contacts semblent établis avec l'empire romain. Une ambassade est envoyée pour établir un contact avec Rome en 97, mais elle est arrêtée à la cour des Parthes, qui ne voulaient manifestement pas voir les Chinois discuter avec leurs ennemis Romains. Le Livre des Han Orientaux évoque l'empire occidental (appelé Da Qin), et notamment une ambassade romaine arrivée à la cour Han en 166, envoyée par l'empereur An-dun (sans doute Marc Aurèle). Cela n'est pas mentionné dans les sources romaines, qui n'évoquent jamais l'empire Han. Les historiens Charles Hucker (en) et Rafe de Crespigny pensent que cette mission a été menée par des marchands romains assez audacieux pour tenter le voyage et non par de vrais diplomates.

#### Le recul de l'influence du pouvoir central dans les provinces

Les provinces de l'empire des Han orientaux vers 140.

Dans les provinces, les inspecteurs régionaux mandatés par le pouvoir central commencèrent à y résider une majeure partie de l'année, poursuivant le reste du temps leurs tournées d'inspection et se contentant d'envoyer des rapports à la capitale. Leurs liens avec l'administration locale fut donc renforcé. Autre évolution importante en province, l'administration des monopoles sur le fer et le sel fut transférée aux gouverneurs des commanderies.
La situation profita aux élites provinciales qui renforcèrent leur emprise sur de nombreuses régions de l'empire, dans la droite ligne des évolutions sociales de la fin des Han antérieurs. Le fondateur des Han postérieurs était lui-même un de ces grands propriétaires terriens ayant une base provinciale solide, et il ne combattit pas le pouvoir croissant des grands lignages provinciaux. Les paysans ayant aliéné leur terre, les migrants, mais aussi les colons militaires se plaçaient souvent sous la coupe d'un de ces personnages, travaillant leur domaine et intégrant leur milice privée.
L'abandon des provinces du Nord-Ouest, l'insécurité pesant sur les régions du Nord ainsi que la croissance des inégalités sociales eurent d'importantes conséquences. Entre les recensements de 2 et de 140, la population de l'empire semble avoir diminué d'environ 8-9 millions de personnes. Il peut s'agir d'un déclin démographique, ou bien de la diminution de la population contrôlée par l'administration impériale et ses recenseurs, et donc de la population taxable. Il y eut également des migrations en direction du Sud. Entre les recensements de 2 et de 140, la population de certaines de provinces du Nord diminua de 70 % tandis qu'elle augmenta dans les circonscriptions situées au sud du bassin du fleuve Jaune, mais également dans les régions plus méridionales du bassin du Yangzi, qui restaient encore peu peuplées et en situation marginale par rapport au reste de l'empire, où certaines commanderies doublèrent (voire plus dans certains cas) leur population sur la même période, constituant un front de conquête à l'intérieur de l'empire.

### L'affaiblissement et la chute des Han orientaux

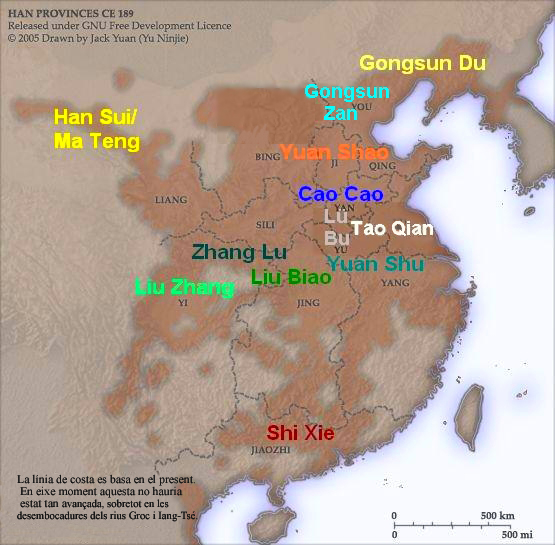
Carte de localisation des principaux seigneurs de guerre en 194.

Les premières décennies du IIe siècle ont vu les empereurs passer sous la coupe de plusieurs cliques constituées par des familles nobles liées par mariage au lignage impérial, et par leurs rivaux les eunuques, dont le pouvoir fut de plus en plus important. Les ordres impériaux étaient de moins en moins suivis en province, où les inspecteurs régionaux avaient une plus grande latitude dans leurs actions, d'autant plus que l'empereur n'avait plus les moyens financiers ou la volonté pour les aider en cas de difficultés : catastrophes naturelles, révoltes locales, conflits frontaliers (ce qu'illustra de façon dramatique l'abandon des provinces du Nord-Ouest). Les salaires versés par le pouvoir central aux fonctionnaires provinciaux furent diminués, la cour devant même emprunter à plusieurs reprises de l'argent aux grands lignages provinciaux. Les autorités locales durent gérer la situation avec leurs propres moyens, ce qui favorisa le renforcement des potentats locaux.
À la cour, le pouvoir des eunuques suscita une réaction de la part du parti des aristocrates provinciaux qui fournissaient une grande partie de l'appareil administratif central, qui avait désormais perdu toute autorité. Un premier épisode sanglant eut lieu en 159 quand la famille Liang, dont étaient issus trois impératrices, plusieurs concubines et de nombreux ministres, fut éliminée à l'instigation de l'empereur Huan et d'eunuques. Le parti des eunuques s'affirma quelques années plus tard, en éliminant de nombreux ministres et lettrés entre 167 et 170, bannissant les survivants en province après leur avoir retiré titres et honneurs. Cela eut pour effet de couper encore plus la cour des provinces. Dans ces dernières, les révoltes devinrent plus intenses dans les années 170, puis une inondation dévastatrice du fleuve Jaune entraîna une rébellion plus importante en 184, celle des Turbans jaunes, dirigée par Zhang Jue et ses frères, qui jouissaient d'une véritable aura religieuse, voulant renverser la dynastie Han dont ils estimaient que le mandat était achevé. Cela accéléra la fragmentation de l'empire. Les chefs de guerre qui réprimèrent la révolte devinrent indépendants de fait du pouvoir central qui ne disposait plus d'une armée en mesure de s'opposer aux leurs, puis entrèrent en lutte pour contrôler leurs provinces voire la cour impériale. L'un d'entre eux, Yuan Shao, issu d'un grand lignage provincial, s'empara en 189 de Luoyang et élimina le parti des eunuques. Il dut cependant se retirer peu après quand un autre seigneur de guerre, Dong Zhuo, investit la capitale et intronisa l'empereur Xiandi (189-220) dont il entendait faire sa marionnette.
Après avoir commis plusieurs massacres et s'être réfugié à Chang'an, Dong Zhuo fut finalement éliminé en 192 par ses lieutenants. L'empire était désormais divisé entre plusieurs généraux rivaux : Cao Cao et Yuan Shao dans la plaine Centrale, Liu Biao dans le moyen Yangzi, mais aussi Zhang Lu, chef de la secte des Maîtres célestes dans le Sichuan, et bien d'autres. L'empereur Xiandi passa sous le contrôle de Cao Cao, qui récupéra à son profit le prestige de la dynastie Han, et plaça le bassin du fleuve Jaune sous sa coupe après s'être débarrassé de Yuan Shao en 200. Il ne put cependant éliminer tous ses rivaux, puisqu'il fut vaincu en 208 par deux seigneurs de guerre implantés dans le Sud, Liu Bei et Sun Quan, lors de la célèbre bataille de la Falaise rouge. Les conflits des années suivantes confirmèrent la tripartition de l'empire : Cao Cao puis son fils Cao Pi dans le Nord, Liu Bei dans le Sichuan, Sun Quan dans le cours inférieur du Yangzi. En 220, Cao Pi destitua l'empereur Xiandi, qui avait été longtemps préservé en raison du prestige de son lignage mais avait désormais perdu toute légitimité. Il mit ainsi fin à la dynastie Han et fonda celle des Wei, se voulant désormais détenteur du mandat céleste. Ses deux rivaux contestèrent cela et se proclamèrent à leur tour empereurs : Liu Bei, qui prétendait appartenir au lignage Liu, se présenta comme continuateur de la dynastie Han, même si la postérité a retenu son royaume sous le nom de Shu ; Sun Quan fonda quant à lui le royaume de Wu. Débuta alors la période des Trois royaumes (220-280).

## Aspects sociaux et économiques

### Statuts sociaux
Les Han antérieurs avaient repris de la dynastie Qin le système de classification de la société en « vingt rangs », le vingtième étant le plus élevé socialement. Être d'un rang plus élevé conférait diverses gratifications. Lors des banquets les convives étaient placés en fonction de leur rang. L'empereur pouvait décréter des augmentations de rang collectives lors d'occasions spéciales comme les intronisations ou les changements de nom de règne. Les textes juridiques exhumés à Zhangjiashan ont apporté des éclairages sur les aspects juridiques de ces classements : les détenteurs d'un rang élevé avaient des peines moins dures que les autres pour une infraction similaire, tandis que les atteintes à une personne d'un rang supérieur alourdissait la peine.
Une partie de la population était classée en dehors du système des vingt rangs, et donc d'un rang social inférieur à ceux qui y étaient inclus. Il s'agissait en premier lieu de gens du commun, dont le statut est mal connu, puis d'esclaves. Ces derniers étaient avant tout issus d'un esclavage économique, ayant été vendus par leur famille ou par eux-mêmes à la suite de dettes. Ils ne sont donc pour la plupart pas des étrangers, mais plutôt des personnes qui ont connu une sorte de « mort sociale », notamment déliés des responsabilités impliquées par la piété filiale, qui ne peuvent rien posséder mais sont possédés par leur maître. Les esclaves n'occupaient cependant pas les derniers rangs de la hiérarchie sociale, qui étaient occupés par des personnes ayant été déclassés à la suite d'un crime grave (mais non passible de la peine de mort), avaient été tatoués sur le visage et devaient accomplir des corvées qui sont à l'origine de leur nom, comme les « constructeurs de murs » (chengdan) et les « meunières » (chong).

### Famille et condition féminine
La famille type de la période Han était patrilinéaire, nucléaire, avec quatre-cinq membres vivant dans la même maisonnée. Les différentes générations de la famille élargie n'occupaient par la même habitation, à la différence des périodes postérieures. Suivant les normes confucéennes, les différents membres de la famille devaient se traiter suivant différents degrés de respect et d'intimité. Par exemple, il y avait des délais différents à respecter pour le deuil des membres de la famille, celui des fils après le décès de leur père étant le plus long.
Pour la formation des familles, les mariages arrangés étaient la norme, avec l'avis du père qui primait sur celui de la mère. La grande majorité des unions étaient monogames, mais les plus riches avaient l'habitude de prendre des concubines. Sous certaines conditions dictées par la coutume et non la loi, les hommes comme les femmes pouvaient divorcer et se remarier.
On attendait des femmes qu'elles obéissent à leur père, puis, une fois mariées, à leur mari, et si elles survivaient à ce dernier à leur fils aîné. Le principe de patrilinéarité voulait qu'elles quittent leur famille à leur mariage : filles, on attendait à ce qu'elles quittent un jour leur famille ; femmes, on n'oubliait pas forcément leur origine extérieure. Néanmoins, il apparaît dans les sources de l'époque qu'il y avait beaucoup d'infidélités à ces principes, surtout en ce qui concerne les relations entre les mères et leurs fils. Dans la famille impériale il était courant que les femmes exercent une grande autorité et ne respectent pas forcément celle de l'empereur. Les femmes étaient exemptées des corvées, et exerçaient la plupart de leur travail dans le cadre familial, suivant l'activité de leur époux. Mais elles pouvaient également exercer des activités lucratives à côté de leurs obligations domestiques. L'activité textile était la tâche féminine par excellence, accomplie surtout pour les besoins familiaux mais aussi pour vendre sur le marché, ou même dans des grands ateliers textiles employant des centaines de femmes. Certaines femmes constituaient même des collectifs de tisserandes, joignant les ressources de plusieurs familles. Les plus autonomes étaient celles exerçant les activités de chant, de danse, de médecin et chamanes.

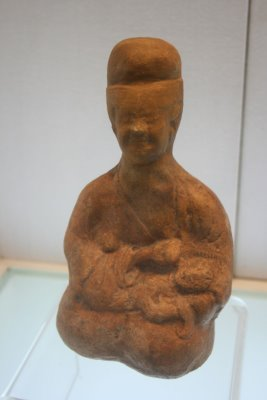
Femme tenant un jeune enfant dans ses bras, statuette en céramique de la tombe de Pengshan (Sichuan), période des Han postérieurs, musée de Nankin.

La primogéniture ne valait que pour la transmission des titres et des rangs des élites sociales. Les pratiques successorales étaient égalitaires, chaque fils recevant une part égale de la propriété familiale. Étant donné que les fils s'installaient généralement en dehors de leur famille après leur mariage avec leur part du patrimoine familial, ils ne recevaient pas systématiquement une part après le décès de leur père. Les filles recevaient leur part de l'héritage familial par le biais de leur dot. La littérature de la période Han est la première à s'intéresser à l'enfance et à l'éducation, dans l'étude de la formation personnelle des gens et également dans la mesure où elle peut révéler leur caractère et leurs accomplissements futurs. La piété filiale (xiao) était une valeur cardinale de la morale confucéenne : il fallait que les enfants respectent leurs parents et leur obéissent de leur vivant, puis rendent un culte à leurs esprits après leur trépas. Elle fut d'autant plus promue par les autorités, en particulier via le Classique de la piété filiale, qu'elle était vue comme participant de la même logique qui voulait que les sujets obéissent à l'empereur.

### Structures agraires et société rurale

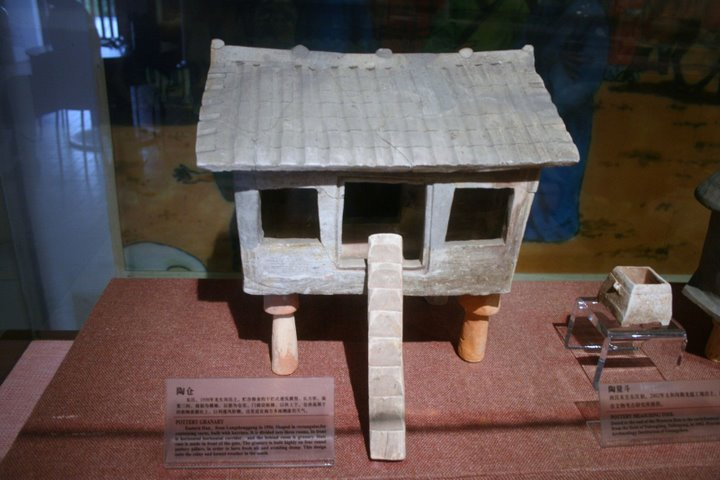
Grenier agricole en céramique de la période des Han postérieurs.

L'empire Qin et à sa suite les Han antérieurs avaient fait de la paysannerie le socle sur lequel reposait leur richesse, par le biais d'un système de taxation ponctionnant avant tout les revenus agricoles, et leur puissance militaire, en la mobilisant massivement dans son armée. Les gouvernants Qin avaient appuyé la constitution d'un groupe de paysans, souvent des individus venant d'horizons et donc de lignages différents et installés sur des terres à mettre en valeur dans le cadre de petites propriétés. La plupart vivent dans des villages ou hameaux (li), regroupant les habitations de quelques dizaines de familles constituées elles-mêmes d'environ 4 à 6 individus et dirigées par un chef de famille. Ces communautés disposent d'une relative autonomie, étant administrées par l’État à l'échelle supérieure, celle du comté (xian) ou du district (xiang). Elles sont soudées par leurs activités agricoles, la mobilisation militaire et également les cultes locaux. Les grands domaines aux mains d'aristocrates sont loin d'avoir été éliminés, et sont très présents au début des Han. Ils furent les grands gagnants des évolutions des structures agraires durant les siècles suivants.

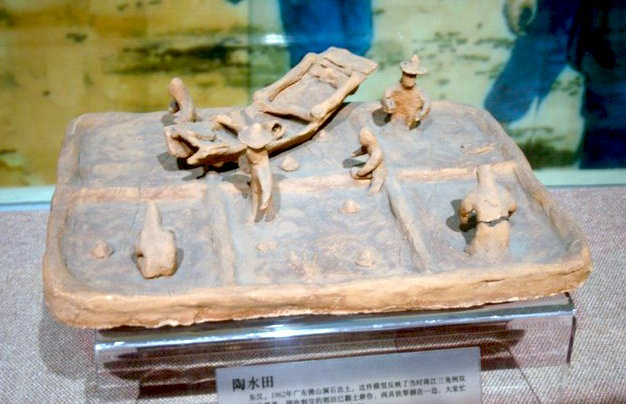
Modèle en céramique d'une rizière avec des fermiers, époque des Han orientaux, musée de la ville de Guangzhou.

#### Cultures et techniques agricoles
L'agriculture de la Chine antique peut en gros être divisée en deux domaines géographiques. Au Nord, dans le bassin drainé par le fleuve Jaune et ses affluents, les cultures principales sont le blé, l'orge et le millet. En raison de l'incertitude pesant sur le niveau des précipitations dans cette région, soumise régulièrement à des années de sécheresse mettant en danger les récoltes, le développement de l'irrigation y a été précoce pour assurer la mise en eau des champs les mauvaises années, au prix d'un très dur labeur (construction et entretien de canaux, de digues, de bassins, etc.). Les régions méridionales autour du Yangzi connaissent quant à elles un climat plus humide, et le problème y est plutôt la trop grande abondance d'eau (encore plus quand survient une inondation dévastatrice). Le riz est la plante la plus cultivée dans ces contrées, mais les techniques culturales sont encore peu élaborées et ne permettent pas d'atteindre des rendements élevés, même si la production augmente en raison de l'extension constante de la surface en culture du Sud, surtout les rizières. De ce fait, les régions du Nord disposent de l'agriculture la plus productive à l'époque des Han, et concentrent la grande majorité des agriculteurs.

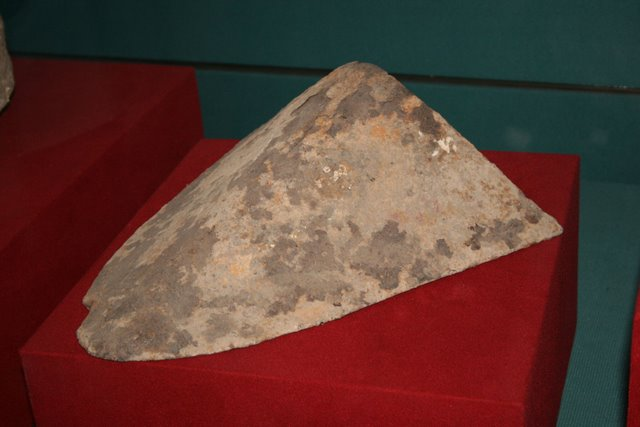
Soc en fer de la dynastie Han.

Le gros du travail était accompli par la main de l'homme (semailles, irrigation, récolte, battage), seul le labour faisant appel à la force de bœufs pour tracter l'araire. Durant les premiers siècles de l'époque impériale divers progrès techniques permettent une augmentation des rendements, qui est certes inégalement répartie, profitant en premier lieu aux plus riches propriétaires. Depuis la période des Zhou de l'Est le métal avait fait son apparition dans la confection de l'outillage agricole : les socs des araires et les lames des instruments à main (houe, bêche, etc.) étaient de plus en fer. Le règne de Wudi voit également la réalisation de grands travaux hydrauliques pour l'irrigation, notamment l'extension du système de canaux érigé sous les Qin dans la vallée de la rivière Wei. Les techniques culturales connaissent un progrès grâce à l'essor des réflexions agronomiques : au début du Ier siècle av. J.-C., Zhao Guo initie un système de rotation des cultures, d'amélioration de l'outillage agricole et d'utilisation accrue d'animaux de labour pour accroître la productivité. Quelques décennies plus tard, Fan Shengzhi rédige un manuel de techniques agricoles expliquant les meilleures méthodes connues pour cultiver de nombreuses plantes. Sous les Han postérieurs de nouvelles méthodes d'attelage se diffusent progressivement, ainsi que l'araire à semoir, permettant un travail du champ plus rapide au moment des semailles.

#### Les inégalités dans le monde rural
Ces progrès agricoles sont inégalement répartis : ils se diffusent surtout sur les grands domaines impériaux ou aristocratiques, et ne concernent pas vraiment les franges plus modestes de la population agricole, qui disposent d'un outillage souvent rudimentaire et n'ont que rarement des animaux de labour. Cela a eu des conséquences sociales importantes à partir du Ier siècle av. J.-C. : incapables d'améliorer leur sort alors que les grands domaines connaissaient une croissance de plus en plus insolente, les paysans pauvres connaissaient des difficultés financières, devant s'endetter pour obtenir du matériel agricole ou simplement joindre les deux bouts les mauvaises années. Les grands propriétaires terriens récupéraient finalement les terres des paysans incapables de liquider leurs dettes, sans avoir forcément besoin de les employer sur leur domaine, certes en extension mais disposant de moyens humains et matériels souvent suffisants pour supporter la mise en valeur de nouvelles terres. Cela augmenta le nombre de paysans déracinés, qui cherchent parfois à améliorer leur sort par l'émigration, depuis les terres pleines du Nord vers celles moins occupées du Sud. Le gouvernement tenta bien de limiter l'appauvrissement de la paysannerie. Le système de partage égalitaire promu sans succès par Wang Mang visait à lutter contre les inégalités de plus en plus criantes dans la répartition des terres. Les Han postérieurs cherchèrent à alléger le fardeau fiscal pesant sur les paysans (remises de taxes et annulation de dettes en période de crise), tentèrent d'installer des déracinés sur des terres inoccupées, ou aidèrent directement les personnes les plus démunies, notamment en leur ouvrant le contenu des greniers publics en période de disette. Cette situation était cependant précaire, et si elle était encore tenable à la fin du Ier siècle, différents malheurs affectant les campagnes au milieu du IIe siècle (inondations et invasions de criquets dans le Nord) firent que l'action du gouvernement ne fut plus suffisante. Cela incita les communautés paysannes déstructurées à se tourner vers de nouveaux moyens de protection, notamment quand la situation politique devint plus tendue durant la seconde moitié du IIe siècle : repli sur soi avec notamment la constitution de sortes de milices locales, intégration à des mouvements religieux rebelles (Turbans jaunes, Maîtres célestes), et de plus en plus la mise en tutelle par le lignage aristocratique local le plus puissant ou des seigneurs de guerre.

### Grands ateliers, entrepreneurs et monopoles d’État

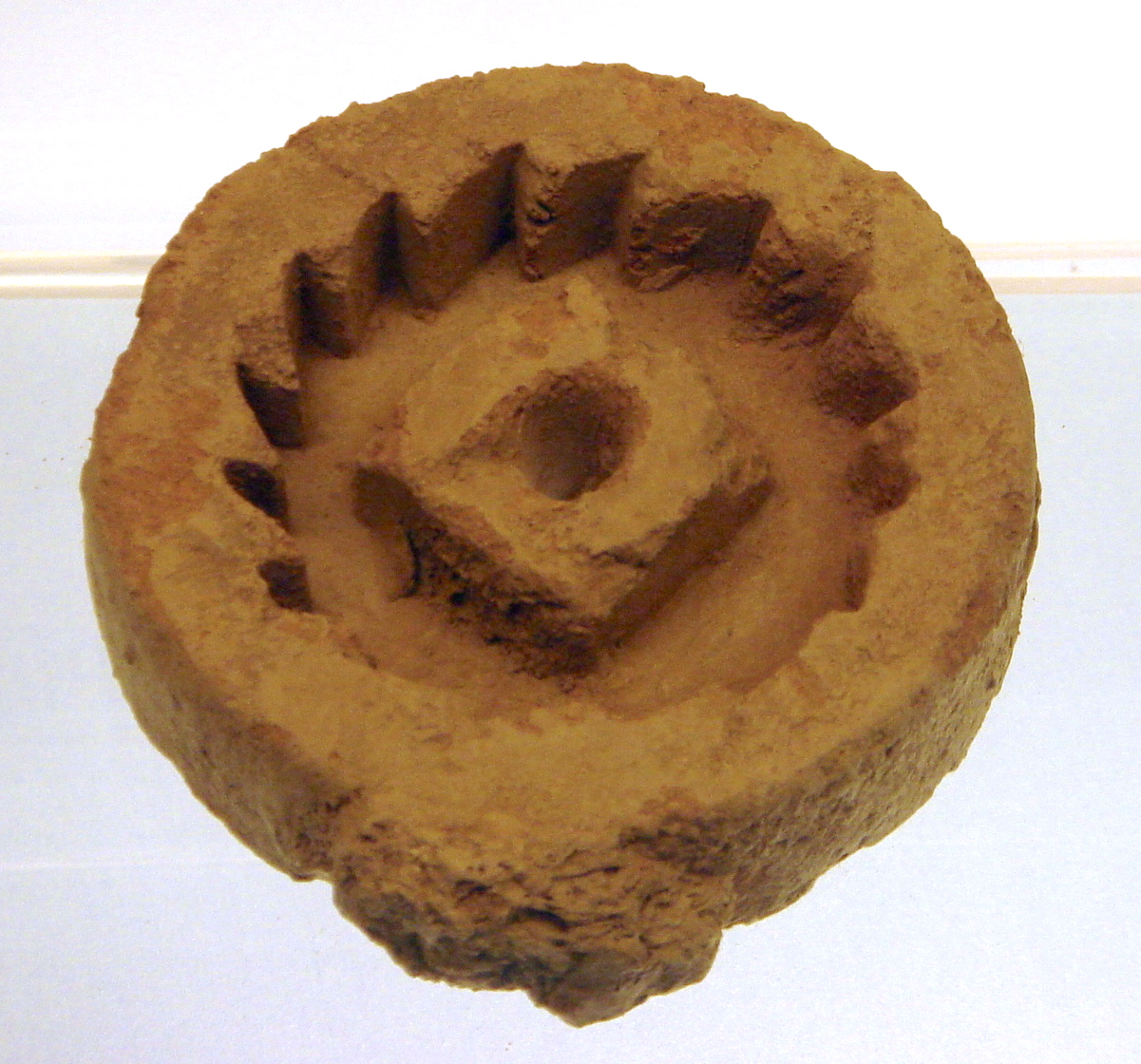
Moule datant de la dynastie Han servant pour la fabrication de roues d'engrenages en bronze.

Les derniers siècles de l'époque pré-impériale avaient vu le développement des activités artisanales et commerciales, faisant l'enrichissement de nombreux hommes d'affaires et aboutissant à la constitution de grands ateliers employant plusieurs centaines voire des milliers d'ouvriers aux conditions de travail souvent éprouvantes, d'autant plus qu'il s'agit souvent de condamnés ou de personnes de condition servile. L'activité traditionnellement la plus porteuse est la métallurgie, surtout celle du cuivre servant pour la frappe de monnaie, et le fer qui profite de progrès techniques durant cette période, avec la mise au point de hauts fourneaux permettant une fonte rapide du minerai de fer, ou de procédés de plus en plus élaborés d'affinage de ce métal. L'exploration archéologique de plusieurs sites de travail du métal, en particulier à Tieshengguo dans le Henan (IIe siècle av. J.-C.), ont permis de mieux connaître l'état de l'artisanat métallurgique de la période Han. La diffusion de plus en plus d'objets en fer dans la société a de nombreuses répercussions aussi bien dans l'agriculture que l'artisanat et l'art militaire. L'extraction et la transformation du sel (marin ou minier) est un autre secteur majeur employant de nombreux ouvriers et nécessitant de forts investissements. Le travail des étoffes, en premier lieu la soie, aboutit également à la constitution de grands ateliers, ainsi que d'autres activités de production d'objets de luxe, comme ceux en laque. Les profits générés pouvaient être consacrés à d'autres investissements, notamment dans l'agriculture ou le prêt.
Sous le règne de Wudi, l'enrichissement de ces entrepreneurs suscita un grand émoi à la cour, notamment parce que dans la pensée des élites du temps cela se faisait au détriment de la paysannerie, qui était vue comme la base de la richesse de l’État, tandis qu'on ne percevait pas comment les activités marchandes pouvaient entraîner des dépenses utiles pour la société. En ces temps de grandes expéditions militaires, il fallait préserver en priorité les sources de richesse de l’État. Il fut alors décidé en 117 av. J.-C. une réforme de la taxation et surtout l'instauration d'un monopole d’État sur les deux activités artisanales majeures, le sel et le fer, de façon que l’État soit le seul bénéficiaire de ces activités lucratives et stratégiques, et qu'elles ne profitent pas à des entrepreneurs susceptibles de l'appauvrir. En 98 av. J.-C. un monopole sur l'alcool est également instauré. Différents ateliers dirigés par l’État, employant aussi bien des esclaves que des corvéables, des condamnés ou bien des artisans salariés, fonctionnaient dans la capitale ou dans les provinces pour assurer ce monopole mais également d'autres productions stratégiques (cuivre servant pour la monnaie, or, laque, soiries). Ces mesures suscitèrent différents débats à la cour impériale, notamment ceux qui sont au centre du texte de la Dispute sur le sel et le fer qui eut lieu en 81 av. J.-C., sans que le système ne soit aboli dans un premier temps. Les coûts générés par l'entretien des dizaines de milliers de travailleurs des ateliers impériaux étaient notamment au centre des critiques.

### Échanges et consommation

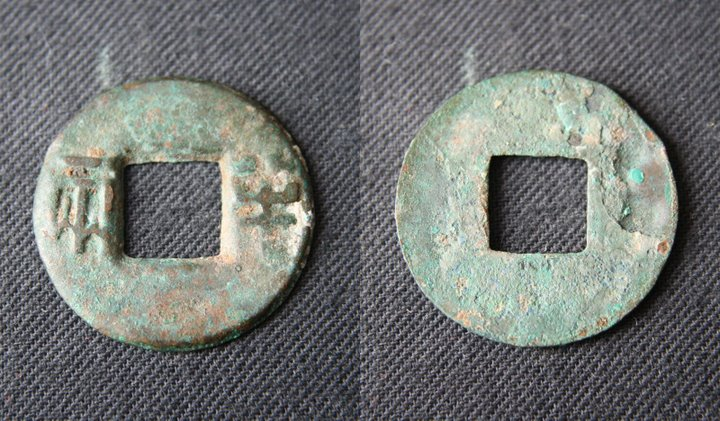
Pièce de monnaie de type banliang émise durant le règne de Wendi (179-157 av. J.-C.).

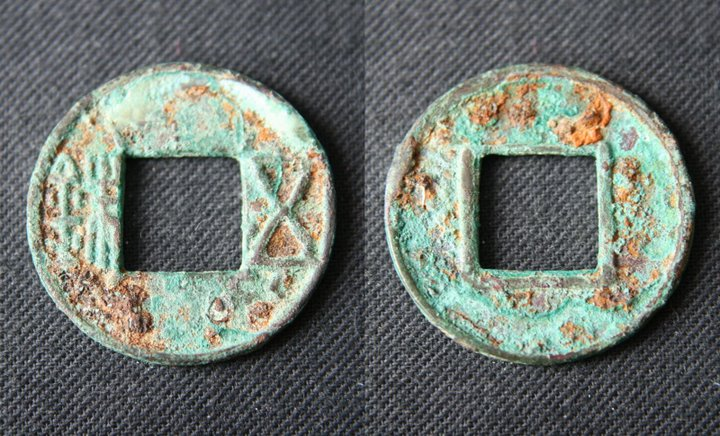
Pièce de monnaie de type wushu émise durant le règne de Wudi (141-87 av. J.-C.).

Autre aspect du développement économique de la période, l'expansion du commerce concerne aussi bien les échanges intérieurs aux provinces que les échanges à longue distance, entre régions et vers les pays étrangers. Elle bénéficie de la diversification et l'accroissement des productions agricoles et artisanales chinoises. Elle profite en premier lieu à une catégorie de marchands qui s'enrichit de plus en plus, mais aussi à la frange aisée de la population dont le niveau de vie s'améliore grâce à l'accès à plus de productions.

#### Système monétaire
Les Han ont hérité du système monétaire unifié mis en place par les Qin, reposant sur les pièces en cuivre percées en leur centre appelées banliang et pesant 7,5 grammes. Des mesures de privatisation de l'émission de monnaie furent prises durant les premiers temps de la dynastie. Elles aboutirent à la frappe d'une grande quantité de pièces, favorisant le développement de pièces moins lourdes destinées à des échanges plus courants et peu à peu à un phénomène de dépréciation de la monnaie issu notamment du rognage des bords des pièces pour économiser du métal. Le gouvernement décida à plusieurs reprises d'instaurer de nouveaux types de pièces, jusqu'en 120-119 av. J.-C. quand fut promulguée la suppression définitive des banliang et la mise au point des wushu de 3,25 grammes, qui devint la monnaie la plus répandue en Chine jusqu'aux Tang, en dépit des tentatives de Wang Mang d'émettre divers types de monnaie reposant approximativement sur des modèles antiques. Cela s'accompagna d'une nationalisation totale de l'émission de monnaie, prise en charge par des ateliers de frappe étatiques, et d'un accroissement considérable de la masse monétaire en circulation durant les siècles suivants. Les prélèvements fiscaux et échanges sous les Han furent de plus en plus monétisés, ce qui reflète la place croissante de la monnaie dans l'économie chinoise à cette période.

#### Circuits et lieux des échanges
Les gouvernants des Han divisaient les marchands qu'ils contrôlaient entre ceux qui vendaient des produits sur les marchés urbains et ceux dont l'activité avait un aspect itinérant, voyageant dans les provinces, entre celles-ci et parfois même vers les contrées étrangères. Le commerce local et régional consistait essentiellement en l'échange de productions locales, surtout agricoles : céréales, bétail, fruits, légumes, condiments, épices ; mais aussi des métaux bruts, des objets en métal manufacturés, notamment des outils courants utilisés en particulier dans l'agriculture, du bois, du bambou, des tissus, objets en laque, etc..
Les villes de l'époque Han disposaient de marchés, généralement de forme carrée et quadrillés par des allées rectilignes le long desquelles s'agençaient les échoppes. L'administration contrôlait chacun de ces lieux d'échanges, par le biais d'un superviseur disposant d'un bâtiment en forme de tour en son centre, qui assurait la sécurité des lieux, prélevait les taxes et encadrait le prix des denrées.
L'exploration puis les conquêtes militaires et les activités diplomatiques entreprises en direction des régions occidentales à partir du IIe siècle av. J.-C. ont entraîné l'essor des échanges à longue distance. Une grande partie de ceux-ci se fit d'abord surtout par le biais des échanges de présents diplomatiques et de tribut, mais les échanges commerciaux internationaux prirent peu à peu de l'importance, surtout à partir du Ier siècle de notre ère. La route de la soie devint alors un axe majeur d'échanges, tandis que les routes maritimes méridionales s'ouvraient également. Les produits importés étaient généralement plus luxueux que ceux des échanges locaux et régionaux : chevaux, vins, épices, étoffes en laine d'Asie centrale, perles, ivoire, jade, lapis-lazuli et verre d'Asie du Sud-Est et de l'océan Indien. De leur côté, les Chinois exportaient surtout de la soie et de l'or, dont la commercialisation était contrôlée par l’État et qui servaient d'unités de compte pour les transactions les plus importantes.

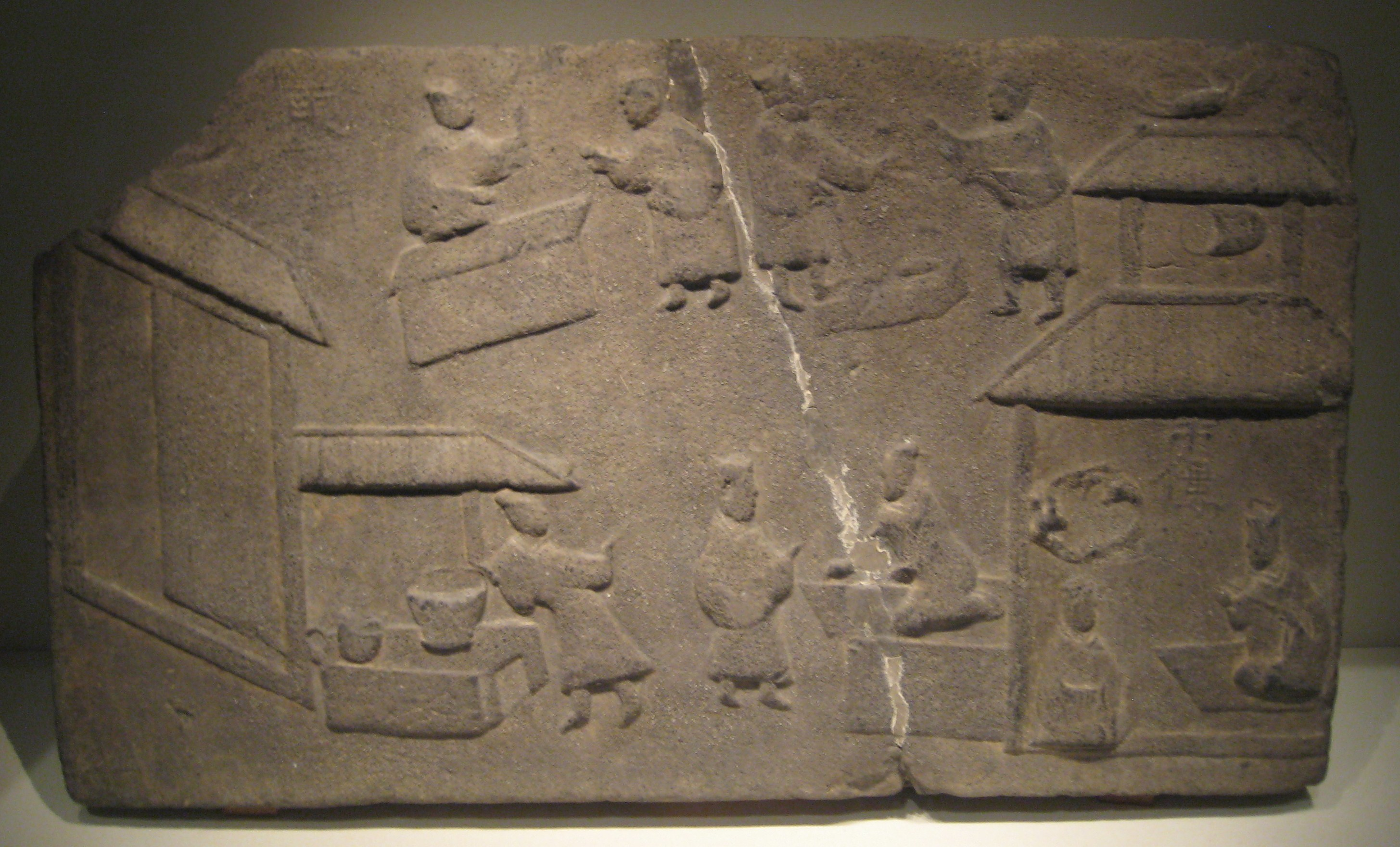
Bas-relief sur brique représentant une scène de marché, période des Han postérieurs, Guanghan (Sichuan), musée national de Chine.

#### Les marchands dans la société
Les marchands étaient également contrôlés par le gouvernement, en raison de l'enrichissement insolent de certains d'entre eux qui focalisait les critiques des moralistes de la cour, guère bien disposés envers cette catégorie de personne ayant le goût du gain et du luxe. Des mesures antimercantilistes furent prises dès les débuts de la dynastie, obligeant les marchands à réduire leur train de vie ; sous Wudi il leur fut interdit d'acquérir des terres et ils subirent une taxation plus lourde. Ces mesures ne connurent pas vraiment de réussite, puisque les succès de certains marchands suscitèrent à nouveau l'opprobre des moralistes par la suite. Ils étaient notamment accusés de profiter de l'appauvrissement des paysans endettés et pressurés par l'augmentation de la taxation, dont ils acquéraient les productions à vil prix pour faire des profits ou auxquels ils prêtaient de l'argent à des taux usuriers leur permettant finalement de mettre la main sur leurs possessions. Les monopoles étatiques sur le fer, le sel, l'alcool ainsi que le contrôle des prix de certaines denrées essentielles, en premier lieu les céréales, ont sans doute limité les possibilités d'enrichissement des marchands. Wang Mang tenta avec plus de rigueur de mettre fin aux activités des usuriers et spéculateurs, mais sans succès.

#### Les conséquences sociales de l'essor des échanges
Le contrôle de l’État sur les échanges et les monopoles se relâcha sous les Han postérieurs, période marquée par un regain de l'enrichissement des marchands et hommes d'affaires. Il est alors courant de trouver dans les textes de l'époque des descriptions du luxe dans lequel vivent ces personnages au train de vie somptueux. Les critiques du confucianiste Wang Fu se cristallisent contre la domination des activités commerciales et usuraires à Luoyang la capitale, et les extravagances vestimentaires et alimentaires de ses habitants aisés. Il est donc manifeste que les produits de consommation luxueux et semi-luxueux comme les objets en bronze, laque, les soieries et d'autres bijoux et ornements précieux sont de plus en plus accessibles à la population urbaine à la suite des progrès de l'artisanat et du commerce. Les tombes des élites de cette période confirment cette impression puisque leur contenu est plus riche et diversifié que celui des sépultures des Han antérieurs. Les moralistes de l'époque déplorent également l'inégale distribution des biens entre les différentes couches de la population. Si celle-ci est indéniable, il semble pourtant bien que le développement du commerce touche une grande partie de la population, ce que montre également la monétisation croissante des échanges, même si les plus pauvres en profitent moins que les autres.

### Les villes
Depuis l'époque des Royaumes combattants, les villes chinoises avaient connu une grande croissance, en particulier les capitales des différents royaumes (Xianyang à Qin, Linzi à Qi, Handan à Zhao, Chengdu dans le Sichuan, etc.). Leur surface s'était considérablement étendue, des murailles longues et puissantes les ceignaient, et elles étaient marquées par une séparation entre les quartiers résidentiels et commerciaux et l'espace destiné au pouvoir politique, protégé par des murailles intérieures. On y avait érigé des bâtiments de plus en plus imposants, en cherchant notamment la verticalité : hautes plates-formes supportant des pavillons à plusieurs étages, portes et tours élevées. Les informations sur les espaces résidentiels, artisanaux et commerciaux sont limitées ; les espaces publics les mieux connus sont les marchés, lieux où se déroulent les échanges sous la surveillance tatillonne d'agents du gouvernement, mais aussi là où étaient proclamés divers messages officiels et où se déroulaient les exécutions publiques, car c'était là que l’État pouvait espérer que son action soit la plus vue. Ces espaces attiraient également une population pratiquant des activités interlopes : des brigands et des trafiquants, des prostituées ainsi que des troupes théâtrales ou des praticiens de techniques occultes (devins, chamanes). Les vastes ateliers urbains publics ou privés étaient également des centres d'activité importants dans les villes.
La ville la mieux connue de l'époque des Han est la capitale des Han antérieurs, Chang'an, érigée sous le règne de Gaozu dans le voisinage de Xianyang, la capitale déchue et dévastée des Qin. Son fils et successeur Hui chercha à remodeler Chang'an pour en faire une sorte de capitale idéale, reflétant les ambitions universelles de sa dynastie : il érigea une vaste enceinte d'environ 25 kilomètres de long percée de douze portes, construisit un temple destiné au culte ancestral de son père, un nouveau marché. Wudi finalisa cette œuvre en érigeant de nouveaux palais dans les espaces laissés inoccupés et un vaste parc hors des murs. L'espace de Chang'an était alors occupé par plusieurs vastes palais, un arsenal et deux grands marchés. Les espaces résidentiels concernaient surtout des villes-satellites se trouvant à proximité, notamment celles destinées à l'origine à la construction et l'entretien du culte des sépultures impériales. Administrativement, Chang'an était divisée en 160 quartiers (li) ayant chacun leur propre administrateur.
Au début des Han postérieurs, une nouvelle capitale fut construite à Luoyang. Plus petite et austère que Chang'an bien que s'étendant sur plus de 10 km2 et comprenant approximativement 500 000 habitants, de forme grossièrement rectangulaire, parcourue par des avenues rectilignes disposées régulièrement, elle était dominée par deux vastes palais bâtis sur un axe nord-sud entourés d'un arsenal, d'entrepôts, d'un jardin impérial et de marchés ainsi que divers édifices importants situés hors des murs, puisque les quartiers de la ville étaient répartis sur un espace de sans doute plus de 25 km2.

### Les élites sociales

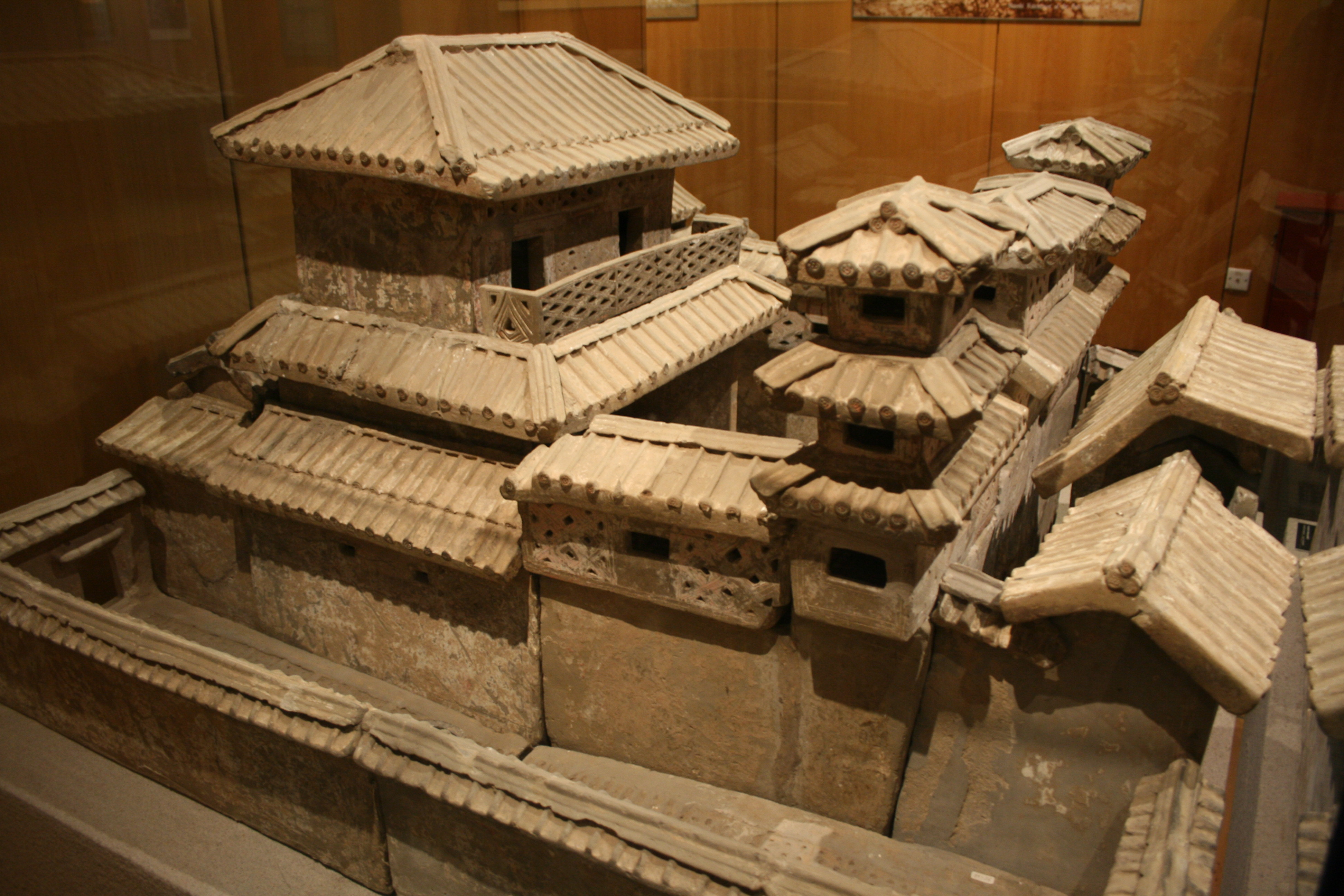
Modèle d'architecture reflétant le mode de vie des élites : manoir de type siheyuan. Céramique funéraire. Terre cuite. Henan Provincial Museum, Zhengzhou.

#### L'essor des élites locales
Le groupe des élites sociales est le grand bénéficiaire de l'évolution économique et sociale de la période des Han, alors que les lignages aristocratiques n'avaient pas forcément connu un destin favorable durant les derniers siècles de l'époque pré-impériale. Ce groupe aux contours mal définis était aussi bien constitué de hauts fonctionnaires de l’État, de propriétaires terriens implantés de longue date, d'entrepreneurs et de marchands qui ont investi leur richesse dans une propriété rurale, qui durant les derniers temps des Han étaient devenu un groupe relativement homogène. Ils s'identifiaient par leur appartenance à un lignage auquel une personne était rattachée par son ascendance masculine. La division des domaines entre héritiers masculins étant la norme, les lignages et leurs propriétés connaissaient une fragmentation et une dispersion rapides, ce qui n'eut pas vraiment pour effet de les affaiblir. Au contraire, leurs membres s'appuyaient sur les liens lignagers qui restaient forts, même après plusieurs générations. Ils les consolidaient en étendant leurs réseaux par des alliances matrimoniales, des présents généreux et des services envers d'autres clans et lignages, constituant ainsi un réseau complexe d'alliés, patrons et clients, fonctionnant souvent sur une base locale, d'autant plus que les membres du lignage détiennent souvent des fonctions dans l'administration locale.
Cette évolution aboutit sous les Han antérieurs à la constitution de lignages ayant un ancrage provincial très fort et une autorité locale avec laquelle le pouvoir central était obligé de composer. Les plus importantes de ces « grandes familles » (haozu) avaient ainsi réussi à concentrer souvent plusieurs milliers de dépendants et de grandes portions de terres, mais nombreuses étaient celles disposant d'environ 300-400 dépendants. Leurs domaines étaient strictement gérés, loin du regard de l'administration officielle. Beaucoup finirent par constituer leurs propres armées privées. Ces potentats surent profiter de l'éclatement de l'empire, au cours duquel la solidité de leur assise locale leur permit de devenir une force politique et sociale encore plus importante durant la période de division, jusqu'aux Tang.

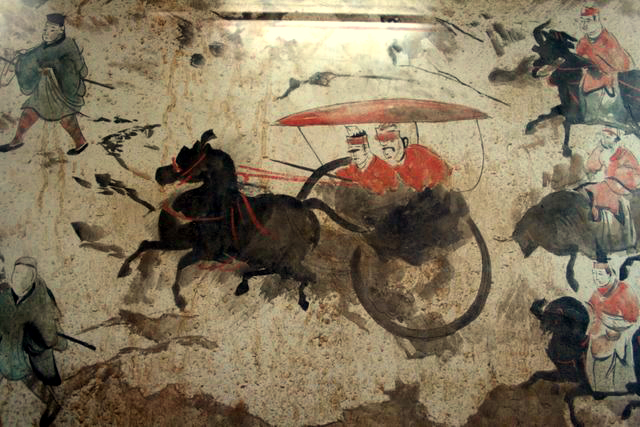
Fresque murale d'une tombe de la période des Han postérieurs, Luoyang : un aristocrate sur son char, avec son escorte.

#### Le mode de vie des élites
Les peintures et maquettes contenues dans les tombes aristocratiques fournissent diverses informations sur le mode de vie et l'idéal des élites de cette époque. Elles mettent notamment l'accent sur leurs domaines ruraux, bases de leur richesse. Il ne s'agit pas de latifundia équivalentes à celles de l'Empire romain contemporain, largement plus vastes en raison de pratiques successorales moins partageuses. Les résidences qui occupent leur centre sont entourées par une enceinte, et comprennent plusieurs cours intérieures entourées de galeries couvertes, dont les murs devaient être couverts de peintures. Des pavillons sont érigés au centre des cours principales, les plus vastes comprenant plusieurs étages, jusqu'à former de véritables tours. Des jardins d'agrément complétaient l'ensemble chez les plus nantis. Les différentes installations agricoles (puits, greniers, etc.), le matériel, les hommes travaillant l'exploitation sont également mis en scène. Elles rappellent que les propriétaires terriens ont bâti leur richesse en accumulant des terres souvent acquises auprès de paysans endettés, et en concédant celles-ci à des tenanciers chargés de leur reverser une part de la production.
Un propriétaire terrien idéal se doit d'être loyal, de respecter la piété filiale, de faire montre de générosité envers ses proches et ses dépendants, de permettre par ses talents l'enrichissement de son domaine et des villages qu'il fait vivre. Le goût des études classiques est également une caractéristique forte de ce groupe des élites. Cela était d'autant plus affirmé que l'exercice d'une charge publique civile importante, donc très marquée par l'éducation lettrée, était le meilleur moyen d'obtention et de consolidation d'une position sociale élevée. Cela était forgé par une éducation commune et la lecture d'ouvrages à finalité politique et morale, notamment ceux vantant le modèle de personnages exemplaires du passé. Les élites s'accommodaient un peu moins bien avec la morale confucéenne quand il s'agissait de se divertir : banquets opulents et gaspilleurs accompagnés de danses et de musique, chasse, tir-à-l'arc, jeux à cheval, vaisselle luxueuse, etc..

## Religion et pensée
La période Han est couramment présentée comme un triomphe du confucianisme, avant tout en raison du succès à partir du règne de Wudi des idées promues par un groupe de penseurs dont la figure de proue était Dong Zhongshu, qui réussirent à évincer les autres penseurs des cercles du pouvoir après avoir repris divers éléments de leurs pensées. Mais il n'est pas assuré qu'elle mérite pour autant le qualificatif d'« idéologie d’État » car elle ne fut jamais vraiment hégémonique, même à la cour. Plus largement, la religion de l'époque des Han resta marquée par l'héritage des différents courants de pensée et croyances de l'époque des Royaumes combattants, qui imprégnèrent aussi bien la religion officielle centrée sur l'empereur que la religion populaire. C'est dans cette dernière que se manifestèrent vers la fin de la période deux tendances porteuses du renouveau de la religion chinoise durant les siècles suivant la chute des Han : l'apparition des premiers mouvements religieux de masse organisés, qui sont à l'origine de la religion taoïste populaire, et l'introduction du bouddhisme en Chine.

### Cosmologie, écoles de pensée et pouvoir

#### L'héritage cosmologiste et philosophique de la période pré-impériale
Les IVe – IIIe siècle av. J.-C. avaient vu l'élaboration d'une cosmologie « corrélative » (J. Needham) selon laquelle existent des correspondances entre tous les éléments et phénomènes constituant l'univers, en particulier les Hommes et le Ciel. Au cœur de cette pensée se trouvent notamment les concepts de qi, souffle reliant les différents êtres composant l'univers, le couple des opposés yin-yang qui coexistent dans ces mêmes êtres, et les Cinq phases (wuxing) constituant toutes les matières. Ces concepts participent d'une vision dans laquelle l'univers est en évolution constante, marqué par l'harmonie et l'équilibre entre ses composantes. Cette pensée unificatrice renvoie incontestablement à la recherche puis le succès de l'unité politique autour de l'empereur, pendant terrestre de la grande divinité céleste. Dans l'optique légiste en vogue sous les Qin, le pouvoir doit assurer le respect de l'ordre dans le cosmos, par le biais de la loi qui doit punir en conséquence ceux qui commettent des actes délictueux susceptibles de perturber le cours naturel des choses. Cette cosmologie a donc eu une influence sur tous les domaines de la pensée de l'époque.
La période des Han occidentaux vit la poursuite de ces réflexions cosmologiques, dans une optique synthétique et unificatrice déjà prégnante dans des œuvres antérieures comme les Printemps et Automnes de Lü Buwei. Coexistaient en effet différents courants mobilisant des conceptions similaires mais proposant différentes « voies » (dao). Sous les Han antérieurs, Sima Tan (m. 110 av. J.-C.) fut le premier à tenter une classification de ces courants : il distinguait les six principales « écoles » (jia), à savoir celles du yin et du yang, des lettrés (confucianistes), des moïstes (disciples de Mozi), des nominalistes, des légistes et des taoïstes. Par la suite ce classement fut affiné, en particulier par Liu Xiang (77-6 av. J.-C.) et ses acolytes de la bibliothèque impériale, qui accomplirent un travail de classement et d'édition des différents textes circulant à leur époque afin d'en produire une version standardisée, car il existait différentes variantes (voir plus bas). En fait, cette délimitation entre courants de pensée est simplificatrice, puisque les penseurs de l'époque Han empruntent les idées de plusieurs de ces « écoles ».

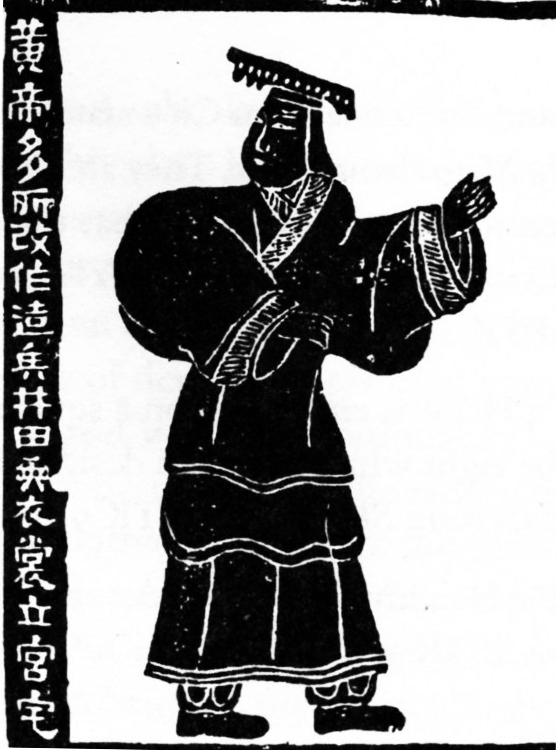
L'Empereur jaune (Huang Di), estampage d'après un bas-relief du temple ancestral de la famille Wu à Jiaxiang (Shandong), IIe siècle.

#### LeHuanglao
Les projets des penseurs de la Chine pré-impériale avaient une visée politique, puisque leurs réflexions conduisaient à une certaine conception du pouvoir impérial. Sous les Qin, le pouvoir s'appuyait en premier lieu sur les idées du légisme, qui voulait schématiquement mettre en ordre la société par les lois. Les premiers Han voulurent se démarquer de leurs prédécesseurs, et s'éloignèrent des idées légistes, pour privilégier des courants s'inspirant de pensées naturalistes, comme celle de Laozi ou l'école du yin et du yang promue par les fangshi, des devins, médecins ou magiciens tournés vers la quête de l'immortalité. Sous le règne de Gaozu, le courant de l'« Empereur jaune et Laozi » (Huanglao) connut un grand succès. Il est encore mal compris, bien que parmi les textes exhumés à Mawangdui en 1973 et datés du début des Han figurent divers textes manifestement liés à cette tendance, dont un que l'on a considéré (sans doute à tort) être un texte antique perdu, les Quatre classiques de l'Empereur jaune. Le Huanglao reposait sur les deux figures majeures de la mythologie chinoise auxquelles il doit son nom, proposait une pensée politique dans laquelle le souverain est assimilé à un Immortel taoïste, présidant une société hiérarchisée dont la justification se trouve dans la nature, elle-même vue comme hiérarchisée. Mais ce courant n'évacue pas totalement les idées légistes, puisque la loi, vue comme un produit de l'ordre naturel, est considérée comme un élément-clé pour la mise en ordre du monde.
Le Huainanzi, rédigé peu après par un membre de la famille impériale, le prince Liu An (177-129 av. J.-C.), participait du même esprit de synthèse de la cosmologie, dans une veine taoïsante. Wudi avait favorisé le culte de l'« Un suprême » (Taiyi), divinité céleste originaire du pays méridional de Chu qui fut alors promue à la tête du panthéon impérial, et apparaît dans différents textes antiques comme une figure unificatrice située au centre du cosmos.

#### L'affirmation du confucianisme

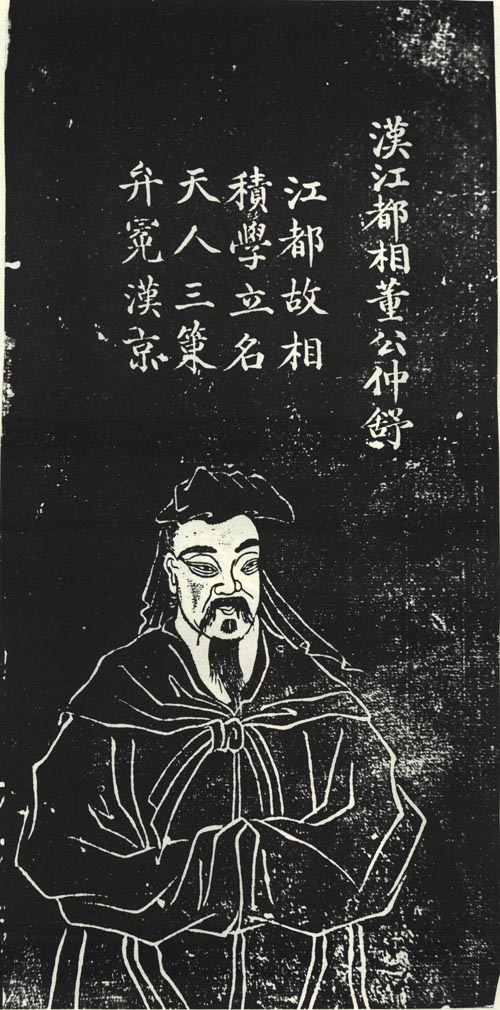
Dong Zhongshu, théoricien confucéen de l'époque de Han Wudi.

Le règne de l'empereur Wu vit l'affirmation de l'« école des lettrés », courant plus couramment désigné de nos jours comme le « confucianisme », parce qu'il accorde une place majeure aux idées reprises de Confucius et des penseurs pré-impériaux qu'il avait influencé (Zengzi, Zi Si, Mencius, Xun Zi). Cette pensée reposait sur une mise en avant des valeurs éthiques (l'« humain » ren, la « piété filiale » xiao, la « vertu » de, la « rectitude » zheng, etc.), l'importance apportée aux rites (li) en tant que garants d'ordre et de bonne morale, et à l'étude de textes, avant tout celle des « classiques » issus de la tradition de l'antique dynastie Zhou (ou attribués à ces derniers), dynastie qui est vue comme une référence à suivre, et du point de vue cosmologique par la croyance en la toute-puissance du Ciel qui décide du souverain en fonction de ses mérites. Ces penseurs avaient repris des influences d'autres courants de pensée, notamment légistes et naturalistes.
Dong Zhongshu (195-115 av. J.-C.) fut le penseur du courant des lettrés le plus influent des débuts de l'époque Han, reprenant les éléments issus des courants naturalistes et des penseurs confucéens pour faire une pensée politique cohérente et efficace, qui servit de base à l'idéologie des Han et plus largement celle des empires chinois suivants. Il professait à son tour le statut suprême du Ciel (Tian), vieille divinité tutélaire de la dynastie Zhou, qui jouait dans sa vision des choses le rôle de père de tous les êtres, d'où procède l'ordre moral, ainsi que le pouvoir de l'empereur, à la condition que celui-ci respecte les volontés célestes, soit le garant de la bonne morale. Il ouvrit la voie à un retour au premier plan du Ciel divinisé, qui fut également porté par la réanimation du concept de « Mandat céleste » et de la vision de l'empereur comme « Fils du Ciel » dans la droite ligne de la pensée politique de l'époque des Zhou.
Les références à Confucius, autre caractéristique de ce courant par la suite, sont en fait encore limitées sous les Han occidentaux ; la rédaction définitive des Entretiens de Confucius est du reste assez tardive, peut-être même du début des Han. Cet ouvrage acquit progressivement une importance telle qu'il devait finir par devenir un classique. À la suite de Dong Zhongshu, les penseurs se reposèrent également sur les Annales des Printemps et Automnes, texte qui fut attribué à Confucius, et à ses commentaires. L'un d'eux, le Commentaire de Gongyang (Gongyang zhuan), qui l'interprète comme un récit contenant les enseignements ésotériques moraux de ce sage, qui avait acquis une dimension mythique. Confucius fut peu à peu vu comme un « roi sans couronne » qui aurait prédit la venue de la glorieuse dynastie Han, et on commença à lui vouer un culte. Cela donna dans une certaine mesure un tournant plus religieux à la tradition confucéenne, adaptée à la pensée cosmologique. En tout cas à partir de la période finale des Han antérieurs les penseurs firent de plus en plus référence à Confucius, définitivement élevé au rang de figure majeure de l'univers intellectuel et religieux chinois.

#### Les débats sur les classiques

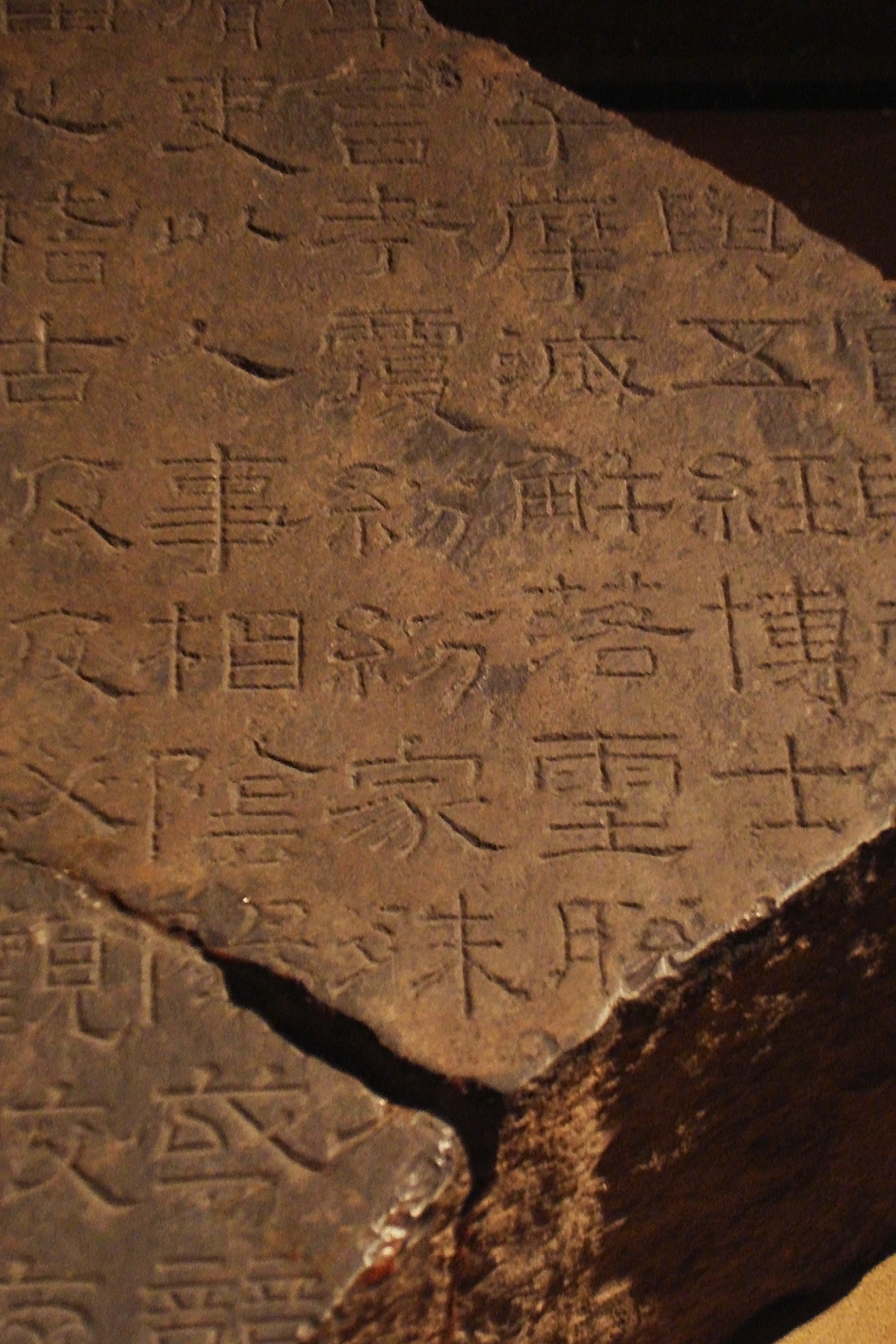
Détail d'un fragment d'un des classiques sur pierre, 172-178.

L'essor de l'école des lettrés s'accompagna par la mise en avant de l'étude des livres « classiques » issus de la période pré-impériale, puisque leurs origines remontent parfois aux premiers temps de la dynastie Zhou, même s'ils sont remaniés au moins jusqu'aux débuts de l'époque impériale : avant tout le Livre des documents, le Livre des rites, le Livre des Odes et le Livre des Mutations, mais aussi les Annales des Printemps et Automnes. Ces ouvrages, déjà mis en avant par Confucius mais aussi d'autres grands maîtres antiques, étaient vus comme contenant les enseignements nécessaires à un bon gouvernement, et ils acquirent une grande importance politique, qui accompagnait l'ascension des lettrés qui se présentaient comme les seuls capables de bien les interpréter et donc de conseiller l'empereur. Plusieurs variantes de ces textes étaient en circulation, d'autant plus que la décision de détruire les versions de ces ouvrages prise sous les Qin, bien que jamais menée à terme, avait semé le trouble sur l'existence de variantes potentiellement authentiques. Les penseurs se disputaient donc sur les versions à utiliser. Un premier groupe (dont Dong Zhongshu faisait partie) préférait se reposer sur des textes issus des versions qui circulaient oralement, mis par écrit en langage et écriture de l'époque des Han, les textes modernes (jinwen) ; un autre privilégiait les textes anciens (guwen), transmis depuis l'époque des Royaumes combattants et qui en avaient conservé la langue et l'écriture archaïques. Ce débat prit une grande importance à la cour. Le pouvoir trancha d'abord en faveur des seconds, et instaura en 136 av. J.-C. à l'Académie impériale des maîtres spécialisés dans chacun de ces ouvrages, posant ainsi les bases d'un enseignement officiel, « orthodoxe ». Sous les Han postérieurs en revanche, les tenants des textes en caractères anciens triomphèrent.
Le processus de canonisation culmina dans la rédaction des « classiques sur pierre » (shijing), gravés sur les murs de l'Académie impériale en 175-183 de notre ère afin de disposer d'une version fixe de plusieurs classiques. On espérait ainsi que les versions ultérieures en circulation seraient uniformisées, vu qu'il était possible d'estamper sur du papier les textes gravés (une forme ancienne d'impression). Il y eut dans l'histoire chinoise postérieure plusieurs autres entreprises similaires (dont une dès 240), ce qui prouve qu'il était difficile d'empêcher l'existence de variantes.
Parallèlement aux classiques circulaient des textes que l'on désigne comme des apocryphes (chenwei), de nature religieuse mais tout autant à finalité politique, concernant aussi bien les confucéens que les tenants des pensées naturalistes. Ils participèrent eux aussi au mouvement visant à faire des lettrés interprètes des textes des conseillers politiques incontournables, spécialistes dans l'analyse des relations entre les Hommes et le Ciel.

#### La coexistence de diverses tendances intellectuelles
Les penseurs lettrés prirent ainsi progressivement plus de poids en tant que conseillers religieux, entre la fin des Han antérieurs et le début des Han postérieurs, et pas uniquement les confucéens, dont on ne peut pas considérer que le courant fut une sorte de « religion d’État » sous les Han, d'autant plus qu'il n'était pas encore pleinement constitué (le culte de Confucius étant encore peu répandu). À la fin des Han occidentaux, Yang Xiong (53 av. J.-C.–18 apr. J.-C.) élabora ainsi une cosmologie qui devait aussi bien à Confucius qu'au Livre des Mutations.
Le milieu des conseillers lettrés se déchira autour de la légitimité des Han postérieurs, notamment quand débuta leur affaiblissement. Les visions divergentes émergèrent en particulier chez ceux qui avaient été mis à l'écart du pouvoir et formèrent des écoles parallèles à celles promues par le pouvoir impérial, comme Wang Chong (27-100), resté fameux pour son confucianisme critique qui lui attira des inimitiés, et Zheng Xuan (en) (127-200), grand commentateur des textes classiques (il a notamment laissé un commentaire majeur du Livre des Odes), influent en particulier dans la réflexion sur les rituels officiels.
Les rivalités furent accentuées lors de la période de luttes à la cour entre les eunuques et les ministres lettrés. La fin de la période Han devait par exemple voir l'essor des pensées taoïsantes, reprenant des éléments du Huanglao et s'inspirant de Laozi et Zhuangzi, ouvrant la voie aux œuvres majeures de Wang Bi et Guo Xiang au début de la période de division.

### Cultes impériaux et locaux

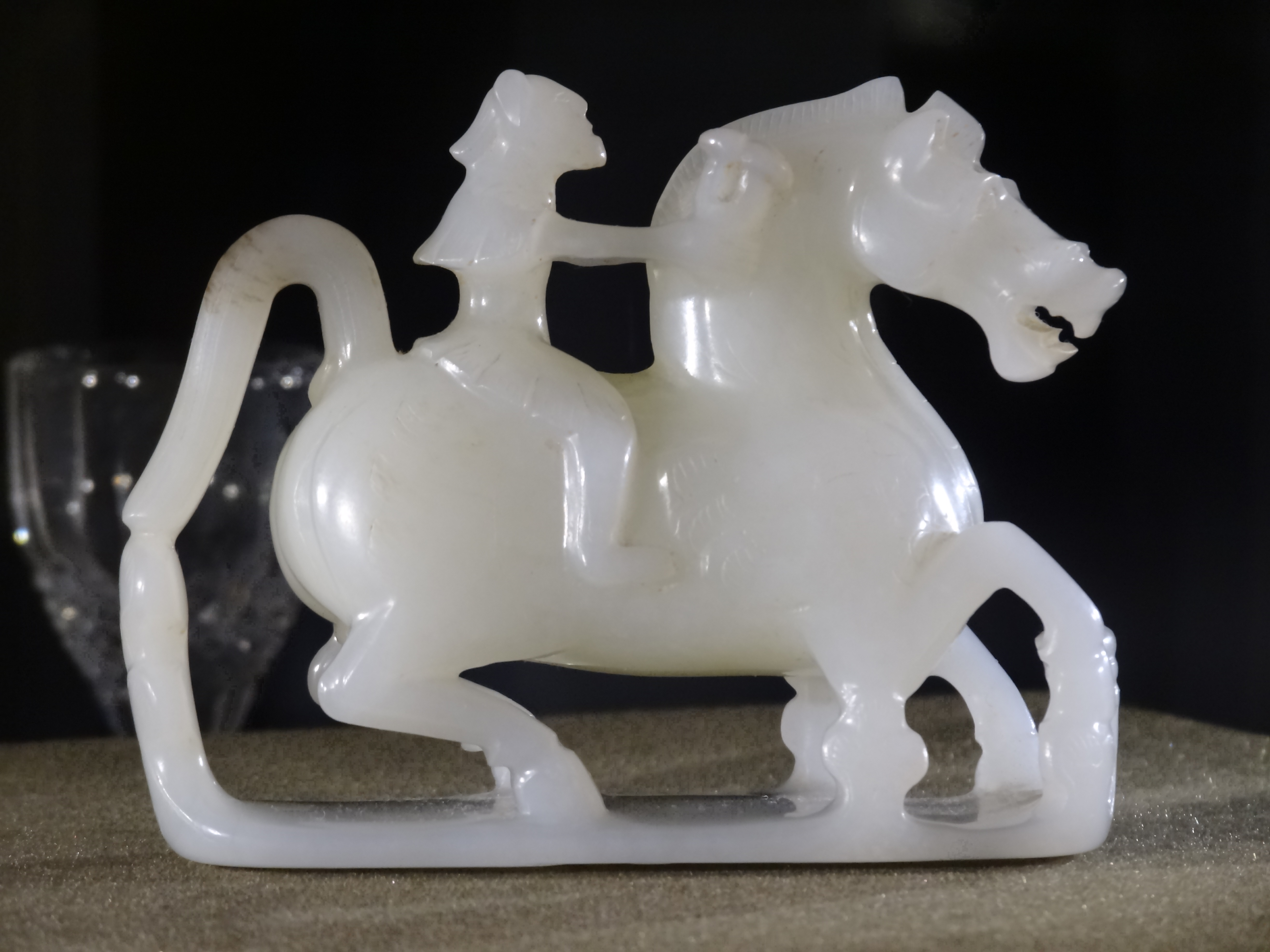
Immortel sur un cheval ailé, sculpture en jade (néphrite bleutée), Han antérieurs, tombes de Xinzhuang (Shaanxi), musée de Xianyang.

Les derniers temps de la période pré-impériale et l'empire Qin avaient vu la mise en place de rituels sacrificiels officiels majeurs destinés aux forces de la nature, supplantant la primauté des sacrifices aux ancêtres dynastiques qui avaient été le socle de la légitimité religieuse de l'ancienne dynastie Zhou. Les Han prirent pour base les rituels instaurés par le Premier empereur Qin et ses conseillers religieux. Gaozu reprit ainsi la pratique des sacrifices aux empereurs ancestraux (di) représentant les points cardinaux, à cela près qu'il ajouta le culte d'un cinquième empereur aux quatre vénérés par son prédécesseur. Les autres sacrifices majeurs repris des Qin étaient ceux appelés feng et shan, accomplis sur le Mont Tai et d'autres montagnes sacrées dans des circonstances exceptionnelles, hérités de la tradition des spécialistes de rituels appelés fangshi évoqués plus haut. Le vieux culte à l'autel dédié au dieu du Sol (she) restait également pratiqué, tandis que le culte des empereurs décédés de la dynastie avait lieu dans de nombreux temples de la capitale et des grandes villes provinciales. L'empereur Wu promut le culte de l'« Un suprême » (Taiyi), une vieille divinité céleste du pays méridional de Chu qui fut alors promue à la tête du groupe des Cinq empereurs et donc du panthéon impérial. Les sacrifices qui lui étaient offerts avaient également pour destination l'Impératrice de la Terre. Le dernier siècle avant notre ère fut l'occasion de débats sur la nature de la divinité suprême à vénérer. Le culte de Taiyi fut progressivement supplanté par le culte au Ciel, vieille divinité tutélaire de la dynastie Zhou. On détermina le lieu des sacrifices à la divinité suprême, appelés jiao, dans la banlieue de la capitale. Parallèlement, les promoteurs du culte du Ciel critiquaient le trop grand nombre de sacrifices accomplis dans le cadre du culte officiel, et notamment les coûts qu'ils généraient cas ils mobilisaient des dizaines de milliers de personnes : les temples dédiés aux ancêtres impériaux, qui étaient la première destination de ces critiques, auraient nécessité en 40 av. J.-C. 24 455 sacrifices par an, et employé 67 276 personnes. La même année fut donc décidée la fermeture de la plupart de ces sanctuaires.
Wang Mang s'attacha à réformer le système sacrificiel, dans une optique se voulant inspirée des cultes pratiqués à l'époque des Zhou, dont elle était en fait éloignée puisqu'elle reposait sur des textes rédigés plus tardivement comme les Rites de Zhou et le Livre des rites. Il établit ainsi la primauté du sacrifice au Ciel, avec pour contrepartie le sacrifice à la Terre, qui devaient rester les principaux rituels impériaux jusqu'à la fin des empires chinois. Il établit dans la banlieue de sa capitale des autels destinés aux Cinq empereurs, au dieu du Sol et au dieu du Grain, ainsi qu'un Palais des Lumières, destiné à d'autres types de rituels. Ces évolutions furent conservées sans grande modification par le fondateur des Han postérieurs, Guangwu, qui accomplit également les rituels au Mont Tai. Les lettrés continuèrent à débattre des réformes rituelles à accomplir, se reposant aussi bien sur les Classiques que sur les textes apocryphes évoqués plus haut.
Le culte officiel entretenait de nombreux cultes provinciaux, destinés aux montagnes et aux rivières sacrées ainsi qu'à des constellations. Ils étaient dirigés par l'empereur en personne pour les plus importants, et par des dignitaires locaux pour les autres, toujours sous la direction des fangshi, et bénéficiaient du financement de l’État qui veillait à les réguler. En dehors de ce cadre officiel, une myriade de cultes locaux était accomplie à destination de lieux sacrés et de divers esprits, notamment lors de fêtes saisonnières qui rassemblaient un grand nombre de dévots. Ces sacrifices étaient parfois l'occasion d'ériger des stèles commémorant les offrandes qui y avaient été faites aux esprits locaux ou la construction d'un sanctuaire. Il s'agissait alors de rituels ayant reçu l'assentiment des notables locaux, qui y participaient. D'autres textes évoquent des rituels organisés par des « chamanes » (wu, terme péjoratif sous le pinceau des lettrés), contre lesquels les membres de l'administration doivent prendre des mesures coercitives, notamment parce que les pratiques qui y ont lieu vont à l'encontre de la morale du culte officiel. Les fonctionnaires étaient en effet régulièrement chargés de vérifier l'efficacité de ces cultes, sous l'égide du Bureau des rites, qui pouvait officialiser certains de ces cultes et leur donner accès aux subsides impériaux. Les premiers siècles de notre ère, en particulier le IIe siècle, virent l'essor du culte destiné aux Immortels, des humains divinisés, comme celui du scribe Tang Gongfang dans le Shaanxi, connu par une stèle érigée lors de l'officialisation de sa vénération, ou celui du magicien Fei Zhi près de Luoyang. Ces divinités mêlaient souvent la probité confucéenne et les pratiques magiques ainsi que la volonté de retrait du monde des courants taoïsants. Elles participèrent à l'essor des mouvements religieux de l'époque tardive des Han et de leurs pratiques rituelles individualistes (méditation, exercices respiratoires).

### L'émergence de mouvements religieux «taoïstes»

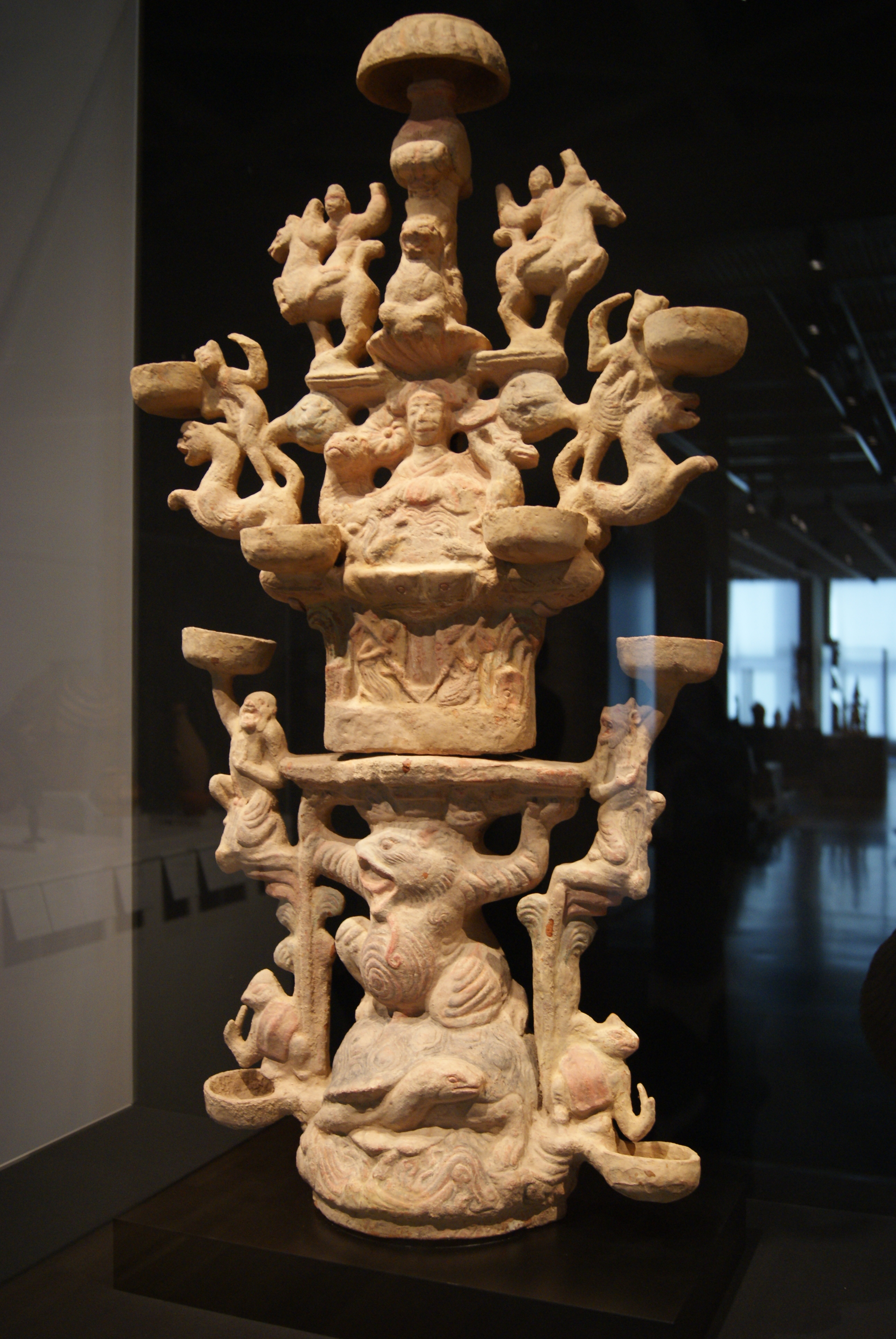
Lampe funéraire représentant le paradis de la Reine-Mère de l'Occident (Xiwangmu), trônant au milieu de l'objet. Han postérieurs, Yale University Art Gallery.

C'est sous les Han postérieurs que se fit jour l'évolution conduisant à l'élaboration de la religion taoïste. Celle-ci ne naît pas spécifiquement des enseignements des penseurs de l'époque pré-impériale rangés a posteriori dans la catégorie du taoïsme, à savoir Zhuangzi et Laozi. I. Robinet distingue plusieurs sources jouant dans l'émergence du taoïsme à cette période : les spéculations et rites naturalistes et cosmologistes des fangshi déjà évoqués ; la vogue du culte des Immortels, la quête de l'immortalité étant un élément central du taoïsme religieux ; l'influence du courant Huanglao, avec en élément marquant la divinisation de Laozi, assimilé à la fin des Han à l'Un suprême, et vu de plus en plus comme une figure salvatrice. Il n'est cependant pas admis par tous les chercheurs qu'on puisse parler de taoïsme en tant que religion pour l'époque des Han, car il ne se constitue pleinement que durant la période de division (220-581) ; il est au moins sûr qu'apparaissent plusieurs mouvements religieux ayant pour point commun leur caractère de masse, la recherche d'une organisation de plus en plus poussée, et des croyances ayant le fonds commun évoqué précédemment.
Au tournant de notre ère, un premier mouvement religieux ayant un aspect populaire et de masse apparaît en Chine, autour de la vénération de la Reine-Mère de l'Ouest. Vers la même période, le mouvement rebelle des Sourcils rouges qui entraîne la chute de Wang Mang s'appuyait sur le culte d'une divinité, le Prince Jing de Chengyang (un prince du lignage impérial ayant vécu au IIe siècle av. J.-C. qui faisait l'objet d'un culte depuis sa mort). Ils constituent des antécédents des mouvements de masse qui prennent leur essor durant la seconde moitié du IIe siècle, engagés dans une rébellion contre le pouvoir central à un moment où il s'effondre, et s'appuyant sur des croyances et pratiques religieuses spécifiques qui leur donnent une légitimité et une assise plus solide. Les premiers sont les Turbans jaunes (connu plus tard comme le courant de la « Voie de la Grande paix ») qui se soulèvent dans les années 170 sous la conduite de Zhang Liang et de ses frères, dont l'autorité a eu un volet religieux. Les différents mouvements se réclamant de leur héritage qui prennent leur suite après leur défaite ont manifestement été de même nature. C'est dans ce même contexte troublé que se forme autour de Zhang Lu le mouvement des Maîtres célestes (ou « Voie des Cinq boisseaux de riz »), dont les écrits postérieurs rapportent qu'il aurait en fait été fondé par son grand-père Zhang Daoling. Ces mouvements étant tous documentés par des textes écrits ultérieurement, il est difficile de savoir quels étaient leurs croyances et pratiques. Le mouvement des Maîtres célestes s'est mué après son échec politique en mouvement religieux organisé dirigé par les descendants de son fondateur, qui ont produit une longue tradition de textes rattachés à la religion taoïste. Ils semblent vénérer des divinités suprêmes mal identifiées liées à la tradition de l'Empereur jaune, voire Laozi. Ils croient en la venue d'une ère de « Grande Paix » (Taiping), durant laquelle l'empereur assure l'harmonie sur Terre. Les leaders de ces groupes passaient pour être des guérisseurs, et les Maîtres célestes avaient des rituels thérapeutiques élaborés. Ces mouvements avaient également développé des pratiques méditatives et respiratoires comme cela était courant à cette époque.

### L'introduction du bouddhisme en Chine

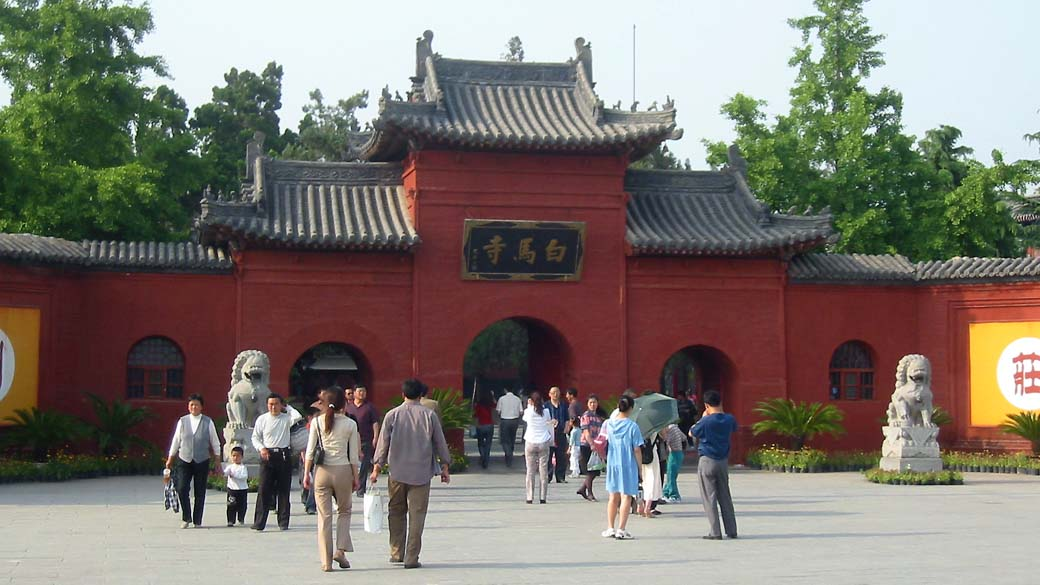
Le temple du Cheval blanc à Luoyang, premier temple bouddhiste en Chine

L'expansion de la Chine vers les contrées occidentales l'ouvrit à des apports culturels depuis ces régions, et celui qui occupe sans doute la place la plus importante pour l'histoire postérieure de la civilisation chinoise est le bouddhisme, religion implantée dans les cités d'Asie Centrale où elle avait été introduite depuis son foyer indien. Suivant une tradition postérieure qui a longtemps fait office de version officielle de l'arrivée du bouddhisme en Chine, celle-ci serait survenue sous le règne de Mingdi (58-78) : l’empereur Mingdi rêva d’un homme qui semblait fait d’or. Selon l’interprétation de son ministre Zhong Hu, il s’agissait du Bouddha. L’empereur aurait alors envoyé dix-huit personnes menées par Cai Yin, Qin Jing et Wang Zun à la recherche d’effigies et de textes. Ils seraient revenus de l’actuel Afghanistan en 67, accompagnés de deux moines, rapportant une image du Bouddha et le Sûtra en 42 chapitres, porté par un cheval blanc en l'honneur duquel fut érigé à l’ouest de Luoyang le Temple du Cheval blanc, considéré comme le plus ancien temple bouddhiste sur le sol chinois. En dépit de l'aspect légendaire du récit, il semble bien que le bouddhisme soit introduit en Chine vers le milieu du Ier siècle : le Hou Han Shu rapporte ainsi que Liu Ying, prince de Chu et demi-frère de l'empereur Mingdi, rendait hommage au Bouddha et aurait patronné des temples bouddhistes. Sa pratique du bouddhisme semble cependant encore rudimentaire, et sa vénération du Bouddha se fait conjointement avec celle de deux autres figures populaires dans la religion chinoise à cette période, Laozi et l'Empereur jaune associés couramment dans le Huanglao. Un culte conjoint à ces trois divinités se retrouve environ un siècle plus tard, en 166, dans un palais de l'empereur Huan : Bouddha est donc vu comme un des esprits traditionnels de la Chine ancienne, vénéré dans un contexte religieux encore inchangé. Le rôle des étrangers originaires de pays bouddhistes et installés dans les capitales des Han postérieurs dans l'essor de son culte a sans doute été important, et ils vont contribuer à une meilleure connaissance du bouddhisme en Chine. C'est parmi eux que se trouvent les premiers traducteurs connus de textes bouddhistes en chinois, attestés à partir du milieu du IIe siècle : les plus importants à cette période furent un moine parthe, An Shigao, actif à Luoyang à partir de 148, et traducteur de textes du courant Hinayana (le « Petit véhicule »), et un moine yuezhi, Lokaksema, arrivé une vingtaine d'années plus tard, qui traduisit des textes du courant Mahayana (le « Grand véhicule ») qui devint par la suite la forme dominante en Chine. L'essor d'un bouddhisme populaire fut manifeste durant les dernières années du IIe siècle. D'après les textes des statues bouddhistes sont alors répandues, et les temples semblent comprendre les premières formes de pagodes érigées sur le modèle des stupas indiens, mais il n'en reste plus rien de nos jours ; seules quelques traces d'influence de l'art bouddhiste pourraient être attestées dans des œuvres connues pour cette période.

## Croyances, pratiques et art funéraires

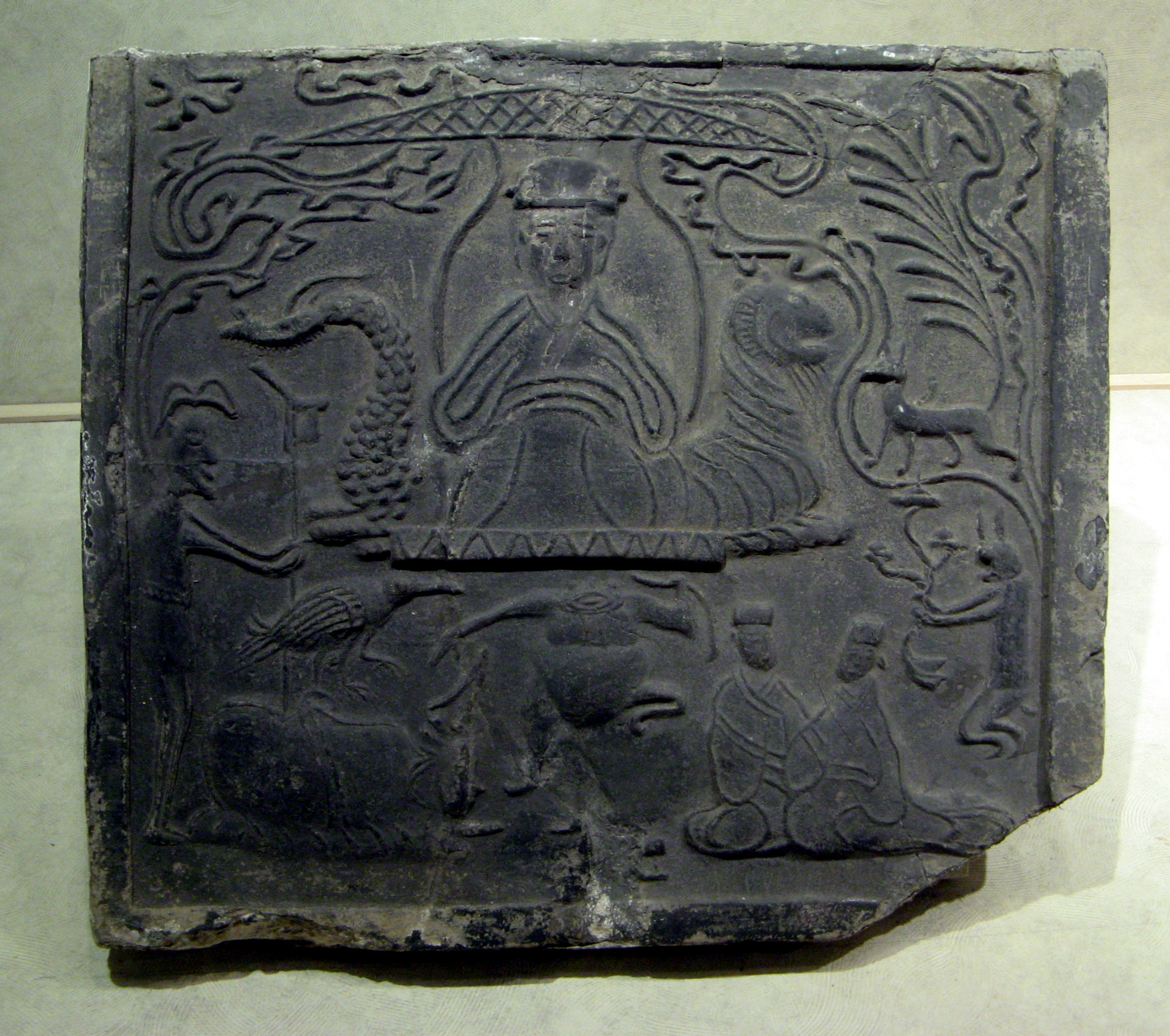
La Reine-Mère de l'Occident (Xiwangmu) associée à des animaux mythologiques (tigre, dragon, renard à neuf queues, etc.), bas-relief d'une tombe de la période des Han postérieurs. Musée provincial du Sichuan.

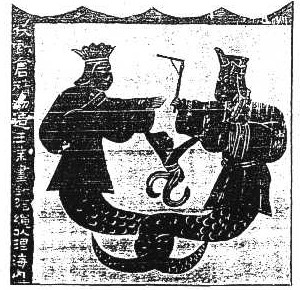
Représentation murale des divinités Fuxi et Nüwa, liées aux croyances sur la mort et l'au-delà, d'après un bas-relief du temple ancestral de la famille Wu à Jiaxiang, IIe siècle.

### Croyances sur la mort et l'au-delà

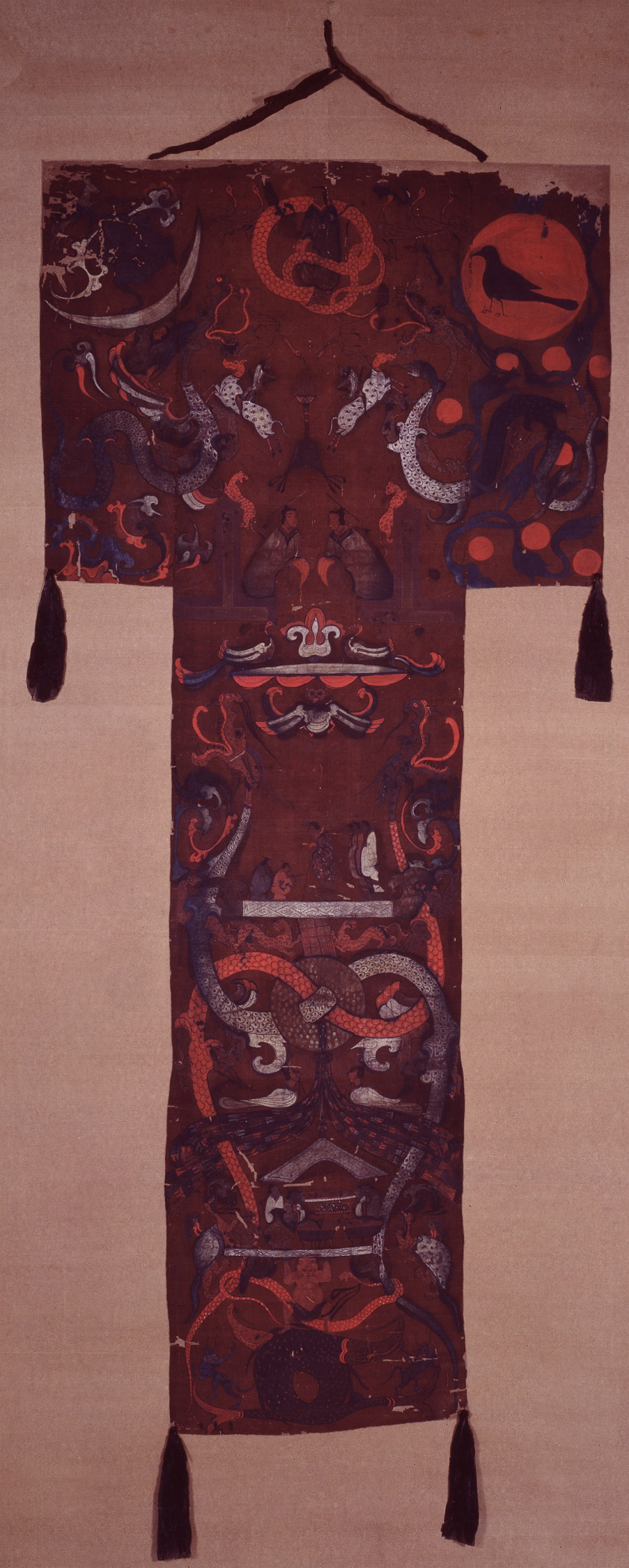
Bannière funéraire de la marquise de Dai, tombe no 1 de Mawangdui, Hunan, v. 168 avant notre ère, encre et couleurs sur soie, h : 205 cm, musée de la province du Hunan.

Le culte ancestral est depuis la plus haute Antiquité une composante majeure de la religion chinoise. Bien qu'abondamment documenté par les textes et l'archéologie, les conceptions qui le guident sont mal connues pour l'époque Han. Les textes évoquent l'âme des défunts par les termes hun et po, parfois présentés comme deux formes opposées : dans le Huainanzi et le Livre des rites, le premier est destiné à se rendre dans un paradis céleste tandis que le second retourne à la terre. D'autres textes semblent au contraire indiquer que l'âme du défunt doive rester dans sa sépulture. Il n'y avait manifestement pas de terminologie universellement admise sur ce point, les sources révélant des divergences conceptuelles et même rituelles encore impossibles à expliquer (différences de statut social ?). La bannière en soie peinte retrouvée dans la tombe no 1 de Mawangdui est un document exceptionnel, fournissant une représentation visuelle du passage de la vie à l'au-delà, durant lequel la défunte est accompagnée par différents animaux réels ou imaginaires (dragons, chauve-souris) ; il représente en plusieurs registres les différents espaces constituant l'univers : le monde souterrain, le monde terrestre où sont accomplis les rituels funéraires, le monde céleste vers lequel se dirige l'« âme » de la défunte.
Les représentations iconographiques des tombes des élites mettent en avant différentes divinités liées au monde infernal, en premier lieu la Reine-Mère de l'Occident (Xiwangmu), déesse liée à l'immortalité et à la mort, qui devait devenir par la suite une des principales divinités du taoïsme, et le couple Fuxi-Nüwa, deux divinités à tête humaine et à corps de serpent, et diverses autres divinités célestes aux fonctions difficiles à déterminer, ainsi que des immortels, êtres souvent ailés extrêmement populaires dans l'iconographie tardive et couramment associés aux divinités du monde céleste et infernal.
Le monde des esprits liés à la mort était plus largement constitué par une foule d'esprits formant une bureaucratie infernale, évoqués notamment dans les actes de propriété des tombes où ils sont invoqués en tant que témoins devant assurer que le défunt passe dans l'au-delà dans les meilleures conditions. Si cela ne suffisait pas, divers rituels accompagnaient l'inhumation des défunts, avant la fermeture des portes scellant son tombeau. Il s'agissait notamment d'exorcismes visant à protéger l'âme du trépassé, et d'autres servant à l'aider dans son voyage vers l'au-delà. Une préoccupation constante des vivants était de s'assurer de tenir les morts à distance, pour éviter d'être hantés par leurs fantômes, et donc pour cela il convenait de bien accomplir les rites funéraires. Le Livre des rites prescrivait ainsi précisément les actes à accomplir suivant la mort d'un défunt, restés le modèle à suivre pour les confucéens : lavage du corps, mise en bière, cérémonies de lamentations, visites de condoléances, choix de l'emplacement de la sépulture et du jour de l'inhumation par des procédures divinatoires. Suivant les principes de piété filiale, le fils aîné devait suivre un deuil de trois ans après la mort de son père ; une fois le deuil achevé, le défunt devenait un « ancêtre », et il pouvait prendre place sur l'autel des ancêtres familiaux sous la forme d'une tablette portant son nom, et recevoir régulièrement des offrandes lors des rituels du culte ancestral.

### L'architecture funéraire
En accord avec les croyances funéraires, les nécropoles des élites étaient composées de tombes souterraines (hypogées) complexes avec un important matériel funéraire destiné à accompagner le défunt dans l'au-delà, associées à un temple dédié au culte du mort devenu un « ancêtre » et à d'autres constructions.

#### Les complexes funéraires impériaux
Dans la continuité des pratiques de l'époque des Royaumes combattants et de l'empire Qin, les tombes impériales étaient disposées dans de vastes complexes funéraires, entourés par des villes où vivaient les personnes chargées de l'entretien du très dispendieux culte des ancêtres impériaux. Ce sont essentiellement alentours des tombes impériales qui ont été explorés. Ainsi, le parc funéraire (lingyuan) de l'empereur Jing (156-141 av. J.-C.) et de son épouse principale à Yangling s'étendait sur 12 km2. Les sépultures à proprement parler étaient surmontées par un grand tumulus (50 m de côté et 31 de haut à Yangling) entouré d'une vaste enceinte quadrangulaire (410 m de côté pour le même exemple) en terre damée disposant de portes à piliers (que), et à proximité se trouvait le temple servant à leur culte funéraire, ainsi que de nombreux puits où était disposé un abondant matériel funéraire (comme les fosses contenant des figurines d'armées et des chevaux, des armes, des objets en laque, etc. exhumées aux alentours du mausolée de Jing) et des tombes d'aristocrates ayant eu le privilège d'être enterrés aux côtés des monarques. Les tombes de ces dignitaires reproduisaient à une échelle moindre le modèle des sépultures impériales. L'accès aux tombes et aux temples funéraires de ces complexes étaient matérialisés par des « voies des esprits » (shendao) délimitées par des stèles ou des arbres, ainsi que, à partir du règne de Wudi, des sculptures monumentales d'hommes, animaux et êtres mythologiques, les premières du genre dans l'histoire de l'art chinois.

Le parc funéraire de l'empereur Jing (156-141 av. J.-C.) à Yangling, Shaanxi.
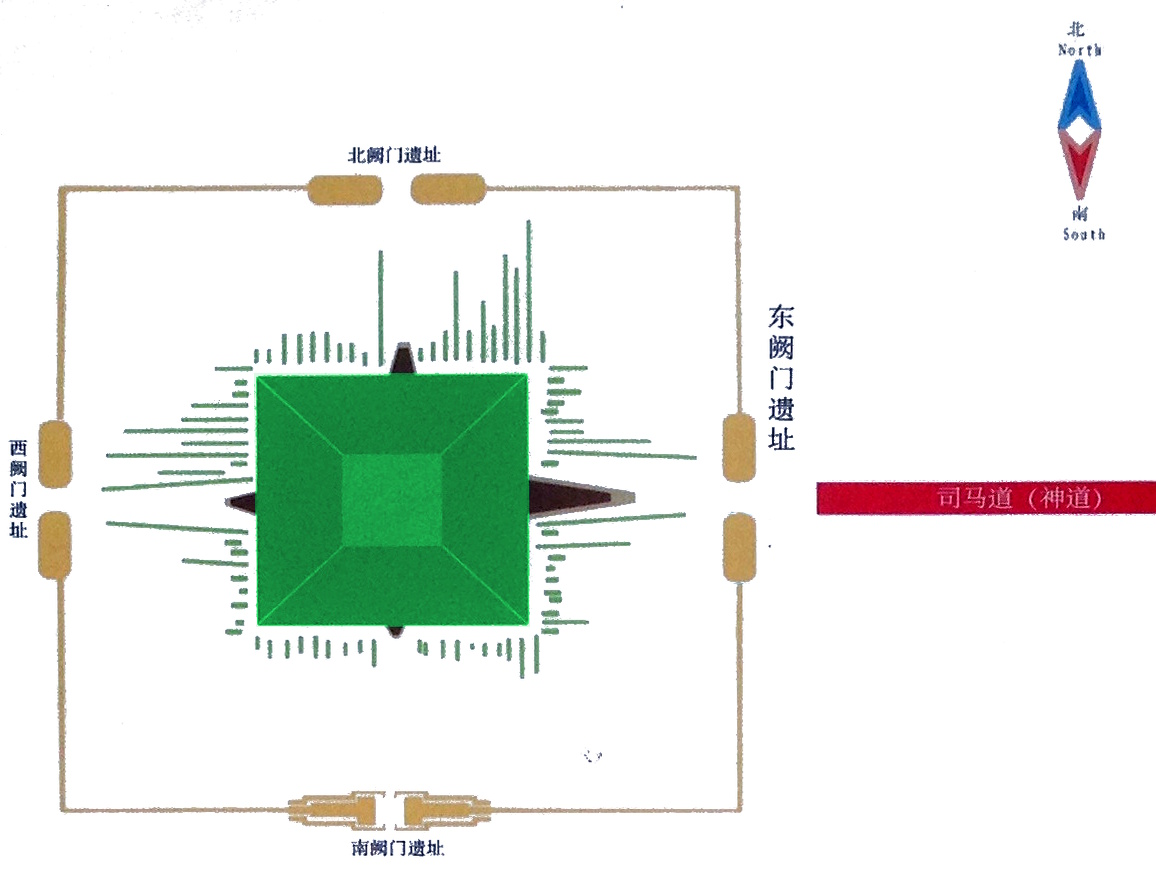
Plan du cœur du parc funéraire : le tumulus quadrangulaire surplombant la tombe est inclus dans une enceinte de même forme, percée de quatre portes dont celle reliée à la voie des esprits, à l'est, du même côté que l'entrée de la tombe.
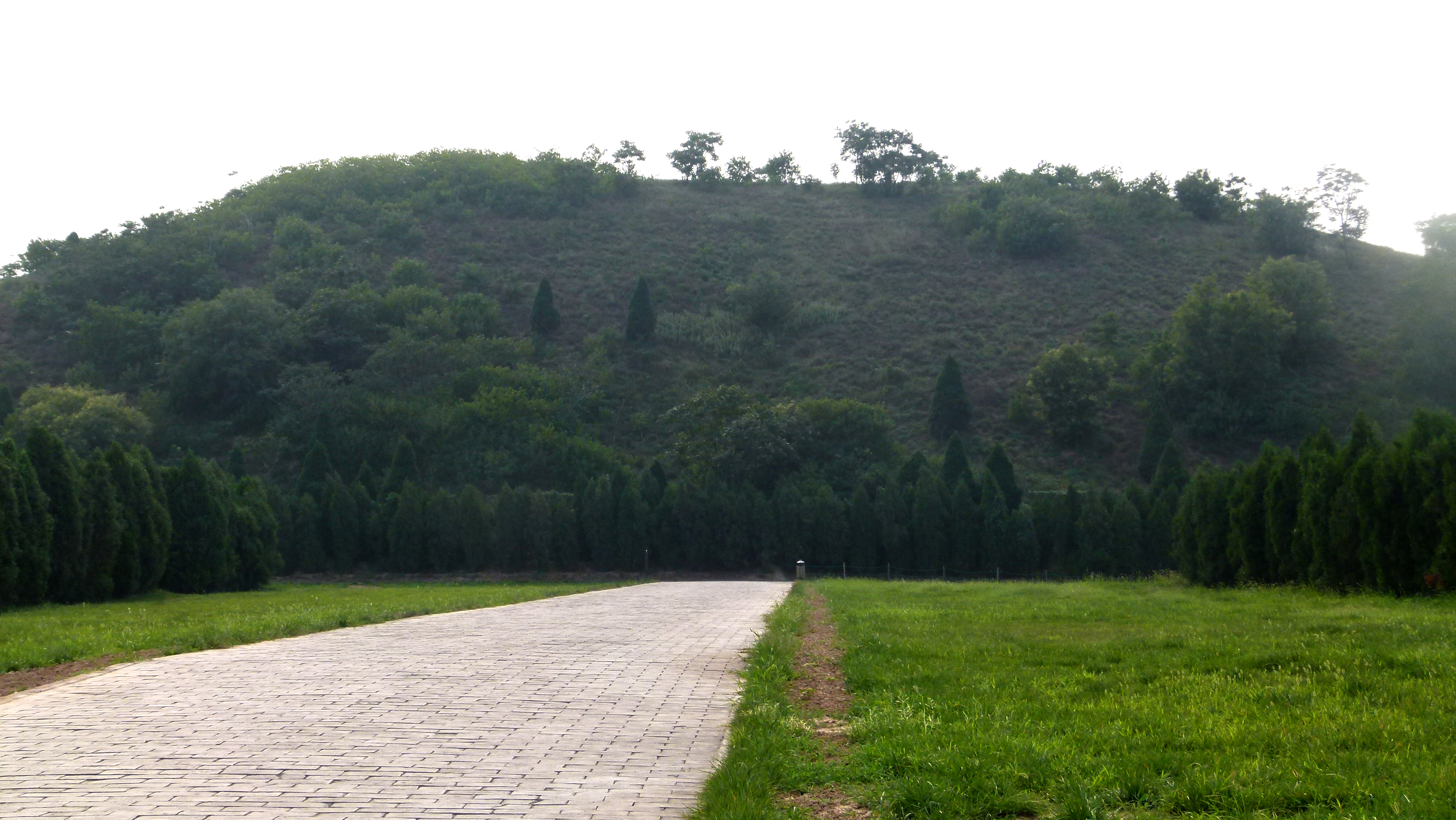
Tumulus de Han Yang Ling, sous lequel se trouve la tombe impériale.
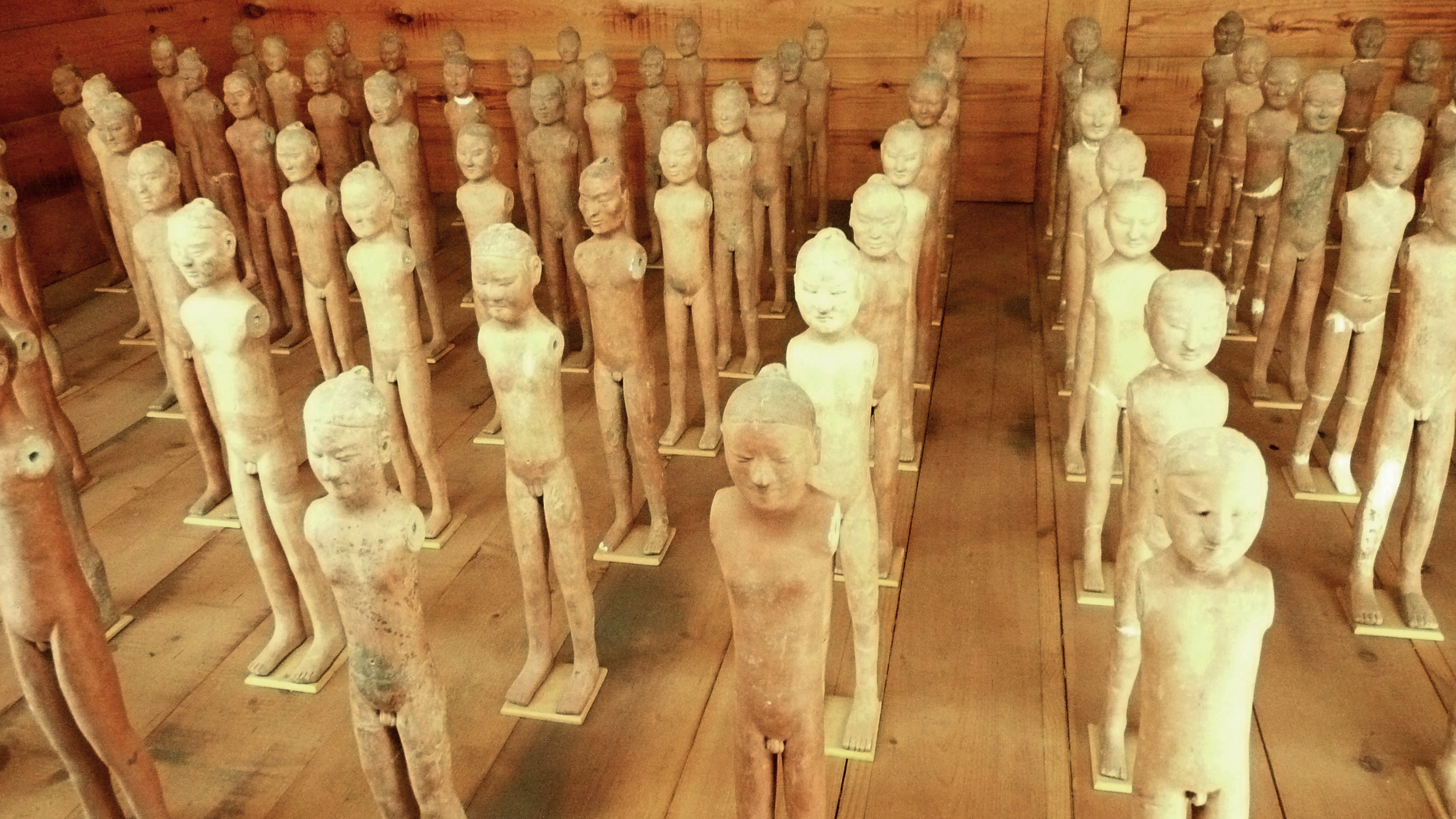
Figurines humaines disposées dans une fosse funéraire.
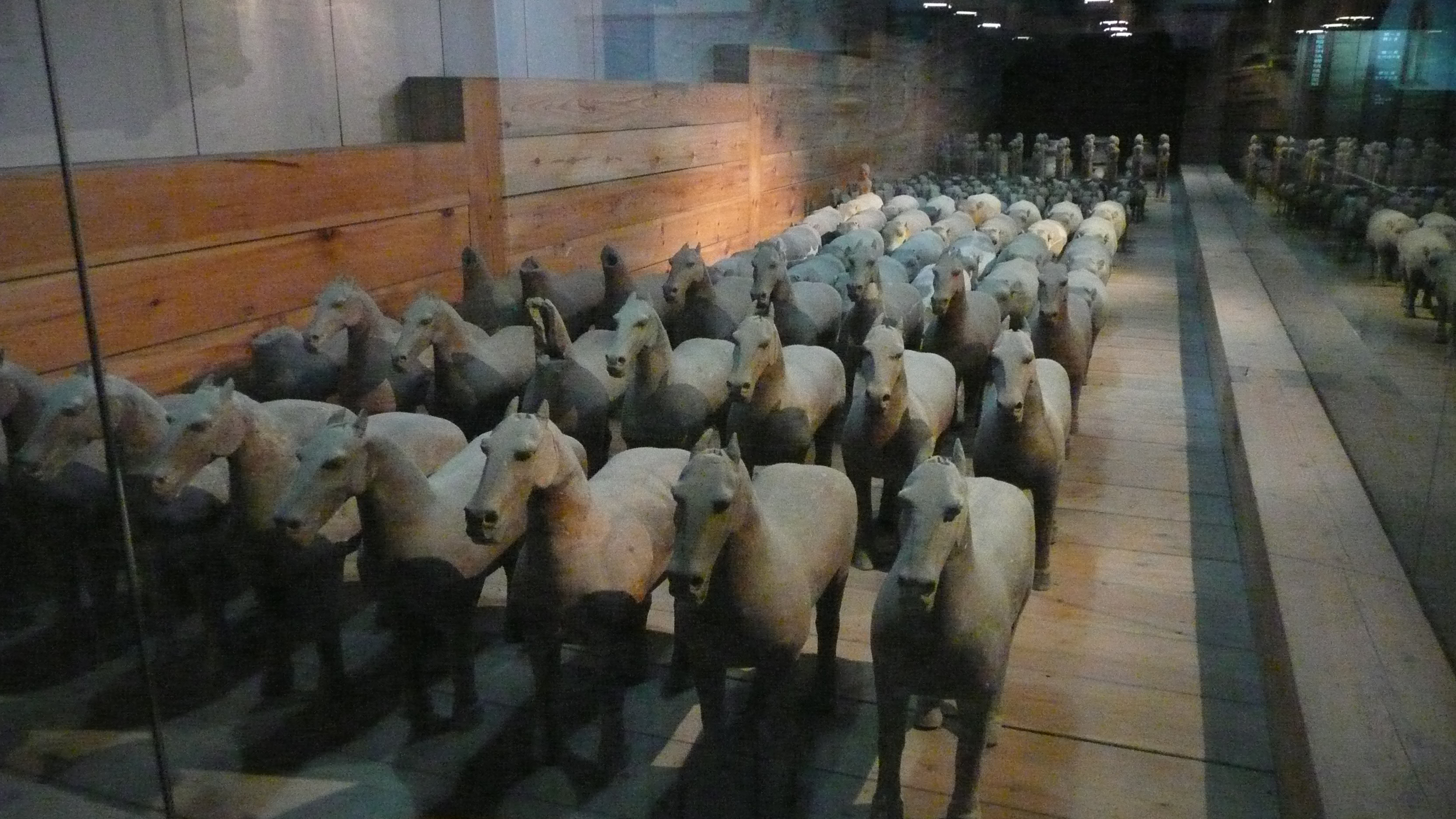
Statues de chevaux disposées dans une fosse funéraire.

La tombe de l'éphémère empereur Liu He, le « marquis de Haihun » (r. 74 av. J.-C.), a été mise au jour à partir de 2011. La sépulture en elle-même est un vaste complexe en bois de 400 m² enterré sous un tertre, divisé en plusieurs compartiments. Au centre se trouve la chambre funéraire avec le cercueil de l'empereur.

#### Les sépultures des Han antérieurs
Des dizaines de milliers de tombes de la période Han ont été mises au jour par les archéologues dans les provinces de l'empire. Elles concernent avant tout le milieu des élites sociales. Les tombes des couches populaires, généralement de simples fosses avec peu d'objets funéraires, n'ont pas retenu l'attention des fouilleurs. Les tombes aristocratiques des débuts des Han sont caractérisées, dans la droite ligne de la fin de la période des Royaumes combattants, par la recherche du luxe le plus extravagant possible. Les grandes tombes des « rois » appartenant au lignage impérial vastes et disposaient d'un matériel funéraire important. Elles suscitèrent de plus en plus les critiques des lettrés confucéens.

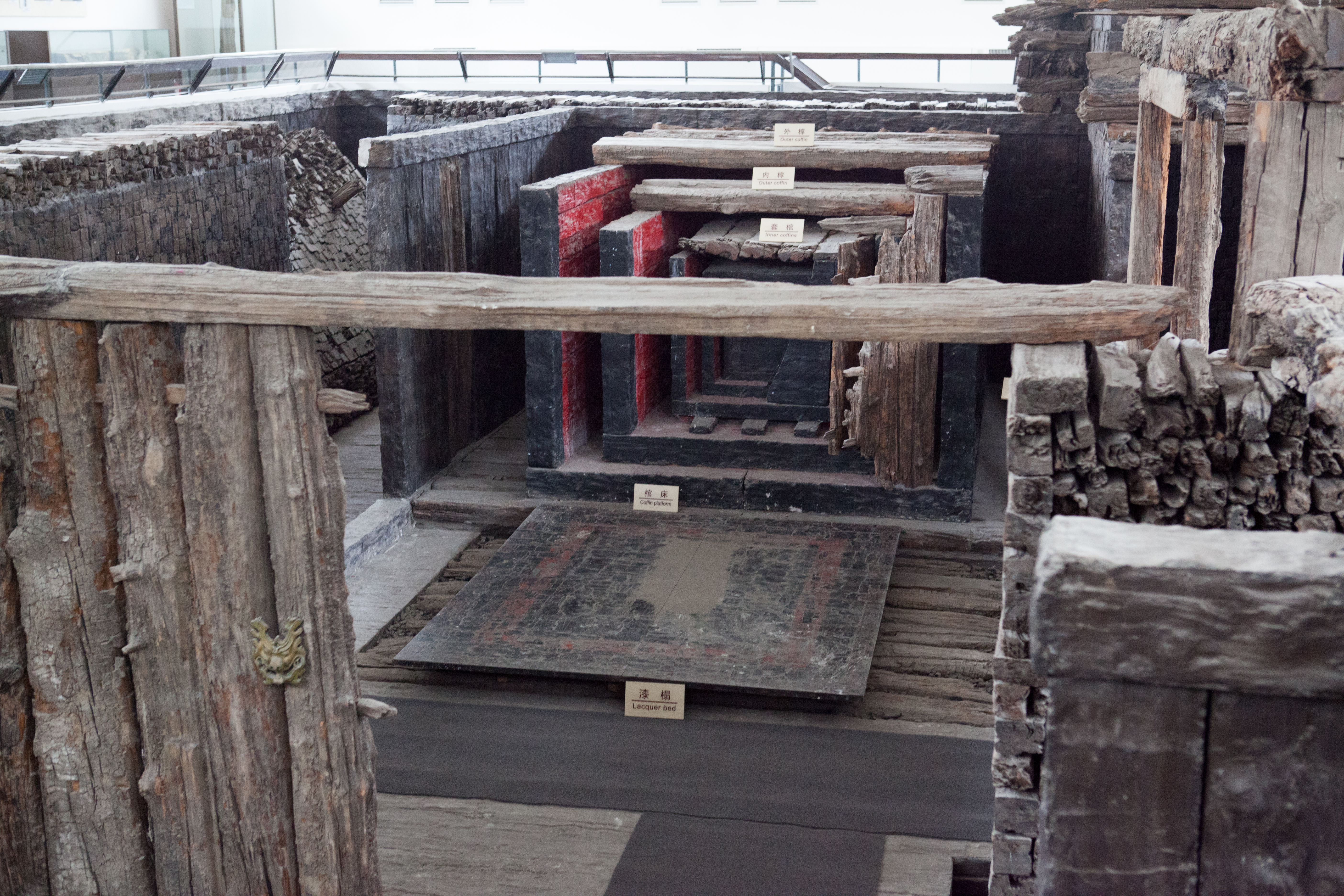
Ruines de la tombe en bois de Liu Jian, roi de Guangyang, à Dabaotai, v. 44 av. J.-C.

L'évolution majeure dans l'organisation des tombes riches qui se produit durant la période Han est le passage de tombes creusées dans des puits verticaux et hermétiquement isolées de l'extérieur à des tombes constituées sur un plan horizontal, accessibles par une rampe d'accès constituant un corridor conduisant à des chambres souterraines généralement disposées de façon axiale et séparées par des portes en pierre. Ce modèle, dérivé des tombes à catacombes du pays de Qin (surtout le Henan actuel) durant les derniers temps de l'ère pré-impériale, admet de nombreuses variantes régionales. Certaines de ces tombes à chambres multiples étaient creusées dans des montagnes, mais la plupart l'étaient dans le sol et disposaient d'une structure en briques ou en pierre, et étaient surmontées par un tumulus artificiel signalant leur emplacement. Les différentes chambres des tombes riches présentaient une organisation renvoyant à celle d'une résidence terrestre : une antichambre, une pièce de réception servant à l'exécution des rituels funéraires, des pièces annexes servant de magasins, et une chambre funéraire où le cercueil était disposé,. Les tombes à caissons en madriers formant divers compartiments, populaires durant la période pré-impériale, en particulier au pays de Chu, restèrent courantes aux débuts des Han, comme à Mawangdui, mais se retrouvent aussi plus au nord à Dabaotai (près de Pékin).
Pour prendre un exemple, la tombe du prince Liu Sheng, roi de Zhongshan et frère de l'empereur Wudi, creusée dans la falaise à Mancheng (Hebei, v. 113 av. J.-C.) aux côtés de la sépulture de son épouse Dou Wan, dont le plan est similaire, mesure 51,70 m de longueur pour 37,50 m de large et 6,80 m. Elle est constituée sur un axe est-ouest d'une entrée jouxtée de deux longues salles servant d'entrepôts où sont disposées des offrandes, ouvrant sur une vaste pièce servant de salle de réception et dotée du matériel funéraire le plus luxueux, desservant d'autres pièces couvertes comme elle par une toiture en tuile soutenue par des poteaux en bois, dont la chambre funéraire, située à l'extrémité ouest de la tombe et bordée par une salle d'eau, contenant le sarcophage.
- Les tombes princières de Mancheng, Hebei, fin du IIe siècle av. J.-C.

Les tombes princières de Mancheng, Hebei, fin du
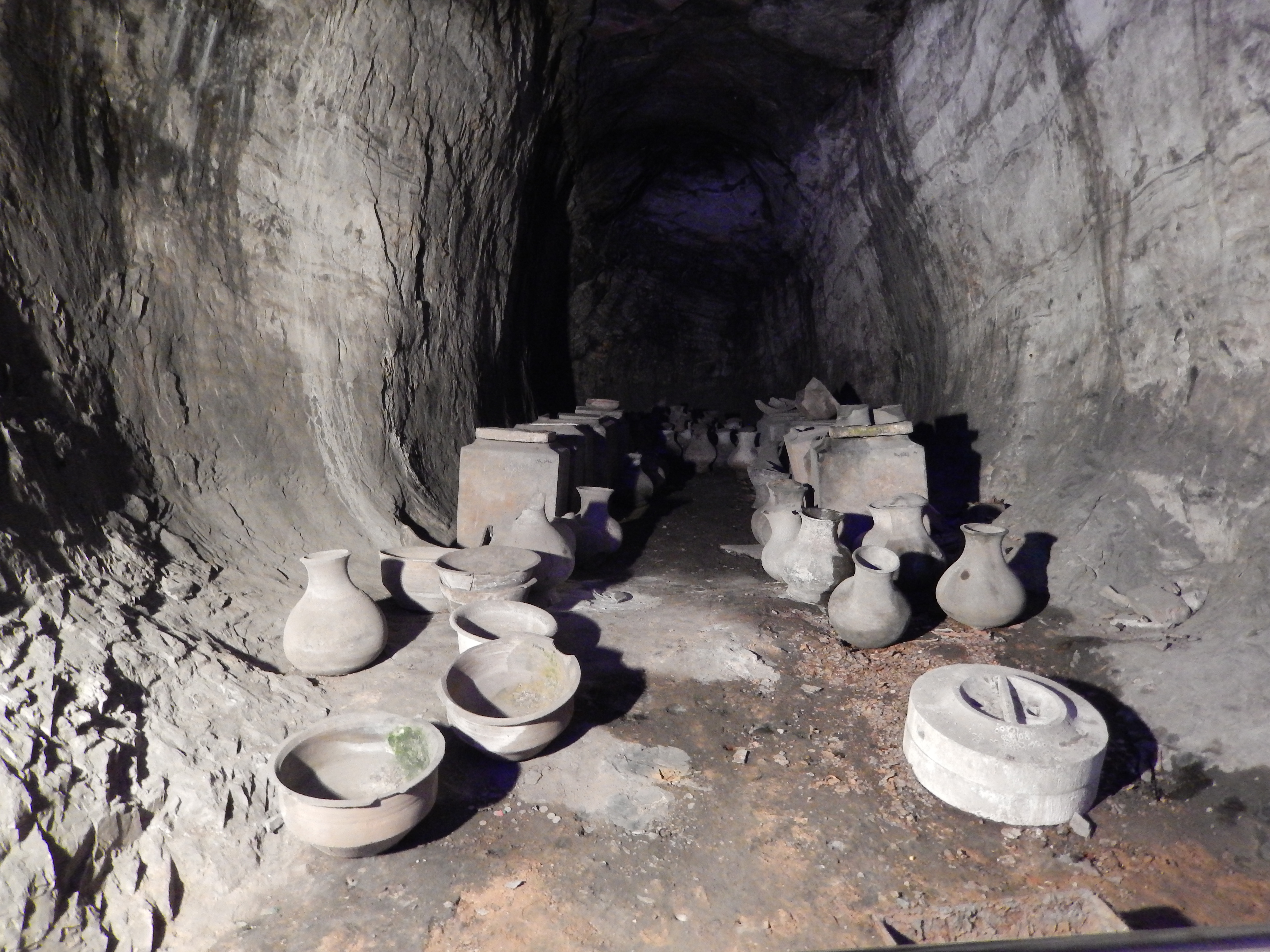
Chambre à offrandes de la tombe de Liu Sheng.
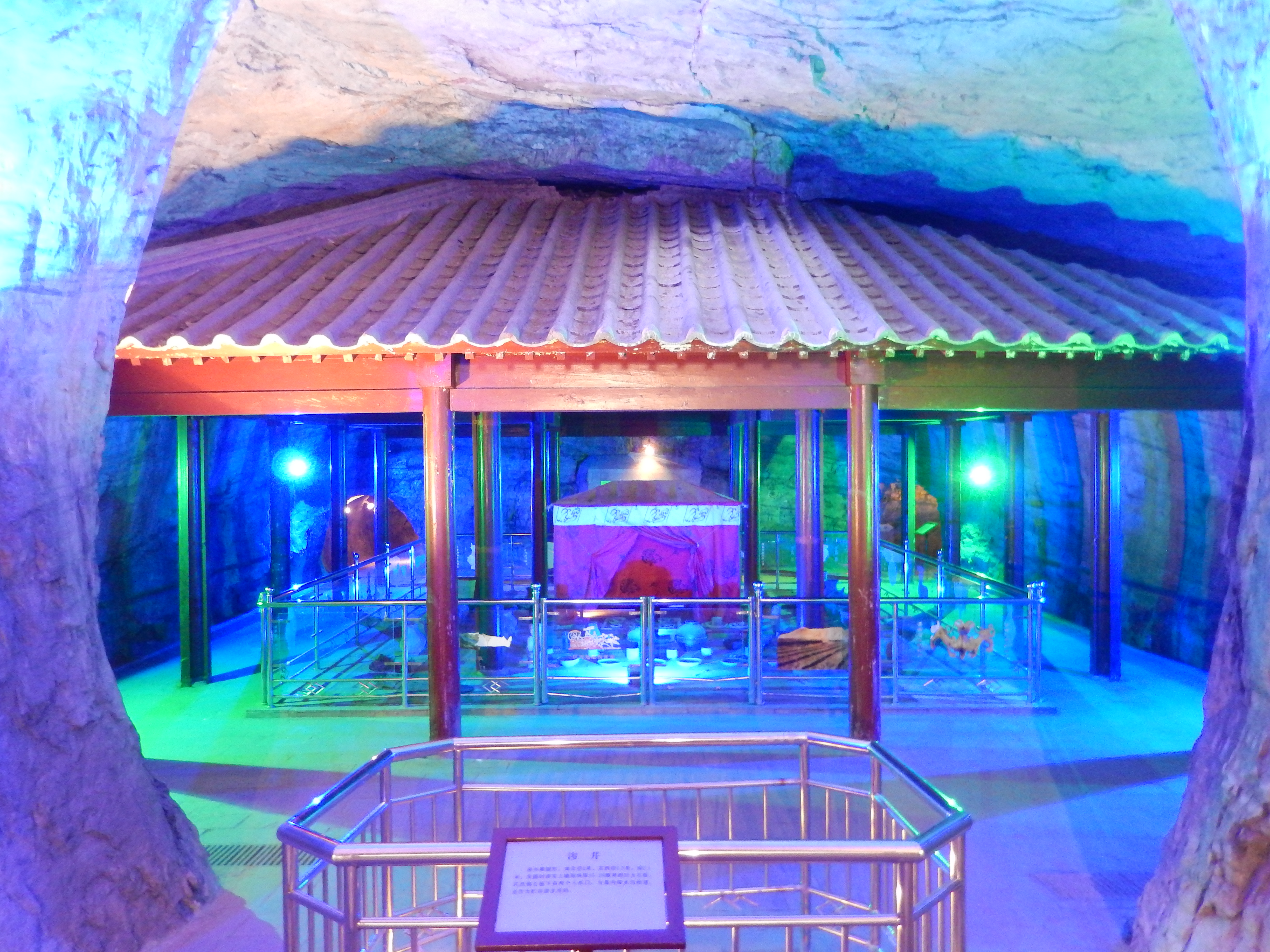
Reconstitution de la chambre funéraire de Liu Sheng.
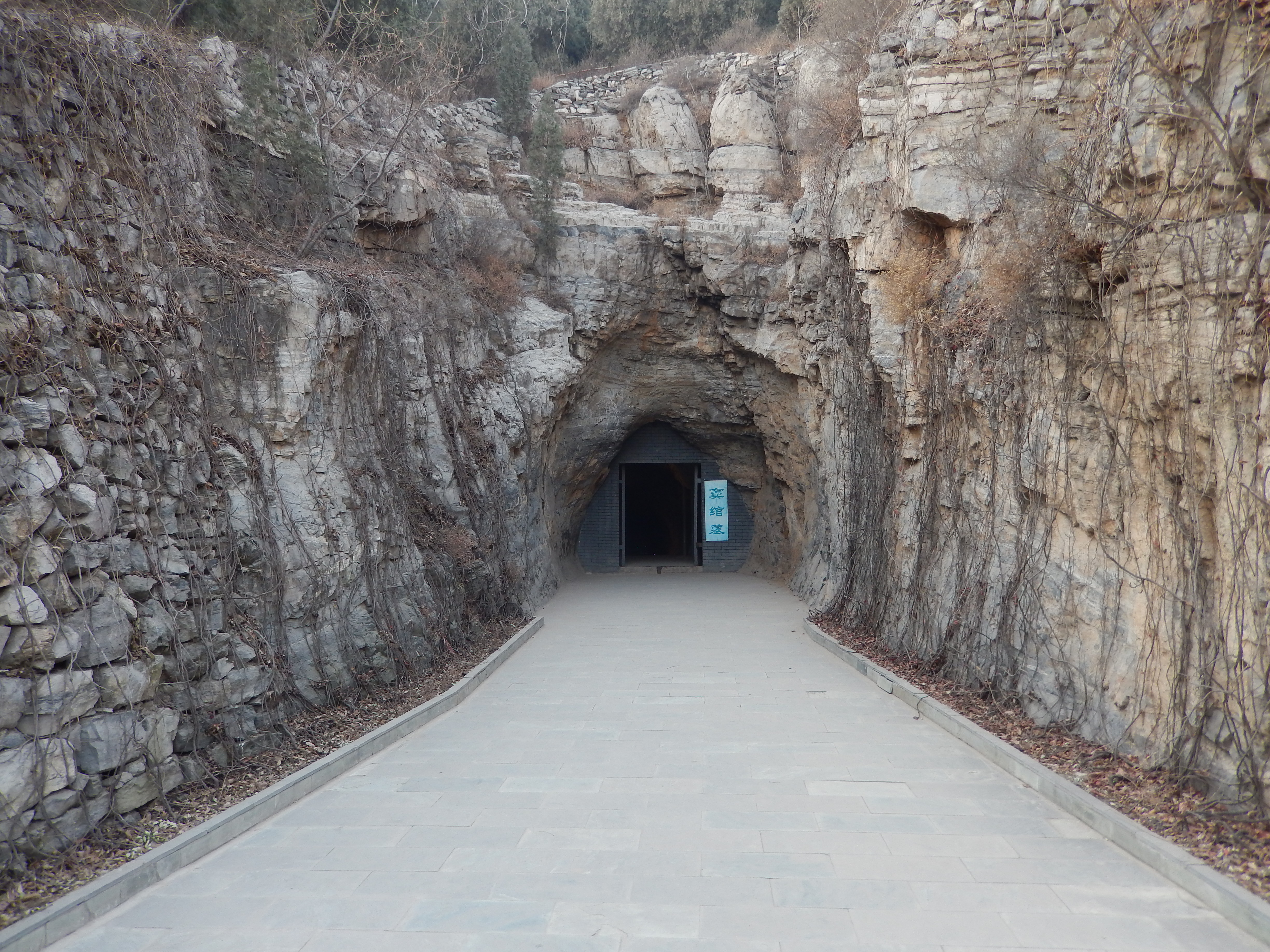
L'entrée de la tombe de Dou Wan, épouse de Liu Sheng.

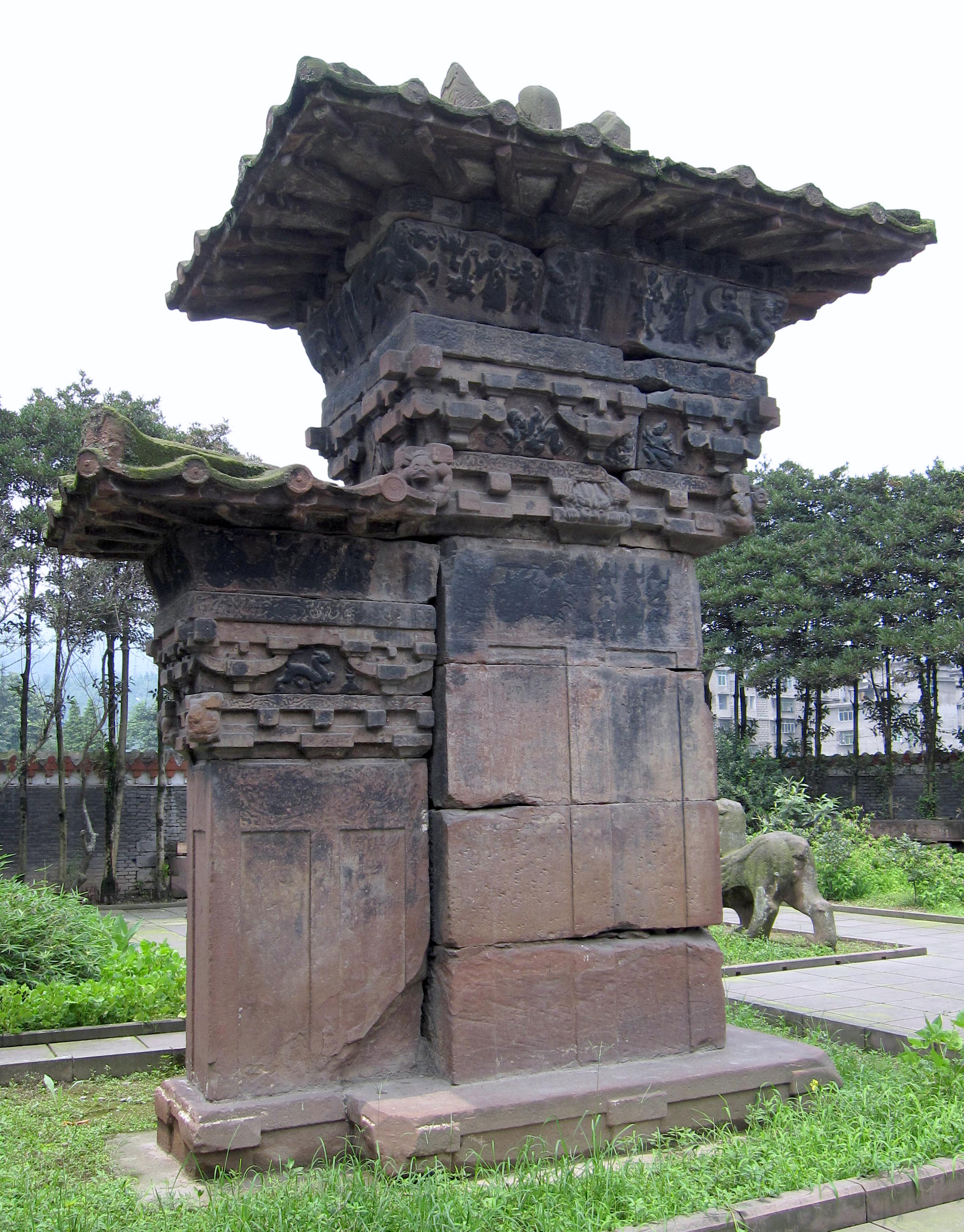
Pilier-que disposé à l'entrée de la tombe de Guo Yi, Ya'an (Sichuan), période des Han postérieurs.

#### Les sépultures et temples ancestraux des Han postérieurs

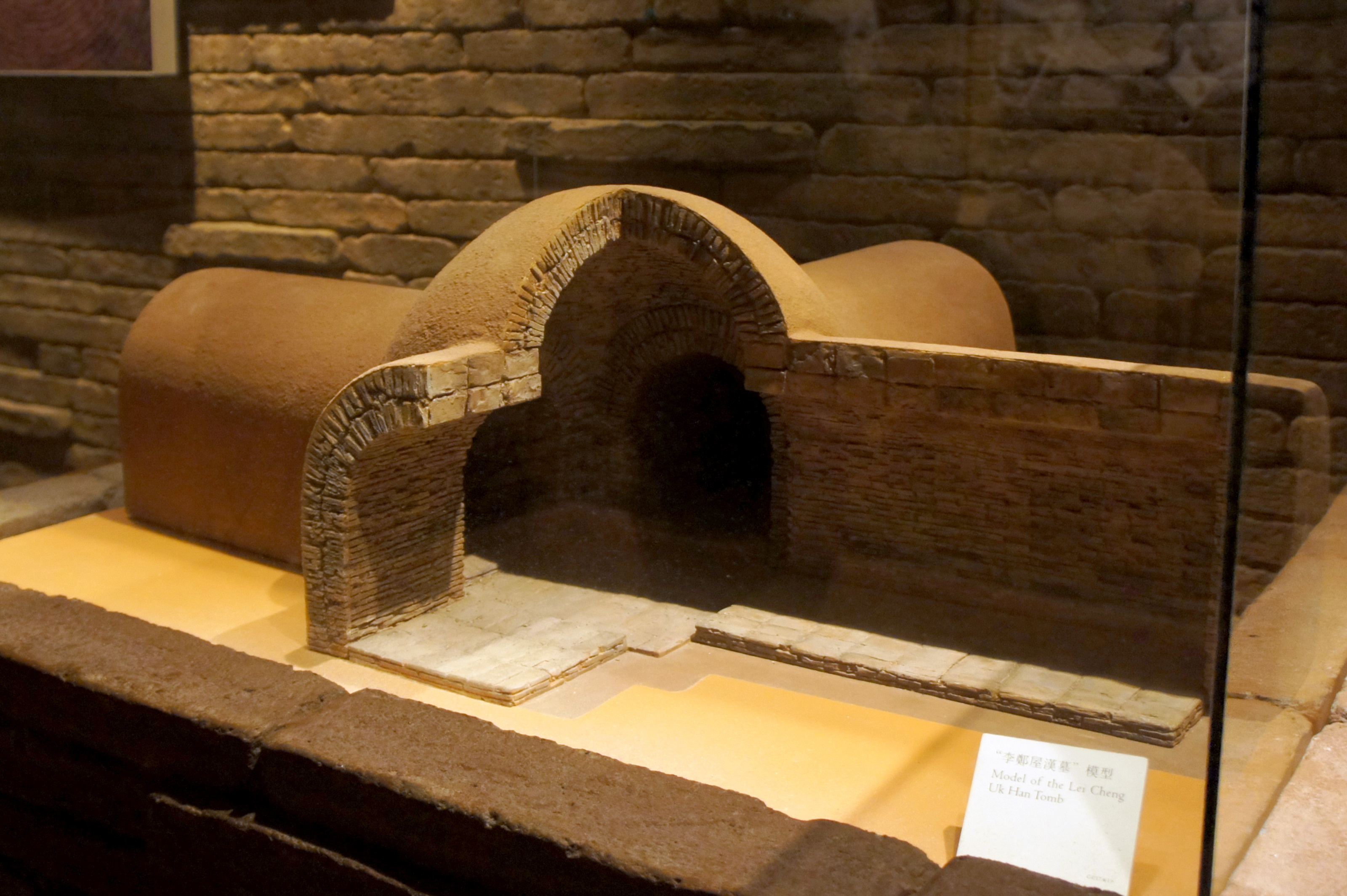
Maquette représentant la tombe de Lei Cheng Uk (Hong Kong), tombe en briques à chambres voûtées et dôme central, datée de la période des Han postérieurs.

Durant la période des Han postérieurs, les tombes des élites n'atteignirent plus les dimensions et le luxe de celles des rois de la période précédente. Cela est lié au fait que ces personnages avaient été définitivement soumis au pouvoir impérial au Ier siècle av. J.-C., tandis que les premiers empereurs des Han postérieurs avaient émis des décrets pour limiter l'opulence des sépultures. Les tombes des fonctionnaires les plus importants restèrent néanmoins de grande taille, et des lieux d'expression des élites et des artistes des différentes provinces de l'empire. Du point de vue architectural, le modèle des tombes en briques et à chambres multiples triompha définitivement. Les pièces des sépultures se dotèrent de plus en plus de plafonds en forme de voûte en berceau ou de coupoles, comme dans les exemples caractéristiques de Mizhixian (Shaanxi, v. 100) et de Horinger (Mongolie-Intérieure, v. 187). Se développent également les tombes collectives, destinées à accueillir les cercueils des membres d'une même famille, ce qui explique que leur organisation soit faite de façon à faciliter la circulation des vivants et l'exécution de rituels,.
C'est de la période des Han postérieurs que datent les temples à offrandes funéraires les mieux préservés de la période, retrouvés dans le Shandong, en particulier celui de la famille Wu à Jiaxiang (v. 147-167) qui a laissé un remarquable ensemble de bas-reliefs renvoyant à l'idéologie confucéenne que défendait la famille, ces sites funéraires étant pensés comme des lieux permettant la transmission des valeurs du lignage aux jeunes générations par leur implication dans le culte ancestral. Pour les lignages des élites, les temples ancestraux célébraient donc l'unité et la grandeur de leur clan de façon visible et en y impliquant ses différentes branches voire ses clients, alors que les tombeaux servaient pour des rituels plus individualisés destinés aux défunts les occupant.

### Matériel et arts funéraires
Le confort des défunts devait être assuré dans leurs résidences post-mortem, ce qui explique le soin apporté à leur décor et leur matériel funéraire. L'art funéraire peut être divisé en trois catégories : le cercueil et les objets l'accompagnant ; les différents objets funéraires disposés dans les pièces des sépultures ; le décor des murs des sépultures et des temples ancestraux. Il s'agit de loin de la source principale pour la connaissance des œuvres réalisées par les artistes et artisans de la période Han.

Matériel et décor funéraires de la période Han : aperçu.
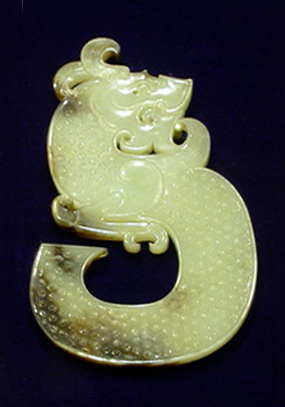
Dragon en jade, tombe du roi de Chu des Han antérieurs à Xuzhou (Jiangsu), musée National de Pékin.
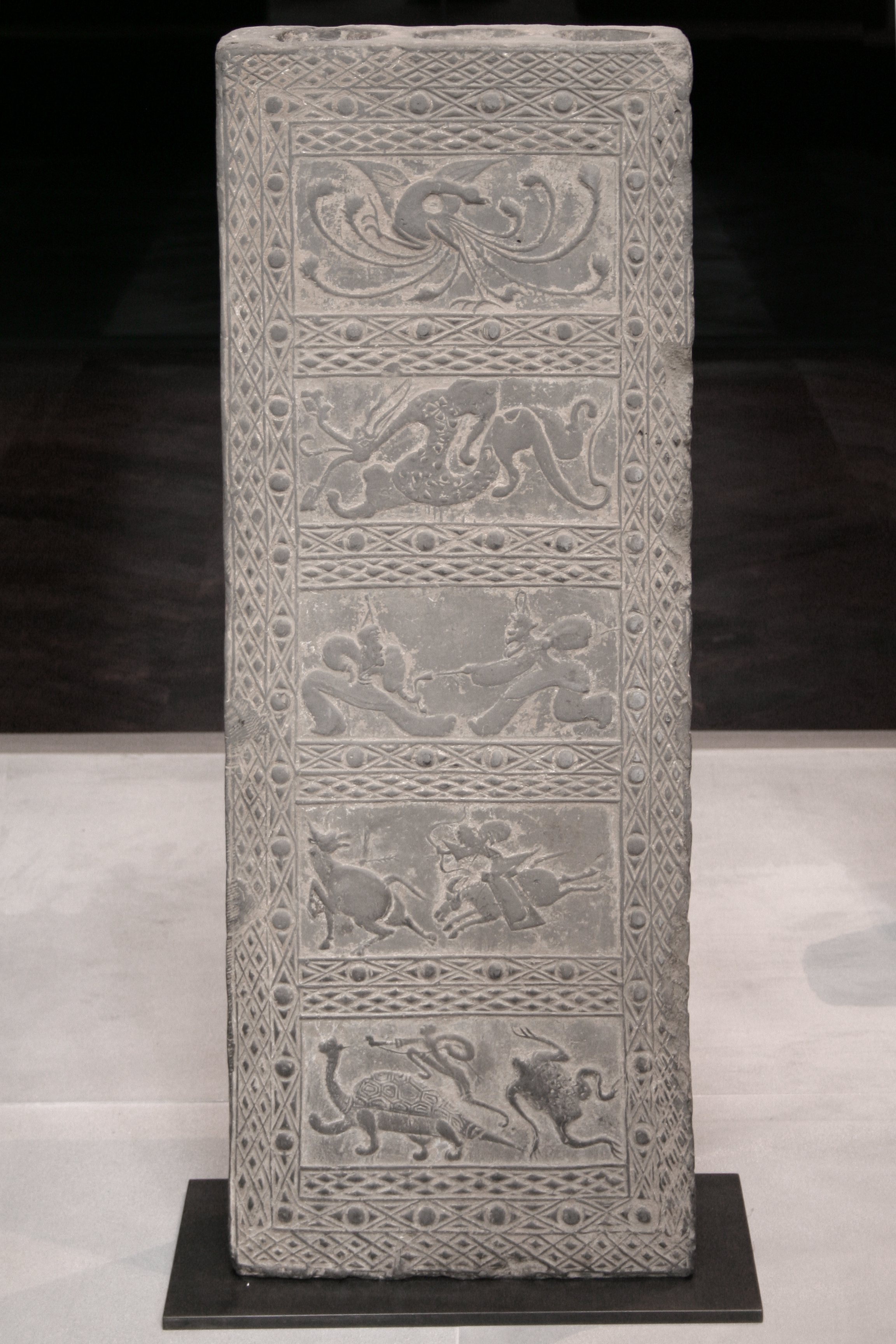
Brique de chambre funéraire à motif cosmologique : emblèmes des quatre directions (N-S-E-O) et deux danseurs. Fin de la période des Han antérieurs, musée Cernuschi.
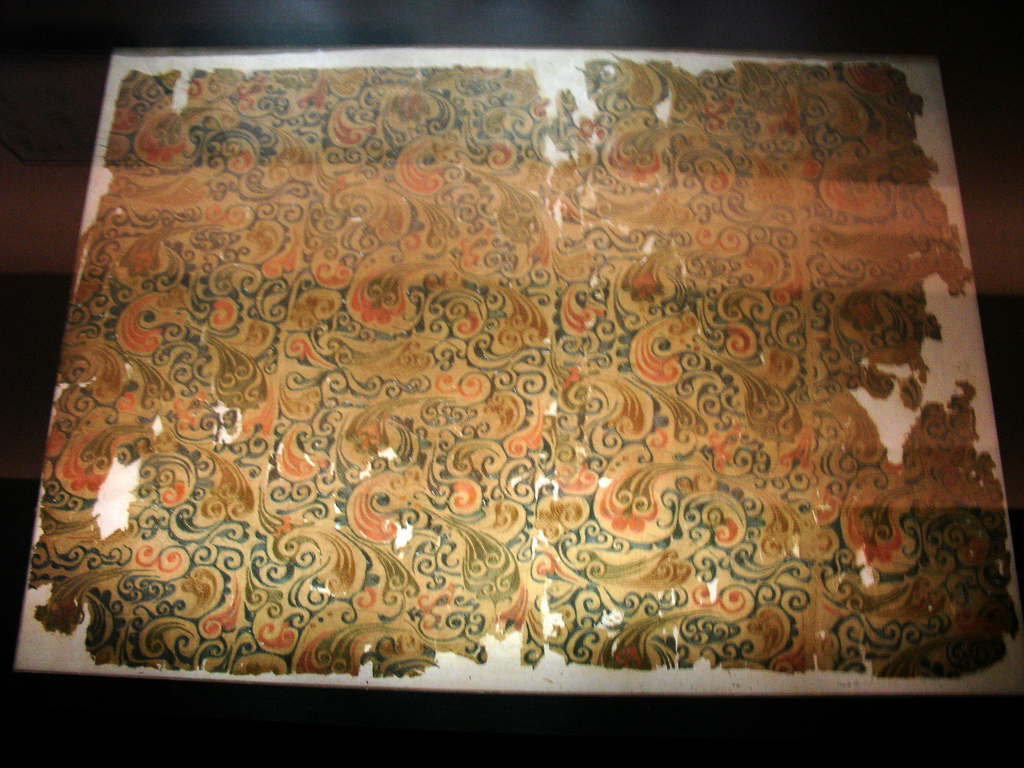
Fragment d'étoffe aux broderies de soie dites « de longévité (changshou) ». Han de l'Ouest[N 4], musée provincial du Hunan.
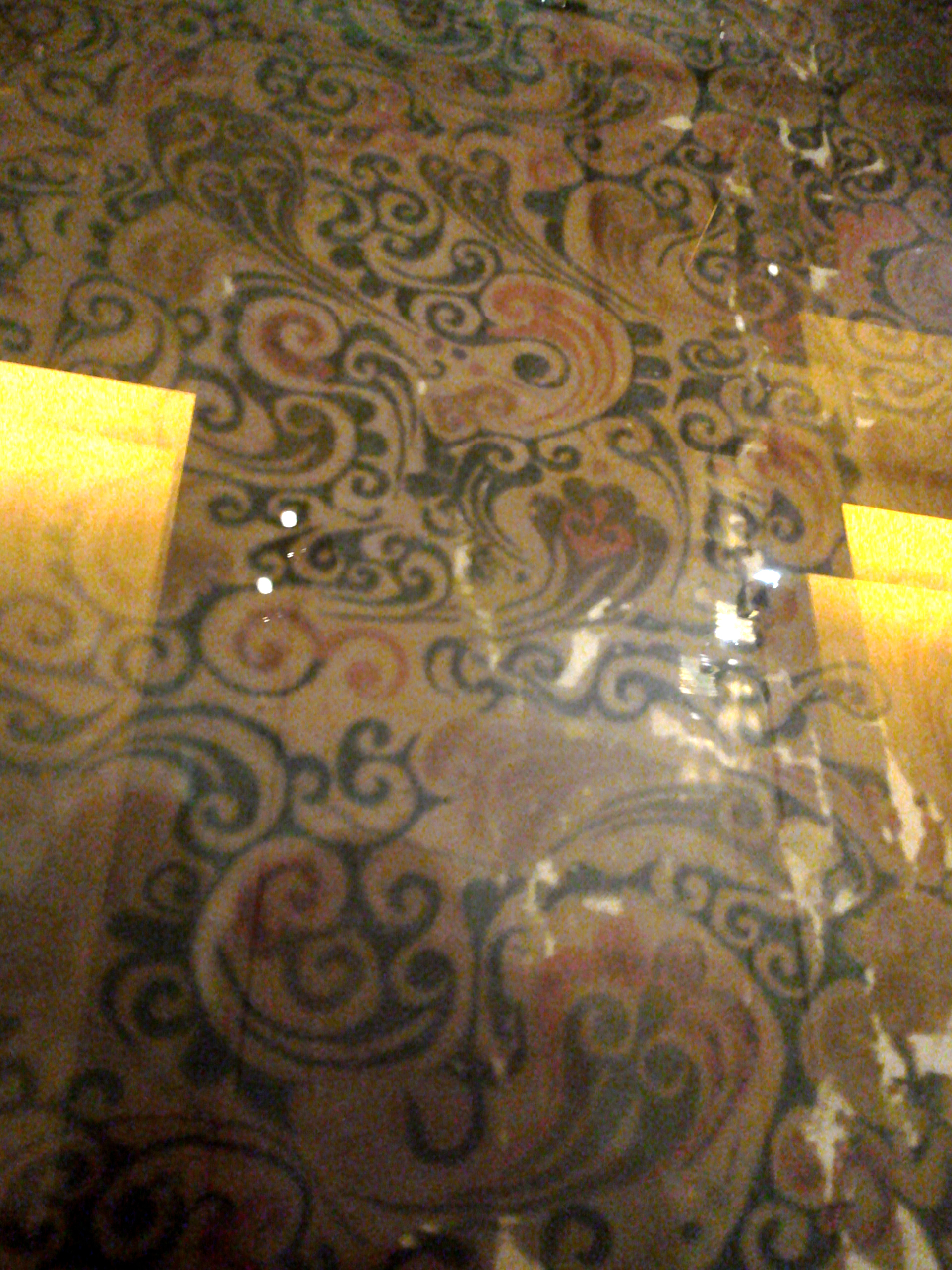
Idem, vue rapprochée[145].
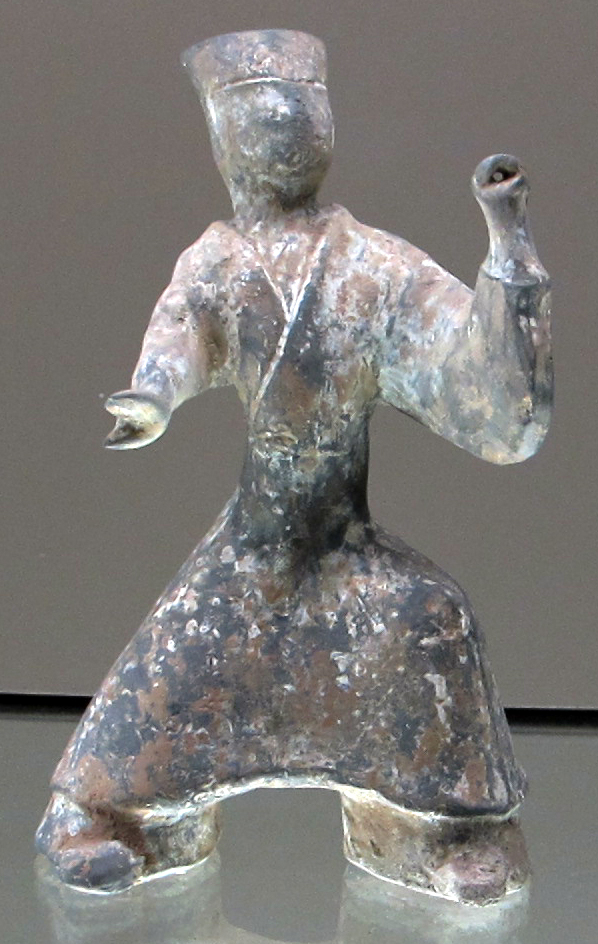
Exorciste en gardien de tombe, céramique funéraire mingqi. Terre cuite peinte H.21 cm. Musée Cernuschi. Page du musée : .
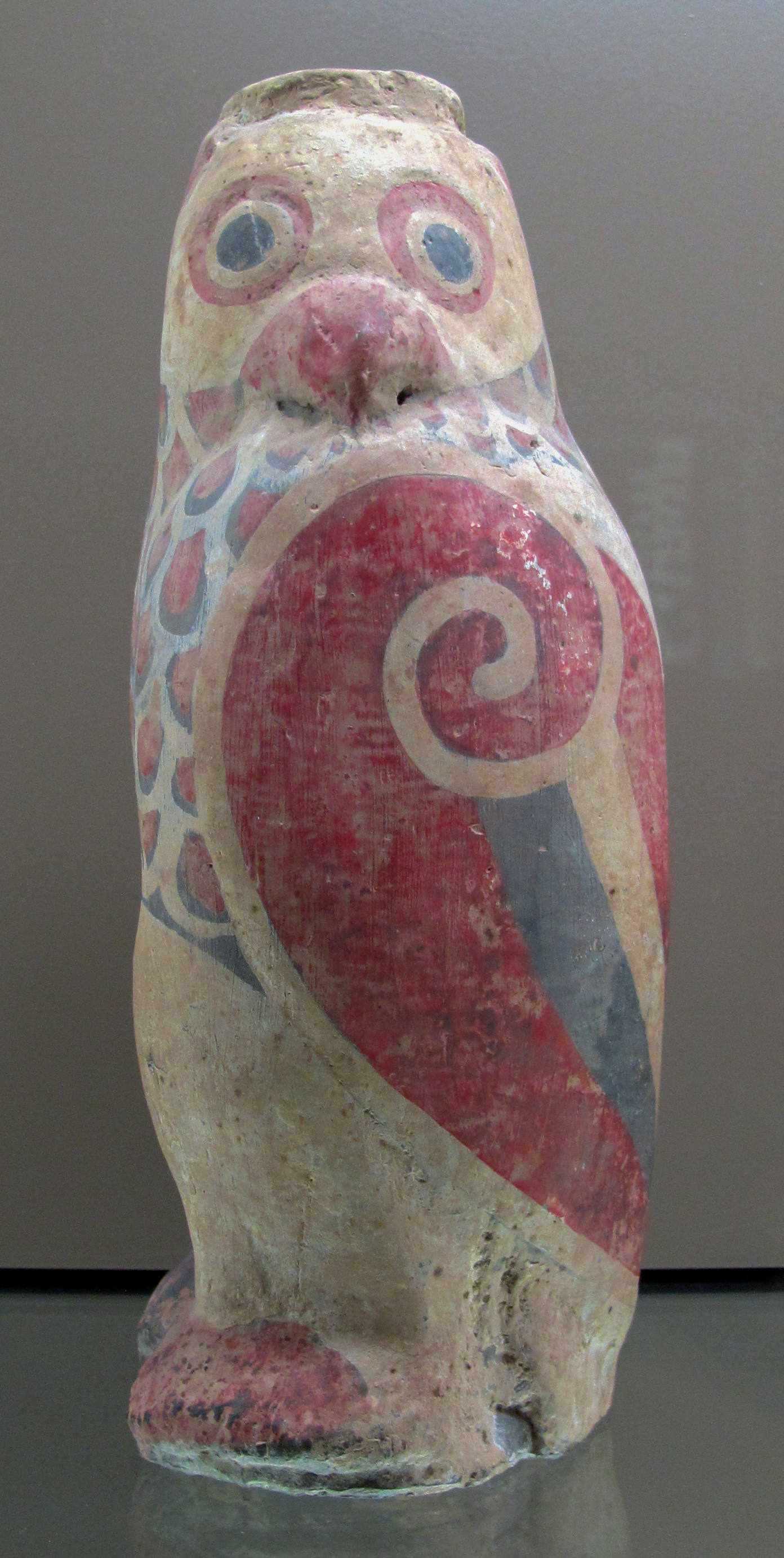
Vase en terre cuite peint en forme de hibou, fin des Han antérieurs. Musée Cernuschi. Page du musée : .
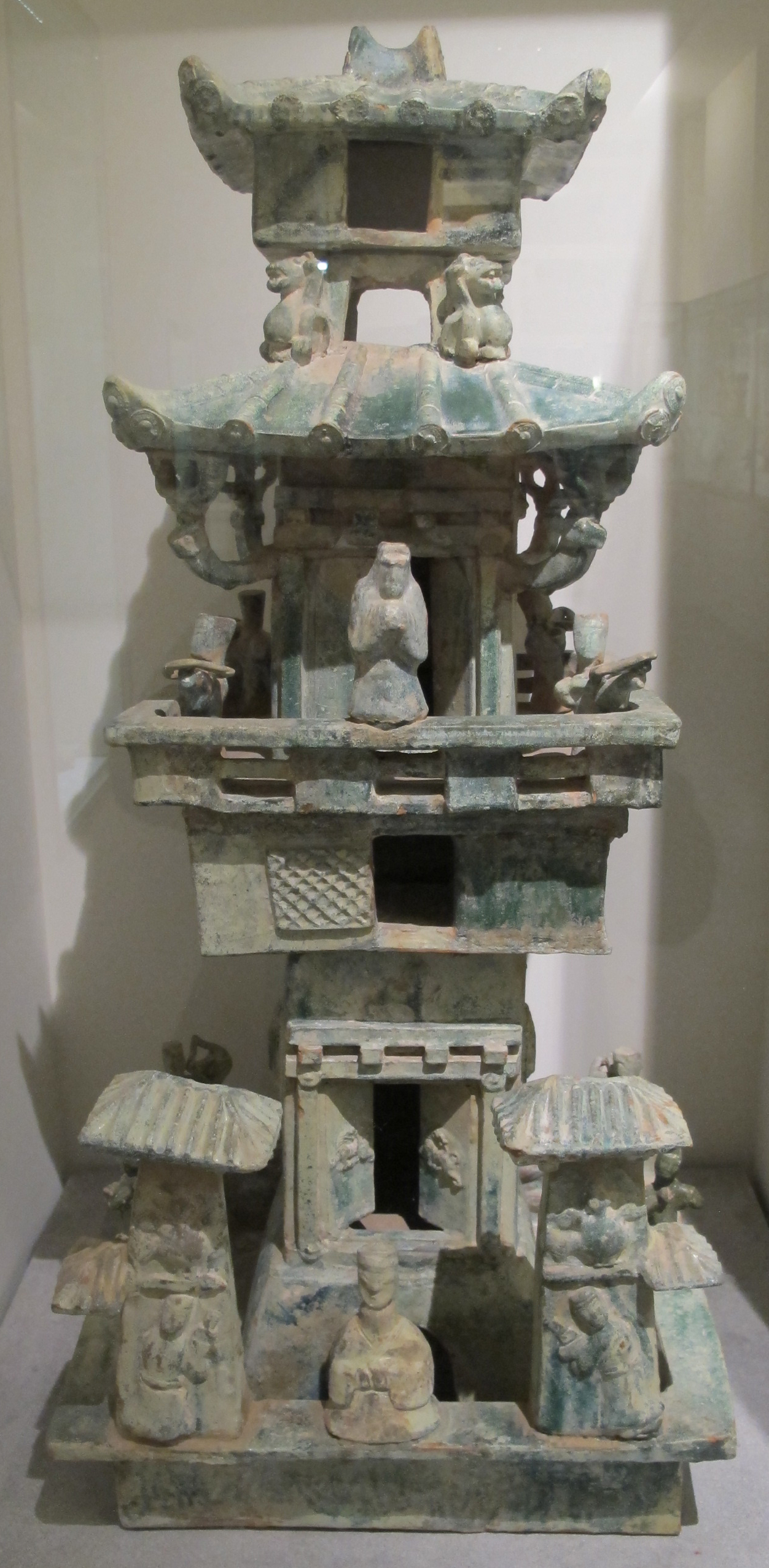
Modèle en terre cuite d'une tour de garde, période des Han postérieurs.
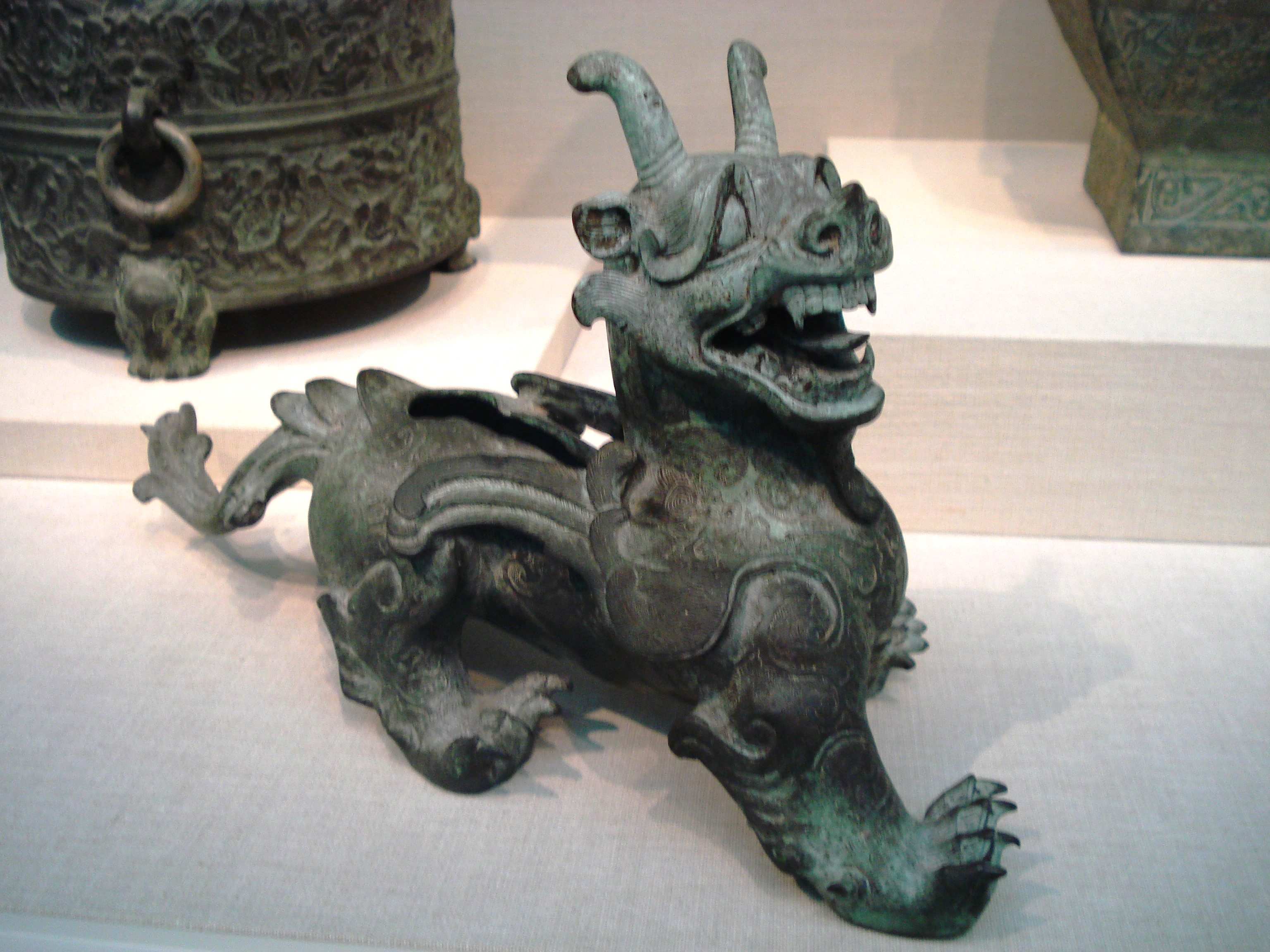
Élément de mobilier en bronze, en forme de créature mythologique, Han postérieurs, Freer and Sackler Galleries (Washington).
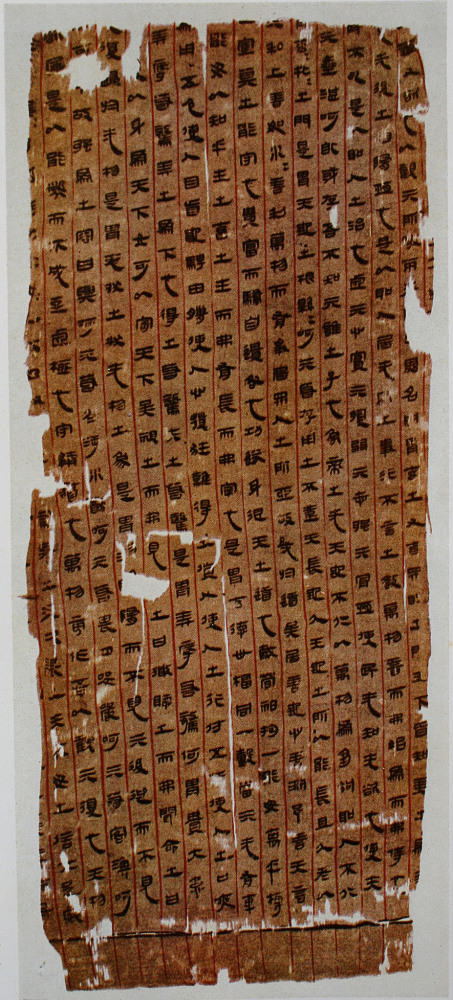
Un des manuscrits sur soie exhumés dans la tombe de Mawangdui (Hunan) : version du Laozi, début du IIe siècle av. J.-C.
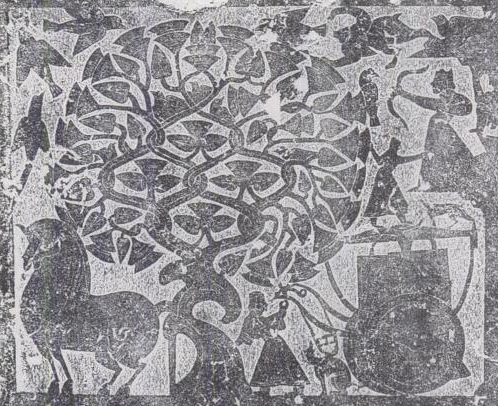
Copie par estampage d'un bas-relief du temple ancestral du lignage Wu, Shandong, scène mythologique, IIe siècle.

#### Le matériel associé au corps du défunt

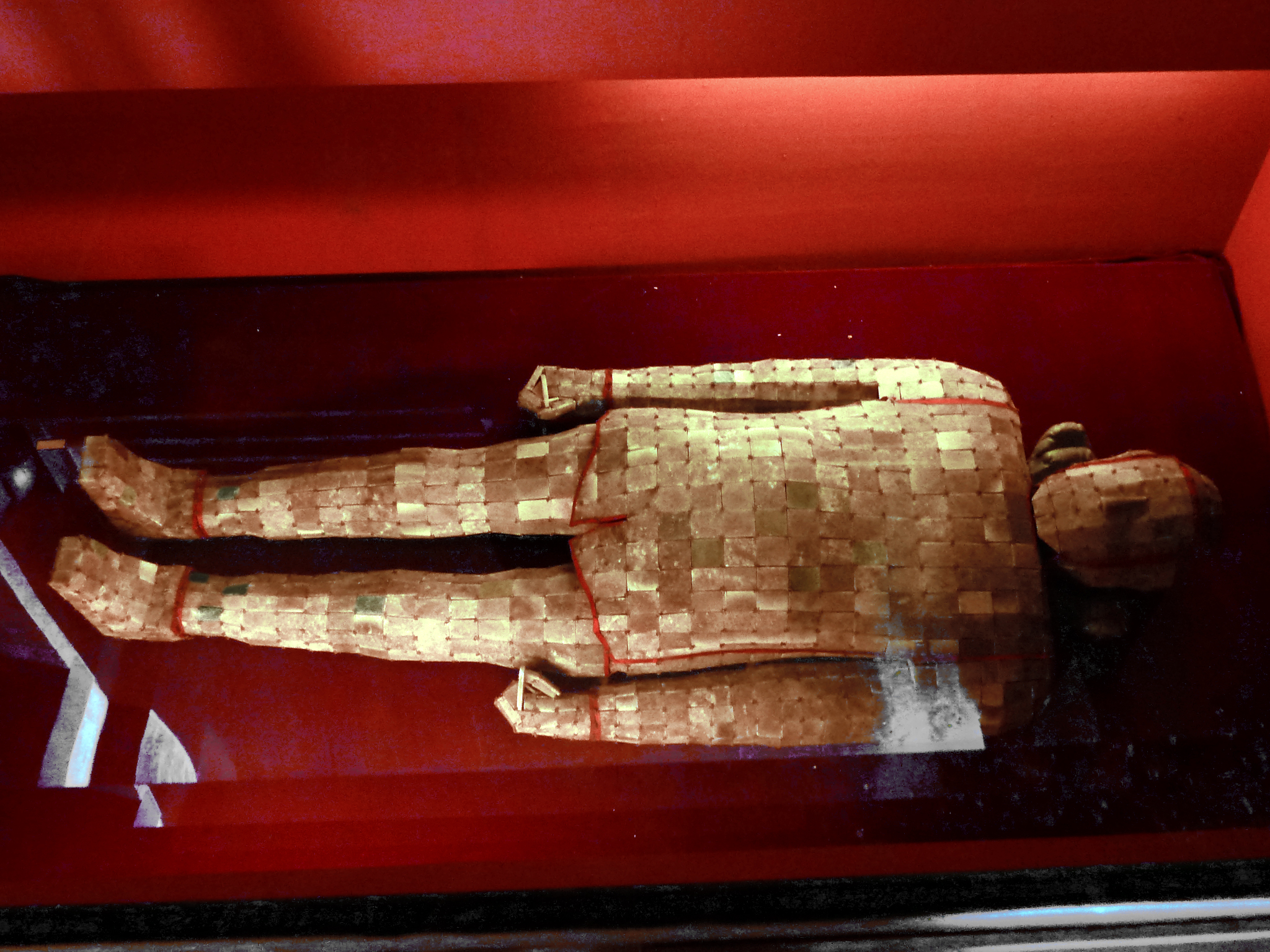
Réplique du linceul de jade de Liu Xiu, musée des tombes Han de Guangling, Yangzhou.

Les corps des défunts des élites étaient entreposés dans des chambres funéraires, généralement dans des sarcophages en pierre, même si la tradition des cercueils en bois laqué héritée des Royaumes combattants subsiste au début de la période (à Mawangdui, à Mianyang). Les corps de certains des plus éminents des défunts faisaient l'objet de méthodes de protection supplémentaires visant à en assurer une meilleure préservation et aussi un séjour dans l'au-delà plus clément. Dans le pays de Chu (à Mawangdui, Fenghuanshuan), sont attestées des méthodes d'emboîtement des cadavres dans des cercueils constitués de plusieurs caissons préservant l'étanchéité ; à Mawangdui les cercueils en laque de la marquise de Dai sont décorés de motifs symboliques et animaux mythologiques liés aux croyances sur la mort, et le corps de la défunte est enveloppé dans une bannière de soie peinte au thème similaire, déjà évoquée. Les membres de la famille impériale et certains alliés de l'empereur avaient quant à eux droit à un linceul en jade cousu de fils d'or (yixia) formant une sorte d'armure, ce matériau étant considéré en Chine comme ayant des vertus apotropaïques ; plusieurs de ces linceuls ont été mis au jour, notamment dans la tombe du prince Liu Xiu à Mancheng,. Le corps de l'empereur Liu He était disposé dans un cercueil en bois de plus de 3 mètres, contenant des centaines de pièces en or sur lesquelles était disposé le cercueil intérieur, en bois laqué décoré à l'or fin, et le corps était accompagné d'un sceau en jade identifiant le défunt, et d'autres objets en jade (oreiller, pendentif, épée, etc.),.
Les objets en jade étaient de ce fait largement répandus auprès des défunts, souvent cousus à leurs costumes funéraires : il s'agit surtout de disques bi, de demi-disques, ou bien de jades zoomorphes, déjà très courants durant les époques antiques. Les dignitaires se faisaient également inhumer avec des objets renvoyant à leurs fonctions, notamment des insignes, des sceaux, des épées.

#### Les objets funéraires
La plus grande partie des objets d’art de la période de la dynastie Han proviennent donc du mobilier funéraire. Les objets entreposés dans les tombes étaient divisés depuis la période des Royaumes combattants entre ceux ayant accompagné le défunt de son vivant (shengqi) et ceux confectionnés spécifiquement pour sa sépulture (mingqi). On y trouve donc des objets utilitaires de nature variée : des céramiques, des laques, des vases rituels en bronze, des lampes, des brûle-parfums, des miroirs, des statues d'animaux et de nombreux personnages (exorcistes, serviteurs), des modèles réduits de bâtiments, etc..
Le matériel funéraire le plus impressionnant est celui de la tombe de l'éphémère empereur Liu He : plus de 10 tonnes de pièces de monnaie de bronze, plus de 400 objets en or, des carillons, de la vaisselle précieuse, des objets en laque, ainsi que de nombreux textes sur lamelles de bambou,.

Objets exhumés dans la tombe de Liu He.
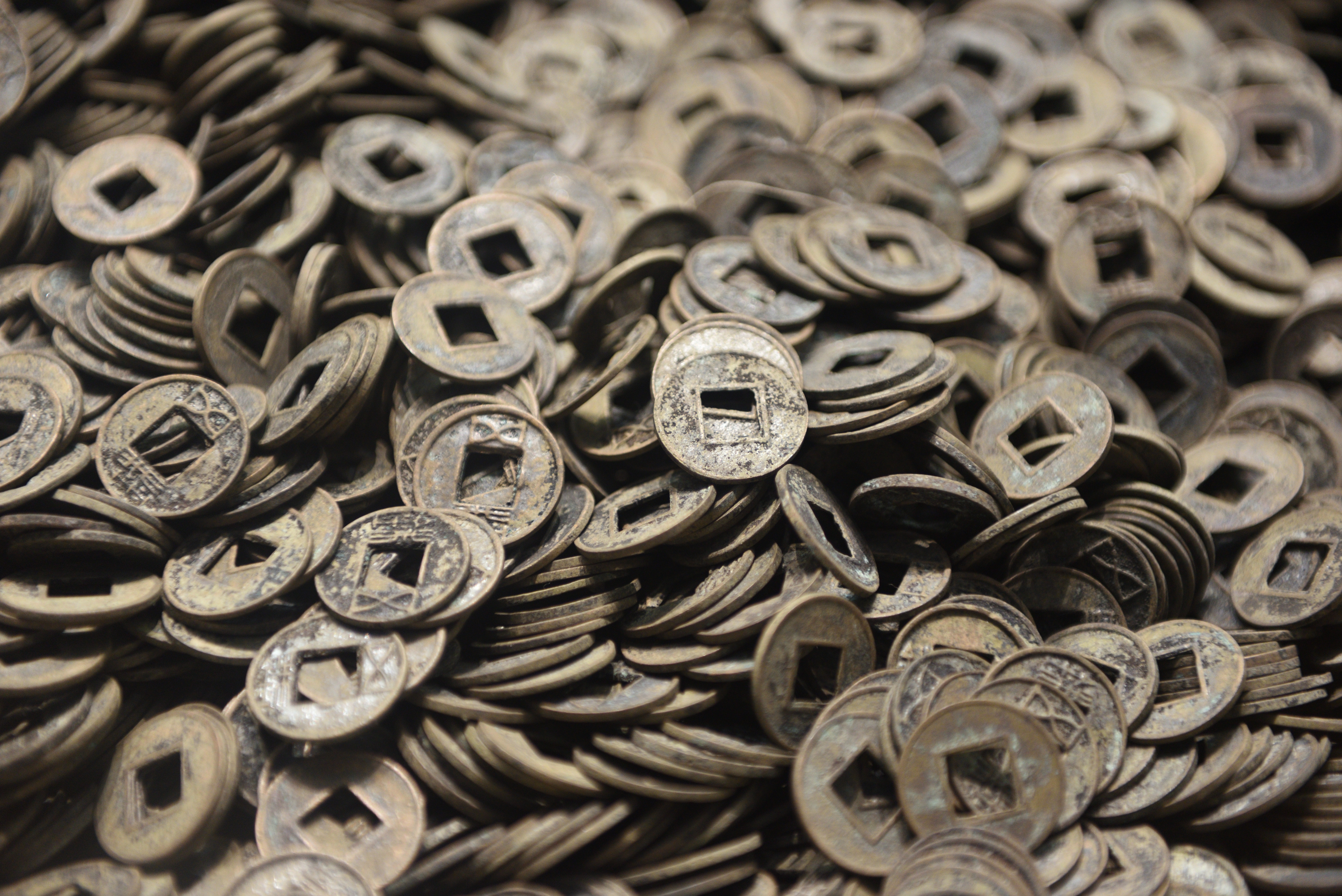
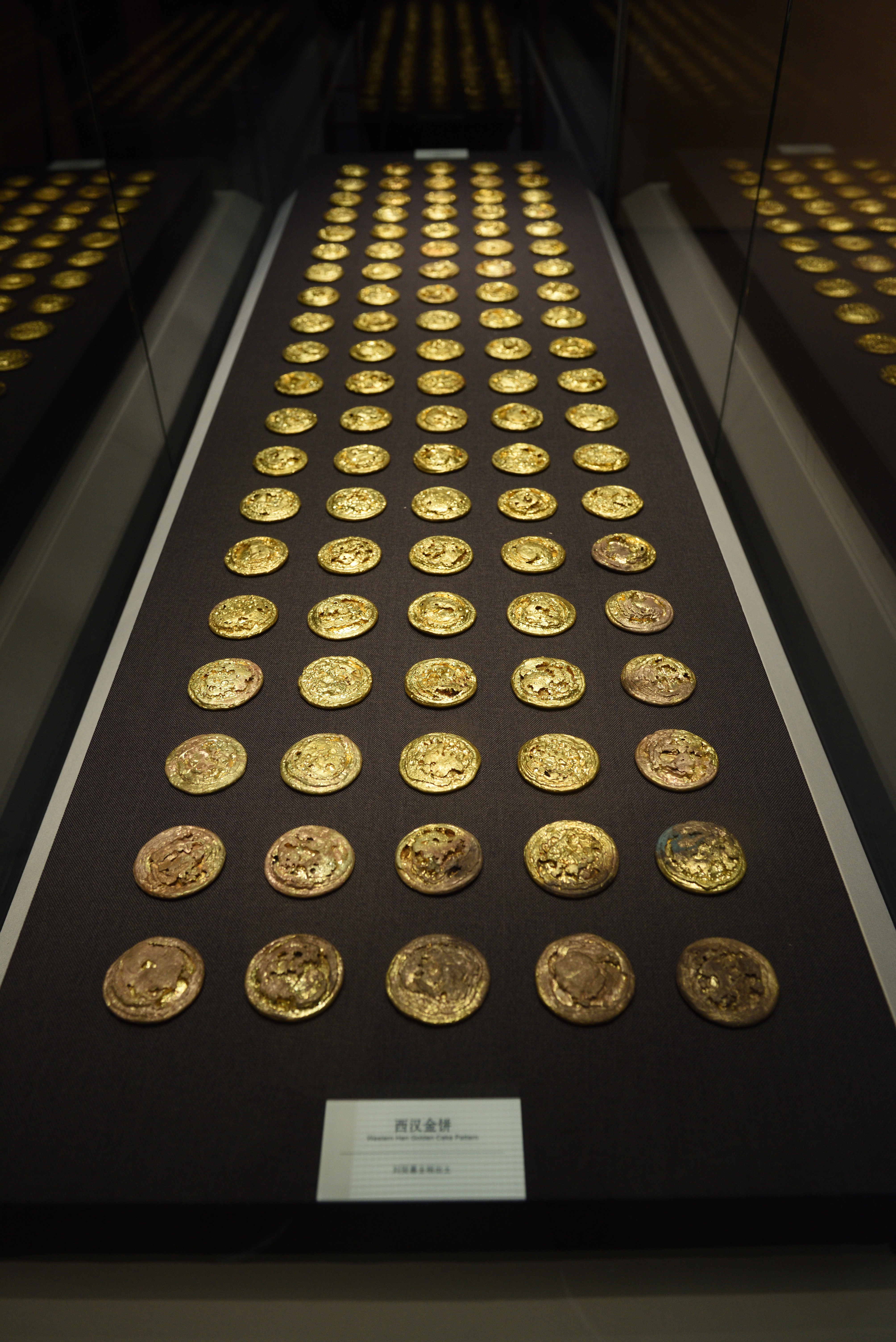
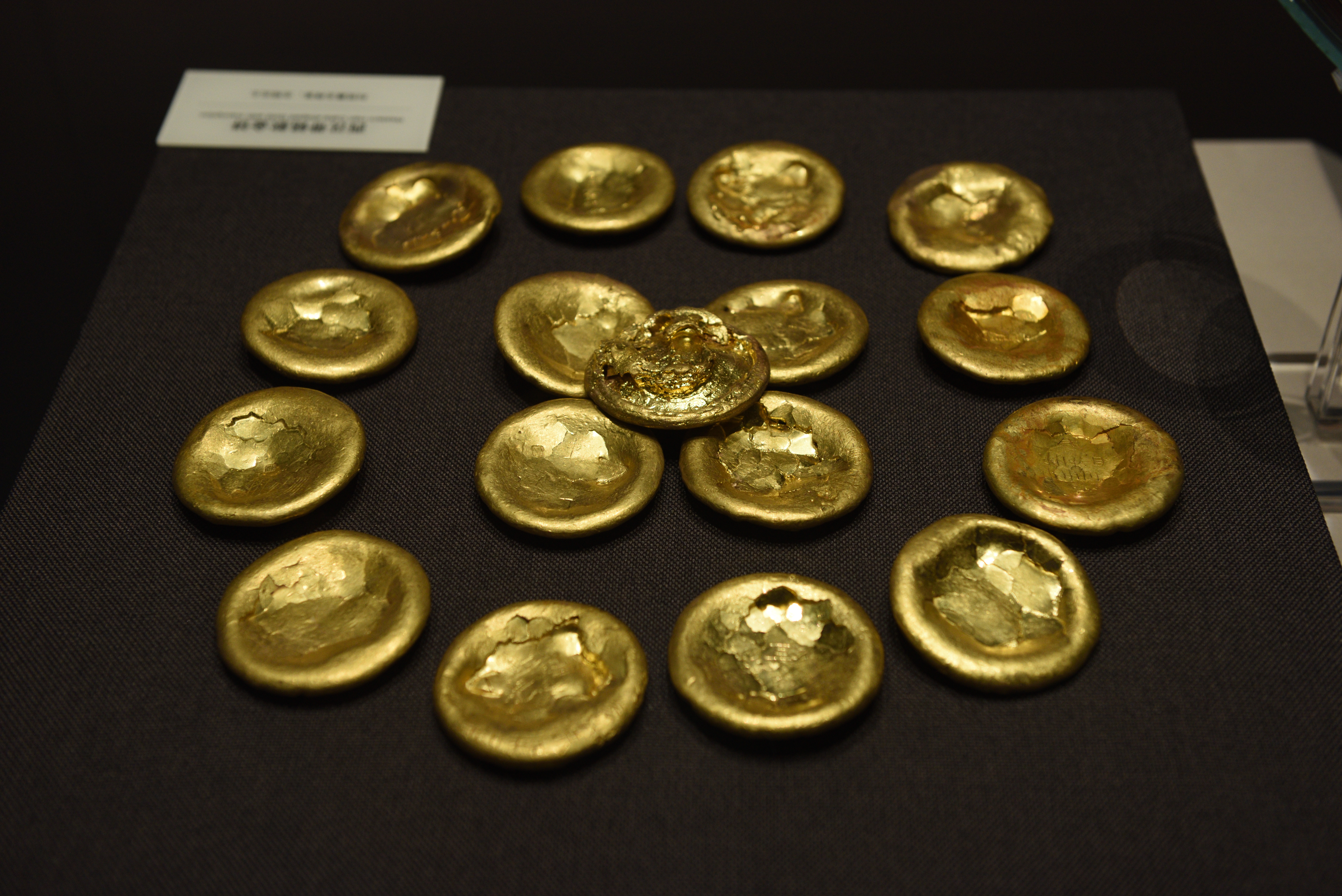
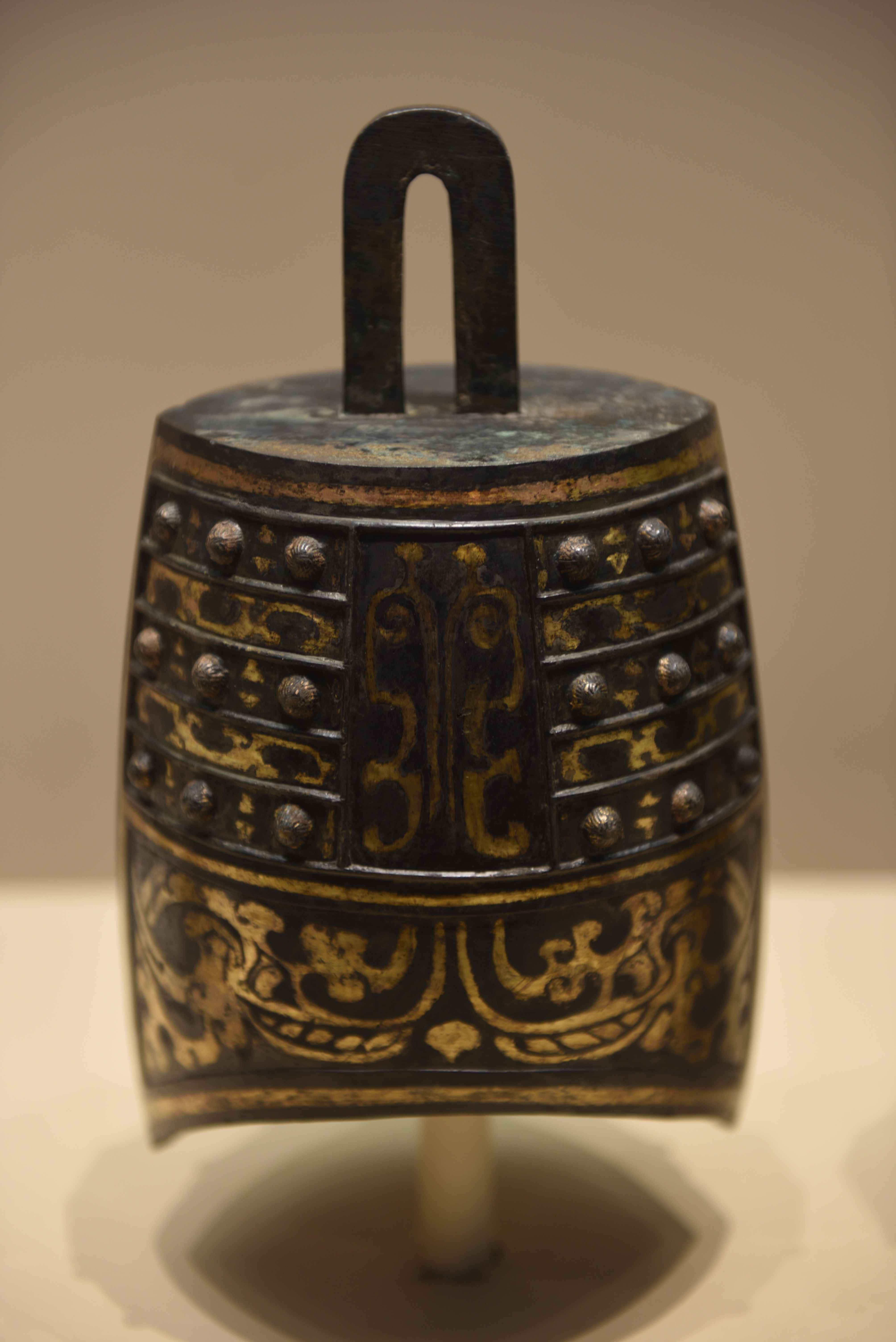
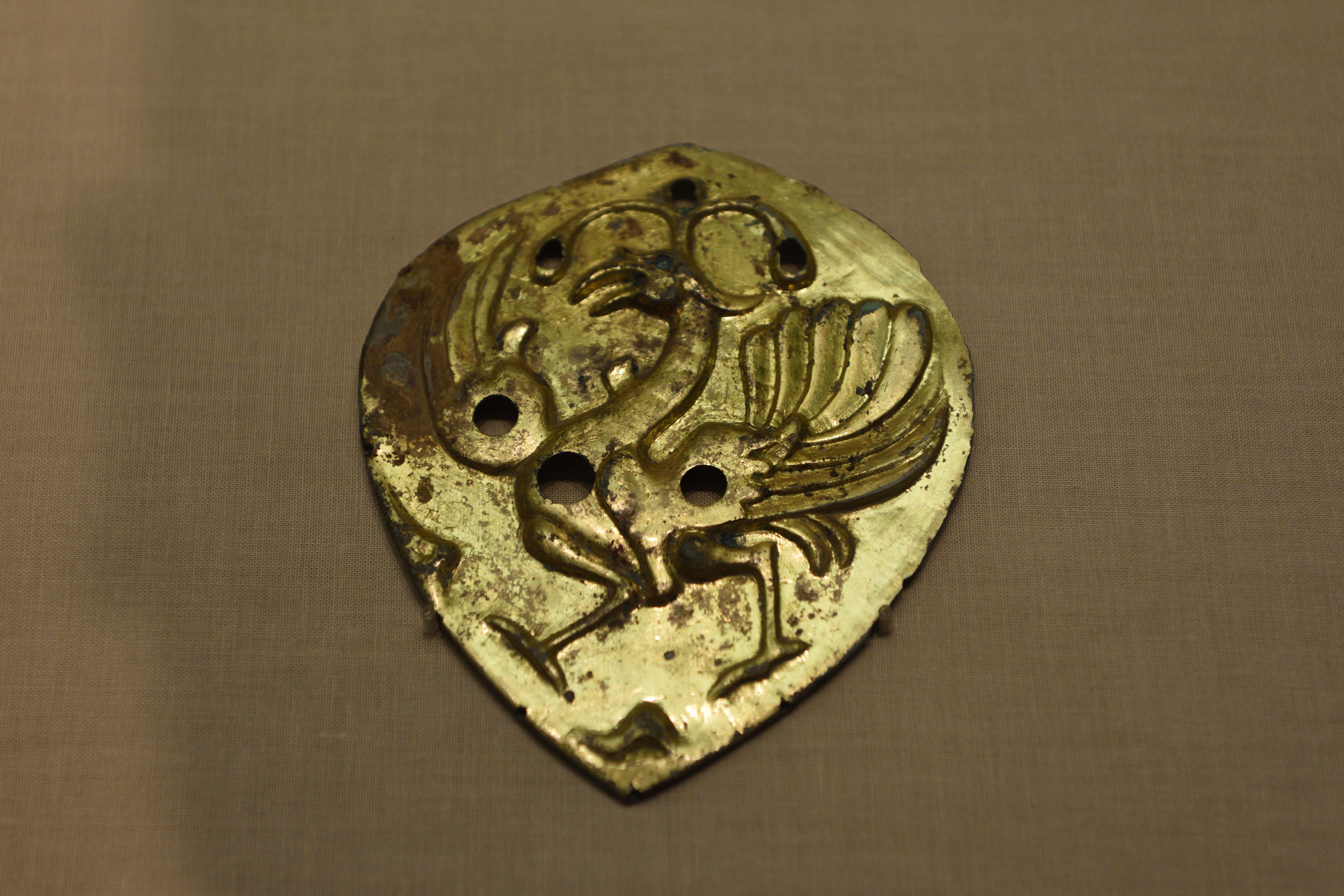
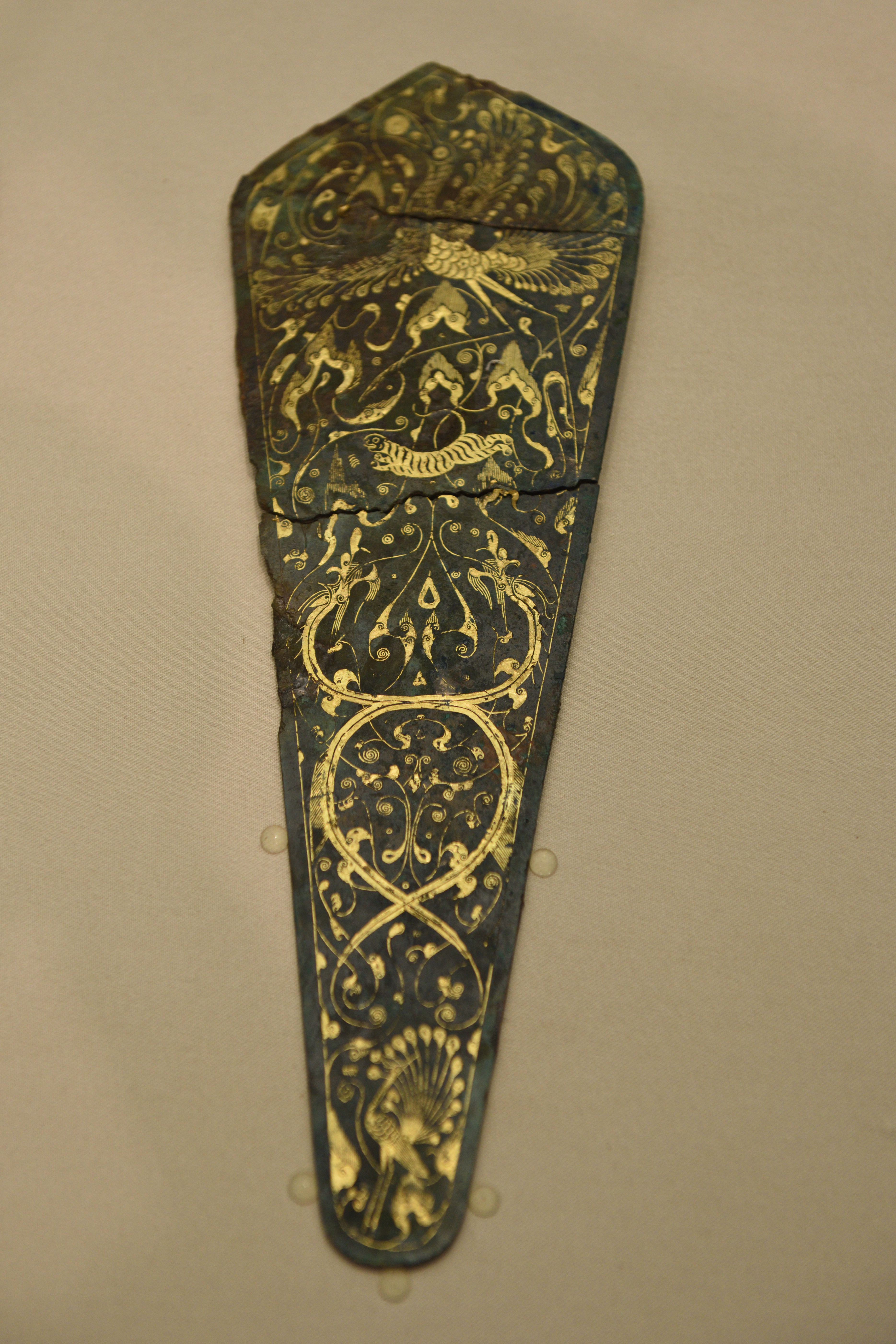
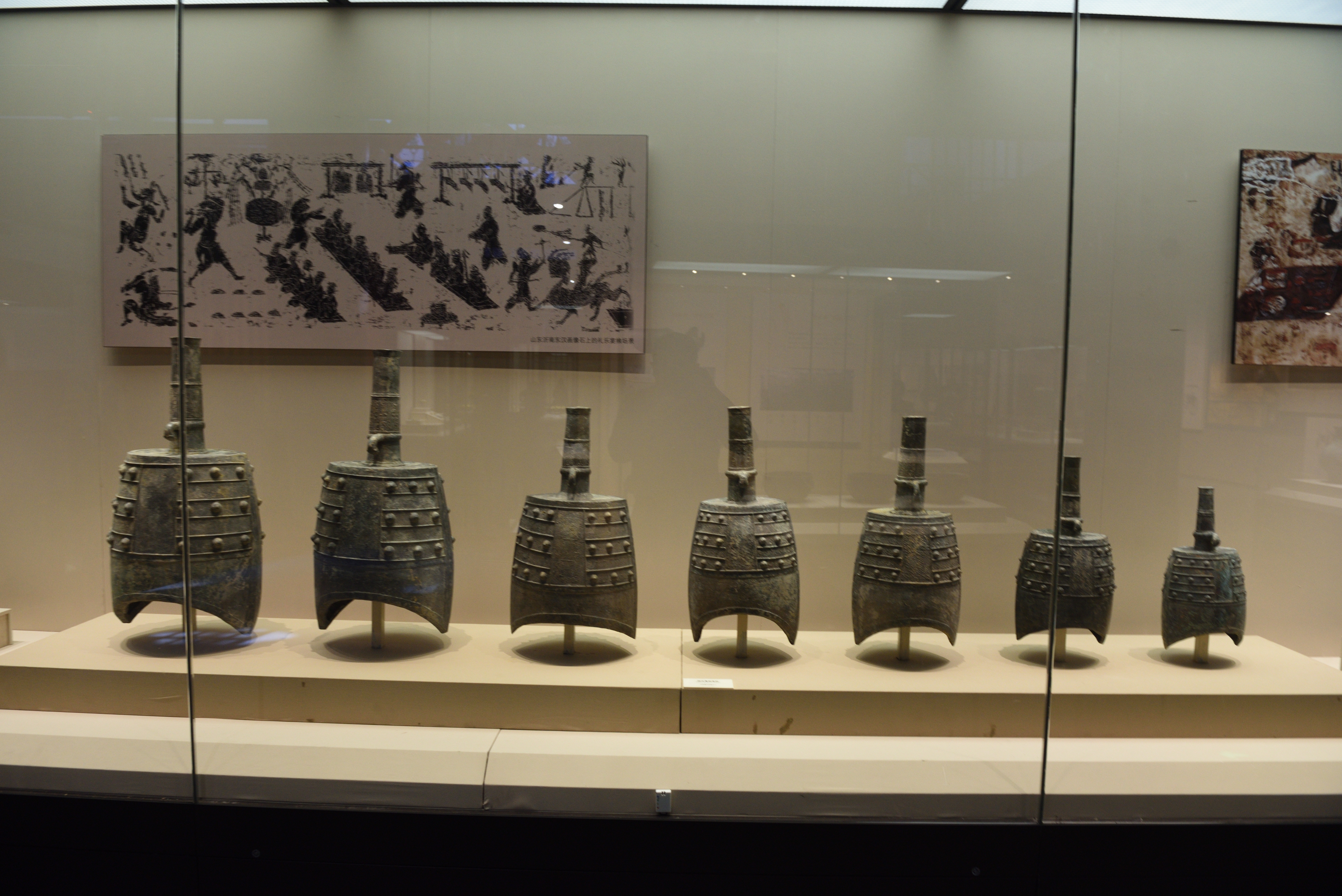
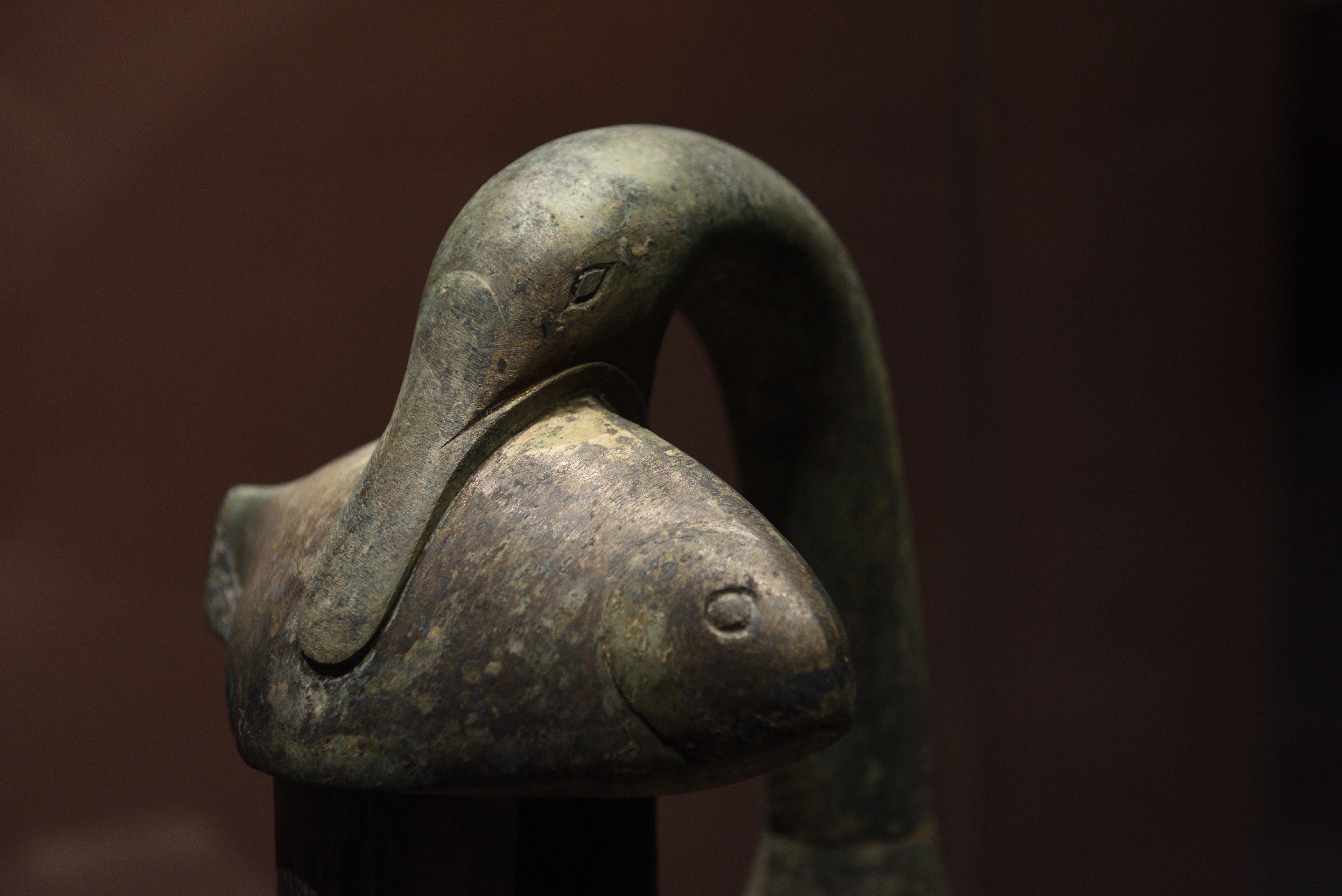
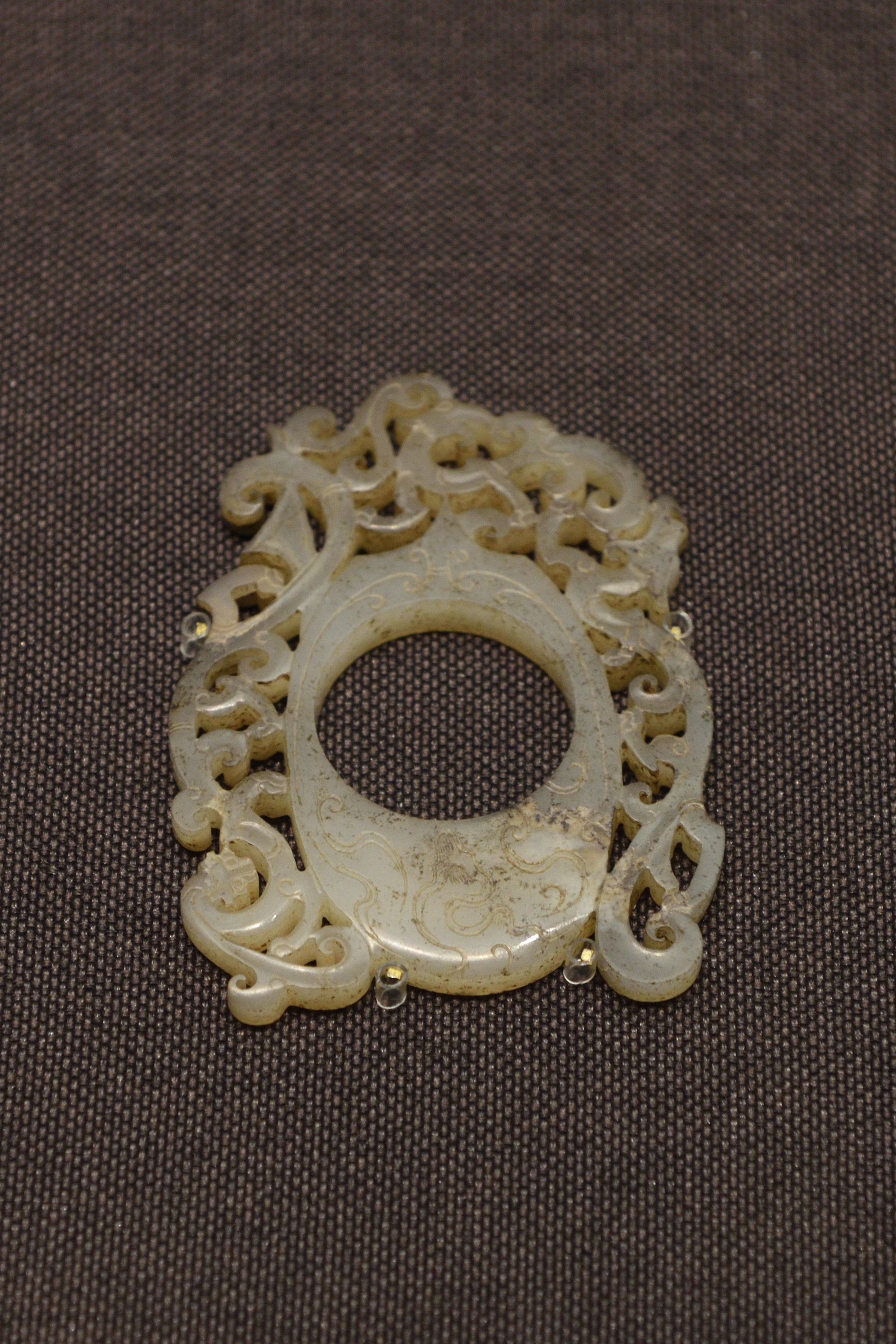
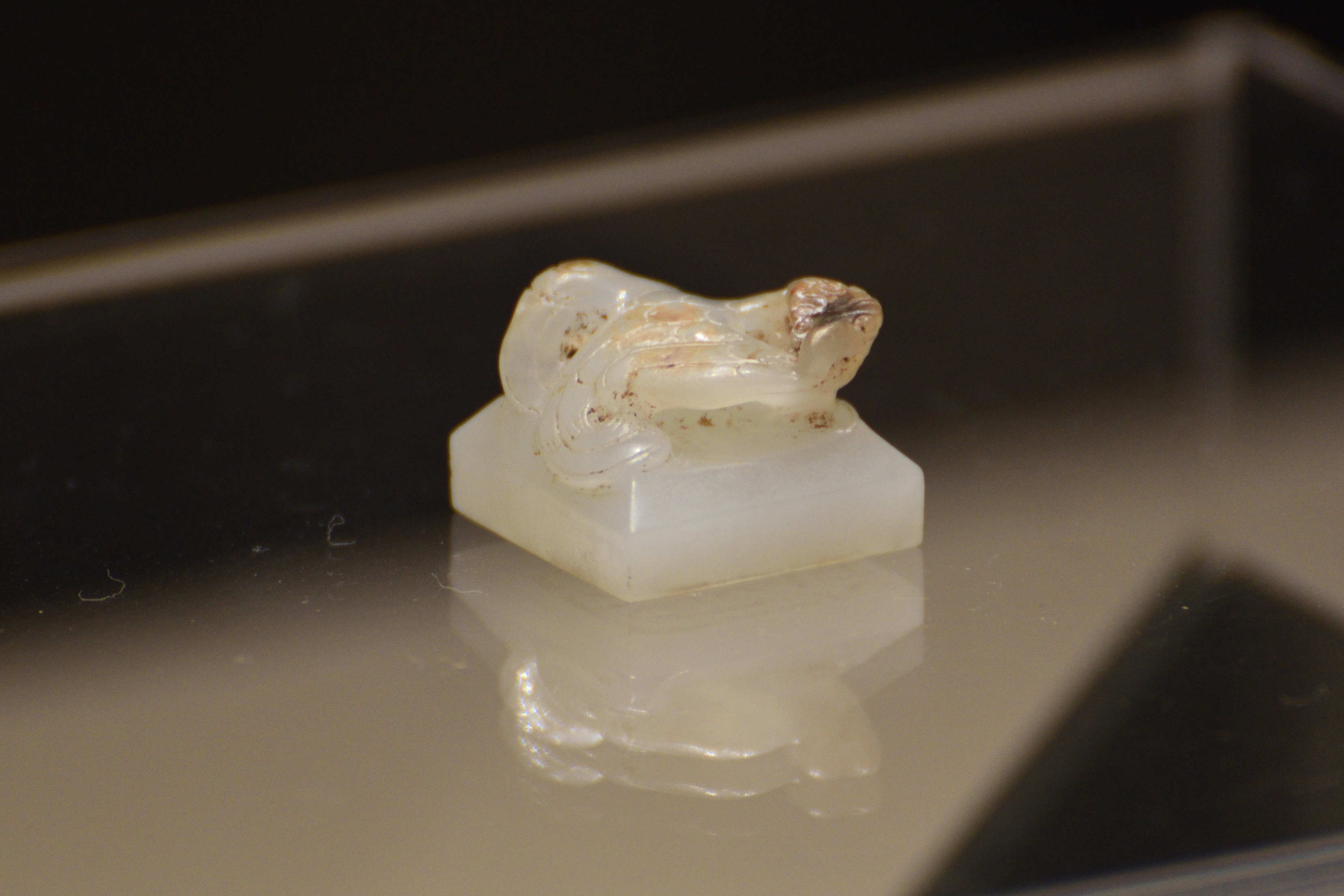

Beaucoup de ces objets avaient une fonction protectrice, mais ils servaient aussi de symboles cosmologiques. En effet, même si on a longtemps mis en avant le fait qu'il s'agissait de rappeler dans la mort la vie accomplie du défunt et de faciliter le voyage de son âme vers l'au-delà, il semble qu'on ait de plus en plus cherché à faire de la tombe un espace dans lequel le défunt puisse être situé en harmonie avec l'ordre cosmique.

##### Figurines et maquettes
Sont particulièrement représentatives de cette pratique les nombreuses figurines, qui constituent des témoignages précieux sur les modes de vie des élites. Un premier ensemble est constitué par les figurines de bâtiments en terre cuite, représentant les manoirs des nobles, des tours et les diverses installations agricoles de leurs domaines ruraux ; sous les Han postérieurs, elles sont de plus en plus en céramique glaçurée. En effet, des progrès sont faits dans le domaine de la céramique avec la multiplication des pièces vernissées, l’apparition de glaçures gris-vert ou noir, qui annoncent les futurs céladons, et des premières porcelaines.
Un autre groupe important de figurines représente des êtres humains, serviteurs et servantes du noble qu'ils accompagnent dans l'au-delà (substituts des serviteurs qui étaient effectivement sacrifiés jusqu'aux débuts de l'époque des Royaumes combattants) : sous les Han, il s'agit souvent de musiciens, d'acrobates, de danseurs et autres chargés des divertissements. Les animaux sont également courants. Les plus hauts dignitaires et surtout les souverains se faisaient accompagner de véritables armées en miniature, constituées de centaines de figurines. Les fosses exhumées à proximité du tombeau de l'empereur Jing à Yangling ont livré de nombreuses représentations de soldats en miniature, renvoyant à celles - de taille réelle - découvertes dans le mausolée du Premier Empereur ; d'autres fosses contenaient des figurines animales, en particulier des chevaux.

Figurines et maquettes funéraires de la période Han.
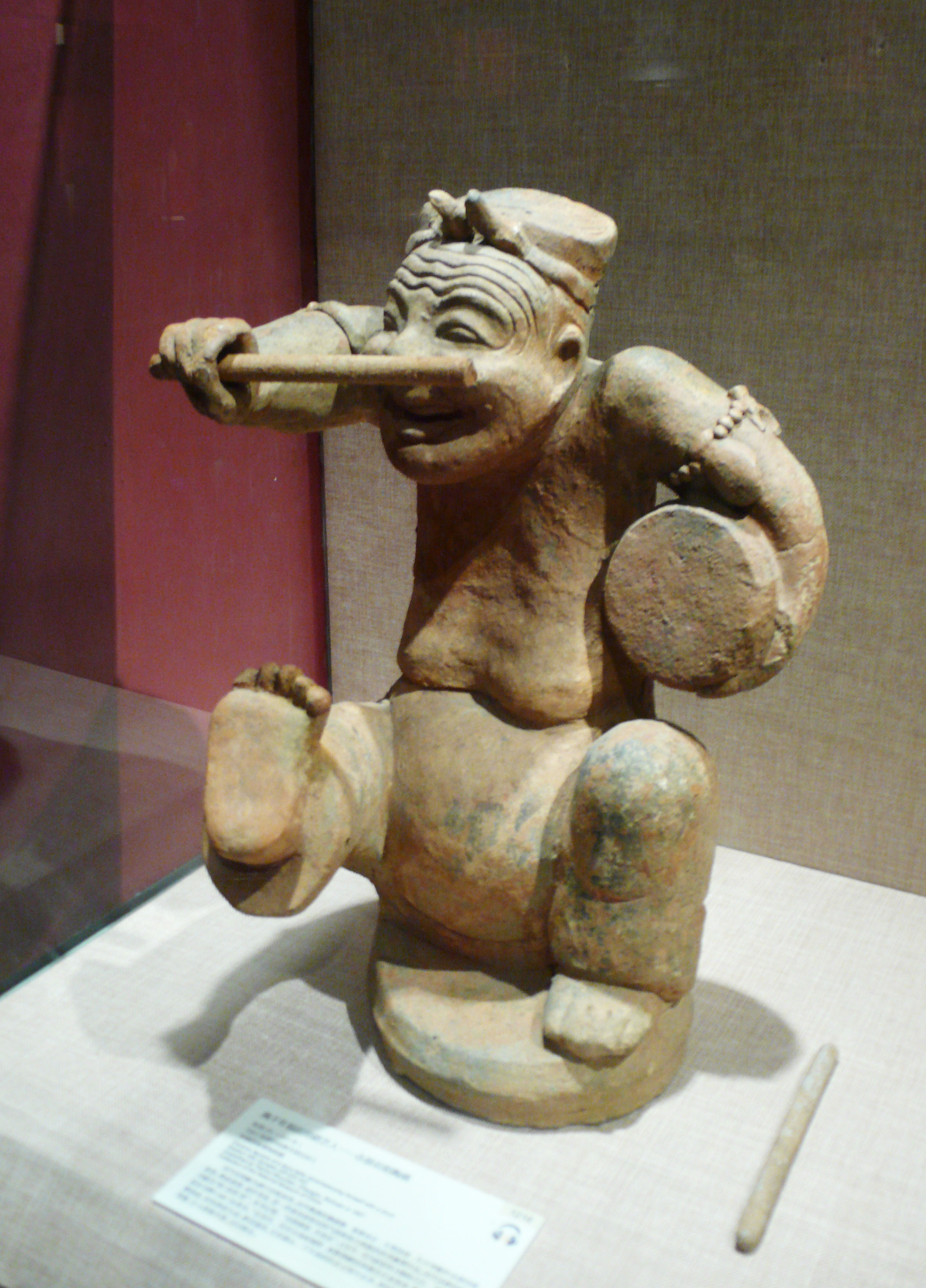
Figurine d'un personnage dansant et frappant sur un tambourin. Han postérieurs. Chengdu, musée de la province du Sichuan.
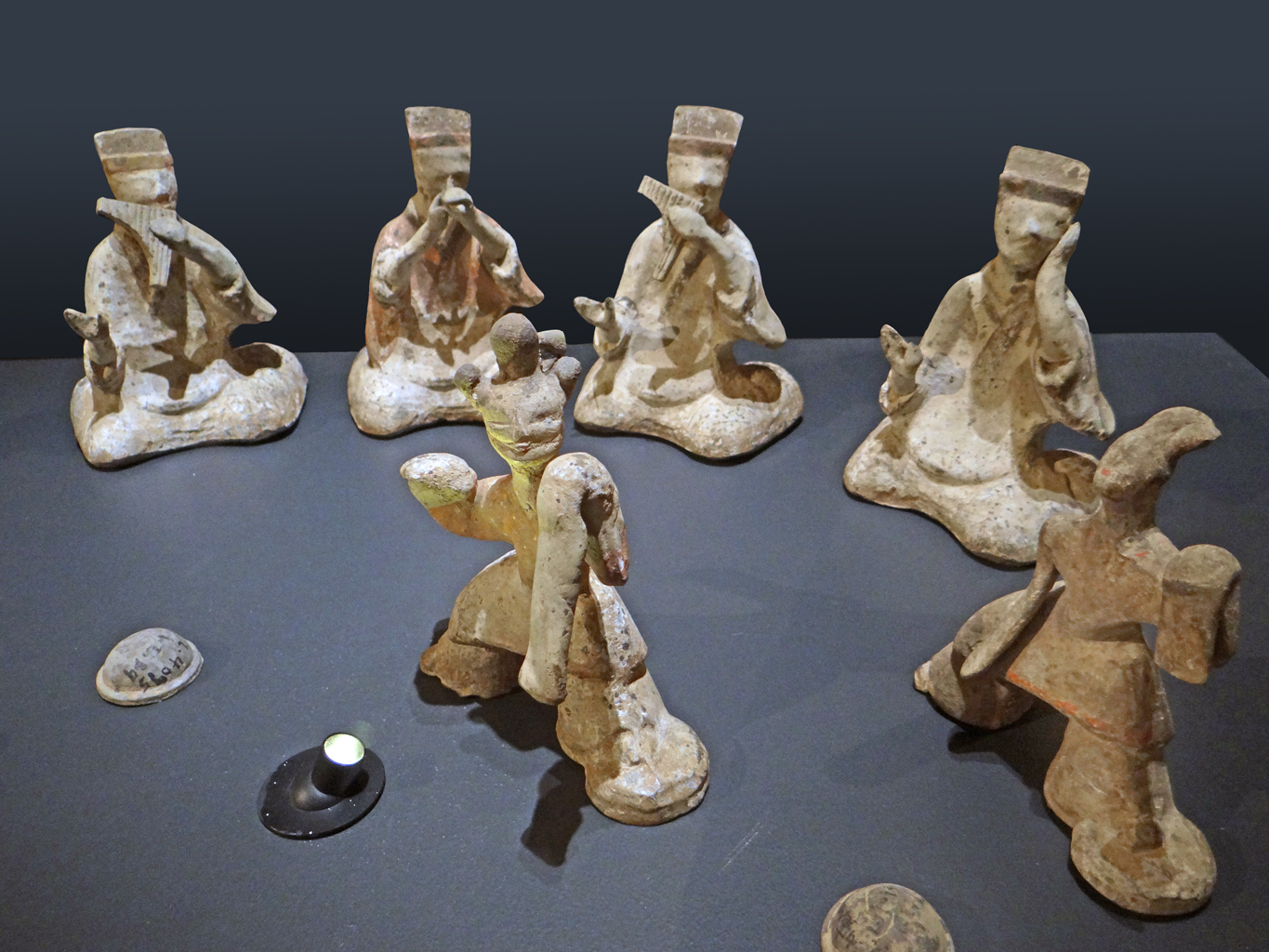
Figurines de danseuses et musiciennes. Han Occidentaux, tombes de Yangjiawan, Jiangsu. Musée Guimet (prêt temporaire du musée de Xuzhou).
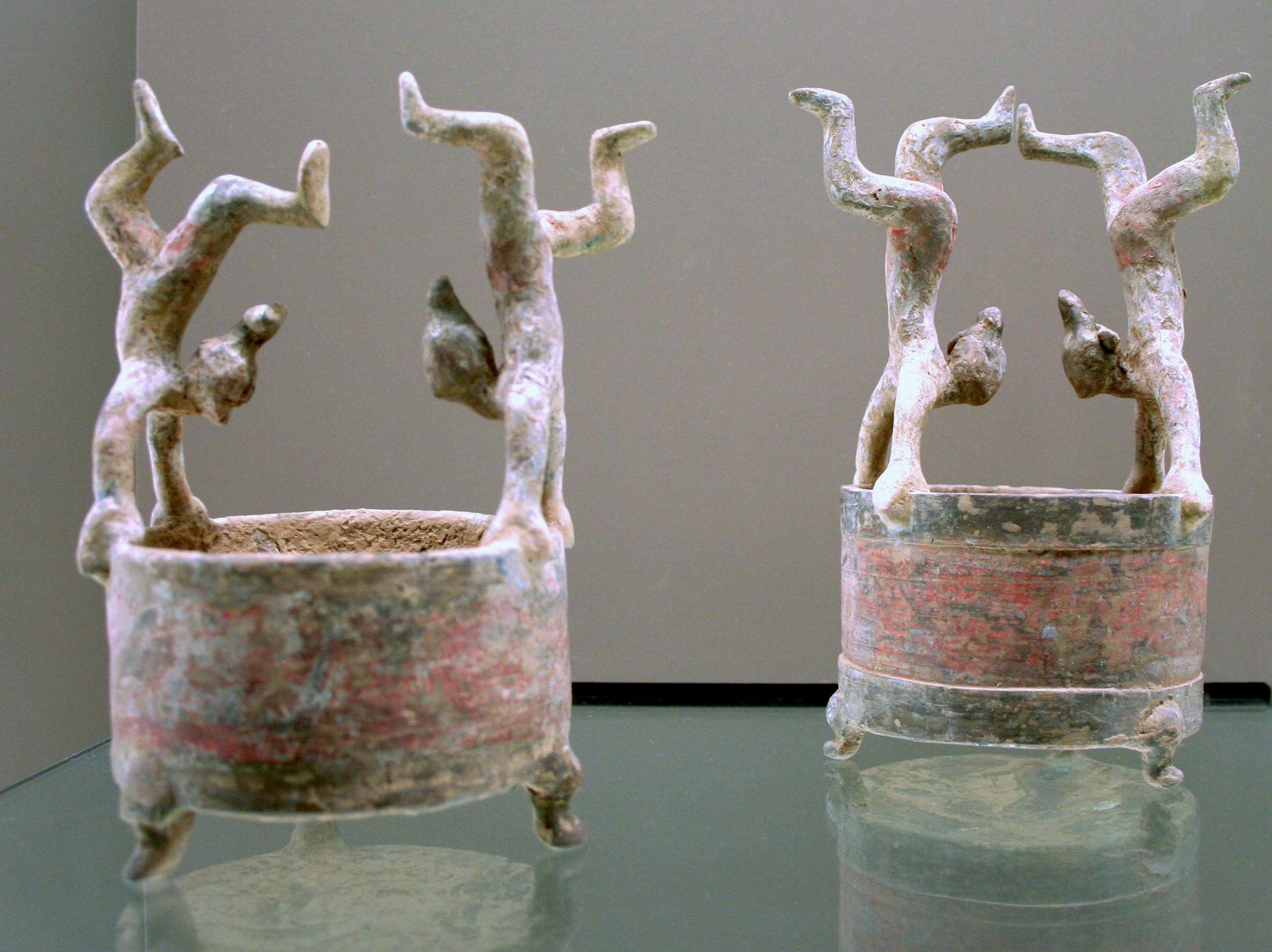
Deux vases lian décorés avec des acrobates. Han Occidentaux. Terre cuite peinte. Musée Cernuschi.
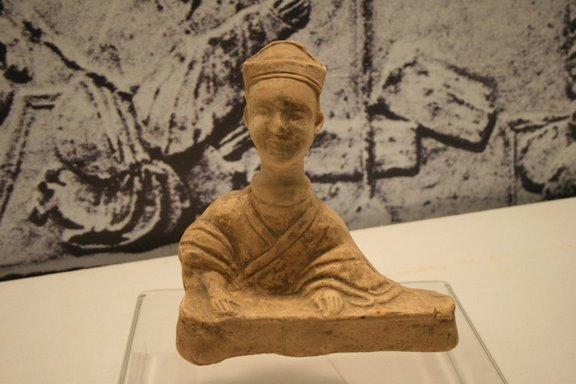
Figurine d'un musicien jouant du guqin. Exhumé dans une tombe de Pengshan, Sichuan. Musée de Nankin.
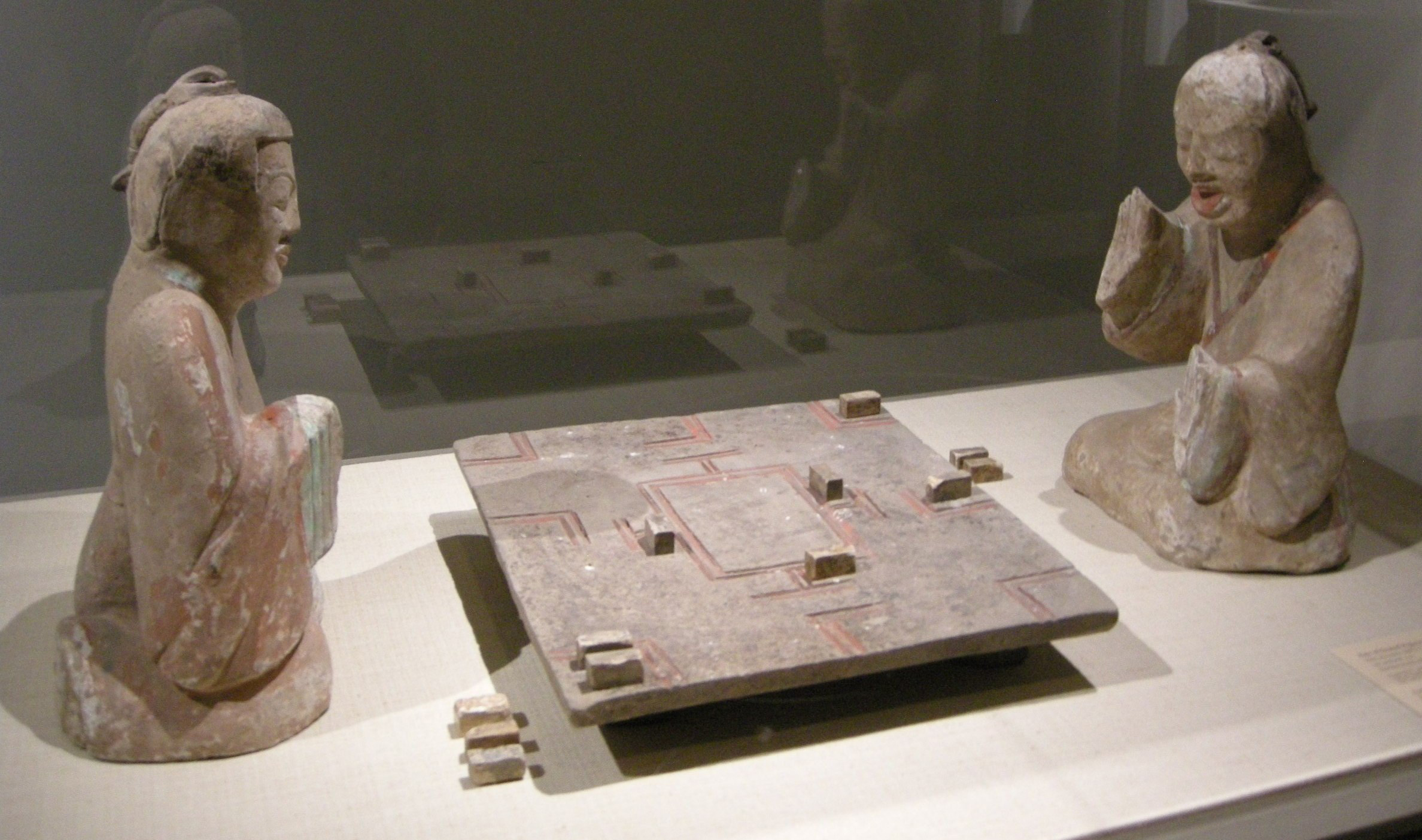
Joueurs de liubo. MET, New York.
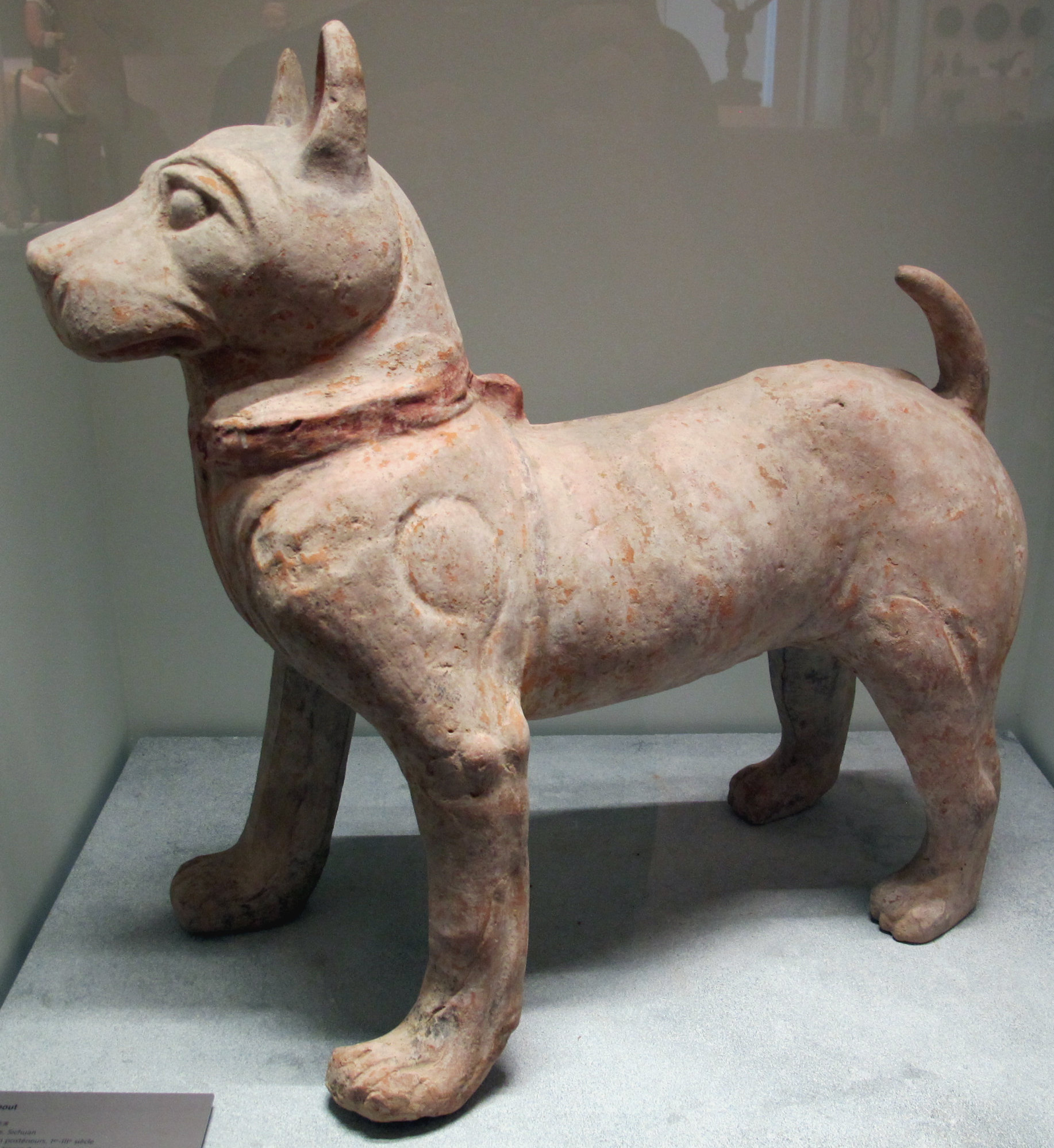
Figurine en céramique : chien. Han postérieurs. Musée Guimet.
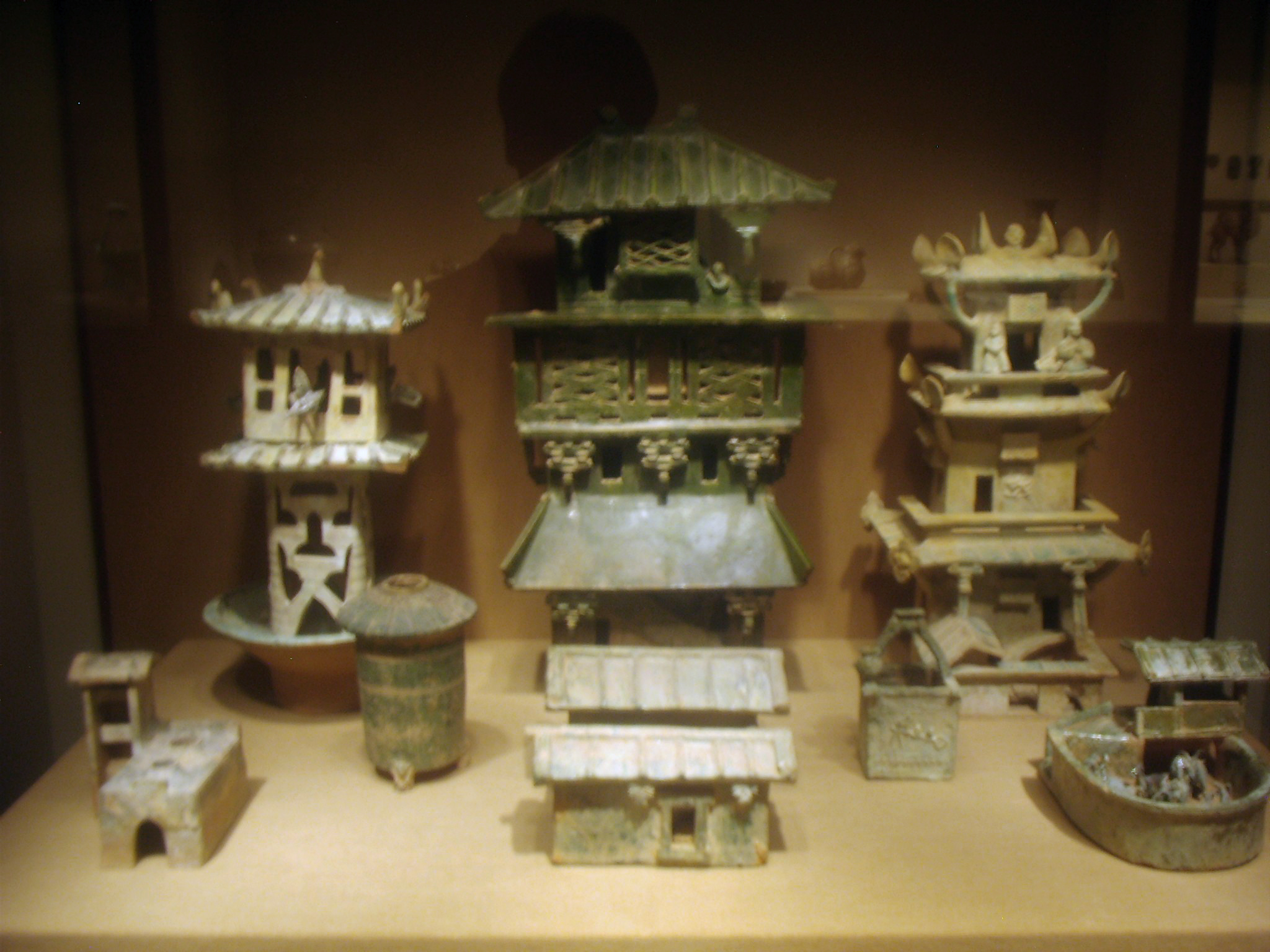
Modèles d'architecture. Trois tours de guet et bâtiments agricoles. Céramique funéraire. Terre cuite à glaçure plombifière verte. MET, New York.
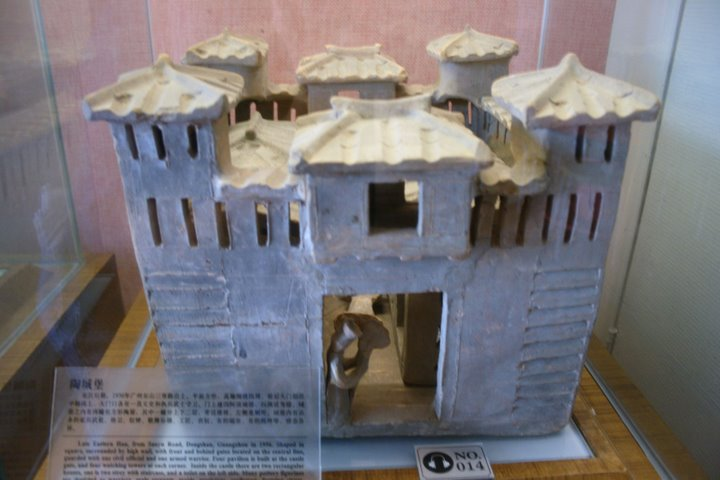
Modèle de château en céramique. Han postérieurs. Musée de la ville de Canton.
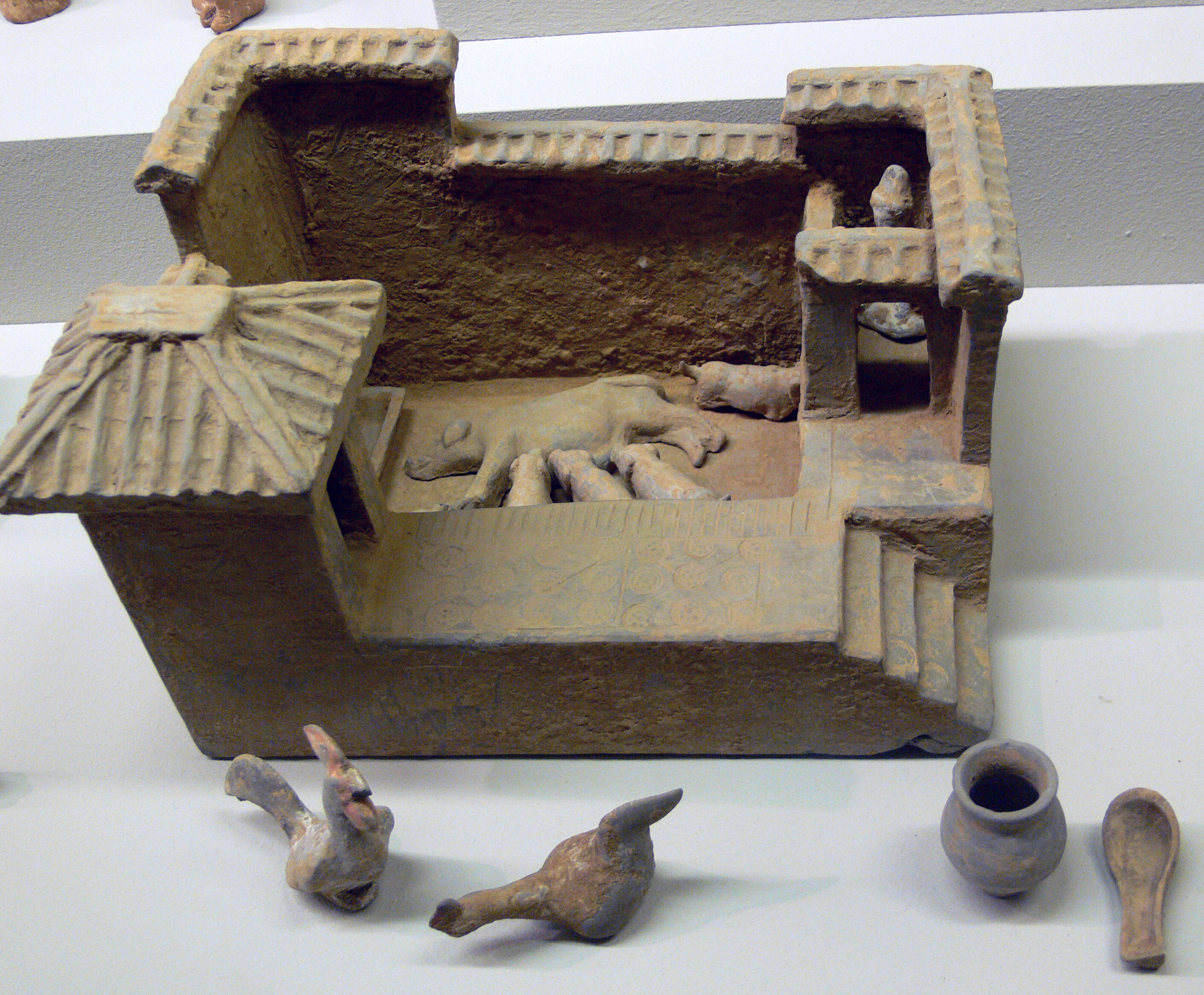
Modèle de porcherie en céramique. Han postérieurs. Linden-Museum, Stuttgart.
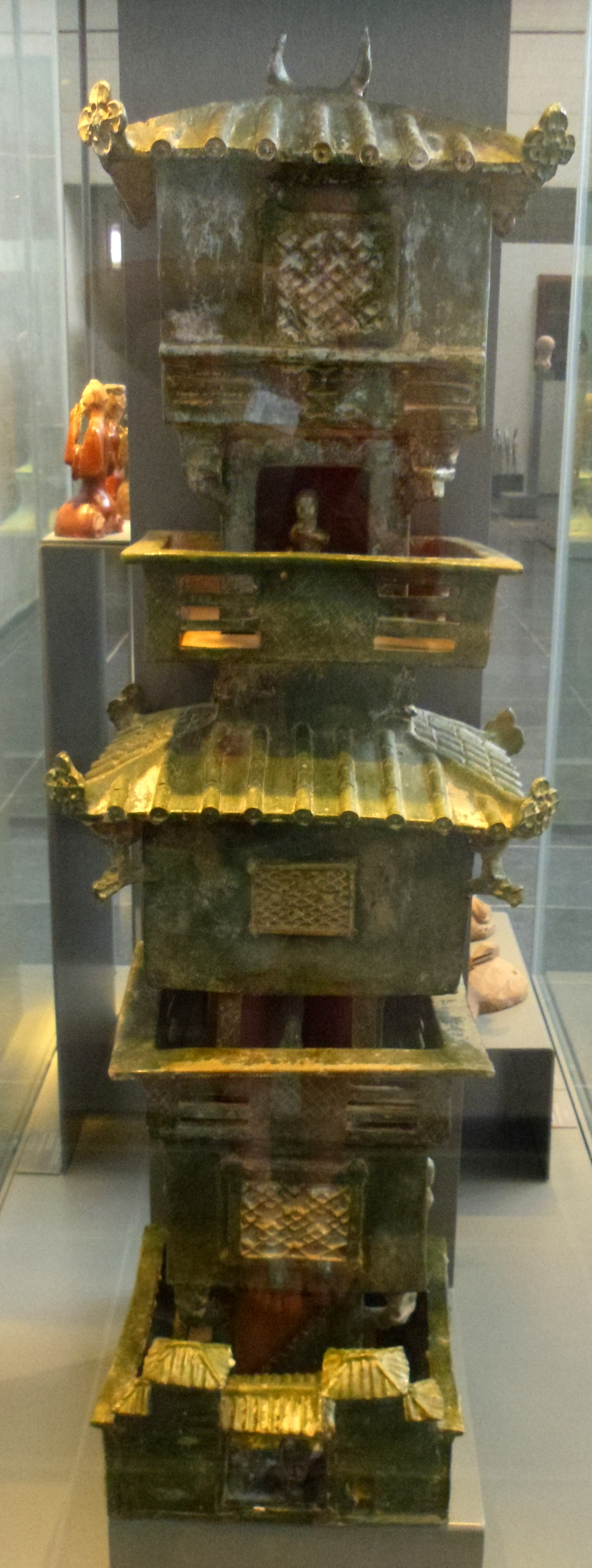
Tour, terre cuite à glaçure plombifère. Musée royal de Mariemont, Belgique.

La représentation équestre connaît en effet un essor important dans l'art des Han. Ces animaux sont très représentés sur les décors muraux des tombes (voir plus loin). Ils sont surtout très courants dans la sculpture. Par exemple, une tête de cheval exposée au musée Guimet représente une nouveauté propre aux Han : un animal énergique et fougueux, dépeint avec le naturalisme des Qin mais stylisé. Cependant, loin de figurer un type particulier, il s’agit le plus souvent d’une image composite et idéalisée conservant du cheval chinois les grandes oreilles dressées, le chanfrein concave et les yeux globuleux en grenouille, mais renvoyant aux montures arabes par sa tête haute. La cohérence des traits stylistiques Han maintient l'harmonie de l'ensemble dans toutes les représentations de ce type de cheval connues. Mais une étude comparative, même rapide avec les figures de chevaux déposées avec l'Armée de terre cuite du premier empereur Qin Shi Huang des Han occidentaux,, montre que l'on n'est pas en présence des mêmes races de chevaux. Concernant le cheval doré de l'empereur Han Wudi (156 - 87 av n. e.), lequel commandita la recherche de chevaux à son ambassadeur Zhang Qian[réf. incomplète] auprès des souverains de Sogdiane, il faut suivre les remarques précises données par les auteurs du catalogue de l'exposition Des chevaux et des hommes de 1996. En effet : « ce bronze est le produit de l'observation attentive d'un animal de race dont on cherche à exprimer la beauté et l'élégance, et non l'usage ou la rapidité »,. Le célèbre cheval volant, dont on voit l'image un peu partout en Chine actuellement, a été trouvé dans la tombe d'un commandant de la garnison placée au Wuwei, Gansu, précisément sur une route de la soie. Ces chevaux représentés sous forme de mingqi, en terre-cuite ou en bronze, mais non doré, au cours de la dynastie des Han Orientaux sont le plus souvent la tête haute et l'attitude très vivante, nerveuse, les dents bien visibles et dégagées, comme on peut le constater sur ces deux exemples.

Représentations de chevaux de la période Han.
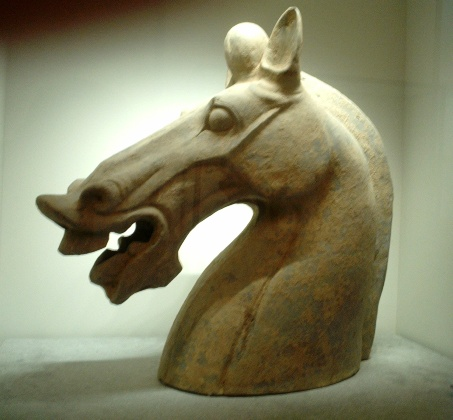
Tête de cheval, terre cuite. Han Orientaux Ier – IIe siècle apr. J.-C., musée Guimet.
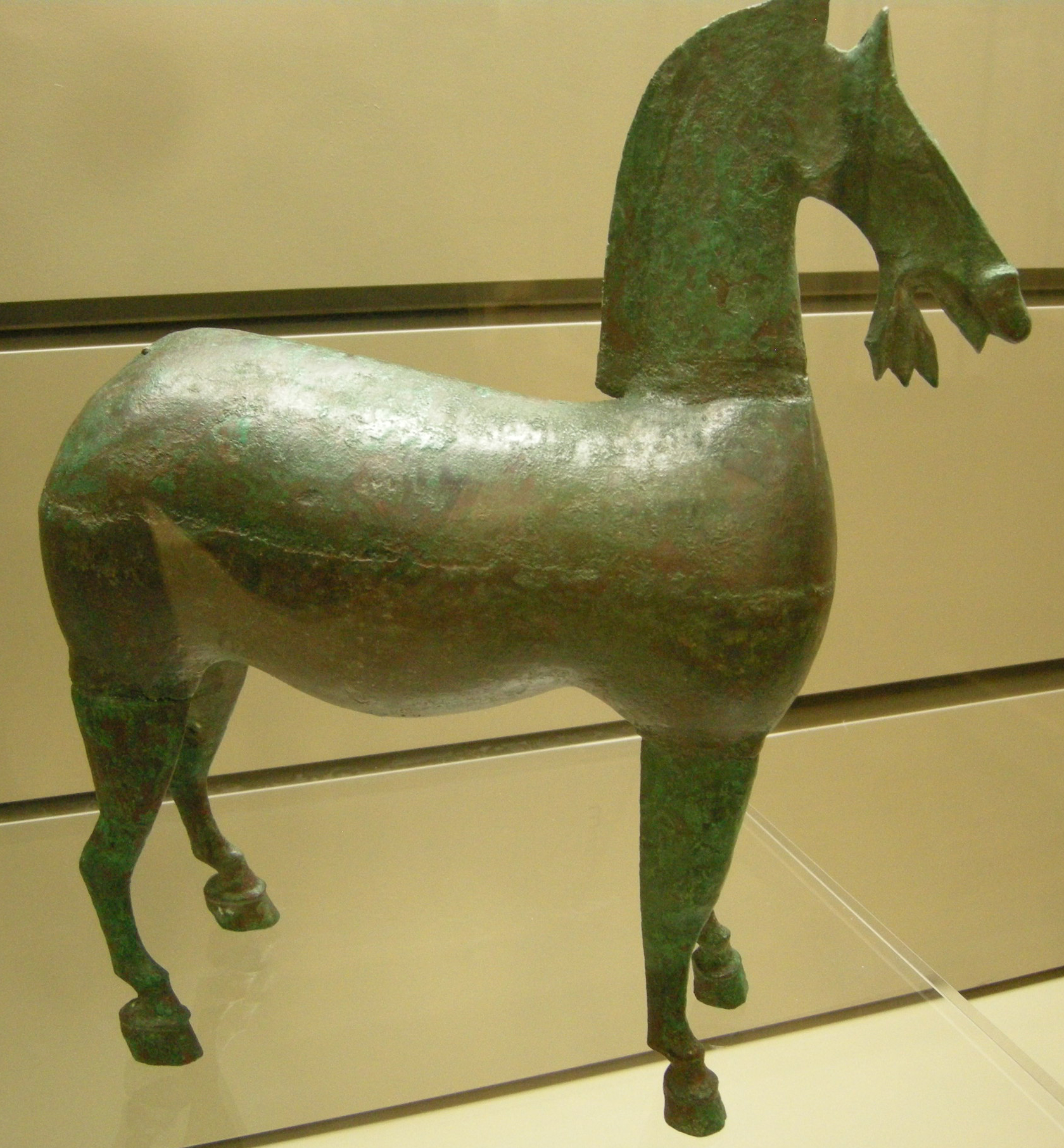
Chine sud-orientale, dynastie Han orientaux, statuette funéraire d'un cheval, Ier-IIe s. Museo d'Arte Orientale (Turin)
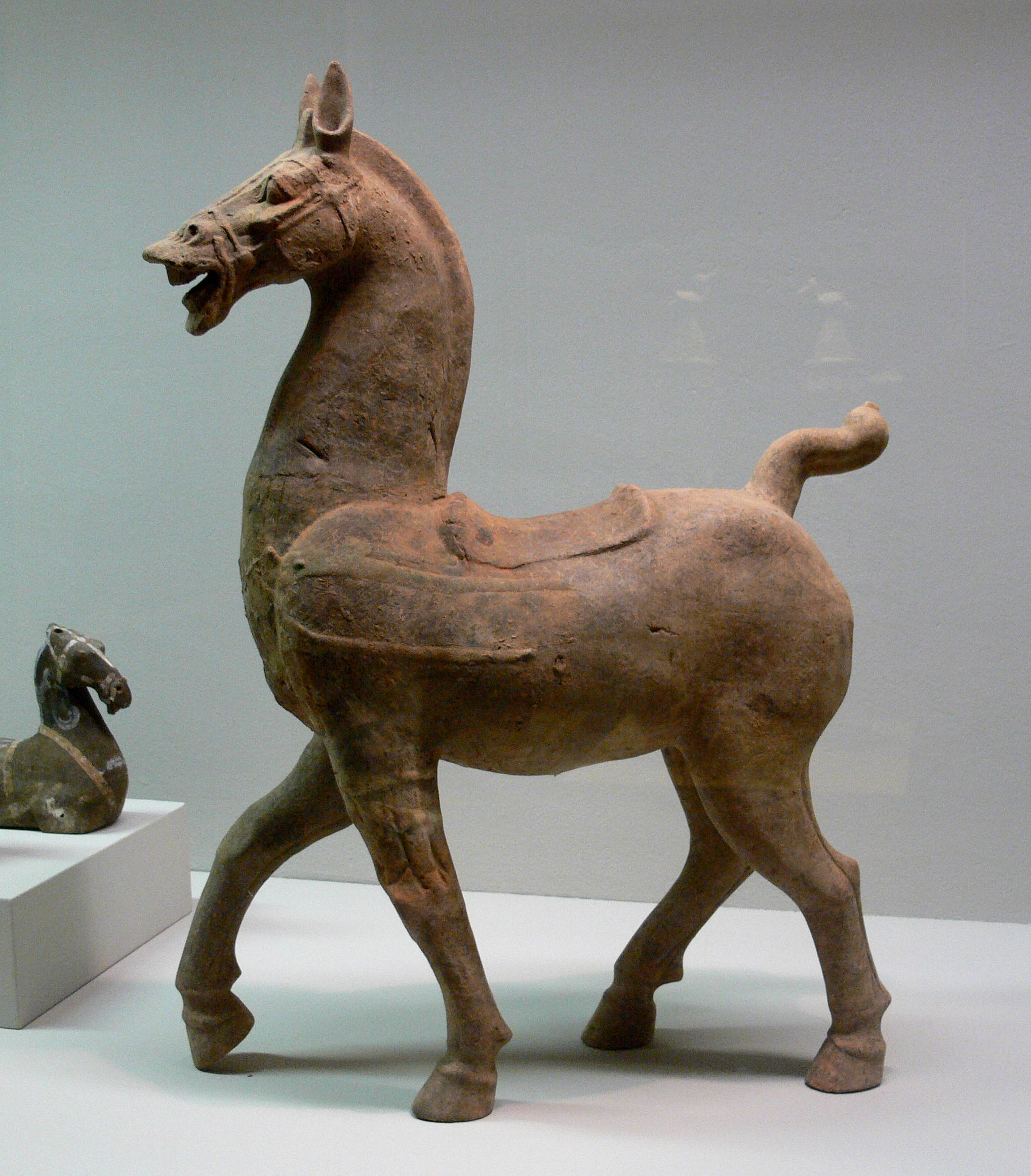
Cheval. Han orientaux. Statuette de grande dimension. Terre cuite à engobe rouge. Linden-Museum, Stuttgart.
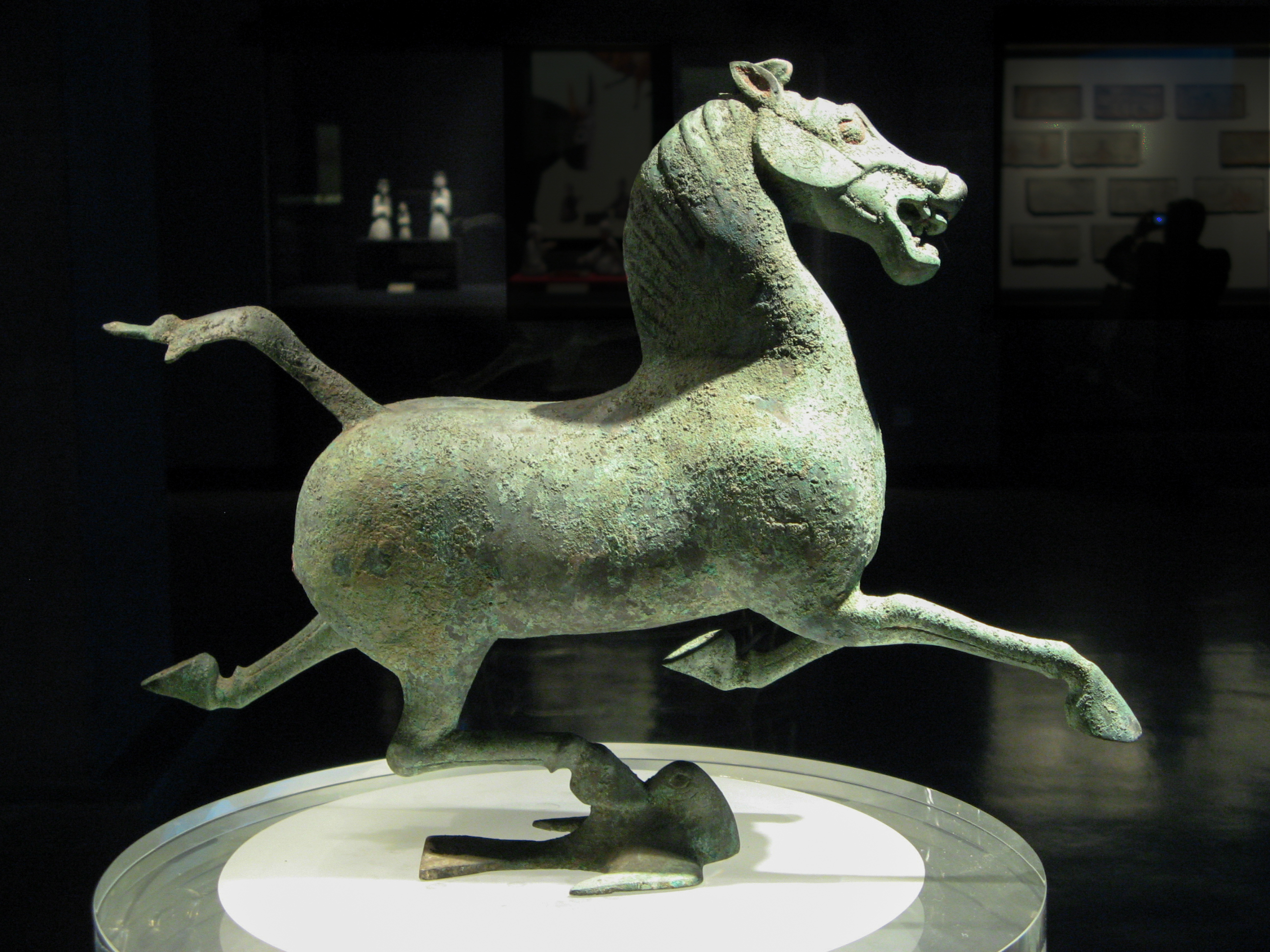
Cheval volant. Han orientaux. Bronze, h 34,5 cm. Gansu provincial Museum. Chine.
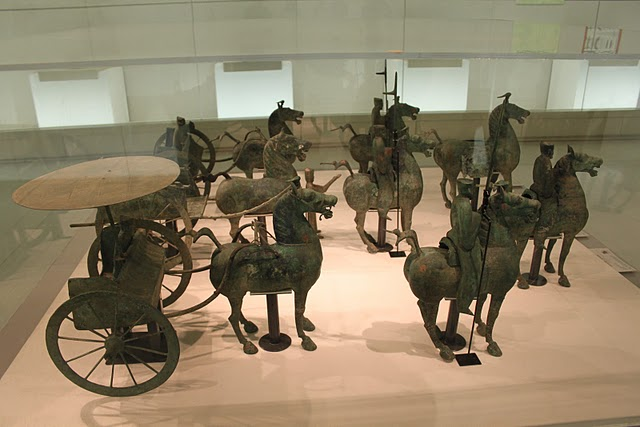
Cavalerie des Han orientaux et char de combat. Bronze. Dépôt funéraire. Musée du Henan.
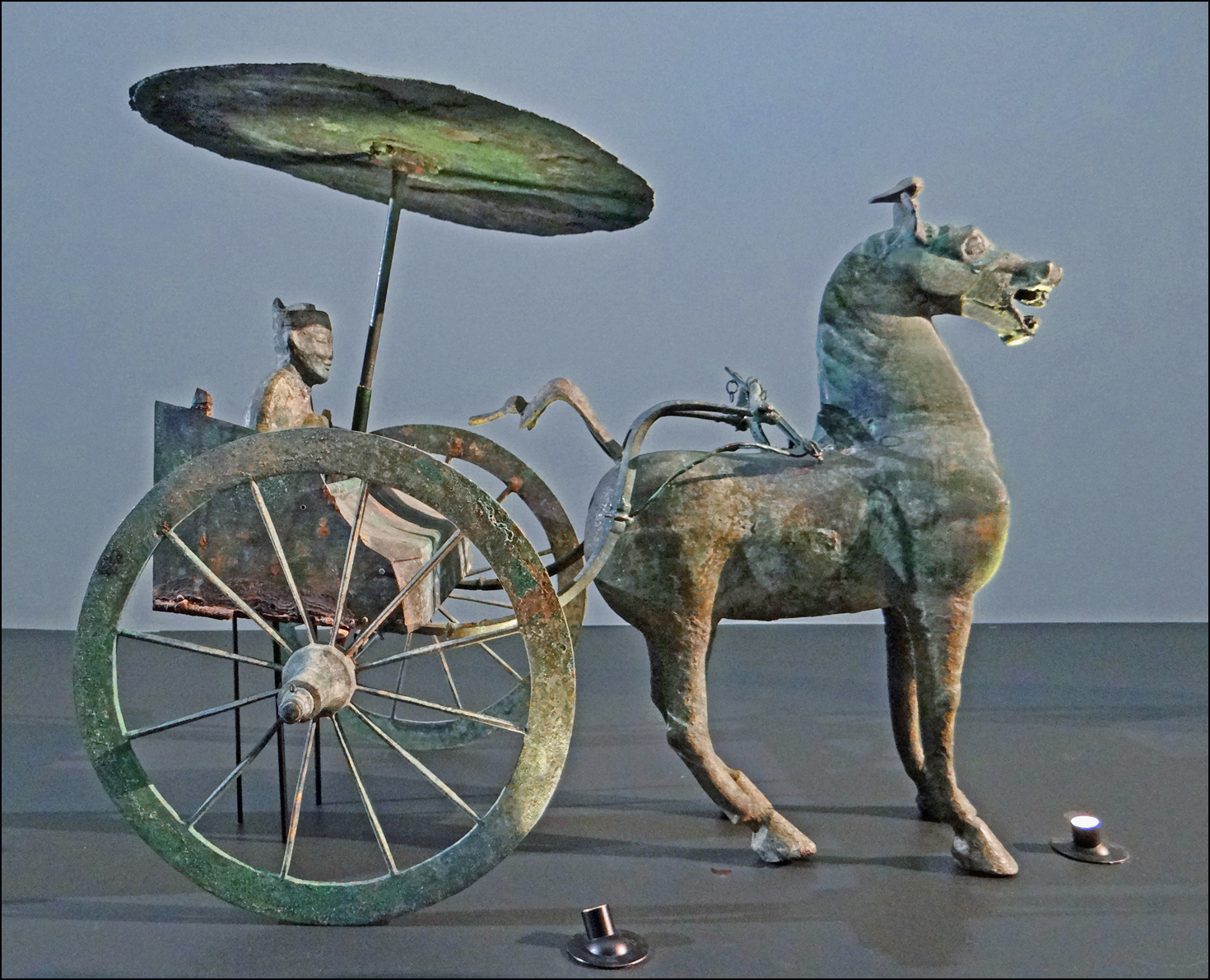
Garde d'honneur et attelage. Han Orientaux, tombe de Wuwei, Gansu. Musée Guimet (prêt temporaire du musée de la province du Gansu).

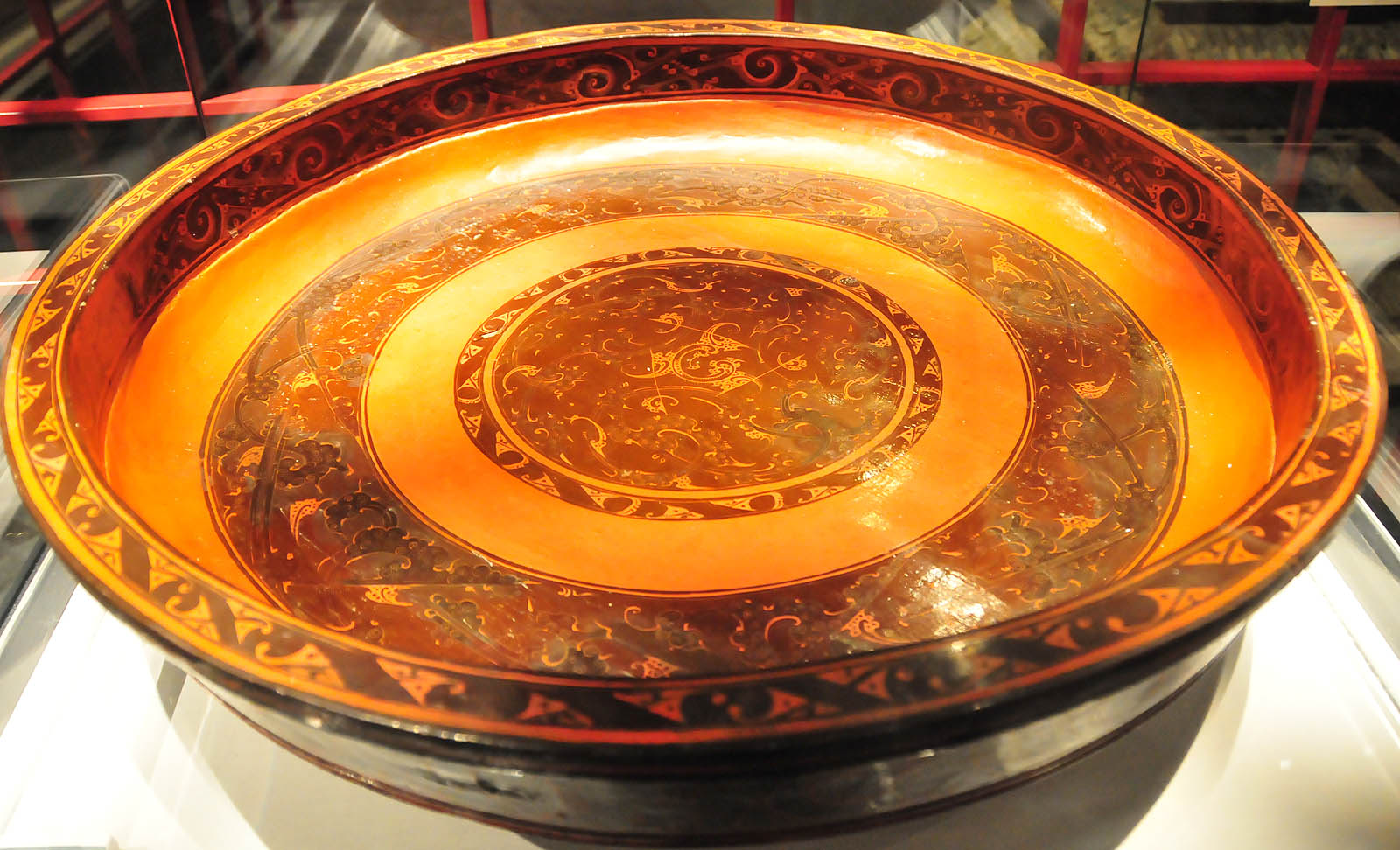
Plat en laque, dynastie Han pccidentaux, musée du palais (Cité interdite), Pékin

##### Objets du quotidien, brûle-parfums, luminaires
Les tombes ont enfin livré des objets issus du quotidien, en bronze souvent doré et argenté (suivant la pratique en cours dès l'époque des Royaumes combattants) des objets laqués et en jade,.
La boîte lian en forme de brûle-parfum conservée au musée Guimet, offre une représentation de montagnes qui serait l'ancêtre des paysages miniatures apparus sous les Tang et connus en Occident sous leur nom japonais de bonzai. Dans le brûle-parfum Han, en bronze rehaussé d'or et éventuellement de pierres précieuses, la fumée de l'encens évoquait les pics montagneux entre lesquels vaguent et s'enroulent brumes et nuages argentés. Ce sont des lieux mythiques, paradis des Immortels, lesquels étaient représentés dans leur ascension des montagnes, figurines discrètes au milieu des arabesques décoratives du brûle parfum. Cette croyance est l'un des piliers de la culture taoïste qui se développe, précisément, sous les Han. Quant au motif des monts des Immortels (sur les îles mythiques de la Mer de l'Est, dont la plus célèbre est l'île Penglai, ou sur les Monts des Immortels de l'Occident), il devint le sujet préféré des peintres lettrés au cours des siècles suivants. Le motif des dragons dans les vagues qui se retrouve souvent avec ce type de sujet symbolise ici les eaux mystérieuses qui paraissent infranchissables. Un luminaire mis au jour dans une tombe de Luoyang datée des Han postérieurs a ainsi à lui la forme d'un arbre magique portant des dragons, et dont la base a la forme d'une île aux Immortels où gambadent plusieurs animaux. Parmi les autres lampes remarquables exhumées, il convient de signaler celle livrée par la tombe de la princesse Dou Wan à Mancheng, une lampe en bronze doré ayant la forme d'un personnage vêtu d'une robe ample tenant un luminaire, et démontable.

Objets funéraires divers de la période Han.
Brûle-parfum en bronze incrusté d'or, tombe de Liu Sheng, Mancheng, Hebei. Han occ. H: 26 cm. Face 1. Musée prov. du Hebei[173].
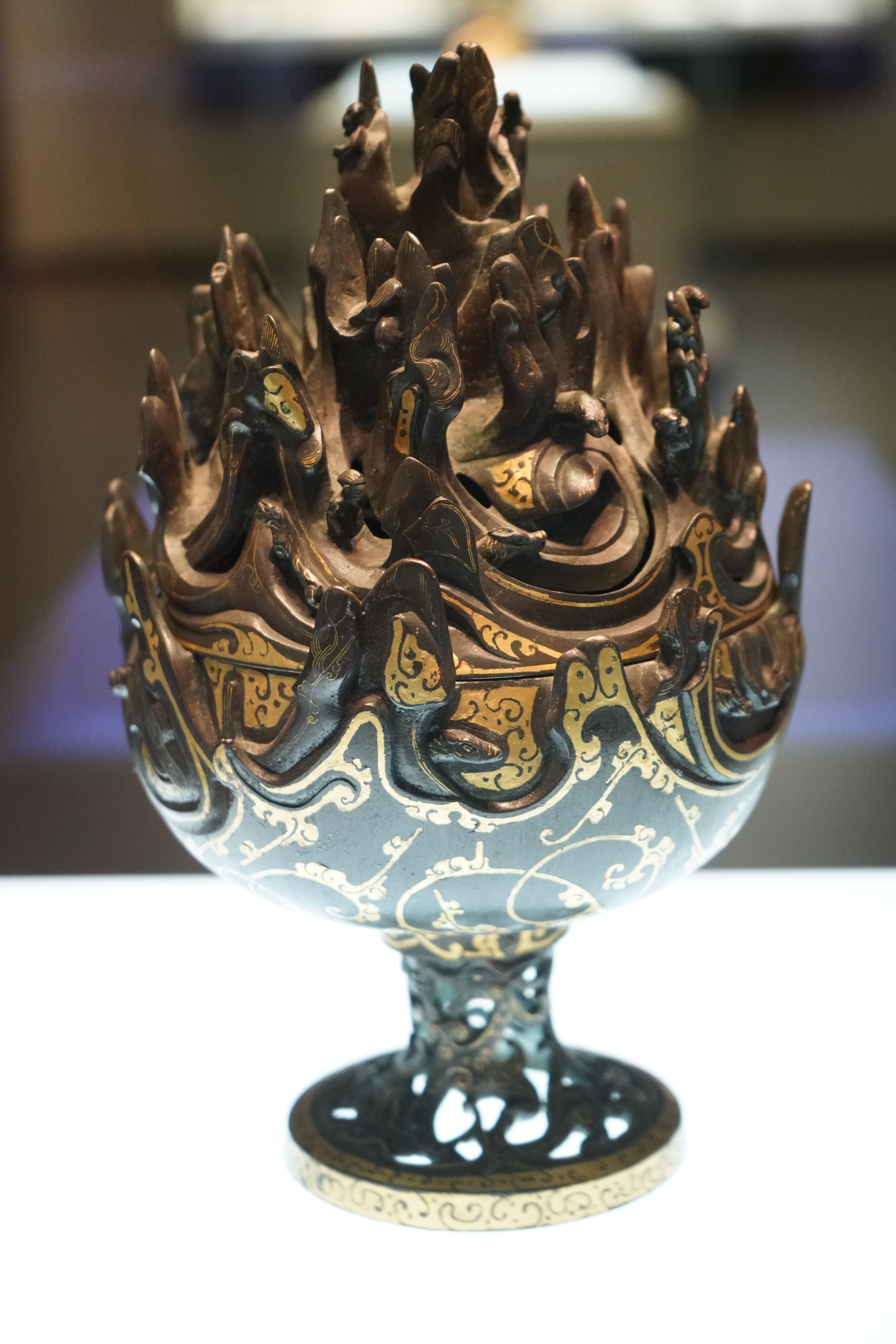
Autre face
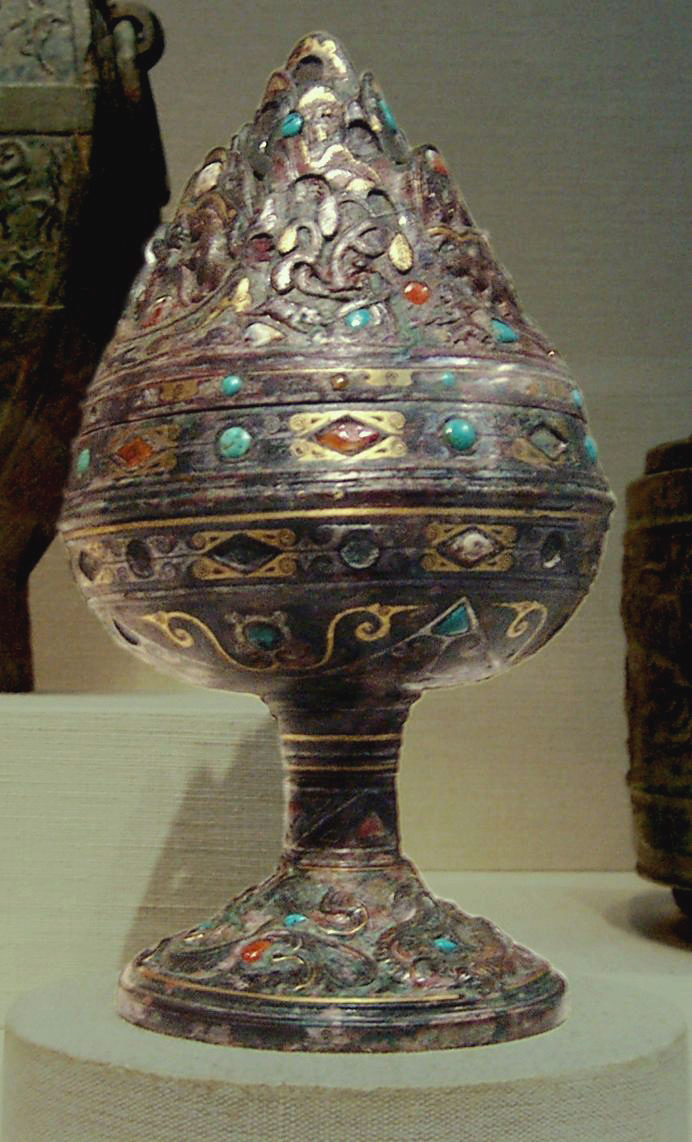
Brûle-parfum, Han occidentaux, bronze, or, turquoise et cornaline, Freer Gallery of Art, Washington[174].
Lampe retrouvée dans la tombe de Dou Wan à Mancheng. Antérieur à 150 av. n.e. Bronze doré. h : 48 cm. Musée provincial du Hebei.
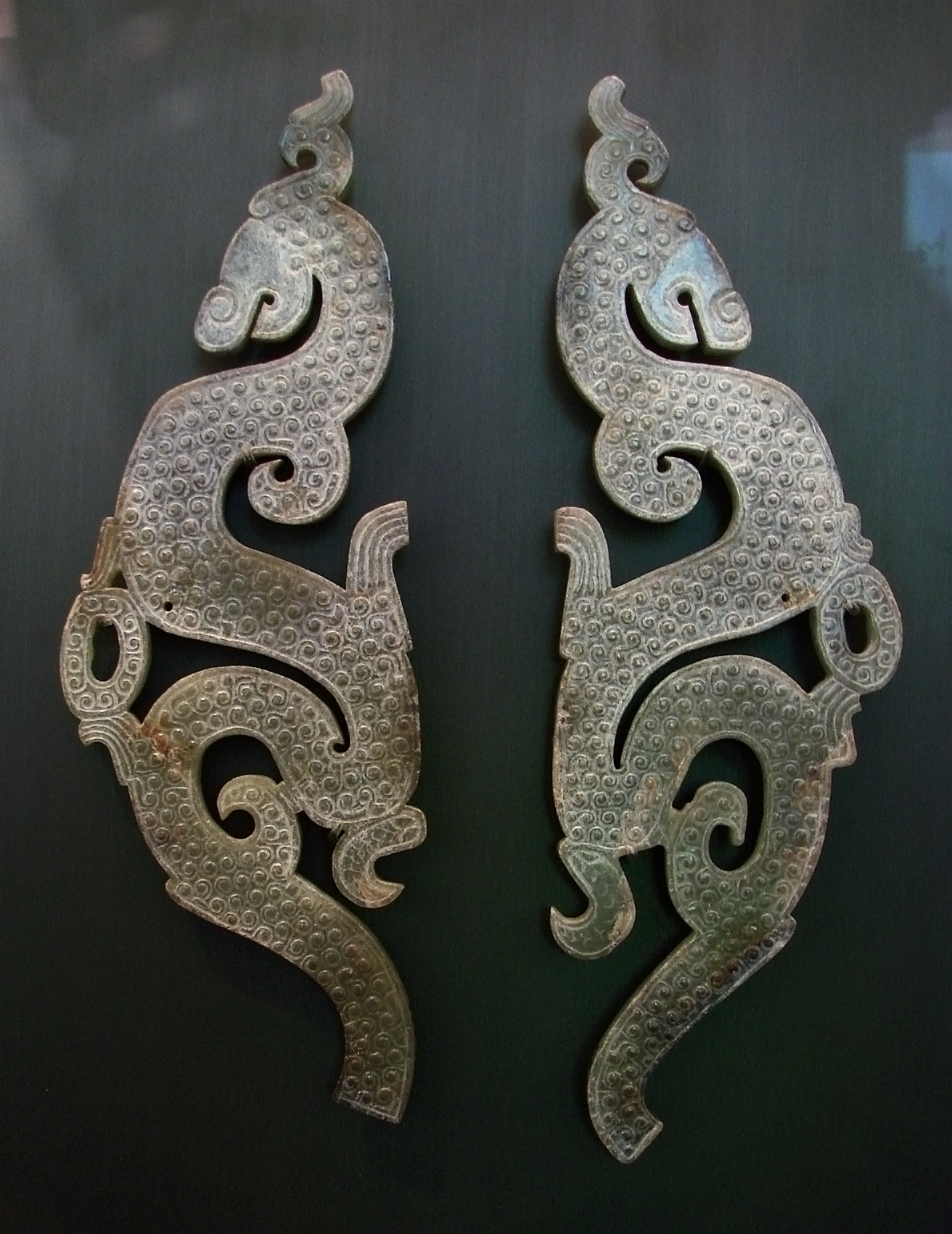
Élément de pendentif huang. Chine du Nord, Han occidentaux, IIe siècle av. J.-C. Jade vert. Musée Guimet.
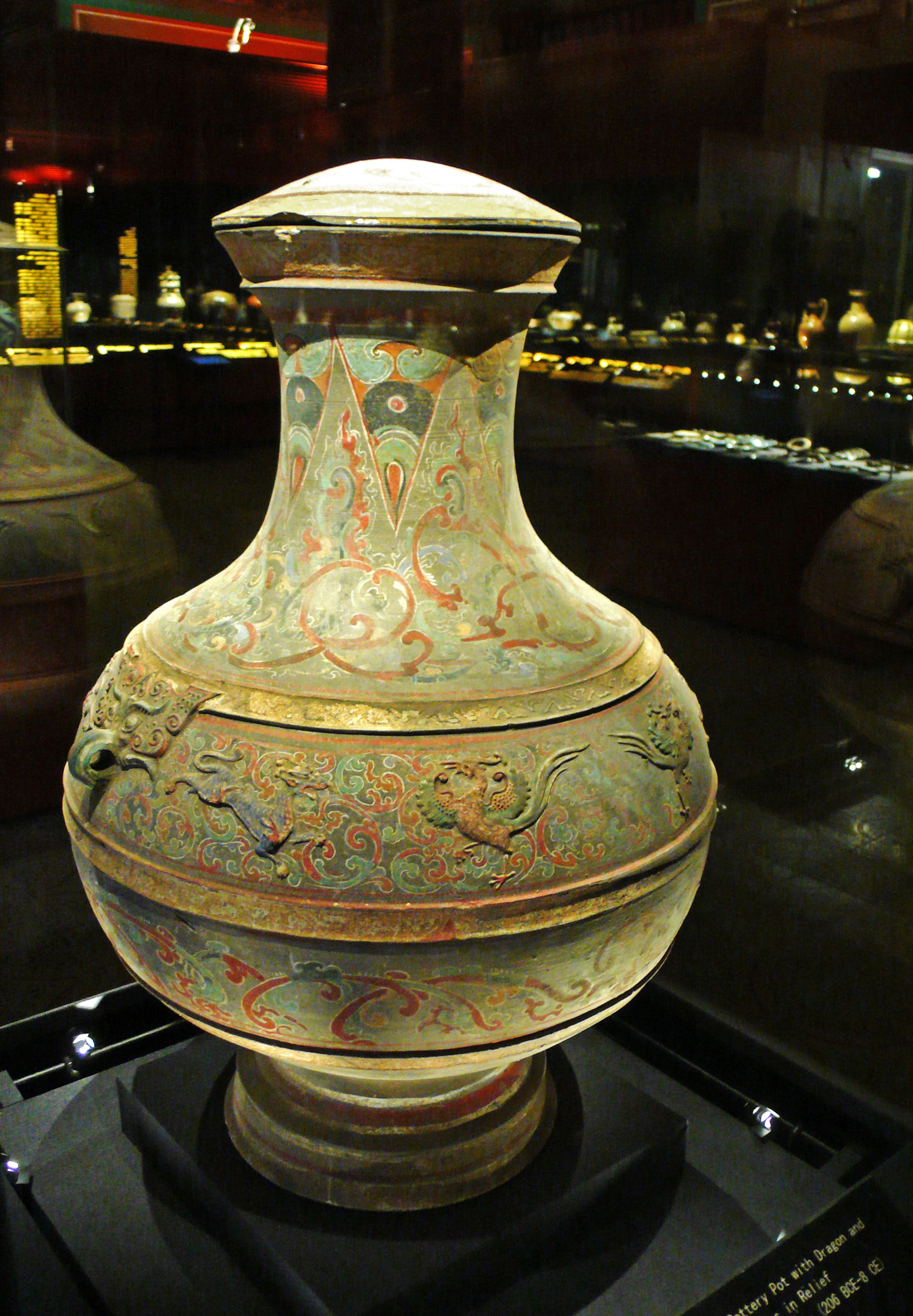
Vase en céramique peinte à reliefs de dragons et phénix, masques taotie aux anses. Han occidentaux. Musée du Palais de Pékin.
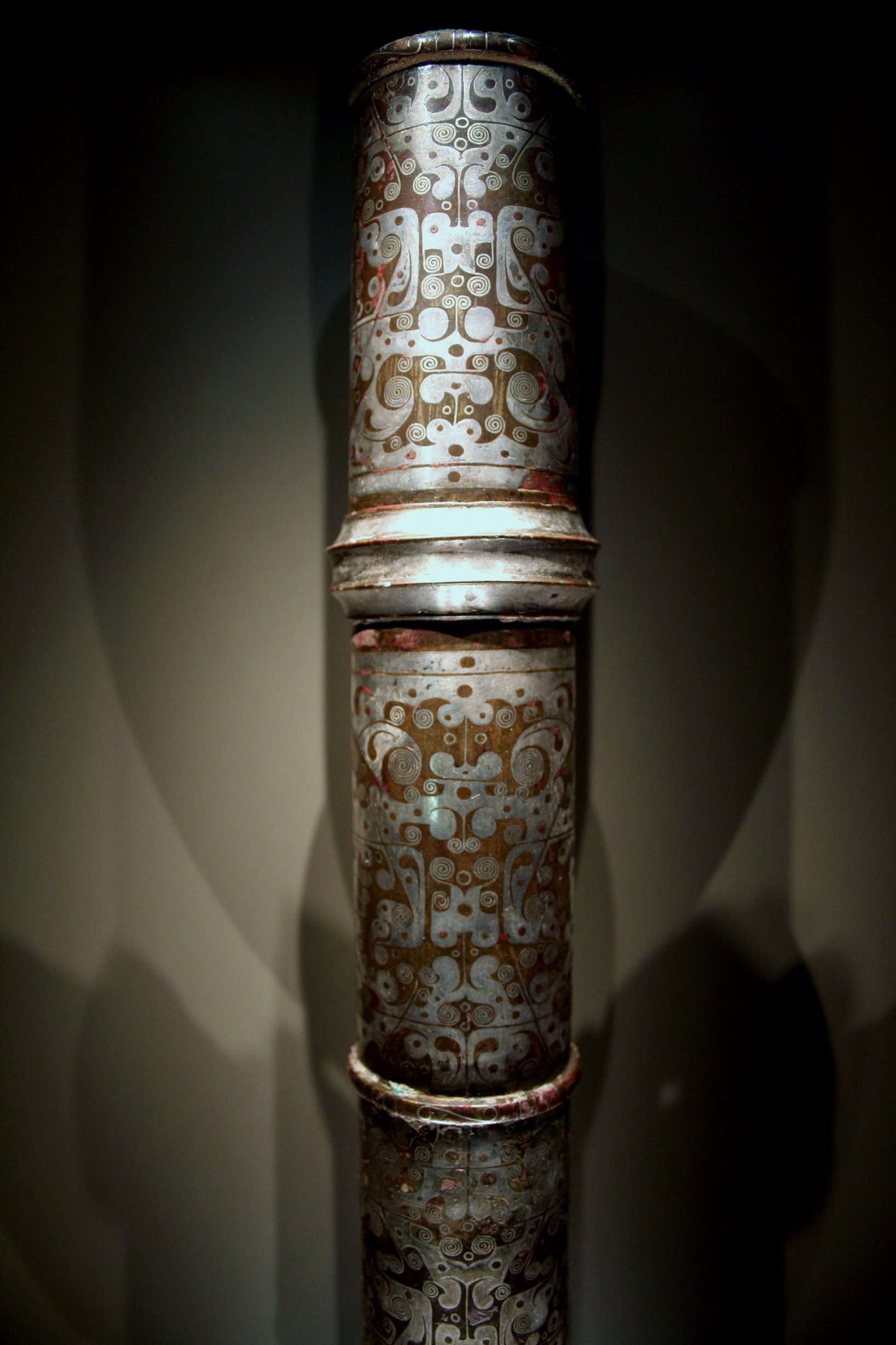
Ornement de manche de parasol. Han occidentaux. Bronze incrusté. Musée Cernuschi. Paris.

##### Objets en soie
Les rares pièces de soie brodées ou peintes qui nous sont parvenues (Mawangdui) offrent un aperçu du raffinement du travail de cette fibre qui était déjà un important produit d’exportation. Parmi des pièces de soie on a en effet trouvé dans la tombe de la marquise de Dai, à Mawangdui, des vêtements, une carte du sud de la Chine et du nord Viêt Nam et surtout une bannière funéraire peinte, pièce tout à fait exceptionnelle par son sujet et l'intensité des couleurs conservées, décrivant le passage de la défunte vers l'au-delà.

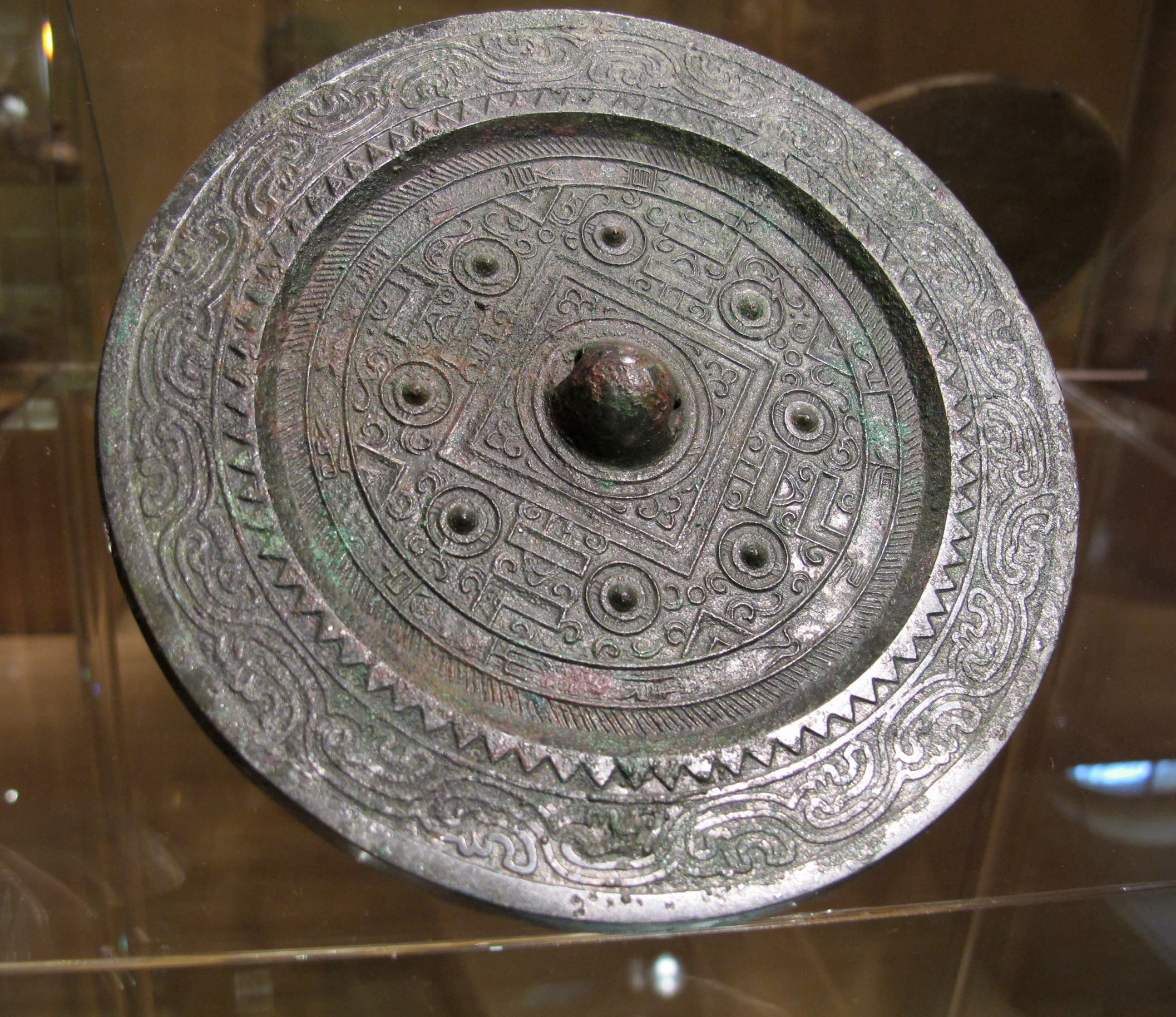
Dos de miroir à décor de TLV. Début des Han Orientaux. Bronze, diam. : 15.5 cm. Musée Georges Labit, Toulouse.

##### Miroirs en bronze
Des miroirs à décor de TLV (le décor est composé de la répétition de formes T, L et V juxtaposées sur un fond de « nuages ») ont été trouvés, sur lesquels les spécialistes s'interrogent encore. Ils apparaissent au cours du IIe siècle. Le motif du dragon qui orne le bandeau externe laisse supposer que ces miroirs, placés dans les tombes, sont destinés à assurer l'harmonie entre l'homme et le cosmos. Les miroirs à décor TLV portent souvent des inscriptions (sur le disque central du miroir du musée Labit, ci-contre) visant à éloigner le malheur et à accorder son possesseur avec les forces de l'univers.

#### Le décor des tombeaux et des temples ancestraux
Jusqu'alors limité au cercueil et à la bannière le recouvrant, le décor funéraire fut porté sur les briques moulées constituant le mur des tombes au Ier siècle av. J.-C., puis par la suite sur des peintures ou des gravures. Ce décor renvoie aux préoccupations funéraires du temps : intégration du défunt dans le cosmos (le voyage de son âme vers un lieu paradisiaque), animaux, divinités et symboles protecteurs, évocation des rituels funéraires, événements historiques ou mythes, et de plus en plus le rappel de la vie opulente qu'avait mené le défunt.
Un premier type de décor trouvé dans les tombes est constitué de bas-reliefs imprimés sur les briques constituant le revêtement des murs intérieurs des sépultures. Par exemple, à Mizhixian dans le Shaanxi les scènes sculptées, sans doute par estampage (à partir d'un modèle peint) représentent des scènes de la vie quotidienne comme des labours, et des scènes religieuses (un sacrifice, un immortel, la Reine-Mère de l'Ouest, Fuxi). Dans les tombes du Sichuan, le répertoire présente des originalités locales, en privilégiant les scènes des activités quotidiennes dans un rendu plus réaliste et vivant, sans doute en lien avec l'idéal taoïste de forces vitales : chasse, pêche, agriculture, exploitation de mines, mais aussi des scènes d'accouplement.
L'ensemble de bas-reliefs le plus remarquable provenant d'un complexe funéraire de l'époque des Han postérieurs n'a pas été retrouvé dans une tombe, mais dans les ruines du temple ancestral du lignage Wu dans le Shandong (v. 147-167). Destiné à être vu par les vivants, il représente avant tout l'idéal confucéen auquel se rattache la famille commanditaire, comme bon nombre de familles des élites de l'époque : fonctionnaires au cours de banquets, de réceptions, d'audiences, de déplacements ; scènes historiques à finalité édifiante (dont une représentation de la tentative d'assassinat de Qin Shi Huangdi) ; des scènes de combats réalistes ou mythologiques (dans lesquelles des hommes combattent chevauchant des poissons), etc. On y trouve également les représentations de divinités courantes comme la Reine-Mère de l'Occident et le Roi-Père de l'Orient.
Le second type de décors portés par les murs des sépultures des élites sont des peintures, après que la surface des tombes ait été recouverte d'enduit. La tombe de Bu Qianqiu, découverte à Luoyang (Henan) et datée de la première moitié du Ier siècle av. J.-C., représente des scènes relevant de la mythologie funéraire, sous la forme du parcours qu'accomplit le défunt après son décès, accompagné par plusieurs animaux, sans doute vers une terre paradisiaque (l'ensemble reste difficile à interpréter). Sous les Han postérieurs, les scènes mythologiques cèdent la place à des peintures représentant de façon idéalisée la vie du défunt, souvent en lien avec sa carrière administrative. Les peintures des chambres de la tombe de Horinger (Mongolie Intérieure, v. 187) montrent ainsi l'ascension sociale du défunt : d'abord modeste administrateur vivant dans une petite résidence, il termine sa vie à un poste frontalier important, disposant de plusieurs domaines, dont un sur lequel sont élevés de nombreux chevaux, et lors de ses déplacements il monte un char luxueux et est accompagné d'une centaine de cavaliers.

Décorations murales des tombes de la période Han.
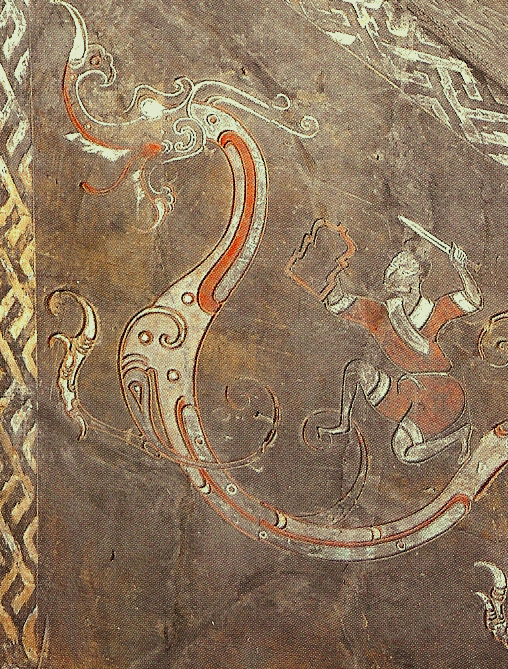
Brique peinte avec un soldat en armes chevauchant un dragon. Ier siècle av. J.-C. Han Occidentaux. Luoyang, Henan. R. Ontario Museum.
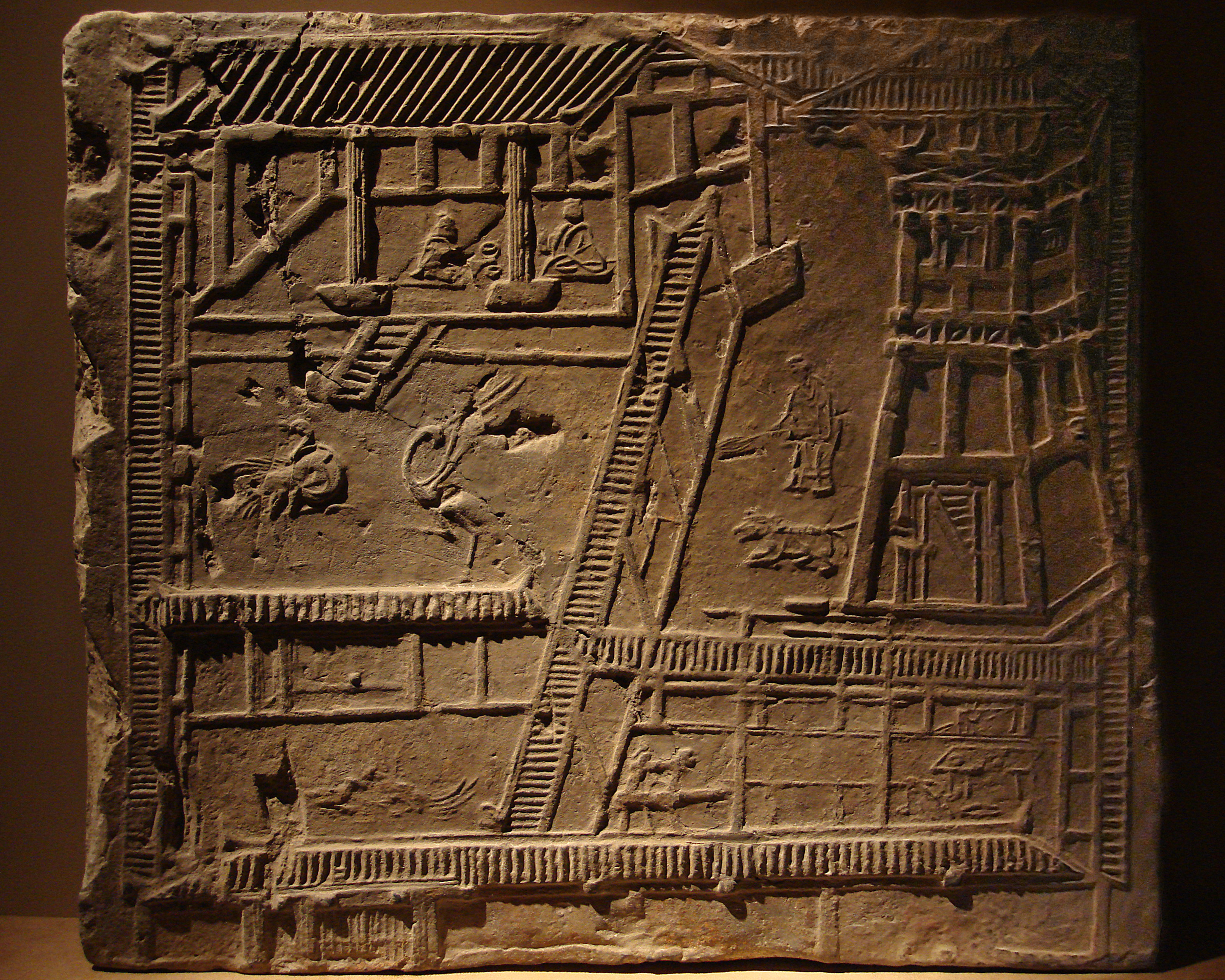
Complexe de bâtiments rassemblant plusieurs cours, une halle, une tour, une fontaine et un bassin. Divers personnages et animaux. Bas-relief estampé sur brique. 40 × 48 cm. Chengdu, Sichuan.
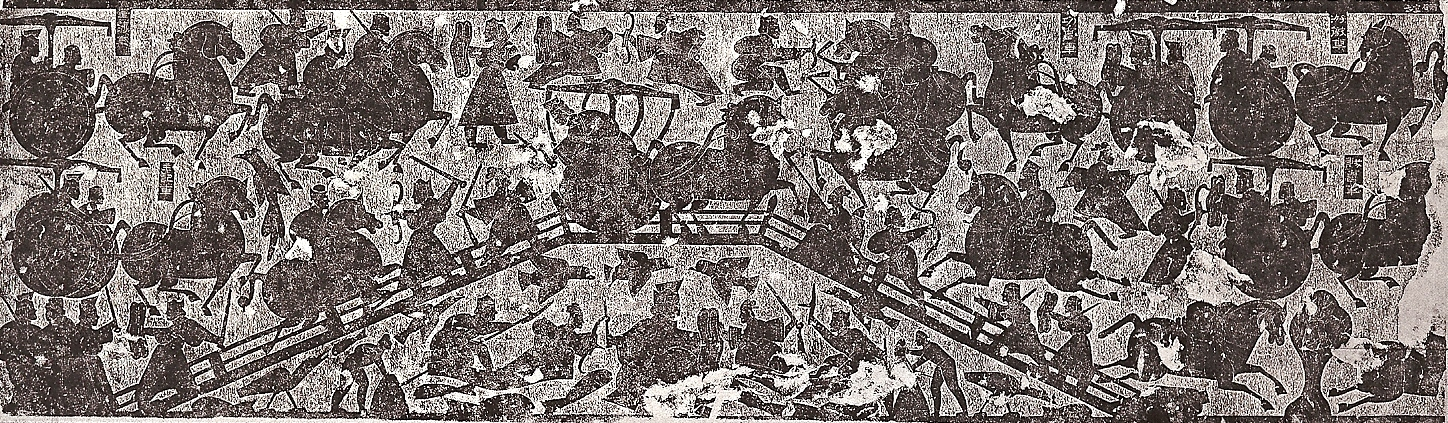
Scène de bataille sur un pont. Estampage d'un bas-relief sur pierre. Mur Ouest de la chambre funéraire de la famille Wu. Han Orientaux. Shandong.
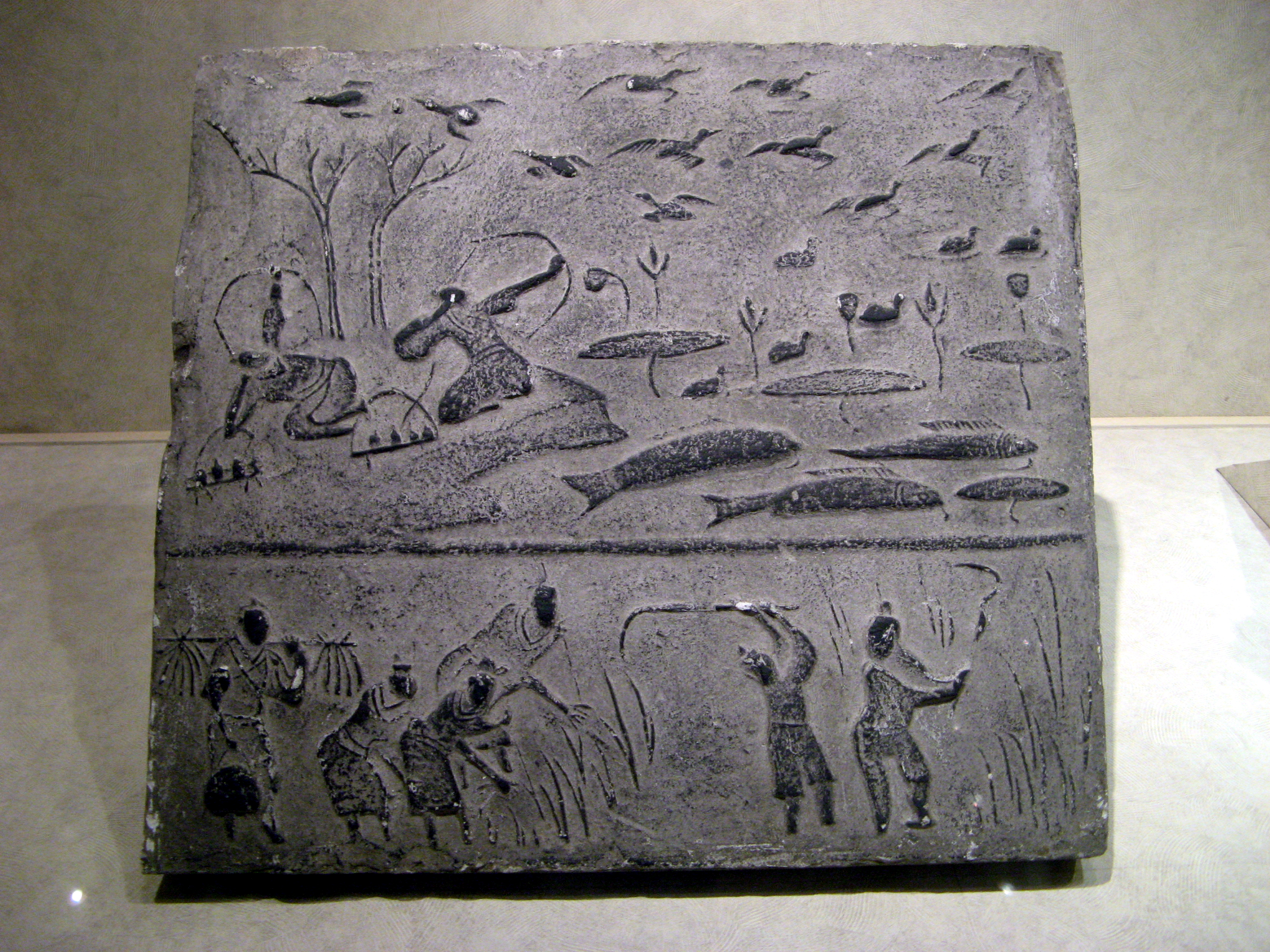
Scènes de chasse et de pêche sur bas-relief. Han orientaux, Musée provincial du Sichuan.
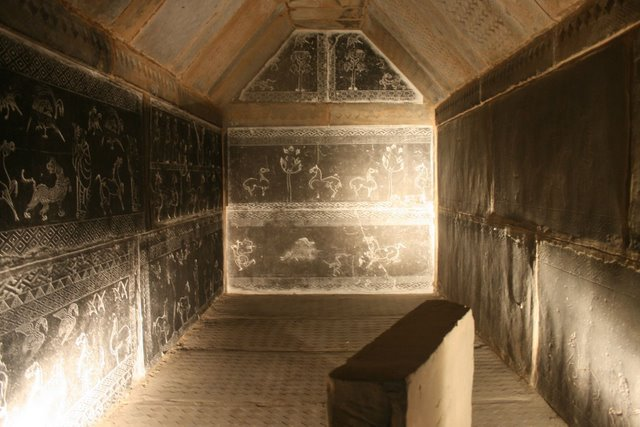
Intérieur d'une tombe peinte. Han orientaux. Luoyang, Henan.
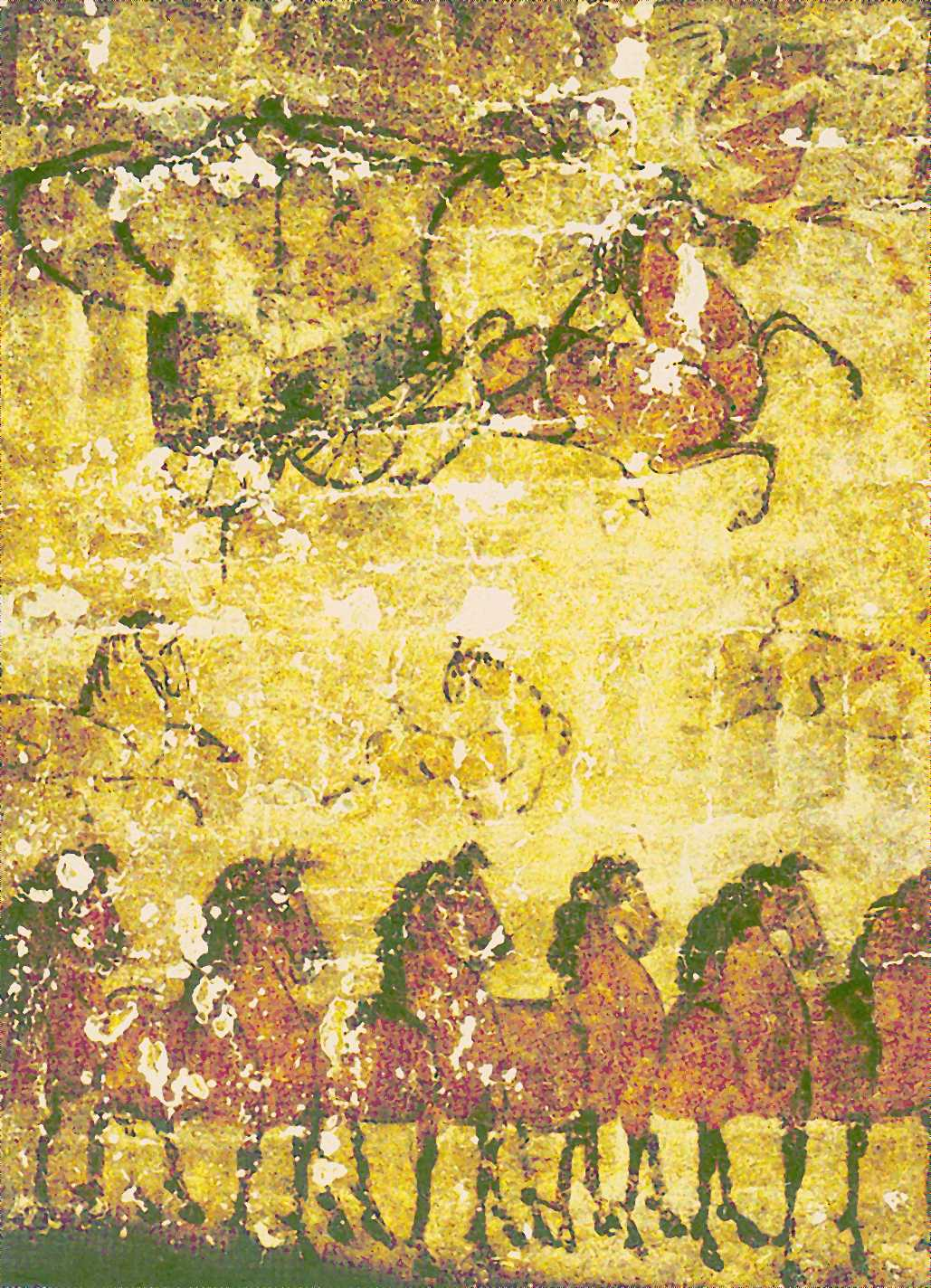
Peinture murale : un domaine d'élevage de chevaux. Han Orientaux. Horinger, Mongolie Intérieure.

## Activités savantes

### Divination, médecine et exorcisme
Les pratiques divinatoires et curatives étaient intégrées dans le cadre de la cosmologie corrélative. La recherche de l'origine cosmique des phénomènes observés, aussi bien les phénomènes politiques, naturels, et des prescriptions sur la conduite à tenir pour s'y accorder étaient au centre des préoccupations intellectuelles de l'époque. Il convient dans toutes les situations de ne pas perturber l'ordre naturel sous peine de provoquer des malheurs (que ce soit une catastrophe naturelle, le chaos politique, la maladie). Ces pratiques étaient donc liées : la divination permettait de comprendre et de prévoir, et les pratiques curatives participaient à assurer la continuité de l'ordre ou son rétablissement quand on estimait qu'il avait été perturbé, de la même manière que les solutions politiques et les lois permettaient de rétablir l'ordre social. La cosmologie corrélative, en tant que fondement de la pensée chinoise de l'époque des Han et des périodes suivantes, guida également les préoccupations que l'on considère comme « scientifiques », visibles en particulier dans l'astronomie, liée à l'astrologie, et la médecine, liée à l'exorcisme et aux pratiques de culture de soi. Elles étaient avant tout pratiquées par les fangshi, spécialistes des arts magiques et divinatoires, reprenant les traditions des chamanes (wu) mais marqués aussi par la pensée naturaliste et cosmologiste, ainsi que la littérature « apocryphe » (chenwei).

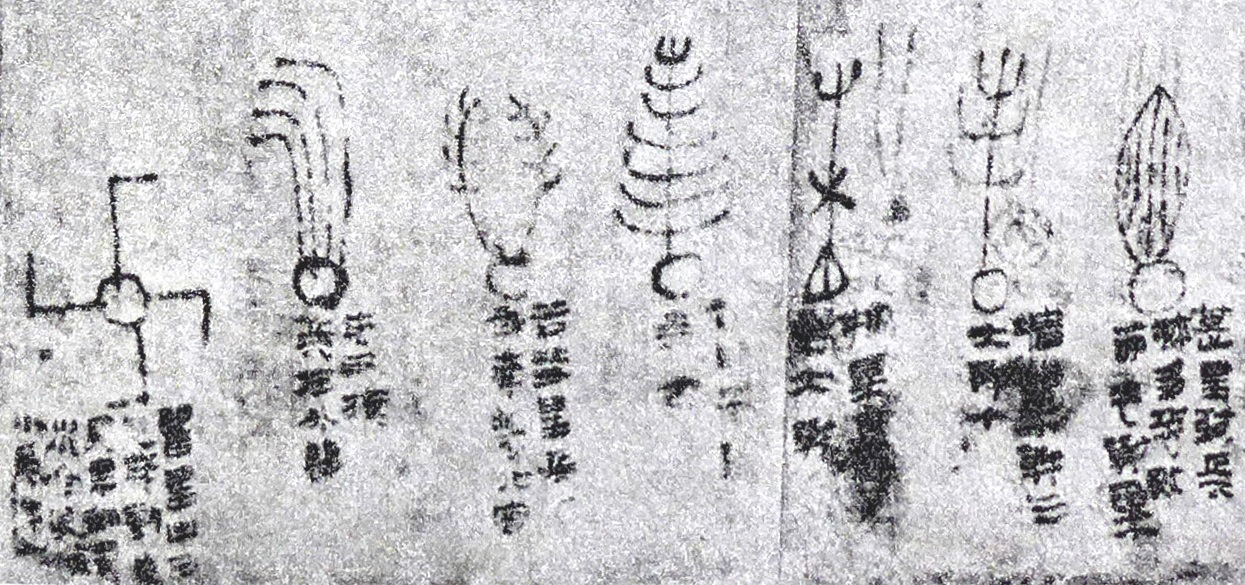
Manuscrit astrologique de Mawangdui (Hunan, première moitié du) : représentations de comètes ?

#### Divination
Les formes de divination les plus en vogue étaient celles présentant des liens avec la cosmologie corrélative, s'intéressant à la prédiction des évolutions du cosmos et à l'observation des mouvements naturels et des anomalies dans celles-ci : la divination menée avec des jets de bâtons d'achillée, décrite dans le Livre des Mutations (Yijing), visant à observer et prévoir les mouvements du cosmos (achilléomancie) ; la prévision des jours fastes et néfastes pour certaines activités, attestée par des almanachs découverts dans plusieurs tombes de la période ; l'observation de l'apparence physique anormale d'êtres vivants (physiognomonie) ; l'analyse des rêves inhabituels ; l'observation des phénomènes naturels, en premier lieu astraux (astrologie), mais aussi terrestres (la géomancie, fengshui).
Ces pratiques eurent manifestement un impact sur les recherches scientifiques de l'époque, incitant les savants à améliorer leurs méthodes d'observation des phénomènes naturels, avec la mise au point de planches divinatoires, ou d'instruments plus élaborés comme le premier sismographe et la sphère armillaire de Zhang Heng (78-139). Elles n'étaient pas forcément rejetées par les lettrés d'inclination confucéenne, puisque même les plus sceptiques comme Wang Chong s'y fiaient.

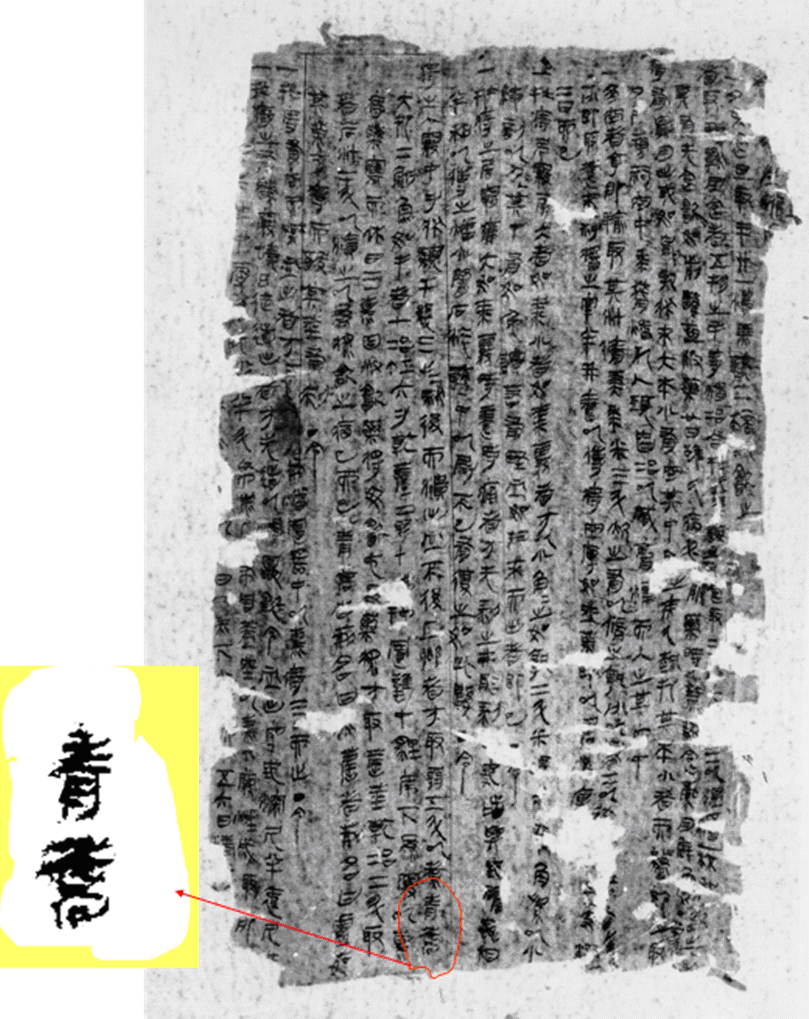
Manuscrit des Prescriptions pour les cinquante-deux types de maladies (Wu Shi Er Bing Fang) mis au jour à Mawangdui (Hunan, première moitié du).

#### Médecine et culture de soi
Si les pratiques divinatoires et autres rituels se situaient en général dans une perspective macroscopique, à l'échelle de l'univers, les pratiques curatives étaient ancrées dans une perspective microscopique, celle du corps humain, conceptualisé comme un monde en miniature dans lequel circule le qi, suivant le principe d'harmonie et de similitude existant entre les différentes composantes du monde réel. Les textes de la fin des Royaumes combattants et des débuts de l'époque Han comme le Guanzi et les textes médicaux des tombes de Mawangdui témoignent de l'essor des pratiques de culture de soi visant à prévenir le développement des maladies, qui résulteraient des perturbations de la circulation du qi dans le corps. Par exemple, étant donné que la phase de bois était censée favoriser la phase de feu, des ingrédients médicinaux associés à la phase de bois pourraient être utilisés pour guérir un organe associé à la phase de feu.
Il convient de procéder à des exercices de gymnastique, de méditation, de contrôle de la respiration. Les remèdes pharmacologiques font l'objet de traités, comme ceux retrouvés à Mawangdui, et surtout le Traité des dommages du froid de Zhang Zhongjing (142-220) qui intègre ses conseils pharmacologiques avec l'évolution des phases de l'univers. L'acuponcture et la moxibustion se développent également à cette période ; les manuscrits de Wuwei (Gansu) et le Classique interne de l'empereur jaune (Huangdi Nei Jing), texte médical majeur de la période, présentent une division du corps en différents points sur lesquels il faut agir pour stimuler le qi en y plantant des aiguilles ou des moxas. Le spécialiste le plus renommé de ces techniques curatives de la fin de la période Han fut Hua Tuo (v. 140-208), élevé au statut d'Immortel durant les périodes ultérieures ; il pratiquait la chirurgie, utilisait l'anesthésie pour limiter la douleur de ses patients et prescrivait une pommade qui aurait accéléré le processus de guérison des blessures chirurgicales. Alors que le médecin Zhang Zhongjing (vers 150 - vers 219) est connu pour avoir écrit le Shanghan Zabing Lun (littéralement, le Traité sur la pathologie du froid et maladies diverses), certains chercheurs pensent que lui et Hua Tuo ont collaboré à la compilation du Shennong Ben Cao Jing. Le développement de l'alchimie fut également impulsé par la recherche d'élixirs permettant de prolonger la vie, et il joua un rôle dans le développement des connaissances en matière de chimie.

#### Exorcismes
Des exorcismes étaient également accomplis lors de procédures curatives, ce qui explique leur présence dans les textes médicaux de la période comme ceux de Mawangdui, le Classique interne de l'empereur jaune, ou même le Lunheng de Wang Chong. On attribuait alors les maladies à des perturbations du qi accomplies par des démons ou fantômes qu'il fallait repousser pour rétablir l'harmonie. En lien avec les almanachs, on estimait qu'il y avait des périodes plus propices aux attaques de démons, comme les changements de saisons. La divination participait d'ailleurs souvent de l'identification de l'origine de la perturbation. Les rituels d'exorcisme (zhuyou, « incantations pour repousser ») étaient prioritairement destinés à combattre des maux d'ordre mental ou psychologique (les démons perturbant avant tout les émotions), ou encore ceux dont l'origine ne pouvait être clairement établie, même s'il en existait pour lutter contre toute sorte de maladie. Ils reposaient sur des incantations, combinées à des actions visant à en renforcer l'efficacité (par exemple brandir un bâton pour menacer l'esprit que l'on souhaite repousser) et étaient souvent combinés avec des remèdes pharmacologiques.

### Mathématiques
Il existe encore trois traités mathématiques datant de la dynastie Han. Il s'agit du Livre sur les nombres et le calcul (Suan shu shu), du Zhoubi Suanjing et Les Neuf Chapitres sur l'art mathématique (Jiu zhang suan shu). Les résultats mathématiques de l'ère Han incluent la résolution de problèmes avec des triangles à angle droit, des racines carrées, des racines cubiques et des méthodes matricielles ; des approximations plus précises pour π, une démonstration mathématique du théorème de Pythagore, l'utilisation de la fraction décimale, l'utilisation de l'élimination gaussienne pour résoudre des équations linéaires, et l'usage des fractions continues pour trouver les racines des équations.
L'un des plus grands progrès mathématiques accomplis sous les Han, a été la première utilisation des nombres négatifs au monde. Des nombres négatifs sont apparus pour la première fois dans Les Neuf Chapitres sur l'art mathématique en tant que barres de comptage noires, alors que dans le même ouvrage, les nombres positifs ont été représentés par des barres de comptage rouges. Des nombres négatifs ont également été utilisés par le mathématicien grec Diophante d'Alexandrie, dans le manuscrit de Bakhshali de Gandhara, qui date du VIIe siècle, mais leur usage en Europe ne se généralise pas avant le XVIe siècle.
Les Han ont appliqué les mathématiques à diverses disciplines. Ainsi, dans le domaine musical, Jing Fang (78-37 av. J.-C.) réalise qu'une succession de 53 quintes s'approche de 31 octaves. Après avoir continué ses recherches et créé une échelle musicale de 60 quintes, il calcule que la différence entre la première et la dernière quinte est de 177147⁄176776. Ce résultat sera redécouvert et calculé plus précisément par Nicolaus Mercator, qui obtiendra au XVIIe siècle un résultat de 353/284.

### Astronomie
Les mathématiques étaient essentielles pour la création et l'utilisation du calendrier astronomique ; un calendrier luni-solaire qui utilisait le Soleil et la Lune comme repères temporels tout au long de l'année. L'ancien calendrier Sifen, qui prenait comme base une année de 3651⁄4 jours, a été remplacé en 104 av. J.-C. par le calendrier Taichu qui était basé sur une année de 365385⁄1539 jours et un Mois lunaire de 2943⁄81 jours. Cependant, l'Empereur Han Zhangdi finit par rétablir le calendrier Sifen, à cause de problèmes de calcul.
Les astronomes chinois ont établi des catalogues d'étoiles et des enregistrements détaillés des comètes qui apparaissaient dans le ciel nocturne, y compris une observée en l'an 12 av. J.-C. et maintenant connue sous le nom de comète de Halley.
Les astronomes de l'ère Han ont adopté un modèle géocentrique de l'univers, qu'ils voyaient comme une sphère entourant la terre située en son centre. Ils pensaient que le Soleil, la Lune et les planètes étaient sphériques et non en forme de disque. Ils pensaient également que la luminosité de la Lune et des planètes était causée par la réflexion de la lumière du soleil, que les éclipses lunaires se produisaient lorsque la Terre bloquait la lumière du soleil et l’empêchait d'atteindre la Lune. De la même manière, ils pensaient qu'une éclipse solaire se produisait lorsque la Lune empêchait la lumière du soleil d'atteindre la Terre. Bien que d'autres lettrés n'étaient pas d'accord avec son modèle, Wang Chong a décrit avec précision le cycle de l'eau et de l'évaporation de l'eau dans les nuages.

### Littérature

#### Classifications, canons et commentaires
Les lettrés de la bibliothèque impériale fournirent un important travail de classification de la littérature de leur époque et des précédentes, donnant essor à la tradition bibliographique chinoise. En 26 av. J.-C., l'empereur Cheng ordonna à Liu Xiang (77-6 av. J.-C.) de rassembler dans la bibliothèque impériale les différents ouvrages circulant dans l'empire et de réaliser un catalogue raisonné de ceux-ci (Bielu). Son fils Liu Xin (50 av. J.-C.-23 ap. J.-C.) en fit par la suite une version abrégée (Qilüe), puis Ban Gu (32-92 ap. J.-C.) produisit à son tour une autre version courte pour son Livre des Han. Étaient alors distingués six types de récits : les écrits des « six arts » (liuyi), qui comprennent les textes « classiques » (voir ci-dessous) constituant le socle de la culture des lettrés ; les écrits des « maîtres » (zhuzi), les penseurs/philosophes de l'époque pré-impériale et des débuts des Han, regroupés en plusieurs écoles (lettrés/confucéens, taoïstes, moïstes, légistes, sophistes, etc.) ; les chants et la poésie (shifu) ; les écrits militaires (bingshu) ; les textes cosmologiques, hémérologiques et divinatoires (shushu) ; les textes médicaux et pharmacologiques (fangji). Ce travail de classification s'accompagna d'un véritable processus d'édition, d'une ampleur considérable puisqu'il concernait des écrits anciens sur lamelles de bambou et de bois, circulant souvent sous plusieurs variantes, qui furent alors collationnés, réarrangés (avec la mise à l'écart de certaines parties jugées non authentiques), parfois transcrits et traduits dans une version actualisée, aboutissant à un corpus standardisé de textes. La découverte dans des tombes de manuscrits de ces textes dans des versions antérieures à cette période a révélé que certains d'entre eux ont pu connaître d'importantes modifications. Ce travail revêt donc une importance considérable dans l'histoire littéraire chinoise, puisque c'est sous leur version de cette époque qu'ont été transmis par la suite la plupart des textes pré-impériaux qui ont survécu jusqu'à nos jours.
Les lettrés de la période Han distinguaient parmi les ouvrages hérités des périodes plus anciennes un ensemble de textes jugés plus éminents, qui reçurent le qualificatif de « canon » (jing). Il s'agissait notamment d'ouvrages dont les premières phases de rédaction remontaient aux périodes des Zhou de l'Ouest et des Printemps et Automnes : le Livre des documents, le Livre des rites, le Livre des Odes, le Livre des Mutations, les Annales des Printemps et Automnes (et ses commentaires). Ces ouvrages étaient particulièrement prisés par l'école des lettrés/confucéens, qui débattaient avec ardeur sur laquelle des versions en circulation il fallait privilégier (« textes anciens » contre « textes modernes », cf. plus haut). D'autres ouvrages rédigés par des grands maîtres de la période des Royaumes combattants furent également distingués, comme le Livre de Mozi, le Livre de la voie et de la vertu de Laozi, ou encore des ouvrages anonymes comme le Livre des monts et des mers et le Classique interne de l'empereur jaune.
Ces textes firent l'objet de commentaires (zhuang) qui visèrent à en expliquer le sens, en révélant notamment les savoirs cachés qu'ils contenaient. Les Annales des Printemps et Automnes, chronique décrivant de manière sèche les événements politiques ayant eu lieu durant la période allant de 722 à 481 av. J.-C. (à laquelle elle a donné son nom), fut ainsi interprétée à la suite du Commentaire de Gongyang (Gongyang Zhuang) et des analyses de Dong Zhongshu comme un traité sur le bon gouvernement, ayant une dimension prophétique car annonçant le règne des Han.

#### Historiographie
La période Han voit l'essor de l'historiographie chinoise avec la rédaction de son ouvrage fondateur, le Shiji (Mémoires historiques, ou Mémoires du Grand Scribe) de Sima Qian (v. 145-90 av. J.-C.), grand scribe/secrétaire des empereurs Jingdi et Wudi, et qui eut à ce titre accès à de nombreux ouvrages lui permettant de rédiger son œuvre. Il existait certes des chroniques historiques antérieures, mais dépourvues de qualités littéraires et d'ambitions analytiques. L'ouvrage de Sima Qian avait pour ambition de couvrir toute l'histoire de la Chine depuis ses fondateurs mythiques. Il la présentait comme une succession de dynasties légitimes, précédant les Han. L'ouvrage ne se limite pas à cela, puisqu'il comprend également des monographies sur les rituels, les grands lignages, ainsi que des biographies sur une grande galerie de personnages allant du prince au général en passant par les penseurs, poètes et même des brigands ou des bouffons. Cet ensemble hétéroclite, soutenu par une grande qualité littéraire, a une visée morale, exemplaire, puisque Sima Qian commente les événements qu'il évoque, voulant se placer dans la droite ligne de Confucius qu'on imaginait alors rédacteur des Annales des Printemps et Automnes avec des intentions similaires. Il est resté pendant plusieurs siècles la référence des historiens chinois.
Au début des Han postérieurs, un nouvel ouvrage historiographique majeur fut entrepris par Ban Gu (32-92 apr. J.-C.), issu d'une lignée prestigieuse de lettrés confucéens. Moins ambitieux que son prédécesseur, il se contente de traiter de la période des Han antérieurs, son ouvrage étant connu comme le Livre des Han (Hanshu). Il reprend la structure de l’œuvre de Sima Qian (chroniques, traités, biographies). Il s'agit d'une commande de l'empereur Mingdi, qui initie ainsi la pratique des histoires officielles commanditées rédigées par des historiens travaillant dans le palais impérial, qui fut reprise plusieurs siècles plus tard par les Tang et les autres dynasties à leur suite,.

#### Poésie
Le style littéraire le plus caractéristique de la dynastie est le fu, sorte de long poème en prose déclamé et non chanté, selon la description qu’en fait le chapitre « Art et littérature » du Livre des Han, ce qui le rapproche de la prose, même si le genre a des contours assez vagues. On voit l’origine de ce style dans les Chants de Chu (Chu ci) attribués à Qu Yuan et Song Yu, élaborés entre le IVe siècle av. J.-C. et le IIe siècle av. J.-C. et compilés par la suite, qui servirent de modèles de la poésie antique chinoise, et plus largement la rhétorique politique de la fin des Royaumes combattants (comme le chapitre fu (fupian) du Xunzi). Les fus d’avant les Han et du début de la dynastie, appelés saofu (« fu lyrique »), sont de style plus libre, le poète exprimant ses sentiments à travers des descriptions de la nature ou des discussions politiques. Ils furent remplacés par un type plus structuré, vers encadrés par une introduction et une conclusion sous forme de questions-réponses, considéré ultérieurement comme le modèle du genre, le gufu (fu ancien), au contenu plus descriptif. Le type le plus connu est le « grand fu » (dafu) décrivant avec un vocabulaire riche et abondant la splendeur des lieux et modes de vie de l’aristocratie, parfois sur un mode critique. À partir du milieu de la période des Han occidentaux, apparurent des fus plus courts au contenu plus intime. Parmi les grands maîtres du fu de la période Han, qui se sont souvent illustrés dans d'autres productions intellectuelles, on peut mentionner : Mei Sheng (?-141 av. J.-C.) dont le Qifa (Sept incitations), premier chef-d’œuvre du genre et modèle pour les poètes suivants ; Sima Xiangru (177-111 av. J.-C.), premier grand maître de la poésie de cour classique, décrivant les palais, capitales, jardins et chasses impériales ; le penseur confucéen Yang Xiong (Fu de Changyang dans lequel il critique le luxe de Chengdi) ; Ban Gu, un grand historien mais aussi poète reconnu, marqué par le style des deux précédents ; Zhang Heng (78-139), qui en plus d'être un inventeur renommé fut également connu par ses « fu des capitales » décrivant Chang'an, Luoyang et Nanyang, capitales de l'Ouest, de l'Est et du Sud.
Le gushi (« poème à l'ancienne ») était, comme le fu, un poème non chanté, en général composé de vers alternativement de 5 et 7 pieds ; il est typique du début de la dynastie. Les traditions postérieures ont mis en avant le rôle d'un service administratif impérial, le « Bureau de la musique » (yuefu), qui aurait été chargé de préserver les chants populaires, particulièrement ceux des régions de Qin, Zhao et Chu, comme source d’inspiration littéraire. Il laissa son nom aux poèmes mis en musique, les yuefu. On trouve des exemples de ces deux styles dans des anthologies attestées à partir de l'époque des Six dynasties et attribuées aux Han antérieurs, comme les Dix-neuf poèmes anciens (Gushi shijiushou), dont l'origine est obscure.
La fin de la dynastie des Han postérieurs, l'ère Jian'an (196-220), vit l'éclosion de plusieurs brillants poètes, en premier lieu les « Sept Lettrés de Jian'an ». Leur poésie prend un aspect plus personnel, souvent mélancolique, ce qui n'est pas sans rapport avec les temps troublés dans lesquels ils vécurent. En montant la tour (Denglou fu) de Wang Can (177-217) évoque ainsi la nostalgie qu'éprouve le poète pour son pays natal alors qu'il est en exil. Le seigneur de la guerre Cao Cao et son fils Cao Zhi sont également célébrés comme de remarquables poètes.

#### Calligraphie
Le développement de la quantité de documentation écrite produite, en premier lieu en lien avec les nécessités de l'administration, ainsi que la diversification des supports de l'écriture (bois, bambou, étoffes, notamment la soie, puis le papier dont la technique de fabrication est définitivement mise au point sous les Han postérieurs, voir plus bas) entraîna le développement de nouveaux styles calligraphiques plus fluides et le développement d'une nouvelle conception de la calligraphie chinoise en tant qu'art. Le style des scribes (lishu) est une calligraphie régulière (chaque caractère s'inscrivant dans un rectangle), élaborée manifestement dans le milieu de l'administration à partir de la « petite sigillaire » (xiaozhuan) ; elle est employée dans les documents administratifs exhumés pour la période des Han, et également dans des inscriptions à partir des Han postérieurs, ce qui indique qu'elle a pris un caractère plus prestigieux. À partir de la fin des Han, les textes courants tendent à privilégier une autre forme d'écriture régulière, dans laquelle les caractères s'inscrivent dans des carrés, appelée kaishu. Mais la calligraphie en tant qu'art qui se développe au IIe siècle, avec Liu Deshang et Zhong You qui sont considérés comme les premiers maîtres de cet art, emploie un style plus libre, cursif, le xingshu (style « courant »), dans lequel les caractères sont exécutés au pinceau plus rapidement.

## Progrès techniques

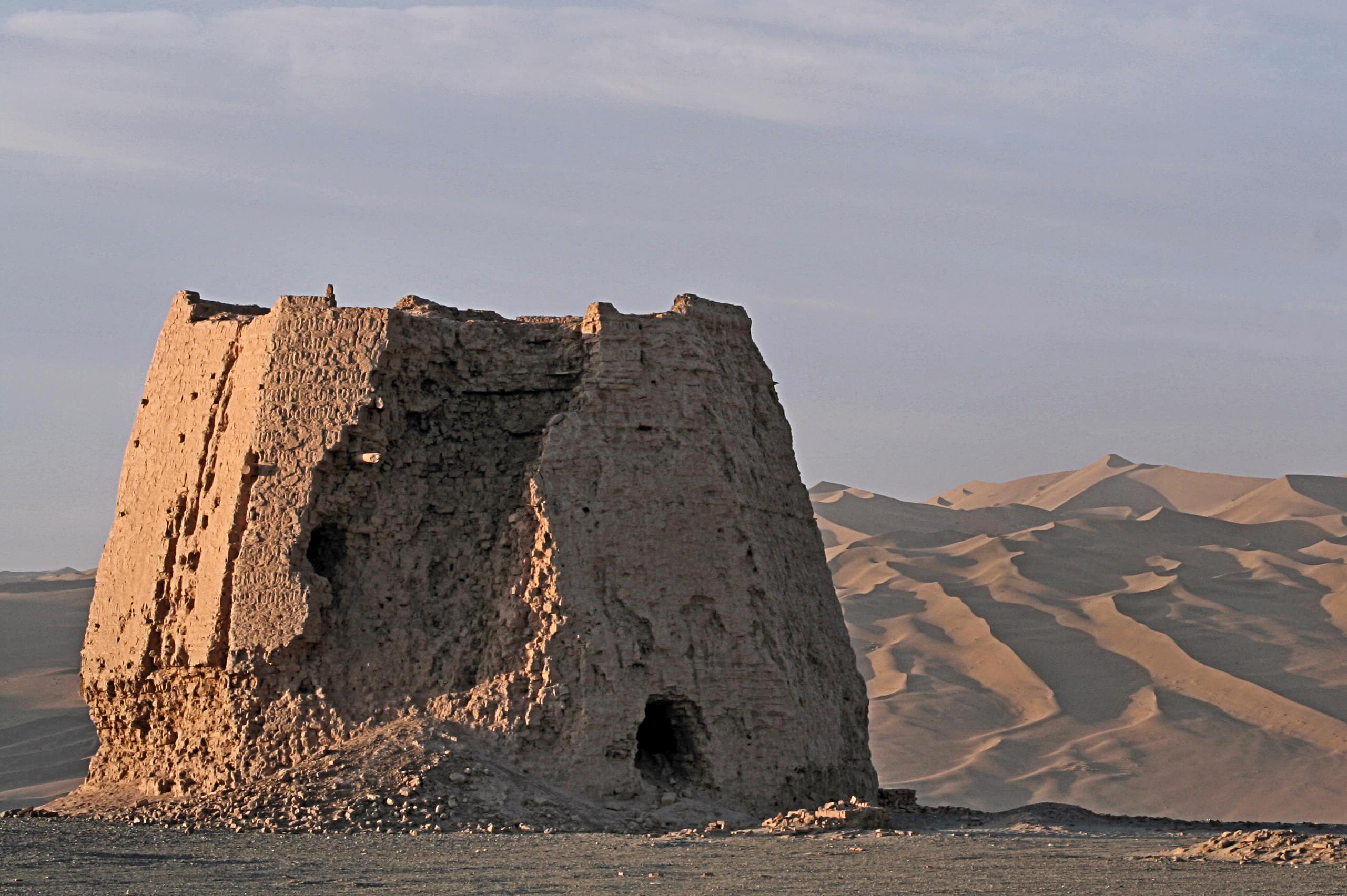
Ruines d'une tour de guet en terre damée à Dunhuang, province du Gansu, extrémité orientale de la route de la soie.

La dynastie Han fut une période unique de développement des sciences et technologies dans l'histoire de la Chine pré-moderne, comparable aux progrès techniques et scientifiques qui eurent lieu pendant la dynastie Song (960–1279).

### Supports d'écriture et invention du papier
Au Ier millénaire av. J.-C., les supports d'écriture chinois typiques étaient des objets en bronze, des ossements d'animaux, des lamelles de bambou ou des planches de bois. Au début de la dynastie Han, il s'agissait de tablettes d'argile, des bandes de soie et des rouleaux faits de lamelles de bambou reliées entre elles avec des cordes de chanvre, qui sont passées à travers des trous forés dans le bambou. Ces rouleaux sont ensuite fermés par des scellés en argile.
Le plus vieux morceau chinois connu de papier d'emballage est en chanvre et date du IIe siècle av. J.-C. Le processus standard de fabrication du papier aurait été inventé par Cai Lun (50-121) en 105,. Cette date est toutefois remise en cause par les découvertes archéologiques, car des fragments de papier issus de fibres végétales nettement antérieurs à l'époque de Cai Lun ont été retrouvés dans un certain nombre de sites chinois, les plus anciens datant du IIe siècle av. J.-C. ou du début du Ier siècle av. J.-C. Le plus ancien morceau de papier recouvert d'écritures a été trouvé dans les ruines d'une tour de guet Han, en Mongolie intérieure, qui avait été abandonnée en 110 apr. J.-C..

### Métallurgie et agriculture
Les preuves archéologiques et les écrits de l'époque, suggèrent que les hauts fourneaux existaient en Chine à la fin de la période des printemps et des automnes (722 -481 av. J.-C.). Donc, dès cette époque, les Chinois peuvent convertir le minerai de fer en fonte brute, qui peut être refondue dans un four de type cubilot pour produire de la fonte. Les bas fourneaux n'existaient pas dans la Chine ancienne, mais dès la dynastie Han les Chinois ont produit du fer forgé en injectant de l'oxygène dans un four, provoquant ainsi la décarburation de la fonte. La fonte brute et la fonte peuvent être transformées en fer forgé et en acier au moyen d'un procédé d'affinage.

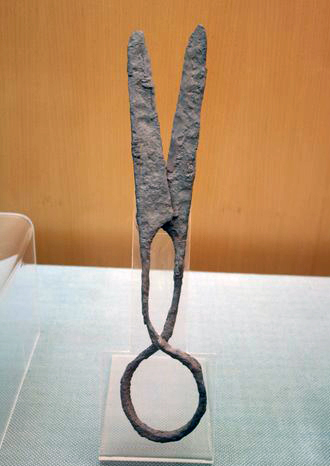
Paire de ciseaux en fer des Han orientaux.

Les Chinois de l'époque Han utilisaient le bronze et le fer pour fabriquer toute une gamme d'armes, d'outils culinaires, d'outils de menuiserie et de produits domestiques. Un résultat important de l'amélioration des techniques de production du fer a été la fabrication de nouveaux outils agricoles. Le semoir en fer à trois socs, inventé au IIe siècle av. J.-C., a permis aux agriculteurs de planter les cultures en rangées au lieu de procéder à un semis à la main. La lourde charrue de fonte, également inventée pendant la dynastie Han, ne demandait qu'un seul homme pour la contrôler et deux bœufs pour le tirer. Elle était composée de trois socs, une boîte à graines, ou trémie, et un ancêtre du coutre pour retourner le sol. Elle pouvait semer entre 45,5 et 46 m2 de terre en une seule journée.
Pour protéger les cultures contre le vent et la sécheresse, l'intendant des grains Zhao Guo avait créé le système dit champs alternés (daitianfa) pendant le règne de l'empereur Wudi. Le principe de base de ce système est de modifier les positions des sillons et des crêtes entre les récoltes Une fois que les expériences avec ce système ont donné des résultats positifs, le gouvernement l'a parrainé officiellement et a encouragé les paysans à l'utiliser Les agriculteurs ont également utilisé le système dit champ de fosse (aotian) pour les cultures, qui impliquait l'utilisation de fosses fortement fertilisées qui n'avaient pas besoin de charrues ou de bœufs et qui pourraient être placées sur des terrains en pente. Dans le sud et dans des petites zones de la Chine centrale, la culture du riz se faisait principalement dans des rizières, alors que les agriculteurs situés le long de la rivière Huai utilisaient des méthodes impliquant le repiquage du riz.

### Constructions et travaux publics

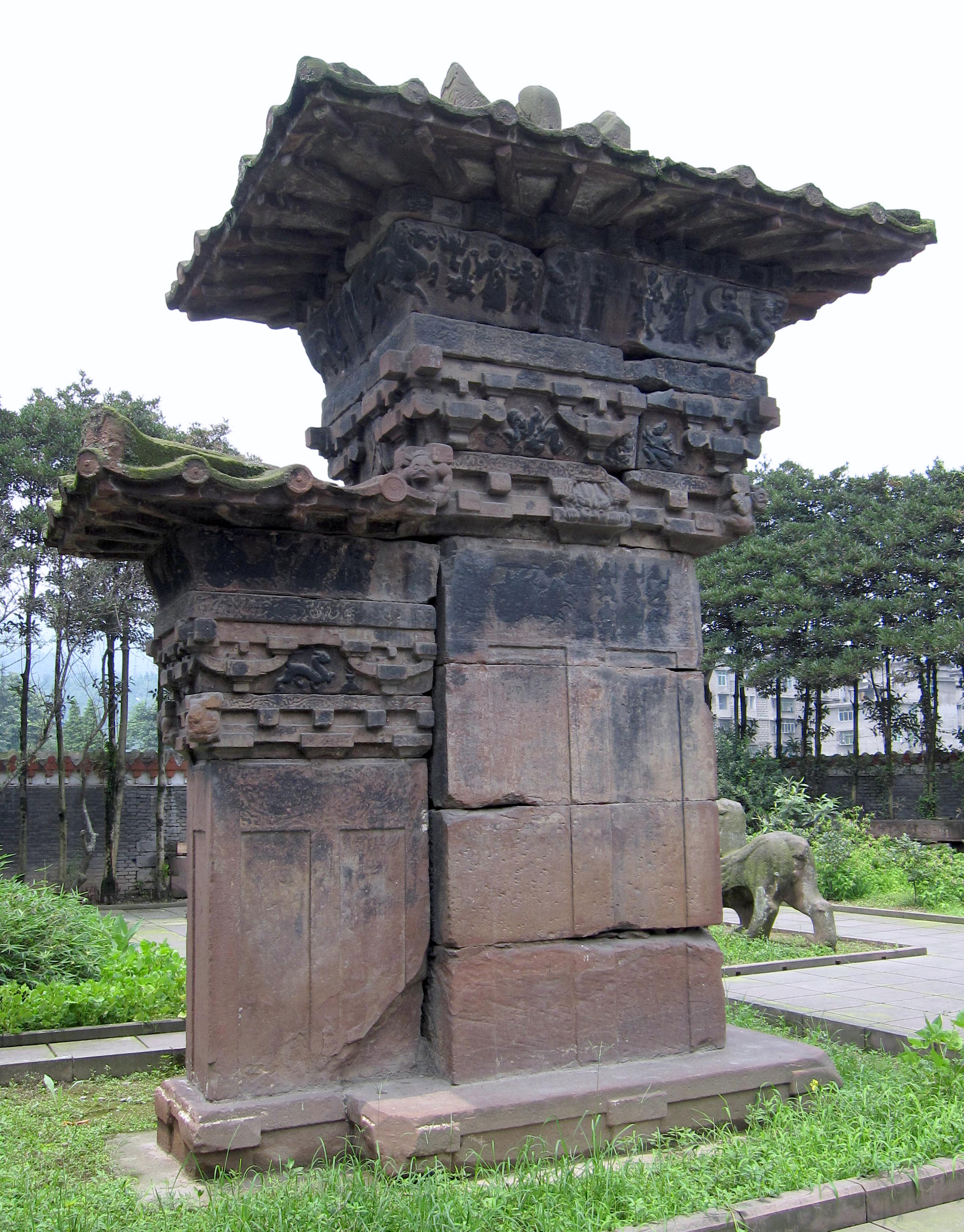
Porte de pilier en pierre sculptée, appelée que, d'une hauteur de 6 m, tombe de Gao Yi à Ya'an, province du Sichuan, Han orientaux.

Le bois était le principal matériau de construction pendant la dynastie Han. Il a été employé pour construire des palais, des tours résidentielles de plusieurs étages, des bâtiments publics et des maisons individuelles. Comme le bois est un matériau qui se dégrade rapidement, les seules traces restantes de l'architecture Han sont des tuiles en céramique dispersées dans des musées et des collections privées. Les plus vieilles constructions en bois existant actuellement en Chine datent de la dynastie Tang (618-907). L'historien de l'architecture Robert L. Thorp souligne la rareté des vestiges archéologiques datant de la dynastie Han. Selon lui, les historiens à la recherche d'indices sur cette architecture perdue, utilisent souvent des sources littéraires et artistiques datant de l'époque Han mais peu fiables.
Bien que les structures en bois de cette époque aient disparu, certaines ruines datant de la dynastie Han, faites de briques, de pierre et de terre battue, sont intactes. Il s'agit notamment de piliers en pierre, de chambres intérieures de tombeaux en brique, de murs de ville et de tours de guet en terre battue, de phares de brique, des sections en terre battue de la Grande Muraille, de plateformes en terre battue et de deux châteaux en terre battue situés dans la province de Gansu. Les ruines des murs de terre battue qui jadis entouraient les capitales Chang'an et Luoyang sont toujours debout, avec leurs systèmes de drainage composés d'arcs en brique, de fossés et de conduites d'eau en céramique. Des piliers monumentaux en pierre marquaient les entrées des sanctuaires et des tombeaux qui étaient entourés de murs. Actuellement, vingt-neuf de ces piliers datant de la période Han existent toujours. Ces piliers sont décorés de reliefs imitant l'aspect d'éléments de construction en bois et en céramique, tels que tuiles, avant-toits et balustrades.
Le type le plus commun de maison représentée dans les œuvres d'art Han est celle construite autour d'une cour. Des reproductions en céramique de bâtiments, comme des maisons et des tours, ont été trouvées dans les tombeaux Han. Peut-être ont-elles été disposées ainsi pour servir d'hébergement aux morts dans l'au-delà. Toujours est-il que ces reproductions fournissent des indices précieux sur cette architecture en bois. Elles semblent être fidèles à la réalité, car l'aspect et les décorations des tuiles en céramique des modèles réduits de tour, sont dans certains cas des copies exactes des tuiles de la période Han trouvées sur des sites archéologiques.

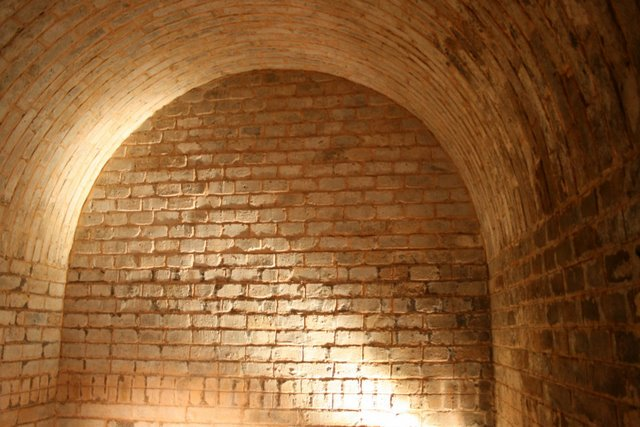
Pièce voutée de petites briques d'une tombe des Han orientaux à Luoyang.

Plus de dix tombes souterraines ont été trouvées, dont beaucoup sont composées d'arcades, de chambres voûtées et de toits en dôme. Les voûtes souterraines et les dômes n'avaient pas besoin de supports de contreforts car ils étaient maintenus en place par des fosses remplies de terre. Par contre, pour l'instant, les chercheurs et les archéologues n'ont trouvé aucune trace d'utilisation de voûtes en briques et de dômes dans des constructions datant de la dynastie Han, en dehors de ces tombes.
Grâce aux sources littéraires datant de cette période, on sait qu'il existait alors en Chine plusieurs types de ponts en bois, comprenant des ponts en arc, des ponts suspendus simples et des ponts flottants. Cependant, il convient de préciser qu'il n'y a que deux références connues aux ponts en arc dans la littérature Han, et une seule sculpture datant de cette période, qui a été retrouvée au Sichuan, représente un pont en arc.
Des puits de mine souterrains, dont certains atteignent des profondeurs supérieures à 100 m, ont été créés pour l'extraction du minerai de fer. De même, des forages et des tours de forage ont été utilisés pour extraire de la saumure minière et la transférer dans des fours où elle était distillée en sel. Les fours de distillation étaient chauffés par du gaz naturel, canalisé à la surface par des pipelines en bambou. Le gaz non utilisé par ces fours était siphonné via des tuyaux d'échappement, afin d'éviter tout accident.

### Ingénierie mécanique et hydraulique

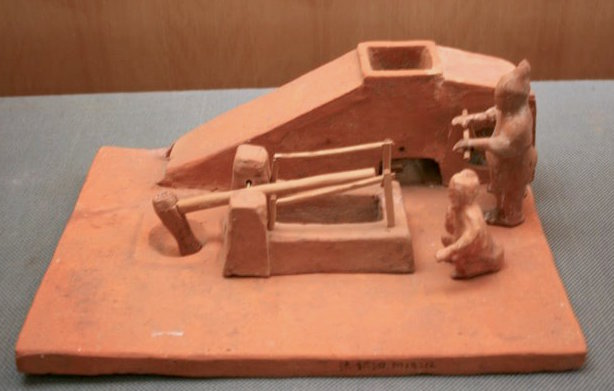
Poterie représentant deux hommes manipulant un tarare avec une manivelle et un marteau incliné servant à pilonner le grain.

Les chercheurs chinois et les fonctionnaires considéraient traditionnellement que les activités scientifiques et techniques relevaient du domaine des artisans et des ouvriers manuels (gongren) ; soit des personnes ayant un statut social bien inférieur à celui des lettrés confucéens. En conséquence, toutes les descriptions d'ingénierie mécanique de l'époque Han proviennent en grande partie d'écrits, d'observations et de choix de savants confucéens parfois désintéressés. Les artisans, ingénieurs et autres professionnels (jiang) n'ont pas laissé de traces détaillées de leurs travaux. Les chercheurs de cette période, qui avaient souvent peu ou pas d'expertise en génie mécanique, fournissaient parfois des informations insuffisantes sur les différentes technologies qu'ils décrivaient. Néanmoins, certaines sources littéraires Han fournissent des informations cruciales. Par exemple, en 15 av. J.-C., le philosophe Yang Xiong a décrit l'invention de l'entraînement par courroie pour une machine à quilling, qui était alors d'une grande importance pour la fabrication des textiles. Les inventions de l'artisan-ingénieur Ding Huansont mentionnées dans les Notes Diverses sur la Capitale Occidentale. Vers 180 av. J.-C., Ding a créé un ventilateur rotatif actionné manuellement, qui a été utilisé comme une climatisation primitive dans les palais. Ding a également utilisé des cardans comme support pivotant pour l'un de ses brûleurs d'encens et a inventé la première lampe zootrope connue au monde.
L'archéologie moderne a permis de découvrir des œuvres d'art datant de la dynastie Han, représentant des inventions qui ne sont pas mentionnées dans les sources littéraires de l'époque. C'est ainsi grâce aux miniatures déposées dans les tombeaux Han, et non pas grâce aux sources littéraires, que l'on sait que la manivelle a été utilisée pour faire fonctionner les ventilateurs des machines à vanner qui séparaient le grain de la paille. De même, le chariot odomètre a été inventé pendant la dynastie Han. Ce chariot a permis de mesurer les distances parcourues lors de voyages, en utilisant des figures mécaniques frappant des tambours et des gongs pour indiquer ladite distance. Cette invention apparaît dans les œuvres d'art Han au IIe siècle de notre ère, mais les premières descriptions écrites détaillées n'apparaissent qu'au IIIe siècle apr. J.-C.. Les archéologues modernes ont également découvert différents objets utilisés pendant la dynastie Han, comme une paire d'étriers coulissants métalliques utilisés par les artisans pour faire des mesures rapides. Sur ces étriers, on trouve des inscriptions indiquant l'année et le jour exact de leur fabrication, mais ce type d'outils n'est mentionné dans aucune source littéraire Han.

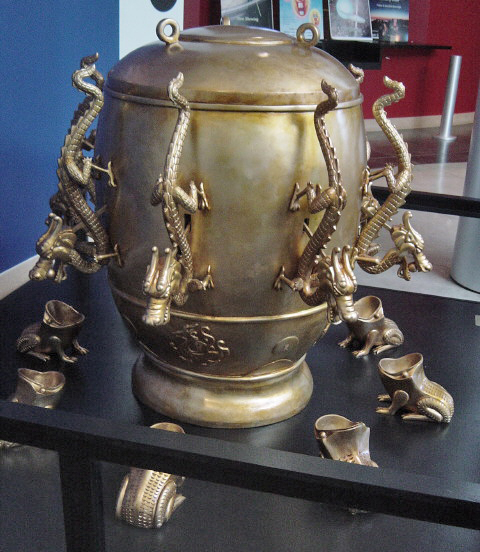
Réplique moderne du sismomètre de Zhang Heng de -132.

La roue a aubes est mentionnée pour la première fois dans les sources chinoises pendant la dynastie Han. Vers l'an 20, le lettré Huan Tan mentionne que ce type de roue est utilisé pour actionner des engrenages qui soulèvent des marteaux en fer, lesquels sont utilisés pour battre, broyer et polir le grain. Cependant, en dehors de cet écrit, il n'y a aucune preuve suffisante d'utilisation d'un moulin à eau en Chine avant le Ve siècle. Du Shi (??? - 38), l'Administrateur de la Commanderie de Nanyang avait utilisé une roue à aubes pour actionner les soufflets d'un four. Son invention fut utilisée sur les soufflets à piston des hauts fourneaux et des cubilots, ce qui permit l'obtention de fonte en fusion. Des roues à aubes ont également été utilisées pour faire fonctionner des norias, qui amenaient de l'eau dans des fossés d'irrigation élevés. C'est le philosophe Wang Chong, dans son Lunheng, qui mentionne pour la première fois l'existence de ce système d'irrigation en Chine, au Ier siècle apr. J.-C..
La sphère armillaire, une représentation tridimensionnelle des mouvements dans la sphère céleste, a été inventée en Chine, pendant la dynastie Han au Ier siècle av. J.-C.. À l'aide d'une horloge à eau, d'une roue hydraulique et d'une série d'engrenages, l'astronome de la cour Zhang Heng (78-139 apr. J.-C.) a réussi à faire tourner mécaniquement sa sphère armillaire à anneaux métalliques. Pour résoudre le problème d'abaissement de la tête de pression du réservoir, qui ralentissait la mesure du temps par l'horloge à eau pendant que l'on remplissait le réservoir d'entrée, Zhang a été le premier en Chine à installer un réservoir supplémentaire entre le réservoir d'entrée et le réservoir d'arrivée. Zhang a également inventé un dispositif qu'il a appelé une « girouette de tremblement de terre » (houfeng didong yi) et que le scientifique britannique Joseph Needham a décrit comme « l'ancêtre de tous les sismographes ». Ce dispositif était capable de détecter la direction exacte dans laquelle un tremblement de terre avait eu lieu, à des centaines de kilomètres de distance. Il employait un pendule inversé qui, lorsqu'il était perturbé par des tremblements de terre, déclenchait une série d'engrenages qui laissaient tomber une boule de métal de l'une des huit bouches de dragon, représentant les huit directions possibles, dans la bouche d'un crapaud métallique. La description de ce dispositif dans le Livre des Han postérieurs (Hou Han shu) indique comment, une fois, une des boules de métal est tombée dans la bouche d'un crapaud, sans qu'aucun des observateurs n'ait senti une perturbation. Quelques jours plus tard, un messager arriva et apporta des nouvelles indiquant qu'un tremblement de terre avait frappé la commanderie de Longxi, qui est située dans l'actuelle province du Gansu. Comme ladite commanderie se situait dans la direction indiquée par le dispositif, les fonctionnaires de la cour furent obligés d'admettre l'efficacité de l'invention de Zhang.

### Cartographie, navires et véhicules

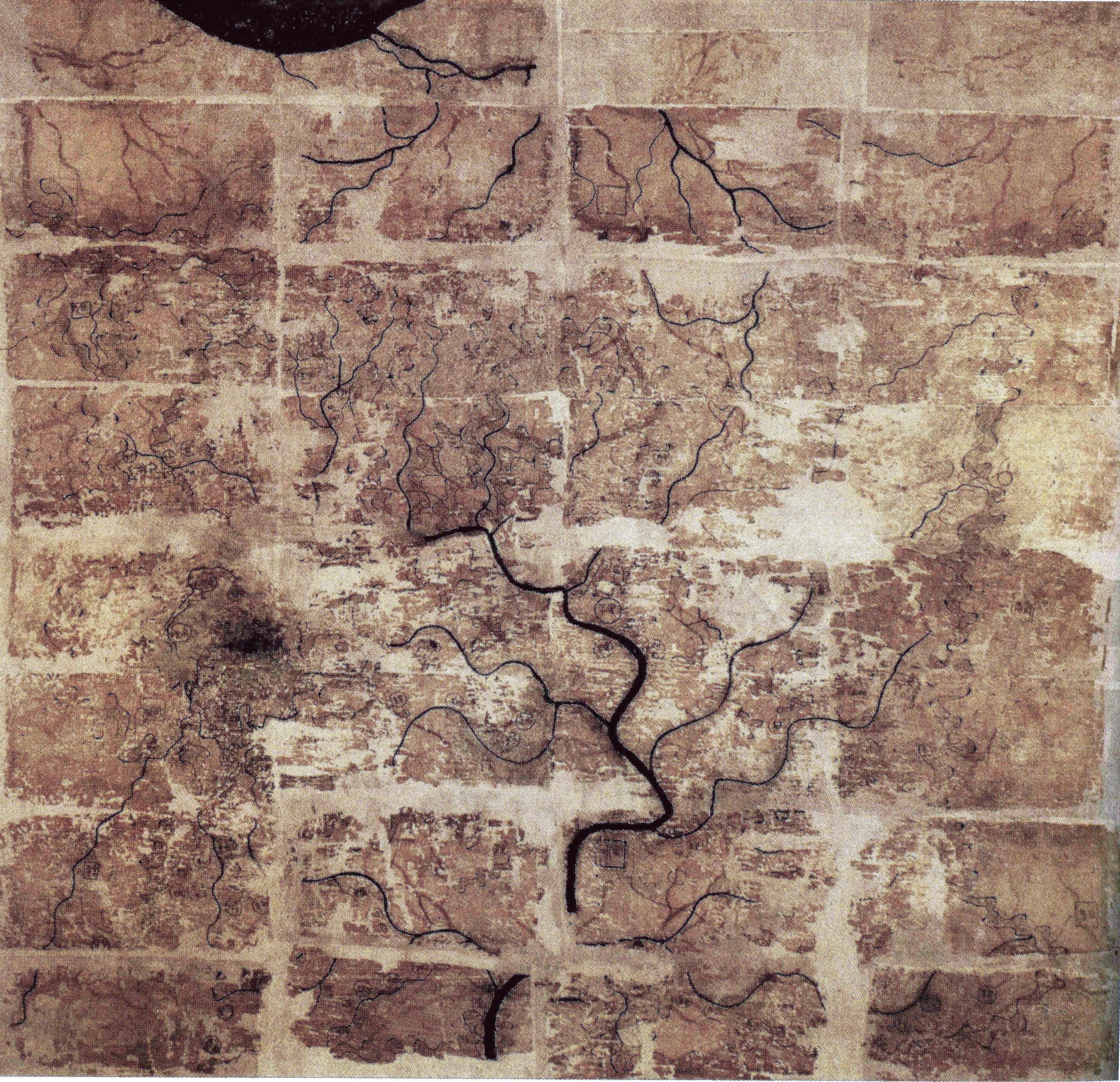
Carte sur soie datant du début des Han occidentaux, trouvée dans la tombe no 3 de Mawangdui. Elle décrit le royaume de Changsha et le royaume de Nanyue dans le Sud de la Chine (note : la direction du Sud est orientée vers le haut).

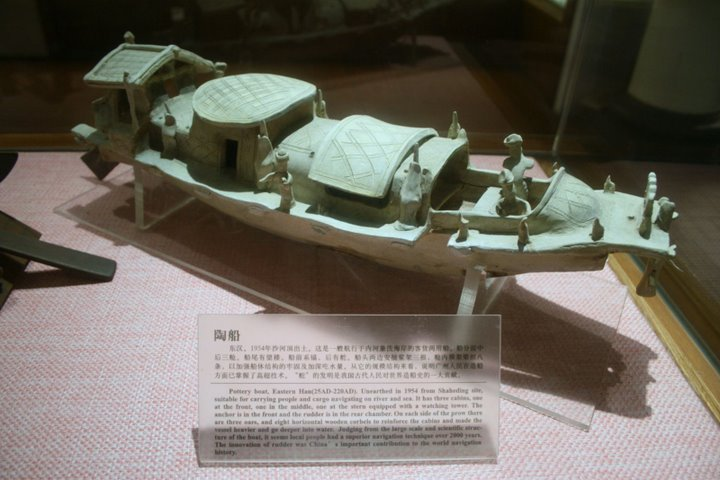
Maquette en poterie datant de la période des Han orientaux représentant un bateau avec un gouvernail et une ancre.

Les preuves trouvées dans la littérature chinoise et grâce aux fouilles archéologiques, montrent que la cartographie existait en Chine avant le début de la dynastie Han. Parmi les plus anciennes cartes découvertes datant des Han, il y a les cartes sur soie trouvées dans la tombe no 3 de Mawangdui et datant du IIe siècle av. J.-C.. Le général Ma Yuan a créé la première carte en relief connue au Ier siècle, en utilisant du riz. Cette datation ne tient pas compte de la carte de l'empire qui est supposée se trouver dans le tombeau de Qin Shi Huang, selon la description qu'en fait Sima Qian dans le Shiji; puisque tant que ce mausolée n’aura pas été fouillé, rien ne permet de vérifier si ladite carte existe vraiment.
Bien que l'utilisation d'une échelle graduée et d'une grille de référence pour les cartes n'aient pas été décrites en détail avant les écrits publiés par Pei Xiu (224-271), il y a des preuves indiquant qu'au début du IIe siècle apr. J.-C., le cartographe Zhang Heng a été le premier à utiliser à la fois des échelles et des grilles pour ses cartes.
Les Chinois vivant à l'époque de la dynastie Han naviguaient en utilisant une grande variété de navires, bien différents de ceux des époques précédentes, comme le navire fortifié, ou lou chuan. Le design de la jonque a été développé et finalisé durant cette période. Elle possède un gouvernail et une poupe avec une extrémité carrée, une coque à fond plat, sans quille ou étambot et de solides cloisons transversales au lieu des nervures structurelles que l'on trouve dans les navires occidentaux. En outre, les navires des Han ont été les premiers au monde à être dirigés en utilisant un gouvernail à l'arrière et non une godille, plus simple, qui était utilisée pour le transport fluvial. Cette innovation leur permettait de naviguer en haute mer.
Bien que les chars de bœufs et les chariots aient été utilisés précédemment en Chine, la brouette a été utilisée pour la première fois par les Chinois au Ier siècle av. J.-C.. Des dessins datant de la dynastie Han représentant des chars tirés par des chevaux, montrent que le joug de bois datant de la période des royaumes combattants, et qui était placé autour de la poitrine du cheval, a été remplacé par une sangle de cuir. Ce n'est que bien plus tard, sous les Wei du Nord (386-534), que sera inventé le collier d'épaule.

## Honneur
L'astéroïde (588255) Hantang est nommé d'après la dynastie Han et la dynastie Tang.